# 立教大学
立教大学（りっきょうだいがく、英語: Rikkyo University／Saint Paul's（スクール・ニックネーム））は、東京都豊島区西池袋に本部を置く日本の私立大学。1874年創立、1883年大学設置。大学の略称は立教（りっきょう）、立大（りつだい）。

## 概観

### 大学全体

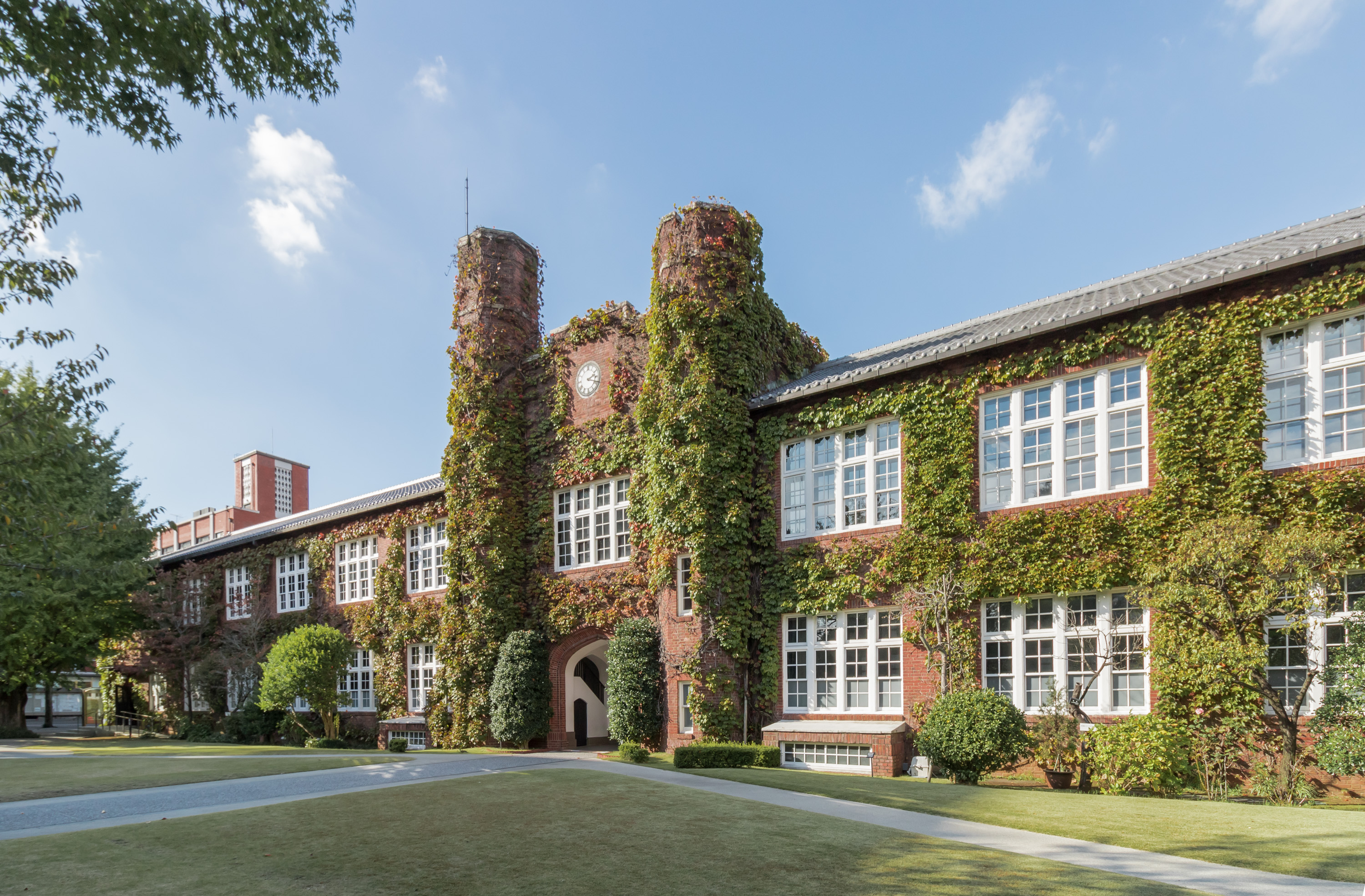
池袋キャンパス本館／1号館／モリス館（裏側、東京都選定歴史的建造物）

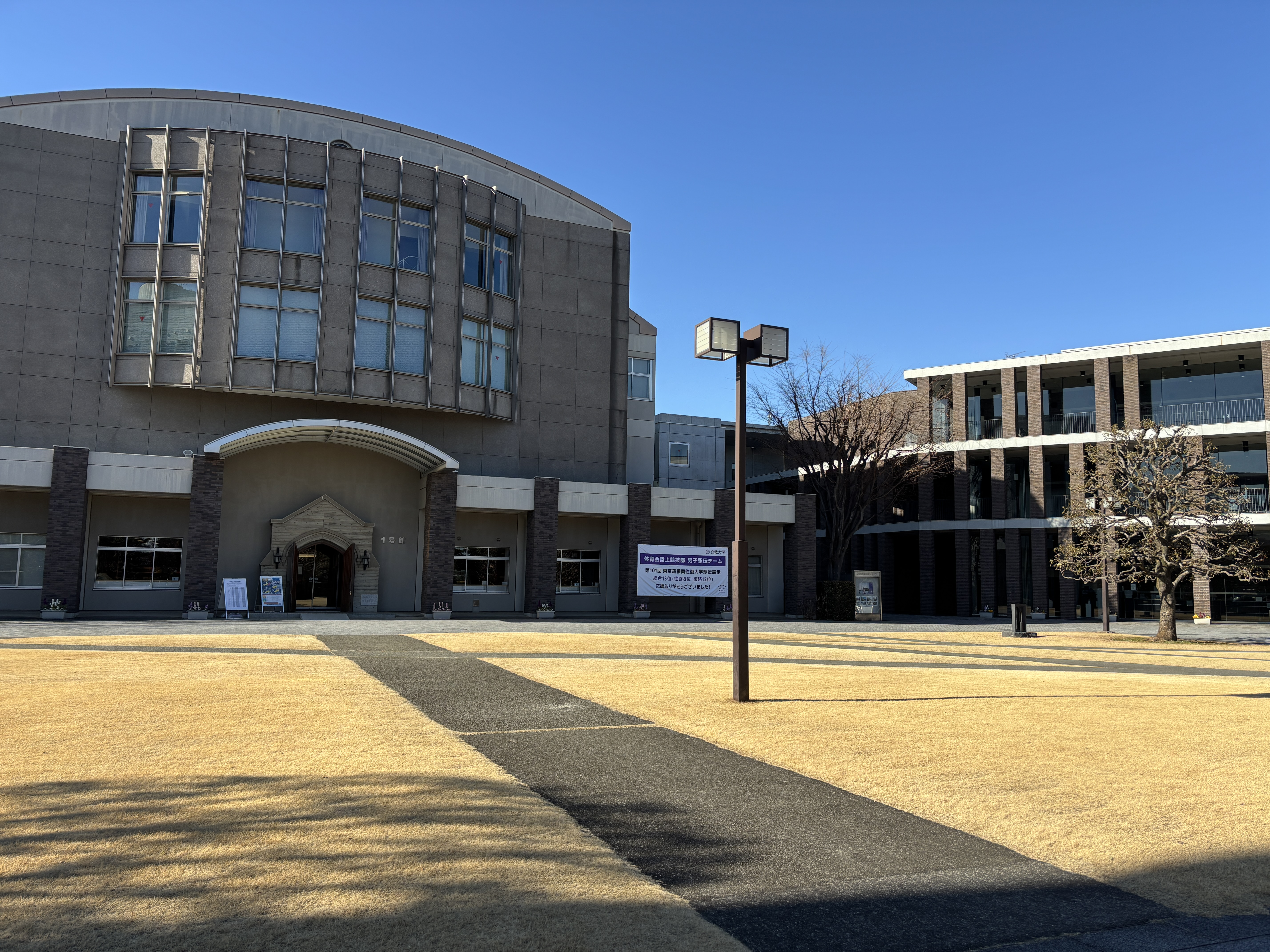
立教大学新座キャンパス1号館と7号館

英国国教会を始祖とする会派、米国聖公会（歴代米国大統領の1/4が信者）の宣教師チャニング・ウィリアムズ主教が、1874年（明治7年）に東京・築地に設立した聖書と英学を教育する私塾、立教学校を前身の一つとする日本屈指の伝統校である。ローマから英国に派遣されたオーガスティンの初代カンタベリー大主教着座（西暦597年）からの流れを汲む。設立起源は、米国聖公会信徒のマシュー・ペリーの黒船来航と初代米国総領事タウンゼント・ハリスの活動により日本への宣教勧告と学校開設の勧奨を得た米国聖公会が、1859年（安政6年）に伝道と教育、医療活動を成すプロテスタント初の日本ミッションを長崎・崇福寺に置き、ハリスの支援のもと江戸幕府の長崎奉行・岡部駿河守長常の要請で日本の嚆矢となる英学私塾を創設したことに始まり、高杉晋作、大隈重信（第8・17代内閣総理大臣）、副島種臣（第3代外務卿）、前島密（近代郵便制度創設者）、何礼之（大阪洋学校、現・京都大学創設者）など多くの志士を輩出した。この塾は日本におけるミッションスクールの起りである。幕末から明治にかけて日本と米国の外交の芽吹に生誕し、日米両国の友好の証として歴史を繋ぎ、日本の英学教育を牽引してきた。
聖公会系の大学である名門オックスフォード大学クライスト・チャーチを始め、ダブリン大学トリニティ・カレッジやダラム大学セントジョンズ・カレッジなど世界の聖公会系大学が120校以上加盟するCUAC（世界聖公会大学連合）に属する日本聖公会系のキリスト教主義学校（ミッションスクール）である。1883年（明治16年）に、米国式カレッジとして東京大学とともに日本最高峰の教育機関である「立教大学校」を設立。ミッションスクール第一号として認可を受けた。これは後の帝国大学令と大学令より前に、教育令によって認可された日本の先駆けとなる大学であった（詳細は旧制大学参照）。初代校長にハーバード大学出身のジェームズ・ガーディナーが就いた。1922年（大正11年）に大学令により再び大学となり、文学部、商学部、予科を設置。第二次世界大戦前に英称をSt.Paul's Collegeと変更。現在は正式英称をRikkyo Universityとするが、今もスクール・ニックネームとして「St.Paul's」が使われる。「SPU」の略称もある。
戦間期以降、慶應義塾大学、東京大学、法政大学、明治大学、立教大学、早稲田大学で構成する東京六大学の一校である。1959年には、会長に吉田茂（第45・48-51代内閣総理大臣）、副会長に池田勇人（第58-60代内閣総理大臣）、ほか正力松太郎（読売新聞社社主）や石川一郎（経団連初代会長）らによる立教大学後援会が発足し学部新設など大学が進展した。2001年から、同じ聖公会に属する聖路加国際大学と単位互換制度を開始。近隣の大学で構成するF-Campus（5大学単位互換制度）も開始した。
創立以来、国際性やリーダーシップを育むリベラルアーツ教育を実践し、2023年時点で11学部・27学科・10専修・1コース Global Liberal Arts Program (GLAP)を設置。大学院は16研究科設置する。経営学部と異文化コミュニケーション学部は、入試難易度が高く、現在における看板学部である。経営学部と大学院経営学研究科は、世界的なビジネス教育の認証評価機関であるAACSBの国際認証を2024年に取得し、学部・研究科単位の取得では私立の総合大学で日本初となる世界トップクラスの教育機関認定を受けている。質の高い先端的な研究を行う理学部も世界における評価で大学を牽引しており、JAXAと協同での宇宙関連の研究開発や、燃料電池、人工光合成等のクリーンエネルギー分野、バイオ医薬の分野などで高い成果を上げている。（#理工学分野を参照）
蔦の絡まる煉瓦造りの歴史的建造物群とガラス張りの近代的な校舎が調和する池袋キャンパスは、都会にありながら緑豊かで、異国情緒ある洗練された美しいキャンパスとして知られる。1918年（大正7年）竣工の第一食堂は、ハリーポッターの世界観があると言われる。2012年に開館した池袋図書館は、収蔵可能冊数200万冊、閲覧席数1530席以上を有する、国内の大学でも屈指の規模を誇る図書館である。多様なグループワークに対応する学習スペースと充実したICT環境に加え、リフレッシュルーム、テラス席、ソファ席などが備わり、カフェ併設の滞在型図書館である。ラーニングアドバイザーも常駐し、文献の調べ方はもとより、レポートの書き方や研究構想の纏め方を細かく指導できる体制を整え、「本気で勉強したくなる図書館」を目指して、学生を強力に支援する施設となっている。芝生広場や中庭も広がる、穏やかで開放的な雰囲気の新座キャンパスは、近代的な校舎のほか、スタジオ棟、体育施設などが点在している。新座図書館は専門書が多く蔵書され、映像資料も充実する。
校友数は2023年時点で23万人を数え、全国および世界に「立教会」と呼ばれる校友組織が広がっている。経済界を始め、出版、文学、メディアなど多くの分野で卒業生が活躍している。2016年に卒業生ネットワーク組織「GLCネットワーク」が発足し、多様な業界で活躍する卒業生たちが立教生のキャリア形成支援を行っている。「就職偏差値が上がった大学」ランキングでは全国1位、イギリスの教育専門誌「タイムズ・ハイアー・エデュケーション (Times Higher Education)」による世界大学ランキング2025年版では、国際性において国内私大1位（5年連続）に認定されている。
2007年に日本初のESD研究機関である「立教大学ESD研究センター」（現・ESD研究所）を設立し、SDGsの取り組みを推進する。2020年には、大学院に日本初となる、AIに特化した「人工知能科学研究科」を創設した。同年、先端的な英語教育・研究を担う「立教大学外国語教育研究センター（FLER）」を開設。2022年には、学内の温室効果ガスの排出を2030年までに全体としてゼロにすることを目指し、「カーボンニュートラル宣言」を表明した。

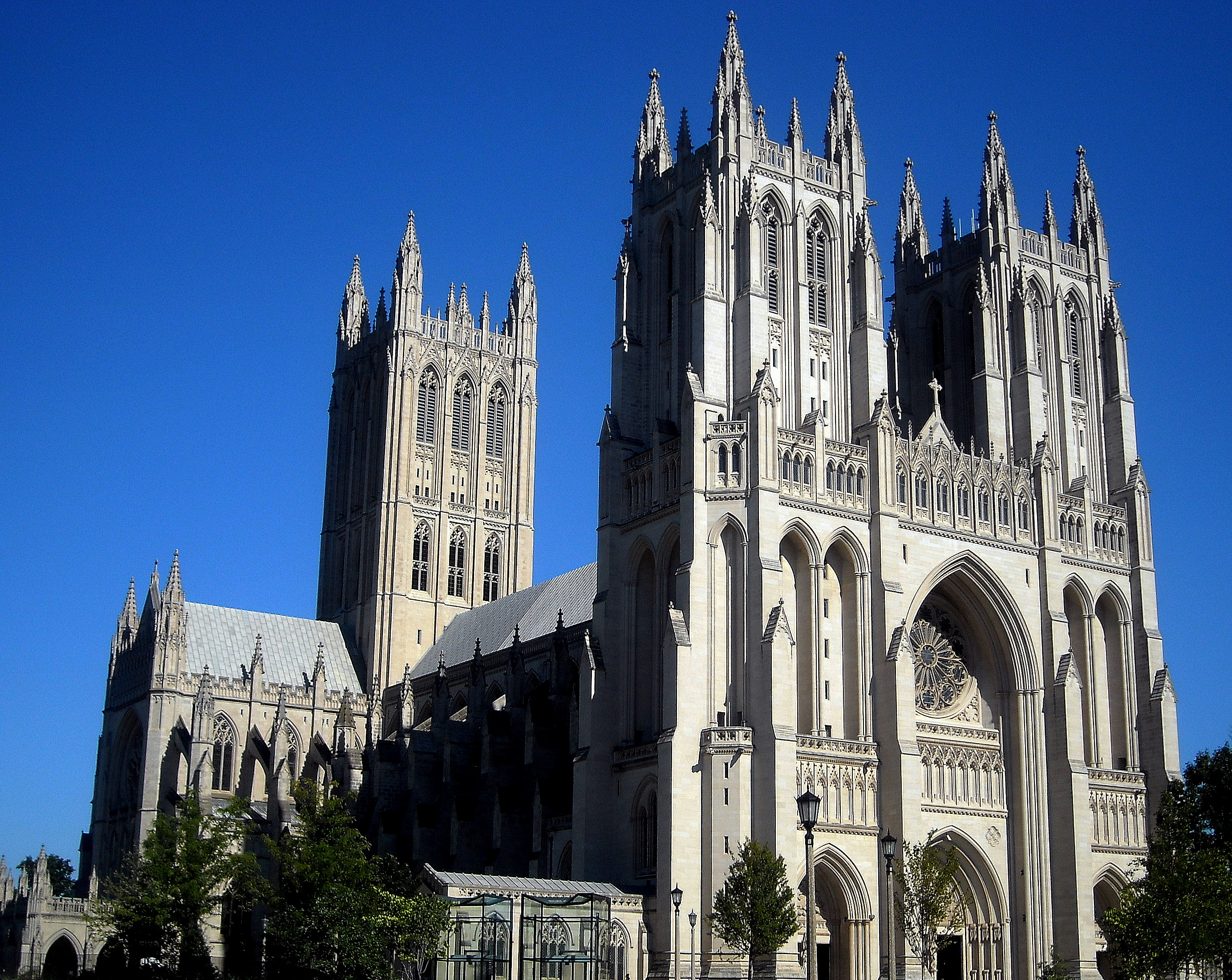
米国聖公会の総裁主教がいるワシントンD.C.教区の主教座聖堂である「ワシントン大聖堂」。大統領の就任時、元大統領の葬儀など国家的行事にも使用されている。

### 国際性、リベラルアーツ教育
米国聖公会が設立した大学であり、歴史的に外国人教員が多く、国際的な学風である。大学の源流である1859年（安政6年）に幕末の長崎で設立した私塾において、江戸幕府の長崎奉行の要請から公式通事（通訳）への英学教育を開始し、明治維新で活躍する外交官を多く輩出するなど、創設以来長きに渡る国際性の伝統を持つ。その後も、朝日新聞社初代外報部長の米田實を始め、永井万助、岡本鶴松など同社外報部長を務めた20世紀前半の日本を代表するジャーナリストや、満鉄調査課長の佐田弘治郎、電通外報部長の清田龍之助（一橋大学教授）らを輩出した。1906年（明治39年）には清国留学生のための「志成学校」を築地に設立し、古くから留学生を受け入れた国際交流を行う。韓国初の英字新聞であるコリア・タイムス初代社長の金尙鎔も大学の卒業生であり、近年でも日本の女性記者で初めて南極観測隊に同行取材した中山由美（朝日新聞報道局記者）も卒業生である。ミッション系大学の特質もあり、語学教育に定評があるが、近年、国際化戦略である「Rikkyo Global 24」を推進し、教育プログラムも進化する。英語によるディスカッションやプレゼンテーションなど社会に資する実践的なスキルが身につくプログラムがあり、中でも経営学部・国際経営学科、異文化コミュニケーション学部、GLAPでは全員が海外留学研修を行う。2013年にはグローバル教育センターを設置し、立教GLP（グローバル・リーダーシップ・プログラム）を始め、国際協力人材育成プログラムや海外インターンシップ等の科目を設けている。
2014年に、文部科学省「スーパーグローバル大学創成支援事業」の指定校となり、学内における国際交流と留学情報発信の拠点として、「グローバルラウンジ」が池袋、新座の各キャンパスに開設された。日本にいながら留学生と交流し、多様な文化に触れ、語学力を高められる施設で、国際交流イベントやワークショップも多く開かれる。専属の国際交流コーディネーターによる留学相談窓口もあり、留学プログラムの情報提供も行う。より幅広い国の学生に対応するためにイスラム圏の学生が主に利用できる、祈りの部屋を設置するなど、施設面でも充実を図っている。国際交流ボランティア制度もあり、来日した留学生の生活サポートを行い、積極的に国際交流を行うことができる環境が整う。
2015年からは、スタンフォード大学の学生と「陸前高田プロジェクト」に取り組んでいる。2016年に、全学部生が受講できる「グローバル教養副専攻」を開設。所属する学部学科で修得する専門性に加えて、もう一つの専門性を修得し、多面的に物事を捉え持続的に考える力を養成するプログラムで、大学が認定する海外学習も行う。3コース21テーマの中で興味・関心あるものを選択し、テーマに沿って体系的に学んでいく。中でも2018年には、データサイエンス副専攻が開設され、データ分析、IT技術、統計学、調査理論などを学び、グローバル人材に必要なデータ活用力を身に着けられる。こうした主専攻＋副専攻（メジャー、マイナー）の学部履修形態は欧米の大学では一般的だが、日本では、同じミッション系大学の国際基督教大学が採用している。グローバル教養副専攻の履修科目は所属学科の卒業単位にも算入でき、修了すると卒業時に修了証が授与され、300以上ある全学共通科目と合わせ、リベラルアーツ教育が充実化した。また、他学部が開講する専門科目も一部を除き履修可能で、大学全体を通して履修できるプログラムの自由度が高いのが特徴である。2017年には、国や地域を超えて、世界で活躍するグローバルリーダーを育成する国際教養学部相当のGlobal Liberal Arts Program (GLAP) を設置した。
2021年11月、文部科学省「大学の世界展開力強化事業」において、新規採択分として私立大学で唯一の採択校となった。2014年に採択された「スーパーグローバル大学創成支援事業」を引き継ぐ大学の中核事業として位置づけ、ソウル大学校（韓国）、北京大学（中国）、シンガポール国立大学（シンガポール）のアジアトップクラスの大学との連携事業である「ACEプログラム（The Asian Consortium for Excellence in Liberal Arts and Interdisciplinary Education）」を開設し、4大学による国際共同副専攻 (ALIS) を設置した。

海外協定校は、2024年5月現在、世界46か国・地域に及んでおり、米国のコロンビア大学、コーネル大学、シカゴ大学、バージニア大学、ワシントン大学、英国のケンブリッジ大学、マンチェスター大学、リヴァプール大学、シェフィールド大学、フランスのパリ大学、オーストラリアのシドニー大学、モナシュ大学、ニューサウスウェールズ大学、シンガポールのシンガポール国立大学、中国の北京大学、清華大学、南京大学、韓国のソウル大学校、高麗大学、延世大学など、世界255の大学と280の協定を結んでいる。

### リーダーシップ教育

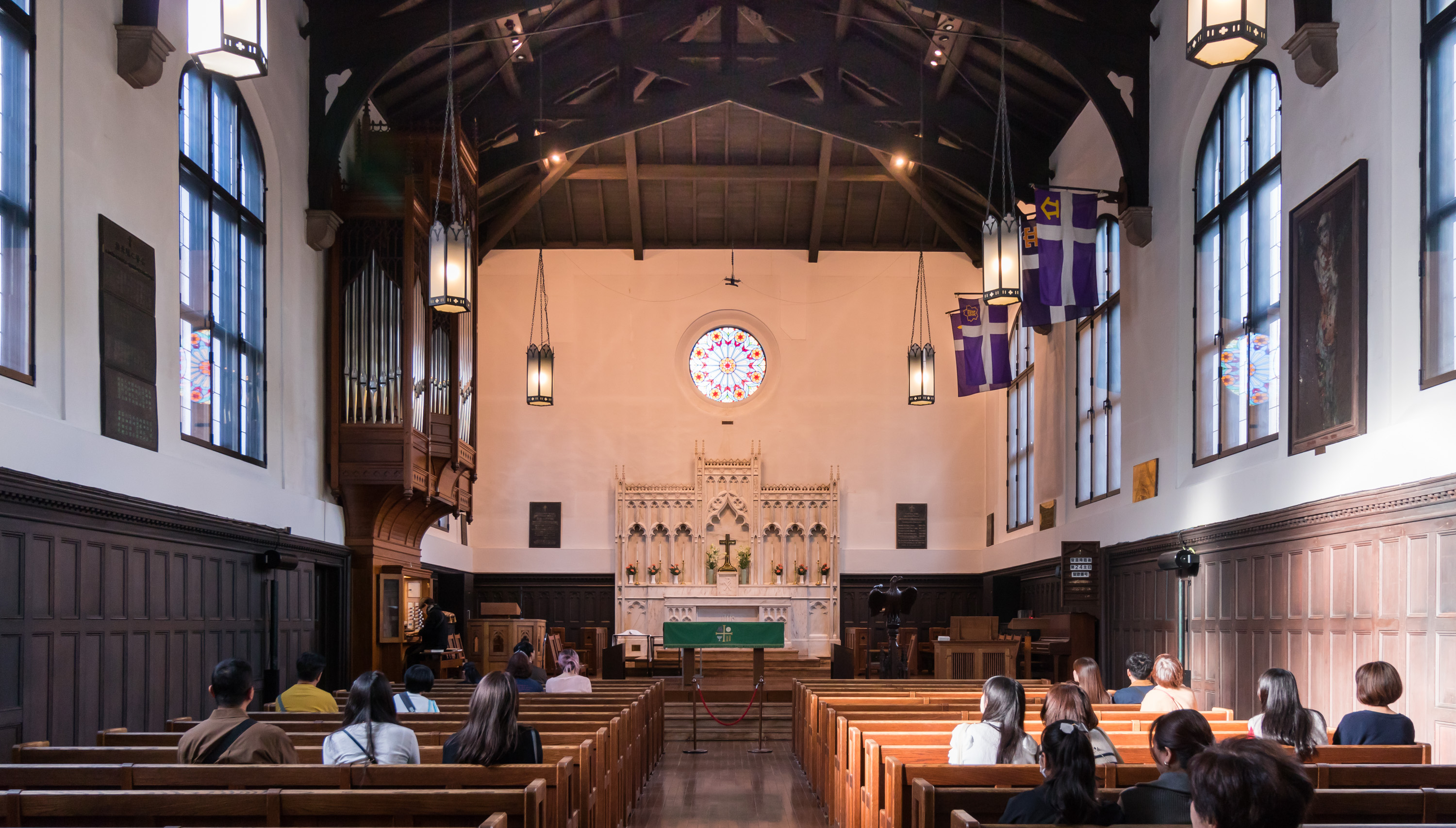
立教学院諸聖徒礼拝堂／チャペル
（東京都選定歴史的建造物、池袋キャンパス）

リーダーシップ教育においては、経営学部では少人数の体験・実践的なコアカリキュラムであるBLP（ビジネス・リーダーシップ・プログラム） があり、実際に企業と連携し、企業から提示される課題にチームで挑む中で、プロジェクトの進め方を学び、リーダーシップ力が養える環境となっている。インターンシップと同じく、社会体験型のアクティブ・ラーニングである。
BLPは、日本初の学部必修のプログラムとして2006年に開設された。2011年には、先進的な教育方法を常に取り入れていることが評価され、文科省・日本学術振興会の「教育GP｣（2008─10年度）の成果審査の結果「他（大学）に波及が見込まれるイノベーティブな取組」であるとして最高ランクの評価を受けている。

BLPで培うリーダーシップ力は、これまでの組織内で権限を持つ一部の人が発揮するべきものとされた能力とは異なり、役職に関係なく全ての人が状況に応じて発揮することができるスキルである。質の高い授業と充実した施設環境の中で、能動的で主体性を持った学生が育ち、勉学に本気で取り組む風土となっている。上級生になるとSA（ステューデント・アシスタント）としてプログラムの運営側に回り、下級生へのコーチングや議事進行、教授のサポートなどファシリテーターとして運営側の視点も身に付き、相乗効果が生まれている。卒業後に、いかなる企業や組織でも活躍していくことができる力を育成する環境となっている。企業側から見ても、学生（Z世代）の意見を取り込みながら、外部の会社に委託、発注することなく、市場調査を行うことができ、新規事業開発や戦略立案などで企業と社員を活性化させるインキュベーターとなり、産学連携や企業の社会貢献の有効なモデルとなっている。また、参加する社員のリーダーシップ研修の場にもなっている。
立教GLP（グローバル・リーダーシップ・プログラム） は、内外で評価が高い経営学部のBLPのメソッドを全学で展開するために、2013年度に設置された。BLPと同じく、企業や団体の提示するプロジェクト課題に少人数のチームで取り組み、実践的、体系的にリーダーシップを修得できる全学部を対象としたプログラムで、日本語科目のほか英語科目も設けられており、国際性や語学力も高めることができる。英語科目には、グローバル教育センターが指定する海外学習プログラムに参加するリーダーシップ海外体験科目も用意されている。GLPは、今までの受け身の授業とは異なるプログラムで、本気で取り組んでいる人を応援する文化があり、仲間との真剣な取り組みの中で、主体的に考え行動していく力が身に付き、卒業後に様々な業界で活躍する人材を輩出している。
2016年度からは立教サービスラーニング (RSL) が全学共通科目で始まり、NPO、行政、企業等の受け入れ先での体験学習を通じて、リーダーシップ力を磨くプログラムを用意している。延世大学・復旦大学・慶應義塾大学とは「リーダーシップフォーラム」を毎年開催している。

### 奨学金制度、経済的支援
学生の経済的基盤を整え、学費負担を軽減し、学業継続の機会を保障するために、様々な奨学金制度が用意されている。立教大学独自の奨学金はすべて返還不要の給与奨学金で、人物、学業ともに優秀な学生の修学を援助するものとなっている。入学前に申し込むタイプ（入学前予約型奨学金）と入学後に申し込むタイプとの2種類がある。入学前予約型奨学金には、親元を離れ、住居費・生活費で経済的負担が増す、東京都、神奈川県、埼玉県、千葉県を除く全国の高等学校出身者対象の「自由の学府奨学金」と、Global Liberal Arts Program (GLAP) への入学希望者を対象とした「GLAP奨学金」がある。「自由の学府奨学金」の支給額は年額50万円（理学部入学者は年額70万円）で、採用候補者数は約500名（2023年度現在）と、大きな枠となっており、4年間受給した場合、国公立大学の授業料とほぼ差がない制度となっている。入学後に申し込むタイプの奨学金の中には、経済的理由により修学が困難な学生を支援するための経済支援奨学金や国際化戦略の一環として、学生が積極的に留学プログラムに参加するよう設置された「グローバル奨学金」などがある。

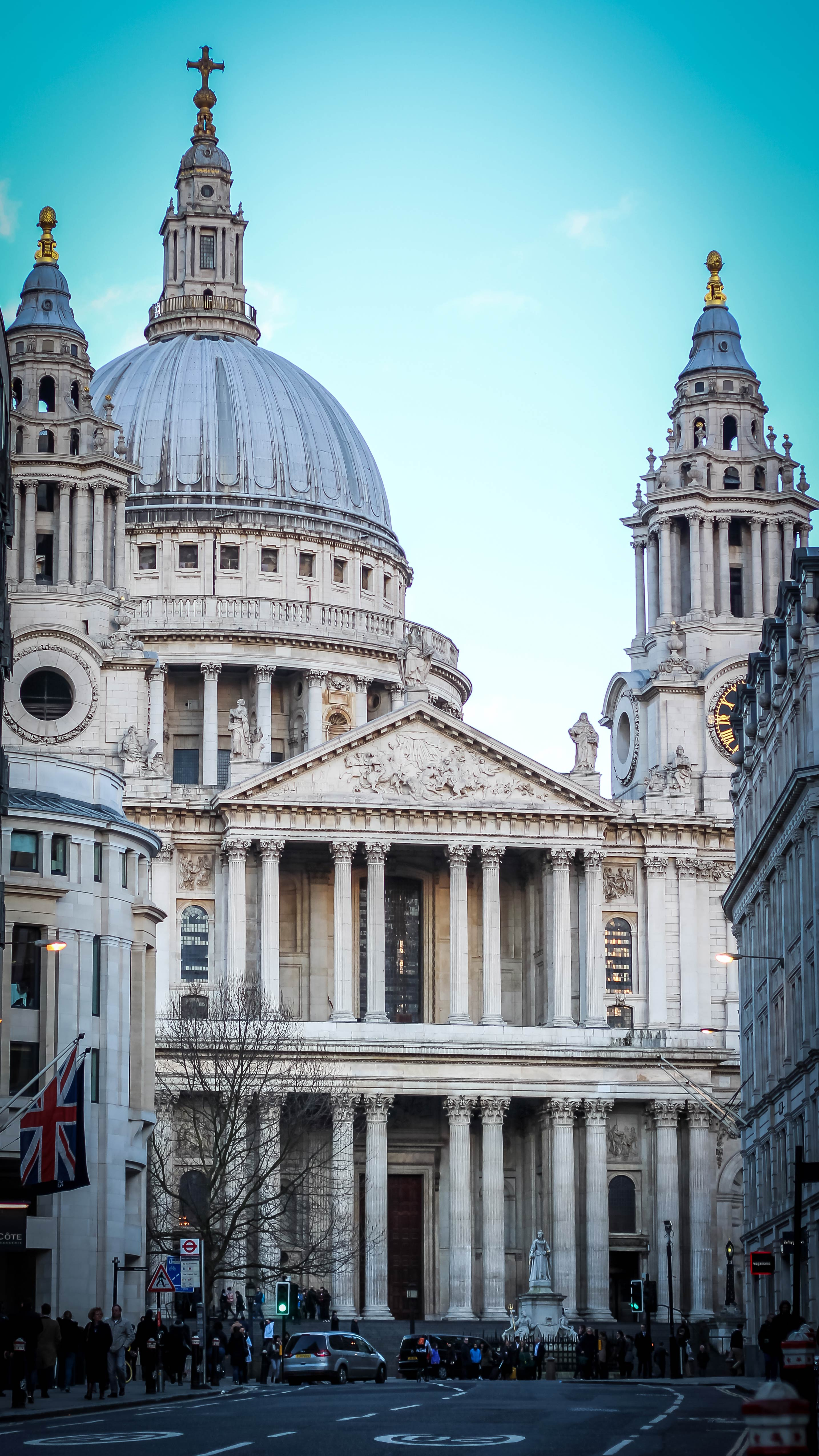
イングランド国教会ロンドン教区の主教座聖堂「セント・ポール大聖堂」。

### 名称の由来
「立教」の出典については諸説あるが、近年の研究により、かつて聖公会の祈祷書（礼拝時に用いる規則書）にあった「立教師」ということばに由来するのではないかとの説が浮上している。この「立教師」という言葉は、ウィリアムズ主教によって訳出されたとも考えられている。その他の説として、朱子の『小学』立教篇から採ったとの説、儒学者高愈が註をした「立教法以治人」から採ったとの説、ヘンリー・セントジョージ・タッカーが「立教はセント＝ポールズの日本名で、それは『教えの建設』を意味する」と記したとの説 がある。
応援歌や学園祭の名称などで使用されているスクール・ニックネームの、"St. Paul" についても確かな文献は見当たらないが、ウィリアムズ主教が1882年（明治15年）頃に英名として "St. Paul’s School" と命名したと考えられている。米国聖公会系の学校には全て「守護聖人」が存在しており、St.Paul (SAINT PAUL) =聖パウロは、新約聖書の著者の一人。英国国教会（イングランド国教会）ロンドン教区の主教座聖堂は「セント・ポール大聖堂」と聖パウロを記念して名付けられている。ウィリアムズ主教は自ら遠く東洋へ赴いた伝道者として、偉大な聖パウロを守護聖徒と仰ぎ、その名を本学の名に冠したものと思われる。また、ウィリアムズを支援し、日本初のプロテスタントの教会である英国聖公会会堂の設立資金を寄金したジョージ・スミス主教は、香港で最も古くから運営される1851年（嘉永4年）に創設された英国国教会のセント・ポールズ・カレッジ (香港)の校長を務めている。

加えて、1878年（明治11年）には、英国聖公会宣教協会（CMS）のジョン・パイパー司祭が築地居留地52番に「聖保羅教会（セントポール教会）」を創設し、米国聖公会と英国聖公会福音宣布協会（SPG）とも連携しており、1882年以前に築地において既にセントポールの名称が用いられている。この聖保羅教会の名称は、SPGのアレクサンダー・クロフト・ショーが1876年（明治9年）に三田松本町に設立した教会（聖アンデレ教会の前身）の名称として既に使われていたが、三田では会堂を有していなかったこともあり、パイパーが築地で創設した教会の礼拝堂（会堂）が落成した際に教会の名称となった。

1892年（明治25年）頃の立教学校（第2次）はセント・ポール英語学校とも呼ばれ、杉浦貞二郎（後の立教大学学長）や、アーサー・ロイドの斡旋でケンブリッジ大学に留学する吉田栄右らが在籍した。

### 建学の精神
校歌に謳われるように、立教学院は自らを「自由の学府」と呼び、基本理念を端的に示すものとして各所で使用している。

建学の精神を表す言葉が「PRO DEO ET PATRIA（神と国とのために）」で、立教大学では、これを「普遍的なる真理を探究し、私たちの世界、社会、隣人のために」と捉えている。「PRO DEO ET PATRIA」は、立教学校設立から約半世紀を経た1918年（大正7年）、築地から池袋への移転を機に、当時総理であったチャールズ・ライフスナイダーが、建学の精神を具体的に表現するものとして定めた立教の「楯のマーク」（現在のオフィシャル・シンボル）の中に書かれている。校友会館である「セントポールズ会館」の礎石には、校友会会長であった大川又三郎の自筆で「神と国との為に」と刻まれている。

## 教育および研究

### 概要

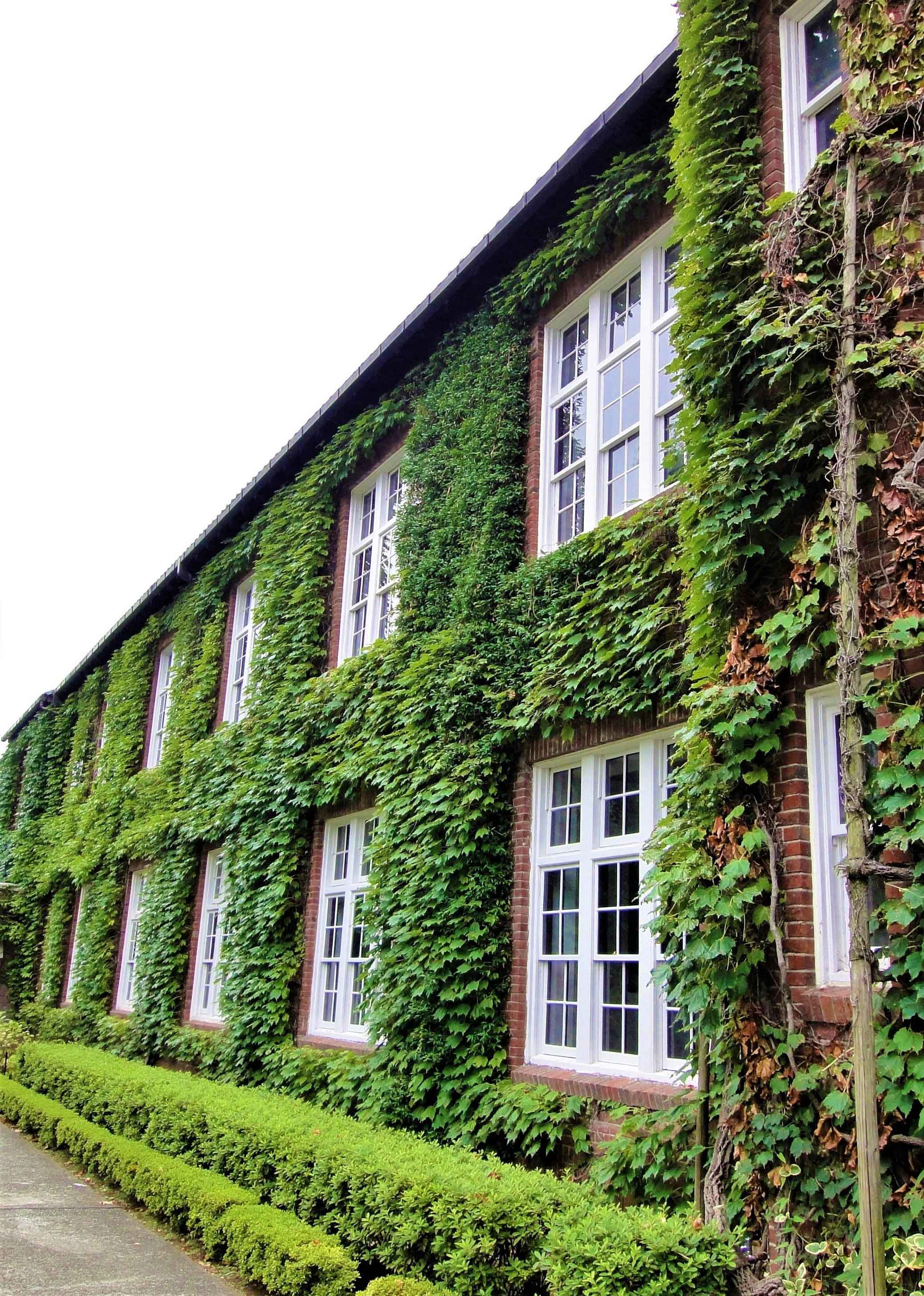
池袋キャンパス

リベラルアーツ教育に基づき、グローバルな課題と社会的要請に対応し、広い視野に立って課題を発見・解決できる能力を持った「新しい」グローバルリーダーの育成を教育の中心に据えている。「新しい」グローバルリーダーに不可欠な要素として「柔らかなリーダーシップ」と「グローバルな力」を掲げ、教育プログラムを構成している。「柔らかなリーダーシップ」とは、権限やカリスマ性がなくても、チームをまとめ、活性化させ、仲間の力を引き出すことができる誰もがトレーニングによって持つことができ活躍できる能力と捉えている。「グローバルな力」とは単に英語が話せるということではなく、あらゆる国や人種の多様な文化や価値観を受け入れ、認め、社会全体のために行動できる力としている。これらの力は、遠い異国の地から日本に渡来し、幾多の壁を乗り越え道を開き活動した創立者や宣教師たちの行動力（#沿革を参照）そのものを表しており、建学以来流れる教育指針といえる。
米国ニューヨークにある名門コロンビア大学は、ジョージ2世の勅許によって英国国教会（イングランド国教会）により設立された立教大学と同じ聖公会系の大学である。構内にはセントポールズ・チャペルも持つ。創立当初「キングス・カレッジ」としての大学の方針を確立する際に、全ての構成員は、宗教の自由の原則にコミットすることに同意している。立教大学の教育方針は、キリスト教精神に基づくリベラルアーツ教育であり、多様性を認め、受け入れる「真の国際人」を育てるグローバル教育を特長とし、
「自由の学府」として、コロンビア大学と同じく、宗教の自由の原則にコミットされている。ウィリアムズ主教（立教大学創設者）の名前の由来である米国聖公会ヴァージニア教区第2代主教のリチャード・チャニング・ムーア、ウィリアムズ主教のヴァージニア神学校時代の恩師であるウィリアム・スパロウもコロンビア大学の出身であり、嚆矢濫觴から繋がっている。ウィリアムズ主教は、1867年（慶応3年）に、コロンビア大学より神学博士号を授与されている。

聖公会の信徒であるベンジャミン・フランクリンが創設したペンシルベニア大学も、初代理事長を始め評議員の大部分が聖公会関係者であったが意図的に特定の宗派と関係しないよう設立されている。同大学も、元田作之進、杉浦貞二郎、須藤吉之祐の元学長らが留学するなど立教大学と関係が古いが、1900年（明治33年）には築地の立教学院においてペンシルベニア大学の入学試験が行われるなどの連携がなされ、同大学へ多くの学生を送り出した。

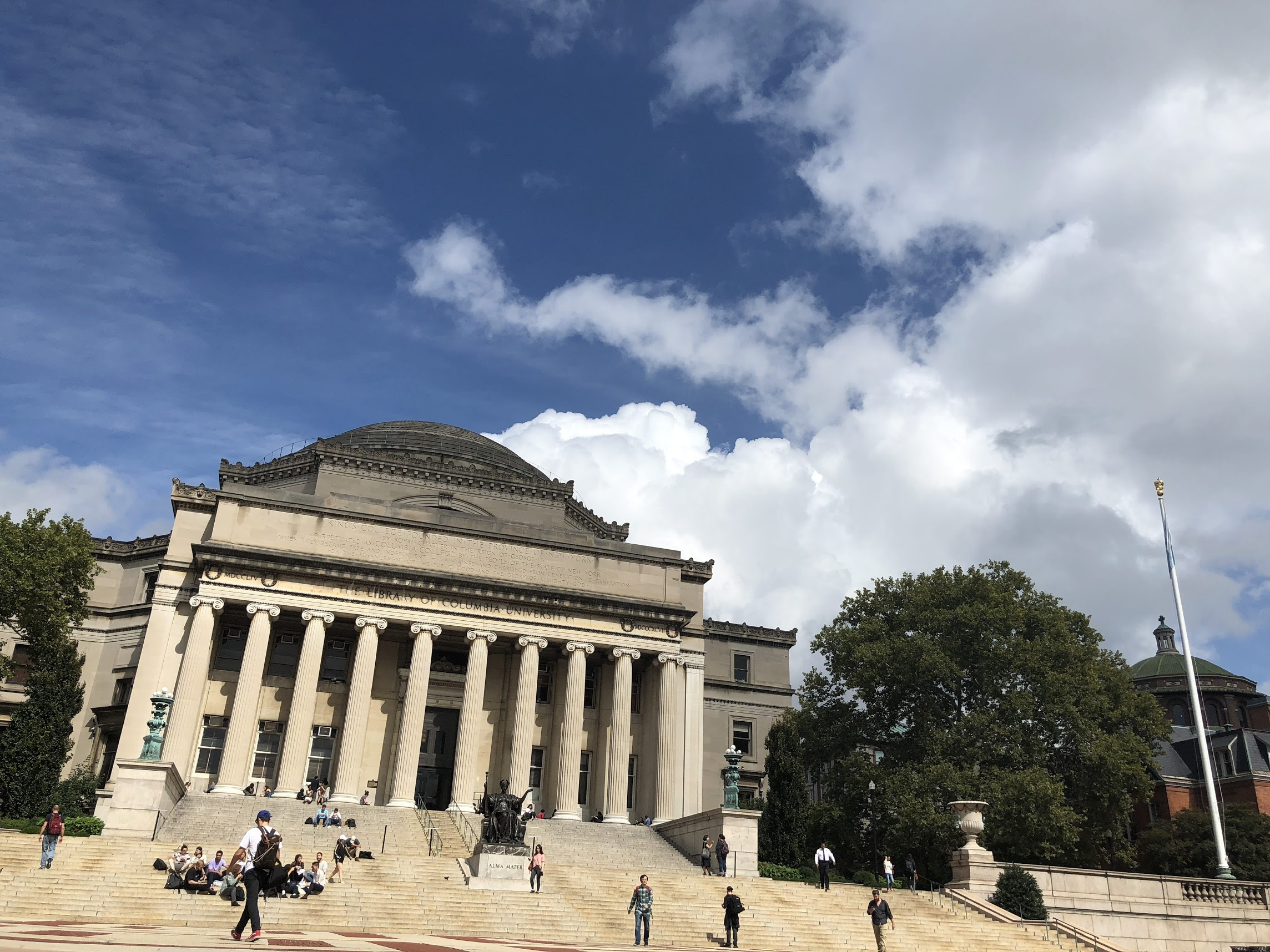
聖公会が設立し、元校長のテオドシウス・ティングや初代学長の元田作之進、文学部長の小島茂雄、学科長の落合吉之助、総長を務めた松下正寿が学んだ「コロンビア大学」。

立教大学におけるキリスト教学は他のキリスト教系大学にあるような聖職者養成を目的とした神学ではなく、純粋に学問としてキリスト教を研究する宗教学である。したがって信仰の有無は問われない。文学部キリスト教学科はハーバード大学神学大学院で神学を修めた菅円吉（文学部長）によって1946年4月に創設された。戦前には同大学院に学んだ高松孝治（立教大学1期生）もギリシア哲学を教えた。
同学科では聖書学からキリスト教芸術や倫理学までキリスト教の広範な領域をカバーしており、キリスト教が世界の歴史や文化にどのような影響を与え、受けてきたのかを学び、世界の文化・思想・芸術など、多様な視点から探求することを目的としている。世界人口の約3分の1が信徒とも言われるキリスト教を広く学ぶことができる国際的な学科である。また、全学部生が履修できる全学共通科目では、仏教の世界やイスラームの世界についても学ぶことができる。歴史的にも1894年（明治27年）には、仏教学者で後に京都大学文学部を創設し、インド哲学の泰斗である松本文三郎（京都大学元学長、京都大学名誉教授）が立教学校の教授に就任し、教鞭を執っており、1925年（大正14年）に文学部に史学科が創設されると、実証的な日本仏教史を確立した辻善之助（東京大学名誉教授）や藤本了泰（仏教学者、僧侶、天徳寺住職）が教授に就いた。大学創設者のウィリアムズも仏教研究を行っていたが、アーサー・ロイド（立教学院総理）も仏教研究者としても活躍し、第2次大戦後もロイドが著した仏教研究書は必読書とされた。

明治期の日本では、宗教や宗派を超えた研究や修学も行われており、京都・東本願寺から大谷光瑩（真宗大谷派管長）により笠原研寿と南条文雄が、サンスクリット（梵語）研究のために聖公会のオックスフォード大学に留学したほか、大西良慶（京都・清水寺住職、北法相宗管長）を始め、奈良の東大寺や興福寺の若い僧侶も聖公会の奈良英和学校（立教大学の姉妹校）に通うなどの事例も見られた。
文学部は大学設立当初に設置された文科をルーツとし、商科から続く経済学部と経営学部とともに立教大学で最も古い。1922年（大正11年）に文学部が設置されると、英文学科、哲学科、宗教学科の3学科を置き、史学科も開設された1925年（大正14年）に日本の英語教育の第一人者である岡倉由三郎（岡倉天心の実弟）が教授に就き、英文学科長となり、岡倉の推薦で言語学の権威である金田一京助も教授として言語学講座を担当した。
文学部文学科には、英米文学、フランス文学、ドイツ文学といった伝統と歴史ある国際系学問の専修もあり、外国の文学に加え、映画、音楽、芸術、思想など様々な観点から文化を幅広く学べ、国際的な知性と語学力を高めることができる。英米文学における歴史は、文学部の開設より古く、1883年（明治16年）に立教学校卒業生で大阪・英和学舎（立教大学の前身の一つ）教授の河島敬蔵が日本初となるシェイクスピア劇の翻訳（『ジュリアス・シーザー』の逐語訳）を発表し、1886年（明治19年）には、日本で初めて『ロミオとジュリエット』の翻訳書を出版し、日本の英米文学史に名を残す功績を上げている。また、1889年（明治22年）にシェイクスピア劇の翻訳を在学中に掲載した水田南陽は、1899年（明治32年）に日本へ『シャーロック・ホームズ』を紹介した先駆者である。立教学校出身でスタンフォード大学に留学した長沢別天は、1893年（明治26年）にエドガー・アラン・ポーの詩を日本に初めて紹介し、翌年にはジョン・ミルトンの評論を著すなど、明治期に英文学の普及に務めた。1890年（明治23年）頃には、日本の英文学の権威で坪内逍遥と双璧をなした増田藤之助（早稲田大学名誉教授）が立教学校の教授を務め、その後多年に渡り、東京英語専修学校、文学部英文学科で英文学を教えた。

1903年（明治36年）には、ハリー・ポッターシリーズに影響を与えたトマス・ヒューズの『トム・ブラウンの学校生活』の訳書を立教生の岡本鶴松が『英国学校生活』として出版した。発行は鶴松の号から名付けた九皐社で、印刷は築地・明石町にあった立教学院活版部（Rikkyo Gakuin Press）で行われ、本訳書の序文を立教学院総理であったヘンリー・タッカーが寄稿した。この作品はヒューズが在学した聖公会のラグビースクールを舞台としており、イギリスとアメリカで大人気の作品であったが、日本でも明治時代の高校生に最も人気のある英語圏生まれの教科書となった。この活版部は、1900年（明治33年）にアーサー・ロイドが私費を投じて苦学生の自活のために設立した印刷所であった。

上述に加えて、ホームズの著者、コナン・ドイルに影響を受けた江戸川乱歩だが、長男の平井隆太郎は社会学部教授を務め、立教ミステリクラブ顧問も務めた。大学に隣接する乱歩邸は、2002年に立教大学に寄贈され、江戸川乱歩記念大衆文化研究センターでは、日本内外の大衆文化研究の拠点として研究成果の公開と社会還元を行っている。
1920年（大正9年）3月には、デンマークの童話作家のH.C.アンデルセンに惚れ込んで、その童話の元に抒情画を描いて一世風靡した英文学科に在学中の加藤まさを（大正期の代表的な抒情画家で「月の沙漠」の作詞家）が中心となり立教大学の文芸雑誌『塔』が創刊された。1922年（大正11年）には、日本のアメリカ文学研究の第一人者である高垣松雄が教授に就き、1926年（大正15年）には同分野の先駆者である富田彬（立教大学名誉教授）も教授となり、アメリカ文学研究の基盤を築いた。高垣の教え子に、杉木喬（立教大学名誉教授）や細入藤太郎（立教大学教授）がいる。1927年（昭和2年）に英文学科を卒業した金尙鎔（梨花女子大学教授）は朝鮮に帰国後、1930年頃から『東亜日報』などに詩を掲載し、ポーの「アナベル・リー」（『新生』27、1931年1月）、キーツの「希臘古甕賦（ギリシャの古壺のオード）」（『新生』31、1931年5月）などの英米文学を翻訳・紹介した。
日本における『ピーターラビット』とビアトリクス・ポター研究の第一人者である吉田新一（立教大学名誉教授）は、出身である英米文学科（現・英米文学専修）で講じ、多くの海外児童文学作品の翻訳を手掛け、桂宥子（岡山県立大学名誉教授）や北野佐久子（児童文学研究家）らを育てた。

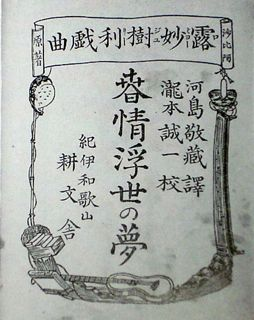
露妙樹利戯曲 春情浮世之夢（日本初の『ロミオとジュリエット』完訳書）河島敬蔵訳。
水田南陽が翻訳した原書『シャーロック・ホームズの冒険』（1892年、初版本）。
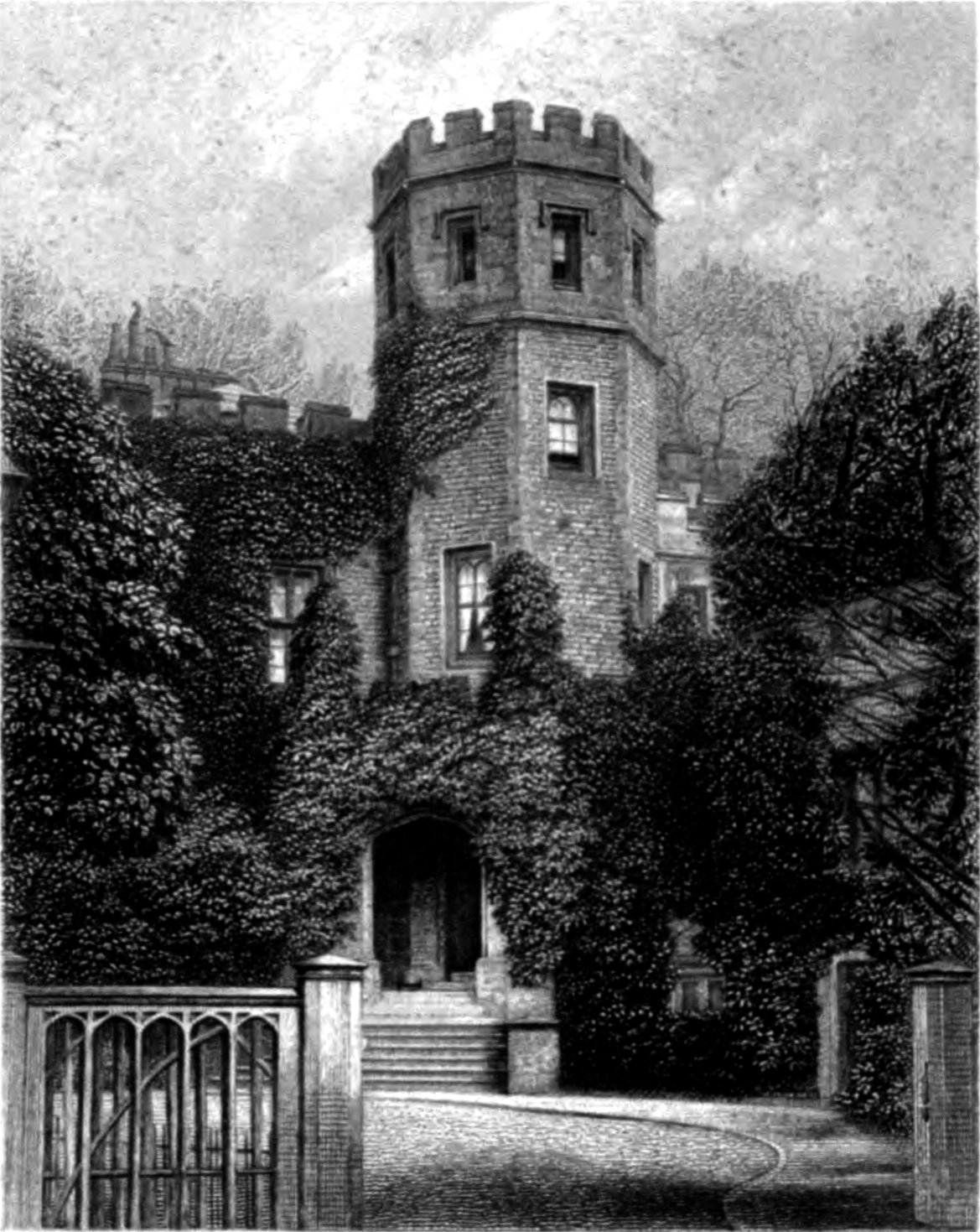
岡本鶴松が翻訳した『トム・ブラウンの学校生活』。明治時代の高校生に最も人気な英語圏作品で、ハリー・ポッターシリーズに影響を与えた。
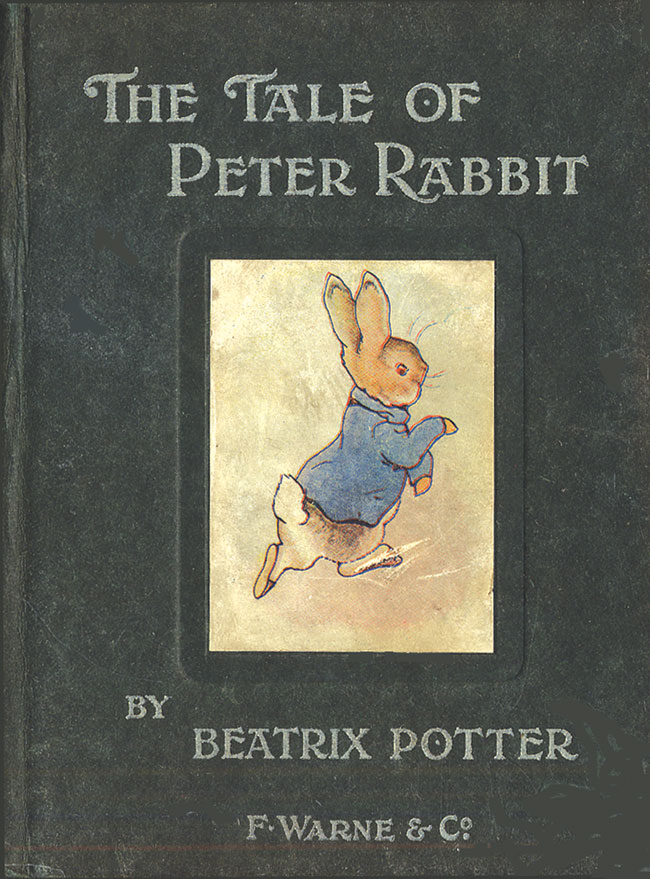
吉田新一が研究したビアトリクス・ポター著作の『ピーターラビットのおはなし』（1902年、初版本）。

文学部史学科は、立教大学教授を務めた小林秀雄（史学科長、文学部長を歴任）が1925年（大正14年）に立ち上げた学科で、史学科の最初の教授陣として、西洋史に小林秀雄、東洋史に原田淑人（日本近代東洋考古学の父）、白鳥清（白鳥庫吉の嗣子）、日本史に竹岡勝也、辻善之助（東京帝国大学史料編纂所初代所長）、藤本了泰、中村勝麻呂（東京帝国大学史料編纂官）という陣容で始まり、1年後には、西洋史に野々村戒三、東洋史には東洋史学の開拓者である市村瓚次郎（國學院大學学長、東京帝国大学名誉教授）が教授陣に加わった。1929年（昭和4年）には、十河佑貞（早稲田大学教授、同大学史学会会長）が教授となり、西洋史と獨乙語を教えた。

1959年には大久保利通の孫である大久保利謙が教授に就任し、日本近代史研究を学問分野として確立した。当時の大久保の教え子に、佐々木克（京都大学名誉教授）がいる。大久保の1万2千冊を超える蔵書は「大久保利謙文庫」として大学図書館に所蔵されているが、貴重な資料が多く、学内外からの利用が絶えない第一級の文庫である。大久保は大学史の編纂でも先駆者として知られるが、近年では寺崎昌男（立教大学名誉教授）も日本の大学史研究の進展に大きく貢献した。キリスト教史学では海老沢有道が活躍し、多くの関連書籍を著すとともに、キリスト教史学会の創設にも尽力して理事長も務めた。大学図書館には日本キリスト教史関連資料からなる6千冊を超える蔵書が「海老澤有道文庫」として所蔵されている。

また、立教大学の史学研究の歴史は古く、明治期の立教学校（第2次）では、岩倉使節団の一人として『米欧回覧実記』を著し、歴史学の先駆者として知られる久米邦武が1894年（明治27年）から教授として教鞭を執っている。考古学においては、1934年から東アジア考古学の権威である駒井和愛（東京大学名誉教授）が教えたほか、1957年から博物館学の第一人者である中川成夫が講じ、長く研究に従事し、学芸員の養成にも尽力した。中川は、近世考古学の開拓者としても知られ、立教大学博物館学研究室の加藤晋平（後の筑波大学教授、モンゴル国考古研究所名誉教授）とともに、近世における考古学的研究に道を開いた。中川の教えを受けた森川昌和は、後に鳥浜貝塚において「縄文のタイムカプセル」と呼ばれる遺物を発掘するなど、考古学界に新見地を開く功績を上げた。

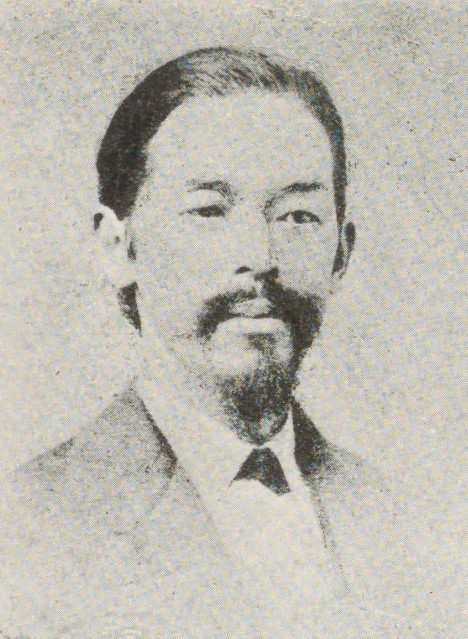
久米邦武（歴史学・古文書学の創始者、岩倉使節団の一員）
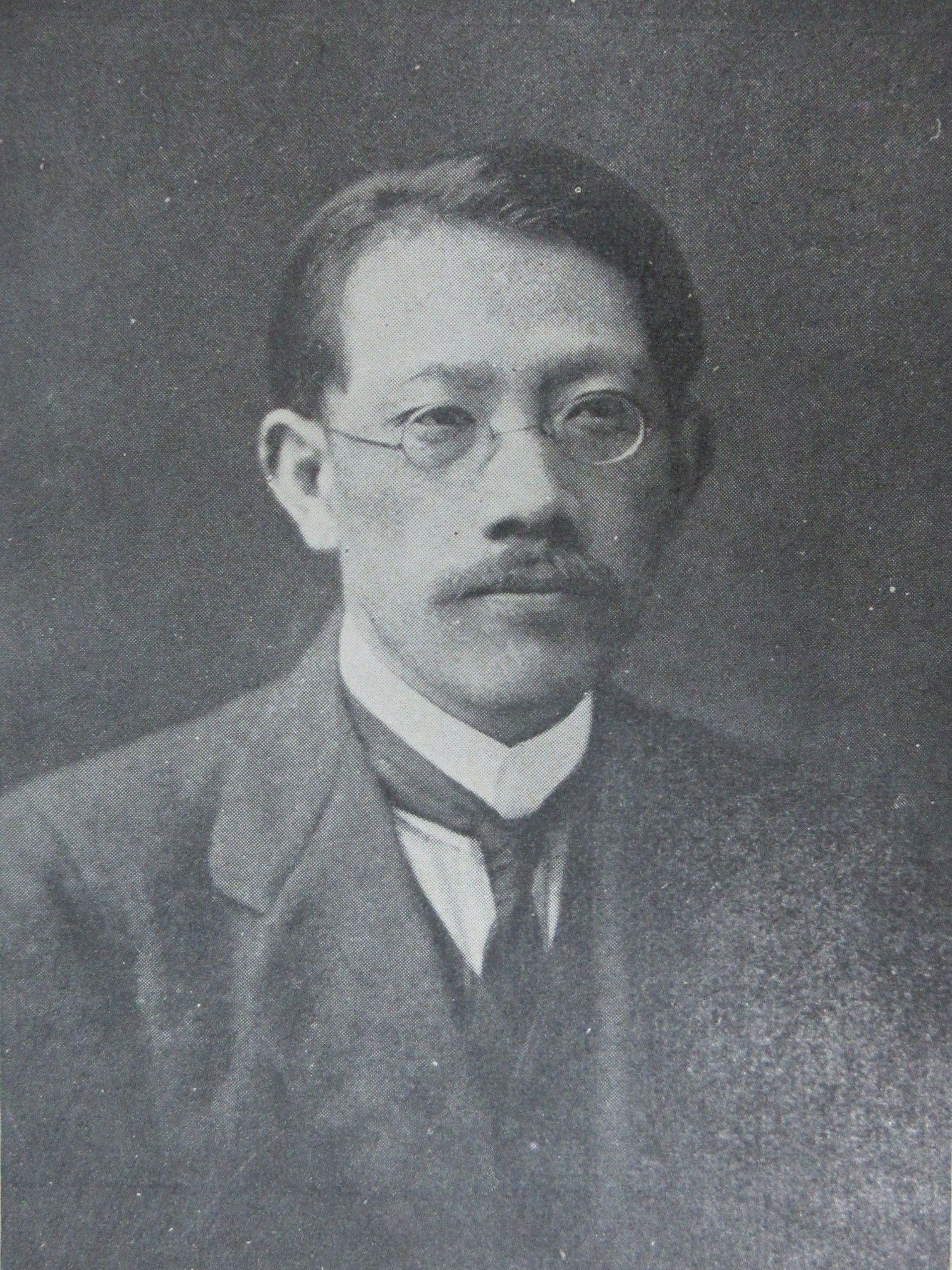
小林秀雄（初代史学科長、立教大学名誉教授）
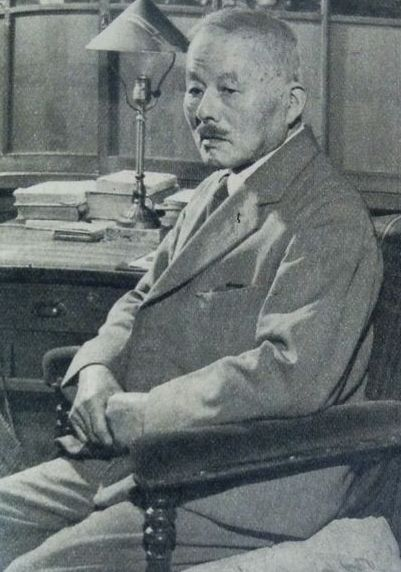
辻善之助（実証的な日本仏教史の確立者）
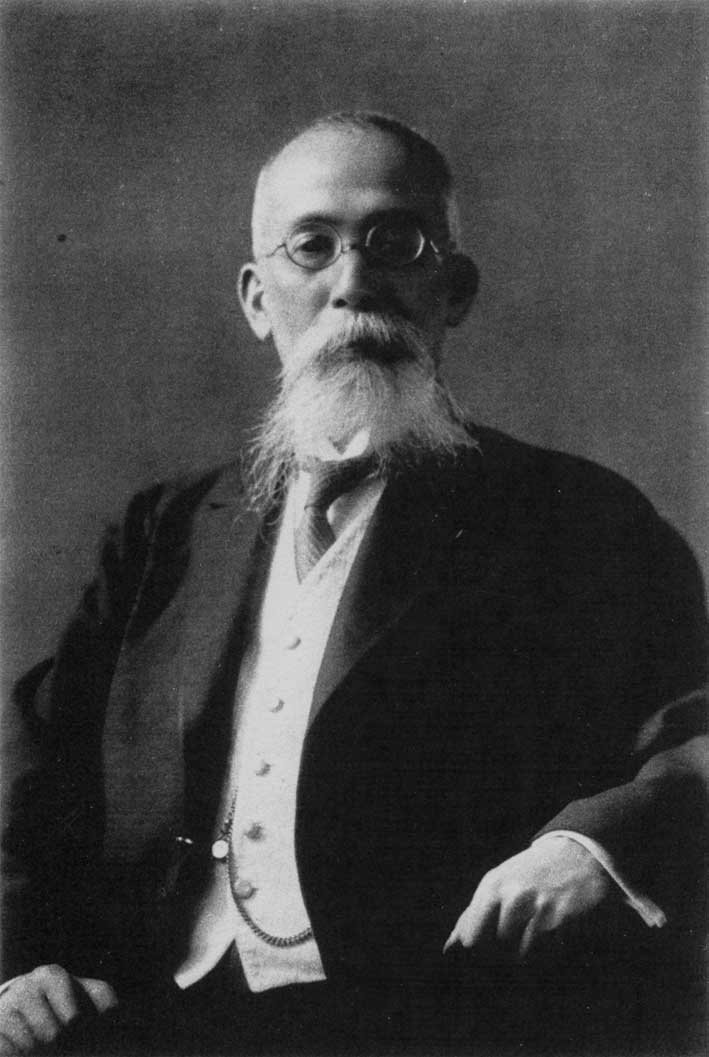
市村瓚次郎（日本の東洋史学の開拓者）
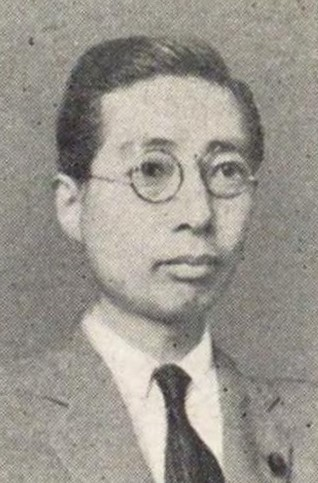
大久保利謙（大久保利通の孫、日本近代史研究の確立者）

経営学の分野では、経営学部に前述のBLP（ビジネス・リーダーシップ・プログラム） があり、企業連携プロジェクトを通じてリーダーシップとコミュニケーション力を磨き、それぞれが自分の強みを発揮し、チームの成果を最大化させることを学ぶ。大学院には、「経営学研究科」にリーダーシップ開発に特化した日本初となる「経営学専攻リーダーシップ開発コース（LDC）」（2020年開設）があり、人材開発と組織開発を推進する人材を育成する。金曜夜と土曜日開講で、社会人も受講しやすい。また、リーダーシップ理論と教育技法を研究する「リーダーシップ研究所」（2006年開設）も設置されている。経営学部は社会学部長であった白石典義が創設に尽力して2006年に設置された学部である。経営学部のコアカリキュラムであるBLPの立ち上げは、日向野幹也が担当し、経営学部教授兼BLP主査としてプログラムの指揮を執り、学生の資質を向上させ、社会的にも高く評価されるリーダーシップ教育プログラムへと育て上げた。

2022年には経営学部特任教授に、コロンビア大学ビジネススクールで教え、一橋大学でグローバルリーダーを育成する渋沢スカラープログラムを立ち上げたクリスティーナ・アメ―ジャンが就任した。大学院の国際経営学専攻国際経営学コース（MIB）は、国際経営分野の高度な専門性、グローバルな視野と能力、リーダーシップ力を備える人材育成を目的としている。企業経営の幅広い知識を提供し多角的な視野を養うMBAビジネススクール型の大学院としては、「ビジネスデザイン研究科」 があり、ビジネスシミュレーションを通じて戦略的意思決定をチームで探究し、論理的な分析力と事業構想を実現する創造的能力を育成する。社会人が受講できる昼夜開講制である。

現在のBLPで育成する新しいリーダシップとは異なり、従来型の経営トップや組織管理者などを主な対象としたリーダーシップ論においては、松井賚夫が社会学部産業関係学科（現・経営学部）で教授を務めた。松井が1958年に出版した『リーダーシップ』は、初版以来長くロングセラーとなり、日本における組織論の名著として知られる。松井や労働経済学を教えた武澤信一が所属した立教大学産業関係研究所をベースとして改組し、現在のリーダーシップ研究所が設置されており、組織研究の歴史を今日まで長く繋いでいる。
非営利・公共分野を研究の主対象とするビジネススクールである「社会デザイン研究科」 は、社会の課題をNPO/NGOなどの公益法人や非営利団体で解決する人材を育成する2002年に創設された日本初の大学院専攻である。晩年、非営利組織研究に注力したピーター・ドラッカーが伝える「非営利組織とは、一人ひとりの人と社会を変える存在である。」を体現する人材を育成するためのプログラムといえる。ドラッカーを日本に紹介したのは、立教大学教授を務め、多くの経営者が師と仰ぐ野田一夫である。2006年には、継続的な研究の場として21世紀社会デザイン研究学会（現・社会デザイン学会）が設立され、2008年には「社会デザイン研究所」が設置された。

2007年から2011年まで、ジャーナリストで「知の巨人」として知られる立花隆が特任教授を務めた。
また、本研究科は、日経ビジネススクールと共同で社会人であれば誰でも受講できる「ソーシャルデザイン集中講座」も開講しており、幅広い学習環境を提供している。

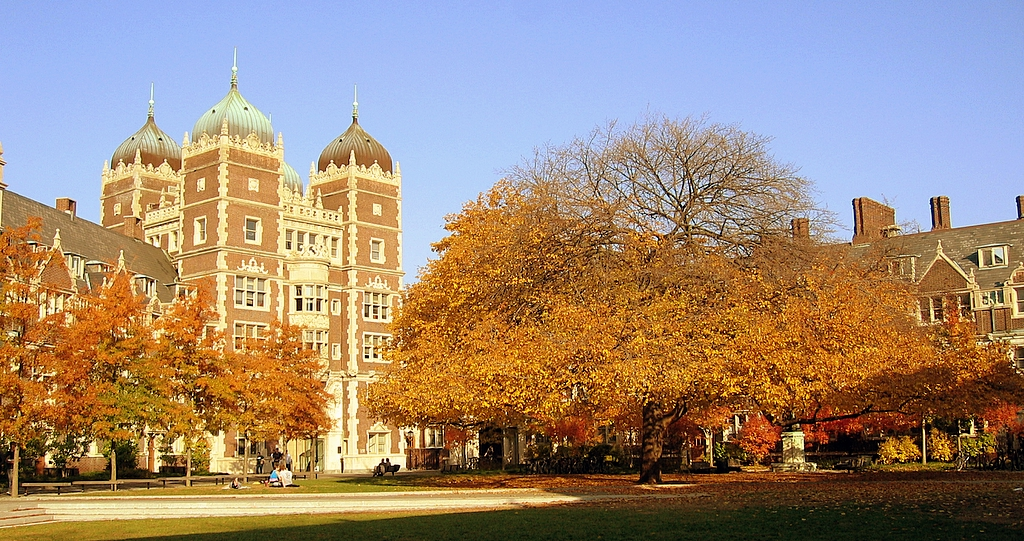
聖公会が設立に携わり、ハインリッヒ・シュミット（近世日本布教史における最初の宣教医）や元学長の元田作之進、杉浦貞二郎、須藤吉之祐、元教授の伊藤重治郎、小川徳治が学んだ「ペンシルベニア大学」。立教の築地キャンパスでは同大学の入学試験も行われた。

異文化コミュニケーション学部は文化や言語の多様性を理解し、グローバル社会の新しい姿を追究する学部である。外国語で会話する (conversation) だけでなく、他者の行動や心情、文化的背景まで理解し、意思疎通 (communication) する力を身に着け、価値観や意見が異なる中で生じる問題や課題を論理的に把握し、解決していくことができる人材を育成する。ここで培われたコミュニケーション力、論理的思考力、問題解決能力は、国家間、民族間、宗教間などの国際舞台や多文化コミュニティで生じる問題に対処し解決していくだけでなく、実社会のあらゆる場面でも役立つ力となる。企業でもダイバーシティが広がり、多様性を理解し合いながら業務を進めていく重要性が高まる中、異国の宣教師たちが異文化を乗り越えて作り上げてきた立教大学であるからこそ、生まれた学部プログラムといえる。同学部では、同じ聖公会の米国コロンビア大学大学院ティーチャーズ・カレッジ修士課程で英語教授法を修めた鳥飼玖美子（立教大学名誉教授）が教授を務め、日本の英語教育の最前線を担う第一人者として英語教育の進展と拡充に尽力した。
立教大学の英語教育は、淵源である幕末の長崎の私塾から続く長きに渡る伝統と歴史を持ち、明治維新で活躍した外交官や通訳を始め多くの人材を輩出してきたが、ジョン・リギンズは、1860年（万延元年）に長崎で日本の先駆けとなる英学会話書の『英和日用句集』を執筆し、現行のローマ字綴りを編み出すなど、その後の日本の英語教育に大きな影響を与えた。リギンズに学んだ石橋政方（外務省官吏、英語教育者）は、1861年に英日対訳語彙集である「英語箋」を出版し、1876年（明治9年）には、アーネスト・サトウ（駐日英国公使）と共著で『英語口語辞典』を編纂し、ロンドンで初版を出版した。その後、ハムデン（Hobart Hampden, E. M.）とパーレット（Harold G. Parlett）によって増補改訂版も出版され、日本の英学史に残る優れた辞書として、日本の英語教育と外国人の日本語教育に多大な影響を与えた。

1883年（明治16年）に設立された立教大学校では、米国式カレッジ制を採用し、日本人が教えた訳読と数学を除いて教員は外国人で、授業のほとんどが英語で開講された。数学を教えた工藤精一も英語に通じ、1885年（明治18年）に英語学習書の『英語訓蒙』を出版するなど、明治期の英語教育の発展に寄与した。1897年（明治30年）には、卒業生の大倉本澄が東京神田錦町にアーサー・ロイドなど外国人教師11名を擁して、英学、英語教育に注力した東京英語専修学校（立教大学の前身校の一つ）を創設。学生数が約500名の英語教育機関となり、永井万助や後述の小野秀太郎など多くの外事専門家を育てた。

1925年（大正14年）には、英語発音練習カードを考案した岡倉由三郎（岡倉天心の実弟）が教授・英文学科長に着任し、翌年には日本初のラジオ英語講座（現・NHKラジオ英語講座）を担当するなど、英語教育の開拓者による先進的な英語教育が実施された。同時期に商学部（現・経済学部、経営学部）でも、英文通信の権威である卒業生の小野秀太郎（朝日新聞社外報部記者、スタンダード・オイル通信員）が商業英語を教えた。近年では経営学部においてNHK・EテレやNHKラジオでも活躍する松本茂（立教大学名誉教授）が教授を務め、グローバル教育センター長も歴任した。
アメリカ研究の機関として1939年に日本で最初に設立された「アメリカ研究所」 は、立教大学の最初の研究所でもある。日本のアメリカ文学研究の基礎を築いた高垣松雄の尽力により開設された。設立以来、定期刊行物の発行、研究会や講演会の開催に加え、図書の収集・公開を通して日本におけるアメリカ研究を支援している。近年ではアメリカ先住民研究の第一人者である阿部珠理（立教大学名誉教授）が所長を務めた。また、1963年設立の「ラテンアメリカ研究所」 は、ラテンアメリカに関する総合的な研究と、研究者、関連分野で活躍する人材の育成を行う。特に「ラテンアメリカ講座」 は日本の大学教育に欠けていた社会教育の場を提供し始めた日本における市民講座および公開講座の草分け的な存在で、1964年4月から半世紀以上に渡り開講されている。これは「開かれた大学」として大学教育を広く社会に提供することを早くから目指してきた立教大学の姿勢を示すもので、通年で12科目を開講している。中でも多岐の分野を扱う「ラテンアメリカ論」や語学科目の「ラテンアメリカスペイン語」は毎年多くの受講生を集めている。
上記に加え、社会に開かれた大学として、「科目等履修生制度」を設けており、多くの学部で開講されている科目を履修することができる。1978年には受験生向けのオープンキャンパスを日本の大学で初めて開始した。生涯学習としては、50歳以上のシニアのための「立教セカンドステージ大学 (RSSC)」 が設置されている。

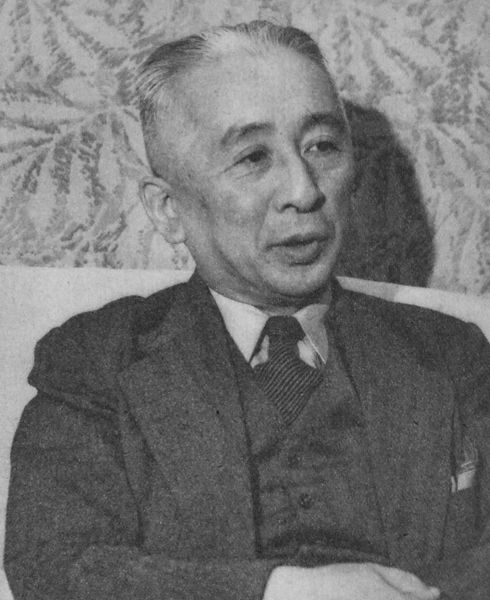
宮澤俊義（初代法学部長、憲法学の第一人者）

法学部は、日本国憲法の制定に深く関わり、憲法学の権威である宮澤俊義が、菊井維大、末延三次、石崎政一郎、尾形典男らと創設に尽力し、初代学部長を務めた学部である。『平和と秩序への叡智』の探究を教育と研究の基本姿勢とし、法学部創設時の宮澤の思いを受け継いでいる。1973年には、丸山眞男と柳田國男の門下生で、学部創設時から教授を務める神島二郎（立教大学名誉教授、日本政治学会理事長）が学部長となった。

法学科、政治学科、国際ビジネス法学科の3つの学科で構成され、1978年には昼間部総合大学で日本初となる社会人入試を開始した。学科間の垣根が低いことが特徴で、法学と政治学を一つの学部で学ぶことができる。法学科には、法曹を目指す学生をサポートする法曹コースがある。また、公務員を目指す学生をサポートするために、公務員の職務内容や職業としての魅力を知ることができる講義や、行政が抱える課題に学生自らが解決案を企画、提案するなどの正課科目プログラムが用意されている。OB・OGをはじめとする現職の公務員との交流の場を設けるなどキャリア支援も行っている。2022年4月には、国際ビジネス法学科内にグローバルコースを開設した。
宮澤俊義の蔵書は「宮澤俊義文庫」として立教大学に寄贈され、約9,000冊の旧蔵書は複本として学生たちにも利用されている。図書と共に保管されてきた日本国憲法起草に関する原稿・草案・メモ・ノートなどは、学外も含めた研究者に利用されており、憲法制定にいたる経緯が分かる貴重な資料となっている。神島二郎の蔵書も大学に寄贈され、「故神島二郎教授旧蔵書」として1,731冊から構成される。コレクションとしてのまとまりで保管されておらず、一般図書は他の蔵書とともに配架されているが、所蔵リストは図書館閲覧課で確認できる。

法学部が創設される前の大正期から昭和初期にも、既に法学の教授陣が商学部及びその後の経済学部を主として多数在籍するなど法学部に伍する充実した陣容を擁しており、中村進午（一橋大学名誉教授）が憲法、国際法、法学通論、中野登美雄（早稲田大学第5代総長）が行政法、竹田音治郎（東京控訴院判事）や内山良男が民法、三橋久美（大審院判事）が商法、細野三千雄（文部政務次官）や江利喜四郎が刑法、中根不覊雄が信託法、手形法、破産法、法学通論、渋沢栄一の子である星野辰雄が労働法制を講じている。
経済学においては、経済学部経済学科では基礎理論を学び、経済の本質を見極める力と、事象を定量的に把握する統計分析力を身に着け、時代の動きを読み、問題解決していくことができる人材を育成する。経済政策学科は、理論に加え、金融政策や都市政策、産業政策、環境政策など、社会を動かす政策を専門的に学び、社会問題を解決する政策立案力を培う。卒業後、公務員に加え、民間企業やNPOなどの立場でも活かせる公的視点も得ることができる。会計ファイナンス学科には、公認会計士、税理士、証券アナリスト、ファイナンシャル・プランナーなどを目指す学生のために、資格取得を支援するカリキュラムが用意されている。多くの顕学が教鞭を執ってきたが、経済史では開拓者の滝本誠一、財政学では阿部賢一（早稲田大学第8代総長）や地方財政学の権威である藤田武夫、商業政策や財政学では日本にマーケティングを紹介し、出光佐三（出光興産創業者）に大きな影響を与えた内池廉吉（東京商科大学・現一橋大学教授）、商品学では泰斗の坂口武之助（予科部長）が講じ、能率の父として知られる上野陽一（日本初の経営コンサルタント）も学部長を務めた。社会学部産業関係学科（現・経営学部の前身の一つ）では、日本を代表する自由主義経済学者である西山千明が1962年から教授を務め、日本におけるマネタリズムの樹立や自由主義経済の拡充につくした。（#新自由主義、マネタリズムを参照）
社会学部は、社会学科、現代文化学科、メディア社会学科の3学科からなる。1947年に文学部社会科が設置され、1949年には文学部社会学科となる。1958年に淡路円治郎（立教大学名誉教授、労務管理学の権威）によって社会学部が設置され、初代学部長を務めた。日本で世論調査を初めて行った第一人者で、日本の新聞学とマスコミュニケーション研究の基礎を築いた小山栄三も教鞭を執り、1960年には学部長を務めた。2016年には、国際社会コースが設置され、本コースは学部英語科目を中心に3学科横断で専門科目を履修するカリキュラムとなっている。
心理学の分野も歴史が古く、1894年（明治27年）には日本の心理学の基礎を築いた松本亦太郎（日本心理学会創設者・初代会長）が教授として講じた。1927年（昭和2年）に心理学の権威である淡路円治郎が教授となり、1930年（昭和5年）から、教育心理学の分野で活躍し、幼少教育の先駆者である岡部弥太郎が教授として、教育学や教育史を講じ、心理学演習を担当した。1933年（昭和8年）には、米山梅吉が次男の母校であった立教大学に寄贈して、心理学実験室が建設されている。1949年に新制大学が発足した際に、文学部心理教育学科が設置され、1962年には文学部心理学科となり、2006年に現代心理学部心理学科となった。
芸術分野では、現代心理学部に映像身体学科があり、映像制作（映画・写真・広告など）やダンス、演劇などが学べる。シアター型教室や撮影スタジオなどの設備も充実している。映画監督を多く輩出しているのも特色である。（#立教と映画を参照）

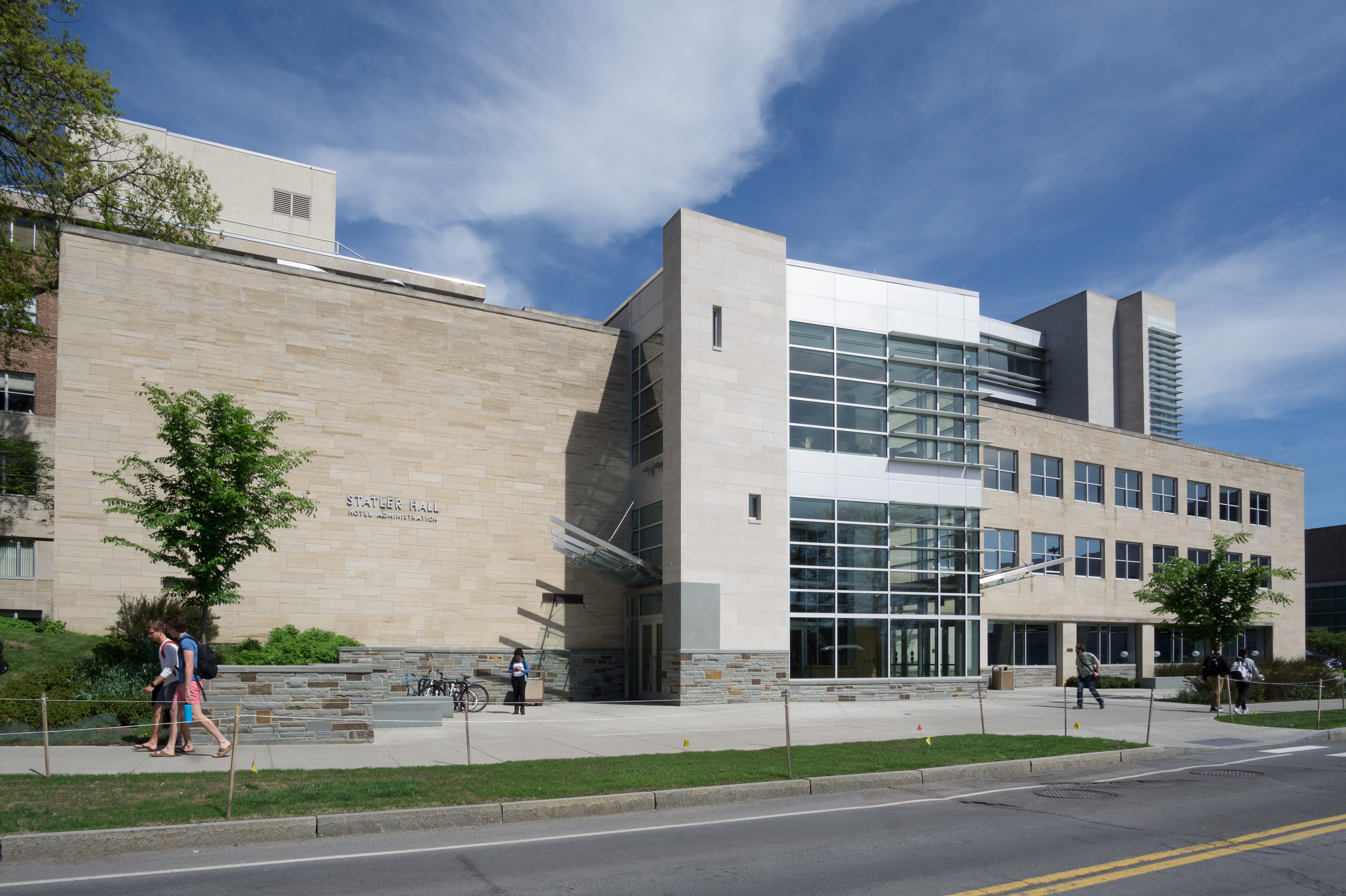
観光学部（当初・ホテル講座）のモデルとなった「コーネル大学ホテル経営学部」（SHA: School of Hotel Administration）

観光分野では、日本の大学でさきがけとなる1946年の「ホテル講座」開設から始まる70年以上の観光教育の歴史を有するが、ルーツは立教大学の前身の一つである立教学校に遡り、明治期の学校創生期から続く教育の伝統を受け継いでいる。1967年に、社会学部観光学科を設置。この観光学科は、立教大学教授であった野田一夫が設立に尽力し、初代学科長を務めた。1998年には観光学科を改組し、日本初の観光学部と大学院に観光学研究科を開設した。2000年代には、JTB会長の舩山龍二やホテルニューオータニ総支配人であった甲田浩らが教授陣を務めるなど、観光業界の第一人者たちが教鞭を執っている。2022年と2023年には、星野リゾート代表の星野佳路が「宿泊産業演習」のゲスト講師として講義を行った。観光学部は観光ビジネスや地域振興を創出する人材の育成を目的とするが、全米で名門として知られるコーネル大学のホテル経営学部と同様に、卒業生には老舗ホテルや旅館の経営者も多い。特に、日本を代表するクラシックホテルの多くで立教卒業生が経営に携わっている。（#立教とクラシックホテルを参照）

観光学部では学部独自のインターンシッププログラムも充実しており、国内プログラムのほか、台湾の高級ホテルでの6か月間の長期インターンシッププログラムや、アメリカフロリダ州のディズニーワールドでインターンシップ（半年間）を経験しながら、週1日セントラルフロリダ大学ホスピタリティ経営学部で学ぶ海外プログラムもある。
2021年には金沢大学と観光産業分野の中核人材育成のため、連携・協力に関する協定を締結した。また、地域活性化の一環で、まち歩きマップの制作なども行っている。（#まち歩きマッププロジェクトを参照）

### 理工学分野

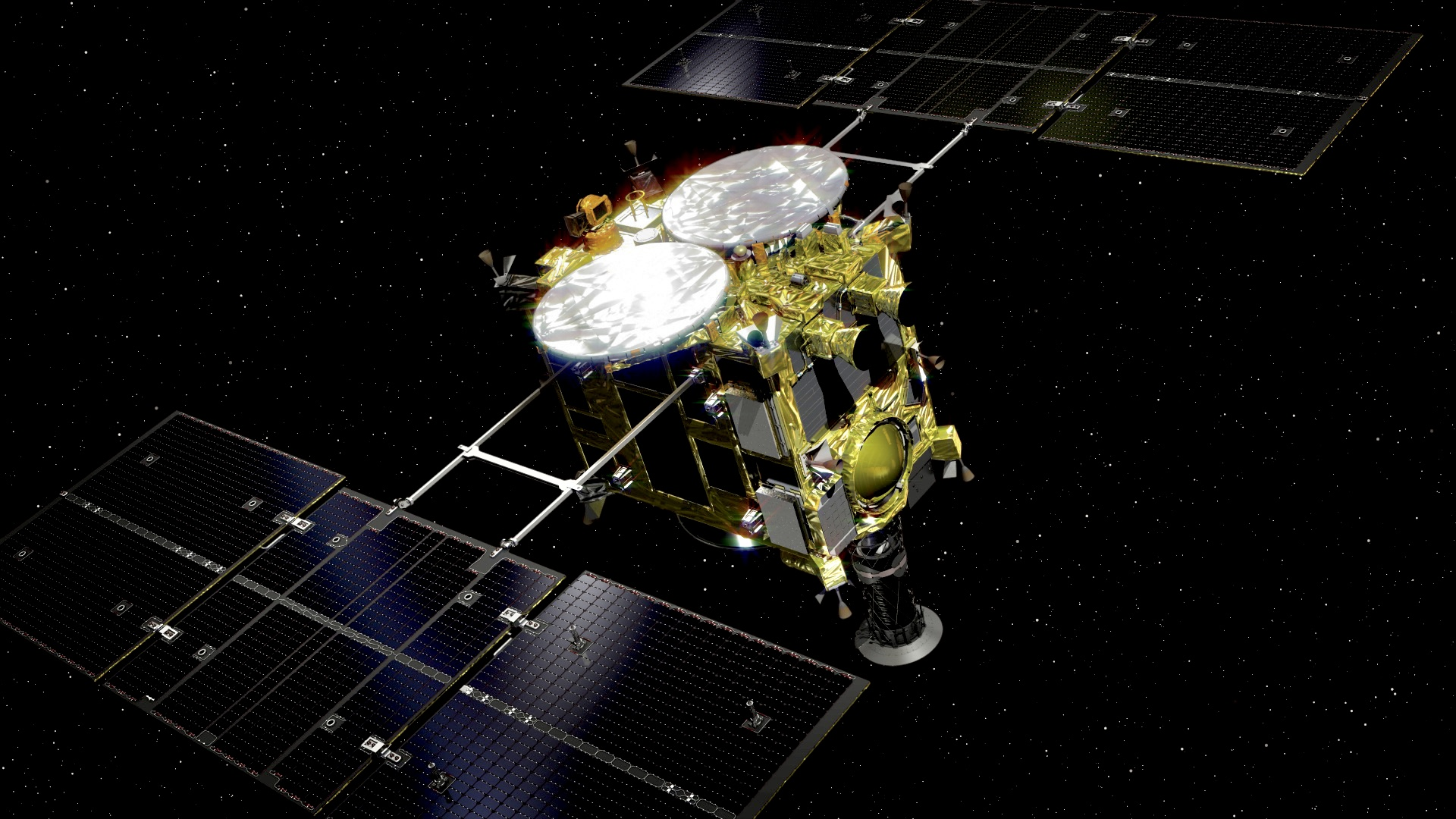
小惑星探査機 はやぶさ2 CGモデル

理工学分野では、理学部の研究グループがJAXAのプロジェクトに参画し、小惑星探査機「はやぶさ2」に搭載した光学航法カメラの開発・運用や、2023年9月に打ち上げられたX線分光撮像衛星（XRISM）の観測装置を開発するなど宇宙関連の研究開発を進めている。理学部物理学科には宇宙物理学を専門にしている教員が多く在籍し、「素粒子・原子核」分野と「宇宙物理」の分野では、世界トップレベルの研究を行っている。論文の被引用数も多く、質の高い研究力によって世界における立教大学のプレゼンス向上に大きく貢献している。理学部の別の研究グループでは、2020年に日本曹達株式会社との共同研究で、温室効果ガスとして知られる二酸化炭素を選択的に吸着する新規の多孔性物質（MOF：Metal-organic Frameworks）の開発に成功した。燃料電池車などに搭載する水素貯蔵ボンベにも応用が可能で、世界的に高い評価を受ける研究を行っている。同年には、理化学研究所や物質・材料研究機構などとの共同研究により「偽造不可能なマイクロ光認証デバイス」を開発した ほか、生命理学科教授の末次正幸が2017年に開発した、細胞を使わずに長いDNAを効率的に合成する世界初の技術「セルフリー長鎖DNA合成技術」が、バイオ医薬の分野で革新的変化をもたらす研究として、「バイオインダストリー奨励賞」を受賞した。本技術を実用化する目的で大学発バイオベンチャー企業が設立された。（#大学発ベンチャーを参照）

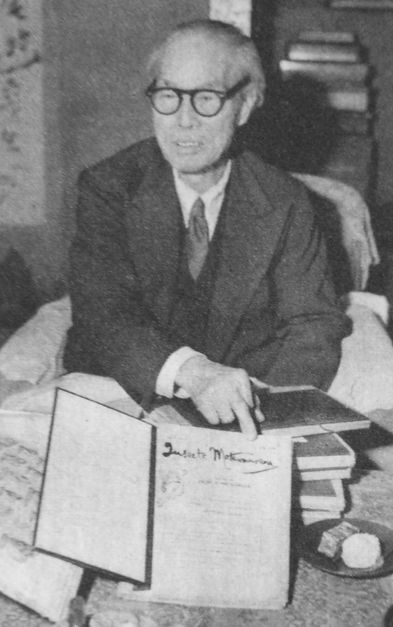
松村松年（日本昆虫学の祖、大阪・英和学舎出身）

2021年には「金属クラスターを用いた近赤外-可視光変換」に世界で初めて成功し、太陽電池や光触媒の効率を向上させる実用的な光アップコンバージョン材料としての利用が想定されるなど、産業界への貢献が大きく期待される成果を上げている。2023年には、神戸大学との共同研究で、人工光合成技術において希少金属を使用しないCO2変換法を開発し、カーボンニュートラル実現に向けてブレイクスルーとなる技術革新の成果を上げた。
また、新型コロナウイルスの変異株の感染メカニズムを解明するため、理化学研究所のスーパーコンピュータ「富岳」を用いたシミュレーションに、理学部の研究グループが取り組んでいる。2020年度には「富岳」の優先的な試行的利用として「新型コロナウイルス関連タンパク質に対するフラグメント分子軌道 (FMO) 計算」を行い、研究成果を公開するなど活躍している。

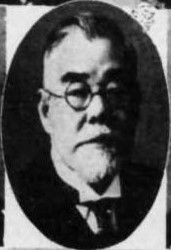
木村駿吉（立教学校教頭、三六式無線機の開発者）

理学部全体としても、理化学研究所や産業技術総合研究所といった国内トップクラスの研究機関と密に連携を図る「連携大学院制度」を導入している。産官学連携により研究を高度化・多様化させながら、次代の研究者である学生を育成している。理学部生命理学科では、日本の鳥類研究の権威で日本野鳥の会会長を務める上田恵介が教えた。2016年に山階芳麿賞を受賞し、2020年には日本動物行動学会「日高賞」を受賞した。大学院理学研究科生命理学専攻博士後期課程では、世界で初めて動物が言葉を話すことを解き明かした、動物言語学の第一人者である鈴木俊貴を輩出している。
大学院理学研究科では、順天堂大学大学院医学研究科と協定を締結し、医学物理士養成プログラムである医学物理学副専攻を設置している。

立教大学の理系教育の淵源は、1859年（安政6年）に来日したジョン・リギンズとウィリアムズが、初代米国総領事タウンゼント・ハリスの支援のもと長崎奉行の要請から開設した聖公会の長崎私塾に遡り、数学を含む英学を教えた。リギンズは英学教育を行いながら、ベンジャミン・ホブソンの『物理学』や『医学』、アレキサンダー・ウィリアムソンの『植物学』、ウィリアム・ミュアヘッドの『地文学』などを始めとする科学書を、歴史書や地理書とともに多数流通させ、ウィリアムズもこれらを日本人に頒布した形跡が認められている。1874年（明治7年）に築地で開校した立教学校（第一次）では日本獣医学の祖である時重初熊（駒場農学校〈現・東京大学農学部〉教授）が学んだ。1883年（明治16年）に創設された立教大学校では、代数幾何学、動物学、理科学、地質学、植物学、化学、天文学など多彩な理系・自然科学科目を教え、文系・人文科学、社会科学科目とともにヨーロッパ中世以来のリベラル・アーツの伝統を色濃く引き継ぐ、アーツ・サイエンス教育を実施した。札幌農学校（現・北海道大学）で教授を務め、演武場（現・札幌市時計台）の時計運用を開始した工藤精一も数学を講じた。こうした学校創設以来の長い伝統を有し、現在の理学部へと続いている。1890年（明治23年）設立の立教学校（第2次）では、日露戦争でバルチック艦隊の発見を通報し勝利に貢献した三六式無線電信機を開発した木村駿吉（海軍大学校教授、木村芥舟の三男）が教頭として教えたほか、秘密特許第1号の無煙火薬製造法を発明した市岡太次郎（海軍大学校教授、日本海軍技師）も教鞭を執り、数学の泰斗である浅越金次郎（商船学校教授）も講じた。立教大学の前身の一つである大阪・英和学舎では、1884年（明治17年）に、日本の近代昆虫学の基礎を築いた先覚者で「日本昆虫学の祖」と称される松村松年（北海道帝国大学名誉教授）が学んだ。松村は昭和に入り立教学院校友会及び立教学院後援会で顧問を務めた。
大学には現在、工学部は設置されていないが、戦時期に文部省の方針もあり、1944年に理工系教育強化のため「立教理科専門学校」を開設。この理科専門学校は、曾禰武（立教大学教授、後の開成中学校・高等学校校長）が主幹となって創設され、数学科に藤原松三郎、化学科に久保田勉之助、地質学科に矢部長克と、各学界の泰斗を招聘し、曾禰は物理学科を担当し同校の教頭を務め、理学部の礎を築く。翌年には「立教工業理科専門学校」と改組し、工科も合わせた教育機関となった。戦後の1948年には、医学部創設のための前段として設置された理学部へと改組し受け継がれた。理学部の創設には、理化学研究所の仁科芳雄と並び「日本の現代物理学の父」といわれる杉浦義勝が中心メンバーとして尽力し、初代学部長となり、同年には理論物理学研究室も発足した。ほどなくして湯川秀樹と坂田昌一の共同研究者であった武谷三男も着任し、日本の素粒子物理学界をリードしていく。武谷は1957年には、総長であった松下正寿が誘致した原子力研究所（2001年原子炉運転停止、廃止措置中）の設立にも尽力し、研究所長には中川重雄が就いた。武谷、中川とともに、原子力に関する日本最初の教科書である『原子力―教養の科学』を執筆し、長きに渡って原子力と平和利用の研究に従事した田島英三（立教大学名誉教授）は、1956年に教授職と兼務で原子放射線の影響に関する国連科学委員会（UNSCEAR）初代科学担当官に就き、日本人として初の国連職員を務めている。

また、大学には農学部も設置されていないが、明治期の第2次立教学校（1890年10月－、現・立教大学）では、創立から聖公会と関わりが深い札幌農学校（現・北海道大学）出身の農学者である河村九淵が教えた。その後、河村は立教学校の姉妹校である聖公会系の奈良英和学校で校長を務めたのち、熊本農業学校（現・熊本県立熊本農業高等学校）初代校長に就任するが、後に農聖と称される松田喜一を育てている。奈良英和学校では札幌農学校（現・北海道大学）第1期生でクラーク博士の「Boys, be ambitious （青年よ、大志を抱け）」の言葉を後世に残す上で大きな役割を担った大島正健も校長を務めた。また、前述の立教理科専門学校（1944年開設）の設立構想を提出した際には、農学部の設立構想も提出されている。

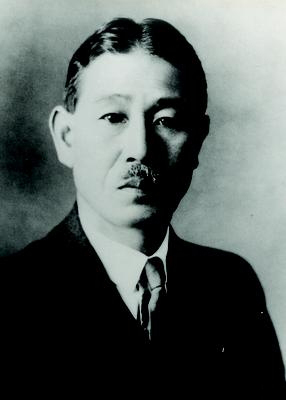
藤原松三郎（日本の数学界の泰斗）
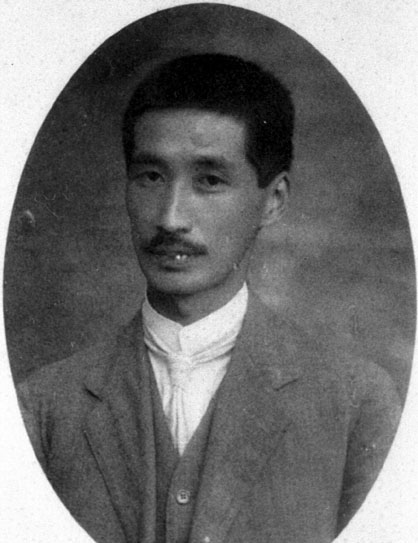
矢部長克（日本の地質学・古生物学の創始者）
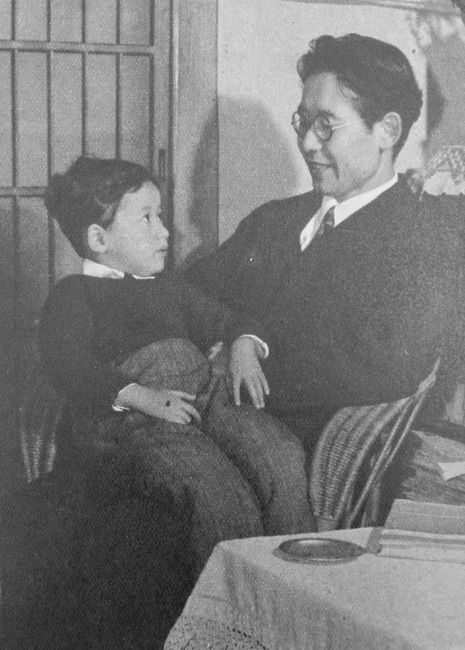
武谷三男（日本の理論物理学の泰斗）／息子とともに

### AI研究（人工知能科学研究科）
2020年4月に開設された人工知能科学研究科では、人工知能・データサイエンスを、人文・社会科学を含む全ての学術分野と掛け合わせることで、社会課題の解決やビジネスチャンスを生み出す力を育成する。これまでの技術ではなしえなかった新しい方法で未来を切り拓き、誰もが快適で活力に満ちた社会の実現に貢献することを使命としている。昼夜開講制で社会人が学びやすい。文系、理系、学部4年生、社会人を問わず、学生が集まり、1期生では社会人が約7割を占め、会計士や弁護士、医師、シンクタンク、マスコミ業、金融業、中学校の教員など多様な人材が集まった。

2022年2月から4月にかけて、NTTPCコミュニケーションズと東京電機大学の協力のもと、未来のAI業界を担う大学生・大学院生に向けて、AIの社会・ビジネス実装に関する実践的な「学びの場」を提供するための産学共創イベントである「AIイノベーションアワード2022」を開催した。業界をリードするAI企業による「学生向けAI企業セッション」プログラムに加え、AI企業各社および大学から出題されるテーマに学生が取り組む「ビジネスアイデア＆プログラミングコンテスト」が行われ、最優秀賞受賞チームに賞金100万円、優秀賞受賞チームに賞金30万円が贈られた。

### 大学院特別進学制度、5年一貫プログラム
5年で修士号が取得できる制度として、経済学部、法学部、観光学部には「大学院特別進学制度」があり、経営学部と異文化コミュニケーション学部には「5年一貫プログラム」が設置されている。それぞれ、大学院の講義を4年次から1年間受講してから、学部卒業後に大学院の前期課程（修士）を1年で修了する制度となっている。多くの場合、学部入学後に実施される選抜試験を通過することでプログラムを履修することが可能だが、異文化コミュニケーション学部の「5年一貫プログラム」の場合は、学部入学前の入試によって選抜する方式も実施している。

### Global Liberal Arts Program (GLAP)
2017年に開設されたGLAPは、人文科学、社会科学、自然科学など、リベラルアーツを英語で学習し、世界で活躍するグローバルリーダーを育成する国際教養学部相当のプログラム。原則英語のみの授業で学位取得が可能となっている。これらは明治期に開設した立教大学校のカレッジ構想とカリキュラムの復活と見て取れる。GLAPの1学年の人数は、30名の少人数制であり、希望入寮制により、国際交流寮で留学生と生活を共にすることもできる。2年次秋学期から1年間は、世界的に評価の高いリベラルアーツ大学などへ留学する。現在のところ学部という名称は採用しておらず、他大学が称しているように英名に対する和名（学部名）が付けられていないが、学習内容から実質的に国際教養学部といってよい。

### 立教大学外国語教育研究センター（FLER）
2020年4月に先進的な外国語教育・研究活動を担う機関として、立教大学外国語教育研究センター（Center for Foreign Language Education and Research：FLER）を開設し、全学部の学生を対象とする外国語教育を行っている。グローバル化が進展し、変化する時代の中で、心理学、社会学、生物学、脳科学など「多様な分野間の交流」、英語と英語圏文化に加えて複数言語と各言語が内包する文化、価値観、歴史も対象とした「多様な言語間の交流」、研究者と教育者を繋ぐ「理論と実践の交流」の3つを軸として、既存の方法論を超えた新たな言語教育を創出する取り組みを推進している。2024年度には新カリキュラムを導入し、新たな時代を牽引するグローバル・リーダーを育成する外国語教育プログラムを開始する。

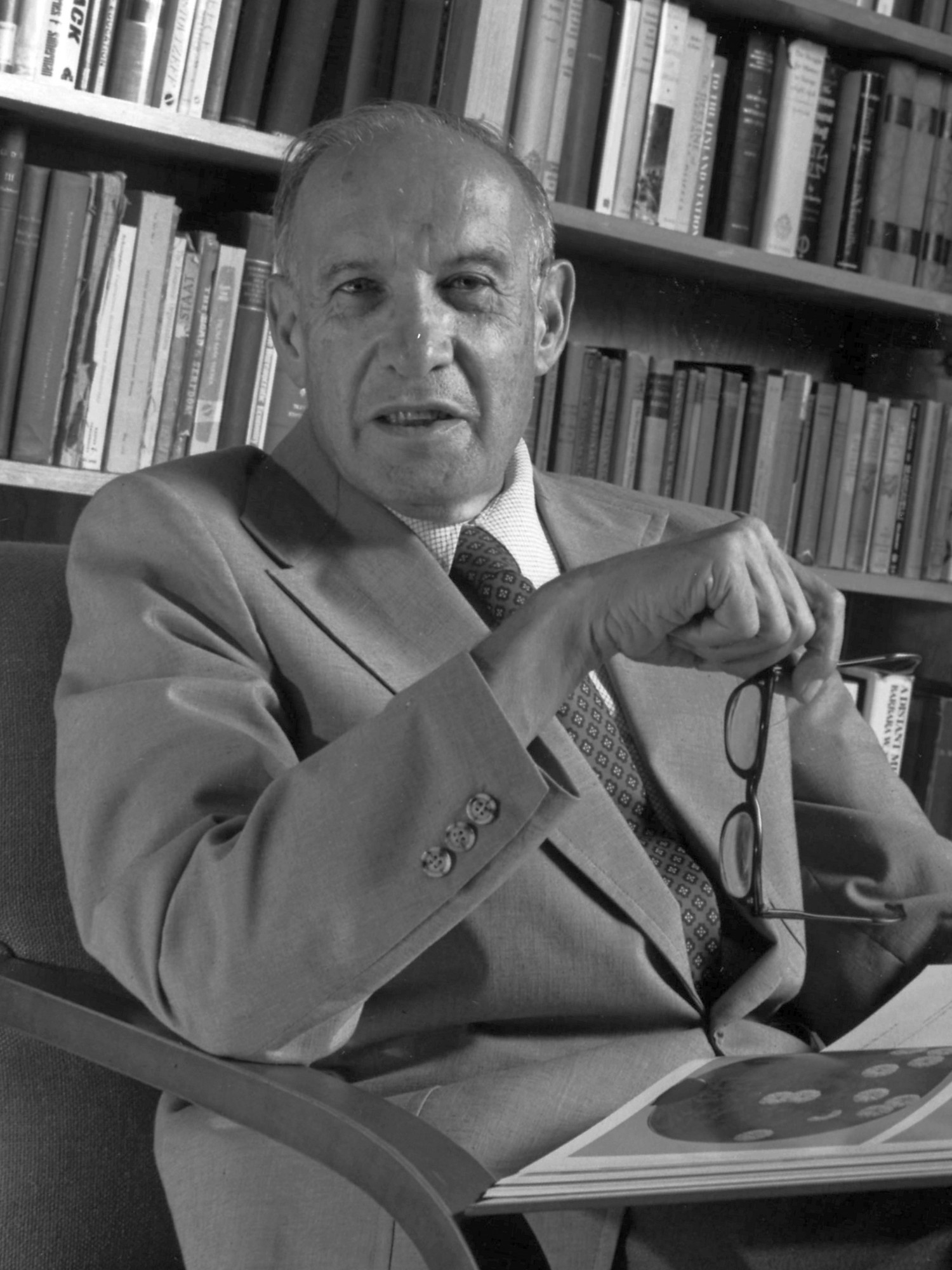
ピーター・ドラッカー

### アントレプレナーシップ教育
経営学部の前身の一つである社会学部産業関係学科が属した社会学部では、日本の経営学の開祖の一人で、多くの起業型経営者が師と仰ぐ野田一夫が経営概論を教え、ゼミでは現代産業企業論としてベンチャー企業の育成を教えた。ゼミの授業では、毎週当時のベンチャー企業経営者を呼んで、ケーススタディを行っていたが、その経営者の中には、ソフトバンクの孫正義、パソナの南部靖之、ぴあの矢内廣などがいた。
野田は、当時の大学教授としては珍しく、コンサルタント業を営み、ニュービジネス協議会の初代会長も務めるなど、学生だけでなく当時のベンチャー企業経営者の多くが野田の指導を受けていたのである。授業で行っていたケーススタディもMBAビジネススクールでは一般的な教育プログラムであるが、当時の日本の大学の学部教育においては画期的なものであった。こうしたアントレプレナーシップ（起業家精神）教育は、1980年代初頭当時の日本ではどこも行っておらず、野田の授業は、日本のアントレプレナーシップ教育のさきがけであった。

また、野田は、ピーター・ドラッカーを日本へ紹介した人物としても知られ、立教大学に赴任した翌年の1956年にドラッカーの『The Practice of Management 』を翻訳し、『現代の経営』を出版し、日本の経営者たちに大きな影響を与えることとなった。その後も野田はドラッカーと深い親交を持ち続けた。
1980年には、ドラッカーを日本に招き、ダイヤモンド社主催で特別シンポジウムを開催し、京セラ社長の稲盛和夫、セゾングループ総帥で西武百貨店会長の堤清二など日本を代表する経営者らとともに日本企業のあるべき経営について討議し、司会進行を務めた。
野田はドラッカー学会の顧問を務めたが、同会で学術顧問を務める一橋大学名誉教授の野中郁次郎は、ドラッカーの功績の一つとして「マネジメントとはリベラル・アーツなのだ」と提唱したことを挙げ、マネジメントを教養と捉えている。立教大学の教育の根本はリベラルアーツ教育であるが、ドラッカーのいうマネジメントを学ぶことはリベラルアーツを学ぶことに他ならないといえる。経営学部国際経営学科では、野中郁次郎の下で学んだ西原文乃が2016年から教鞭を執り、野中が提唱した組織的知識創造理論を継承・発展させ、新たな価値を創造するプロセスや仕組みと価値創造を駆動するリーダーシップやアントレプレナーシップに関する研究を行っている。

野田が創った立教大学のアントレプレナーシップ教育は、現在の経営学部を中心とする経営学教育にも受け継がれ、若手の起業家やベンチャーキャピタリストを生んでいる。野田は教授を務めた社会学部産業関係学科の後身となる経営学部において、リーダーシップ論などの授業で度々ゲストスピーカーとして講じた。
2000年には米マイクロソフト創業者のビル・ゲイツに名誉博士号を授与し、大学のタッカーホールでゲイツによる立教学院創立125周年記念特別講演が開催されている。2024年にはデロイト トーマツ ベンチャーサポート株式会社と「小中高大大学院一貫アントレプレナーシップ教育の研究と実践」についての契約を締結し、立教大学ビジネスデザイン研究所において起業家育成に向けて経営一貫教育の研究と実践の取り組みを開始した。

### ドラッカー研究
ピーター・ドラッカー研究では、立教大学経済学部教授であった三戸公が1971年に『ドラッカー 自由・社会・管理』を出版し、ドラッカー理論体系を包括的な理論として再構成する画期をなす研究を行った。三戸は、藻利重隆（一橋大学教授）による企業管理論としての最初の体系的なドラッカー研究と、岡本康雄（東大教授）が行った初期のドラッカーにまで遡って探究する産業社会論アプローチに、規範論としての自由論を加えることで、ドラッカー理論は規範・理論・政策という統合的・包括的理論体系の「グローバルな理論」へと展開されていくこととなった。また、三戸は1970年代には、院生たちとドラッカー著作の外書輪読を行い、その成果を1979年に『ドラッカー 新しい時代の予言者』として出版し、近年2011年には『ドラッカー、その思想』を出版するなど、永きに渡り真摯に研究を進めた。

### 新自由主義、マネタリズム

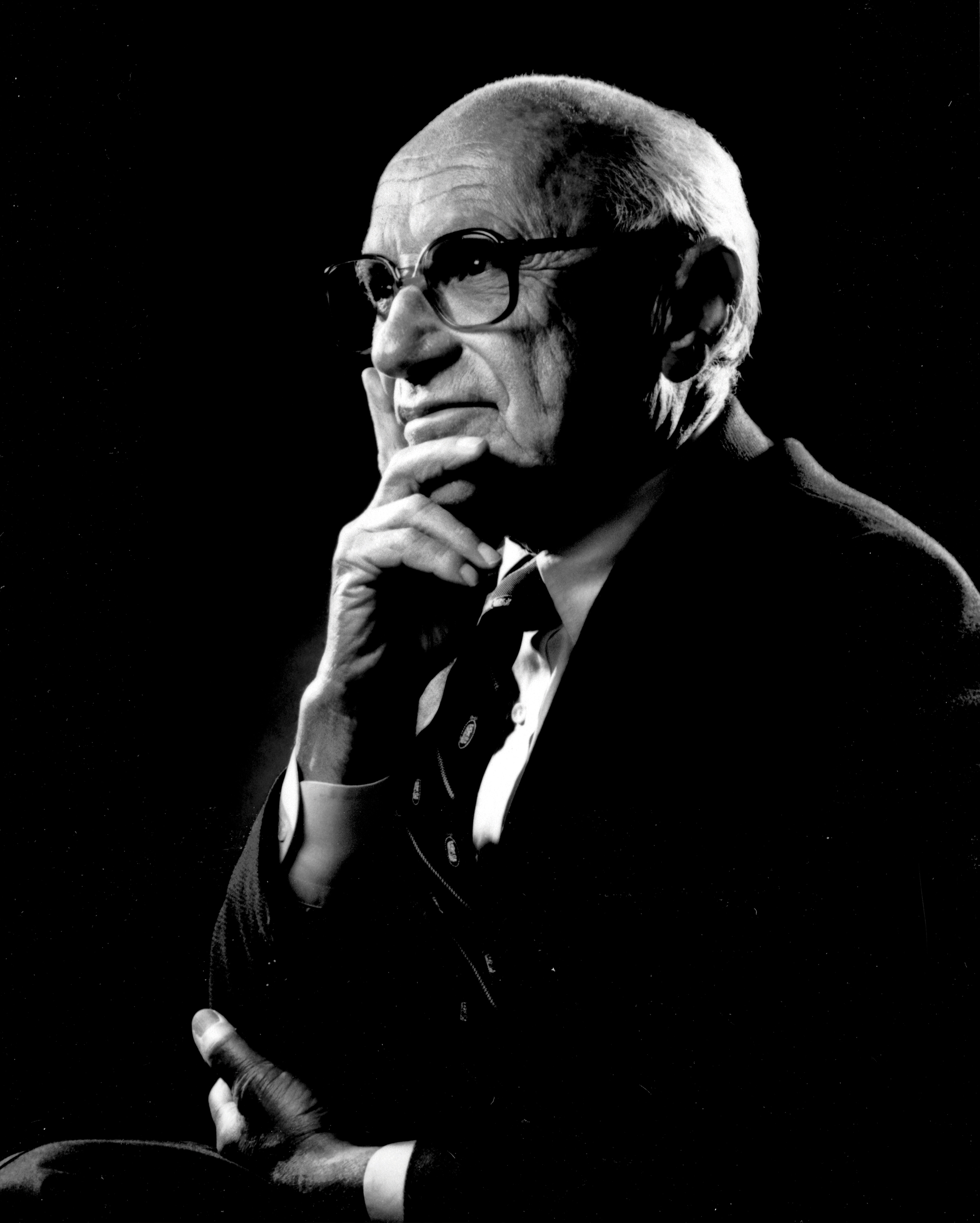
ミルトン・フリードマン

社会学部産業関係学科（現・経営学部の前身の一つ）では、シカゴ大学大学院でフリードリヒ・ハイエク（ノーベル経済学賞受賞：1974年）に学んだ西山千明（経済学者）が、1962年から母校である立教大学の教授を務めた。西山はハイエクの著作群を監修・監訳し、日本へ紹介した人物として知られ、友人であるミルトン・フリードマン（ノーベル経済学賞受賞：1976年）
の『選択の自由』の翻訳を手掛けるなど「シカゴ学派」や「マネタリズム」を日本に紹介し、日本における「新自由主義」の思想の普及と自由主義経済の拡大に大きな貢献を行った。西山は、立教大学教授と兼務で、モンペルラン・ソサイエティーの会長（1980年‐1983年）も務めている。

西山は1962年に米国から帰国してまもなく、自身が中心となって運営する立教大学近代経済学研究会の主催で、1962年11月から1963年6月まで立教大学の学生を主な対象として初心者のために近代経済学全般を解説する「第一期理論経済学セミナー」を開催したが、フリードマンも講師として特別講演を行った。フリードマンが講演した「貨幣理論の現状」は彼自身の講演による「マネタリズム」の日本初上陸であり、このセミナーの成果は講義の速記録が加筆、編集され、1964年に『近代経済学講義』として出版され、近代経済学を体系的に解説する日本語による教科書のさきがけとなった。
また、西山が所長を務める立教大学近代経済学研究機構には、「明治以降本邦貨幣基礎統計資料整備委員会」があり、フリードマンが顧問を務めた。貨幣委員会の作業報告会にはフリードマンも参加しゼミ生の指導を行った。フリードマンは研究のため夫妻で日本へ多く訪れたが、休暇を兼ねて日本各地への案内役を務めたのは西山だった。

1963年には、ノーベル経済学賞受賞（1976年）でフリードマンの業績が世界的に評価されるのに先駆け、フリードマンに立教大学から名誉博士号が授与され、翌1964年にはハイエクに名誉博士号を授与されている。

西山が日本で普及した新自由主義の思想は、中曽根政権の「民活プロジェクト」や、三公社（専売公社、国鉄、電電公社）民営化、橋本政権の「金融ビッグバン」、小泉政権の「聖域なき構造改革」による規制緩和、郵政・道路四公団民営化が進められた経済政策の背骨となり、長らく日本政府の経済政策を支える理論として、大きな影響を与えた。また、「ケインズが20世紀前半の最も影響のある経済学者だったとすれば、フリードマンは20世紀後半の最も影響のある経済学者である」と言われるなど、今日も世界の経済学者から高い評価を得る。しかし、新自由主義的政策は評価が分かれ、他の経済政策と同様、景気の変動や国内外の経済状況によっても施策の結果が変わるため、現在も多くの論争的議論が存在する。

### データサイエンス教育・研究推進
- 社会情報教育研究センター (CSI)

大学内でデータサイエンス教育・研究の中枢を担う社会情報教育研究センター (CSI)では、調査 (Research)・情報 (Information)・統計 (Statistics) という3つのスキルを活用した教育研究活動を行い、「データサイエンス力の高い人材育成」と「データリテラシー高度化支援」を全学的に展開している。統計・社会調査系科目の提供や社会調査士資格取得支援に加えて、統計学習コンテンツ・ソフトウェア開発や調査・研究コンサルティングを行い、さらには統計関連セミナーを開催している。後述のデータサイエンス副専攻への科目提供も行っている。また、既存データの利活用支援として、全国の大学・研究機関で実施された学術的かつ統計分析可能な社会調査データを収集・整理・保存し、「立教大学 社会調査データアーカイブ RUDA（ルーダ）」 として公開するとともに、公的統計情報の二次的利用支援も行っている。
- データサイエンス副専攻

グローバル人材に求められるデータ活用力やIT技術を身につけることを目的として、社会情報教育研究センター (CSI) が提供母体となり、2018年に開設された全学部生対象のプログラムで、グローバル教養副専攻のテーマの一つになっている。具体的には、日本における調査の仕組みや公的統計の利活用を学ぶ科目群、統計学や調査理論、多変量解析、データ分析実習系科目からなる科目群、さらに英語で展開される科目群で構成され、それぞれの科目群は基礎系科目と先端系科目に分類され修了に必要な単位数が設けられている。

### ESD研究、SDGs、地域創生
- ESD研究所

日本初のESD（Education for Sustainable Development）研究機関として、2007年に「立教大学ESD研究センター」として設立され、国内およびアジア太平洋地域におけるESD、即ち「持続可能な開発のための教育」の普及に努め、国内外におけるハブとしての役割を担ってきた。2012年には「立教大学ESD研究所」と名称を変え、日本におけるESDの第一人者である所長の阿部治のもとで実践的な調査・研究を展開し、多くの成果を上げてきた。2015年には文部科学省私立大学戦略的研究拠点形成事業にESDによる地域創生研究拠点として採択され、持続可能な地域創生を果たす人材育成の研究に取り組んでいる。2021年度からは、上田信が所長に就任し、SDGs（Sustainable Development Goals）への取り組みに研究所としても一翼を担うべく、地域連携を強化し、新たな事業展開を推進する。2022年8月には、対馬市、羅臼町、飯田市、檜枝岐村に加え、新たに松崎町と覚書を交わし、地域創生を学ぶ学生たちとともにフィールドワークを行い、研究活動を進めている。
- まち歩きマッププロジェクト

地域活性化では、観光学部で地域のまち歩きマップ「ぶらってシリーズ」を制作し、学生が地元民への調査で発掘した穴場スポットを学生ならではの目線で紹介し、街の魅力を発信している。"まち歩きマップ"プロジェクトは、武蔵野銀行との産学連携で進められ、これまでに幸手市、羽生市、行田市、加須市、氷川参道、新座市、小鹿野町、秩父市、川越市、草加市、朝霞市の11作の地域版（2024年10月現在）が作られている。

## 沿革

### 略歴

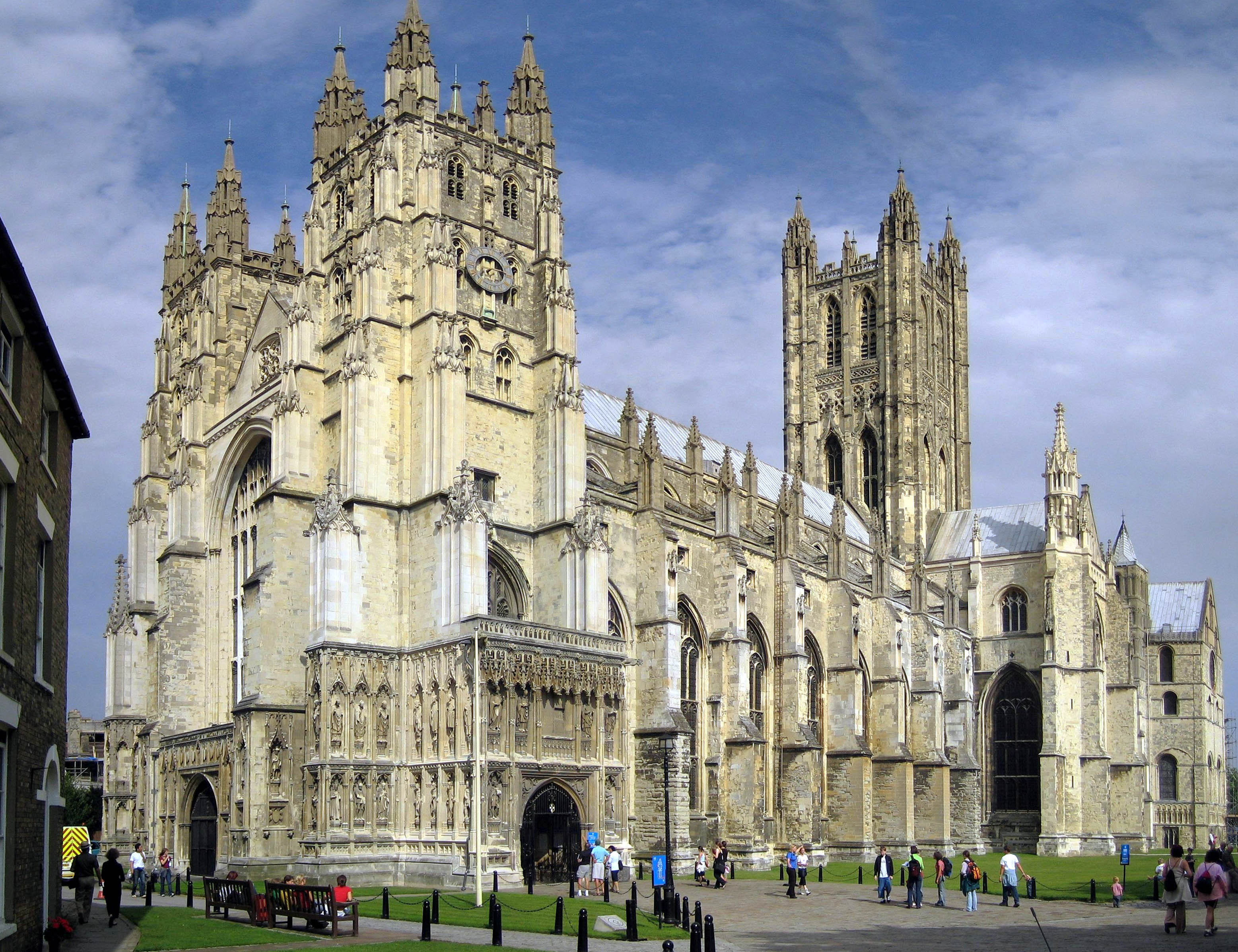
米国聖公会の始祖であるイングランド国教会の総本山、カンタベリー大聖堂

西暦597年、ローマから英国（イングランド）に派遣されたオーガスティンが、初代カンタベリー大司教（大主教）に着座したことを淵源の一つとする英国国教会（イングランド国教会）の流れを汲む大学である。

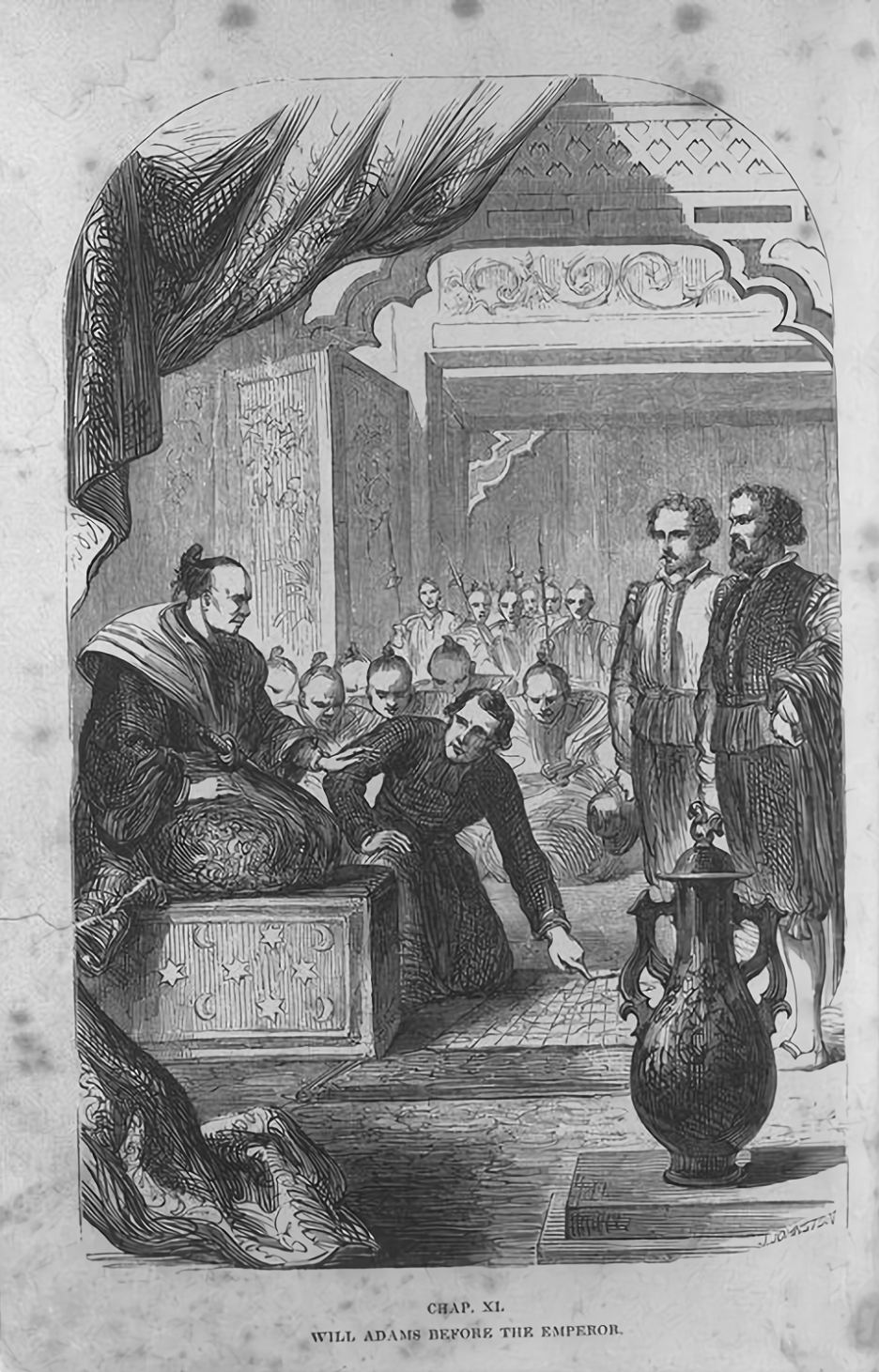
徳川家康の前のウィリアム・アダムス（日本に初めて来たイギリス人、聖公会信徒）

大航海時代が成熟期を迎えていた1600年（慶長5年）に、英国国教会の信徒であるウィリアム・アダムス（三浦按針／日本に初めて来たイギリス人）がリーフデ号で日本に渡来し、徳川家康の外交顧問と通訳を務めて英学を教え、西洋式帆船（ガレオン船）のサン・ブエナ・ベントゥーラの建造や平戸のオランダ商館の創設に尽力したほか、クローブ号（日本に初めて来航したイギリスの商船）で来日した英国国教会信徒のジョン・セーリスとリチャード・コックスを支え、家康から朱印状を得て平戸のイギリス商館の創設に貢献するなど、日蘭、日英外交の懸け橋となった。

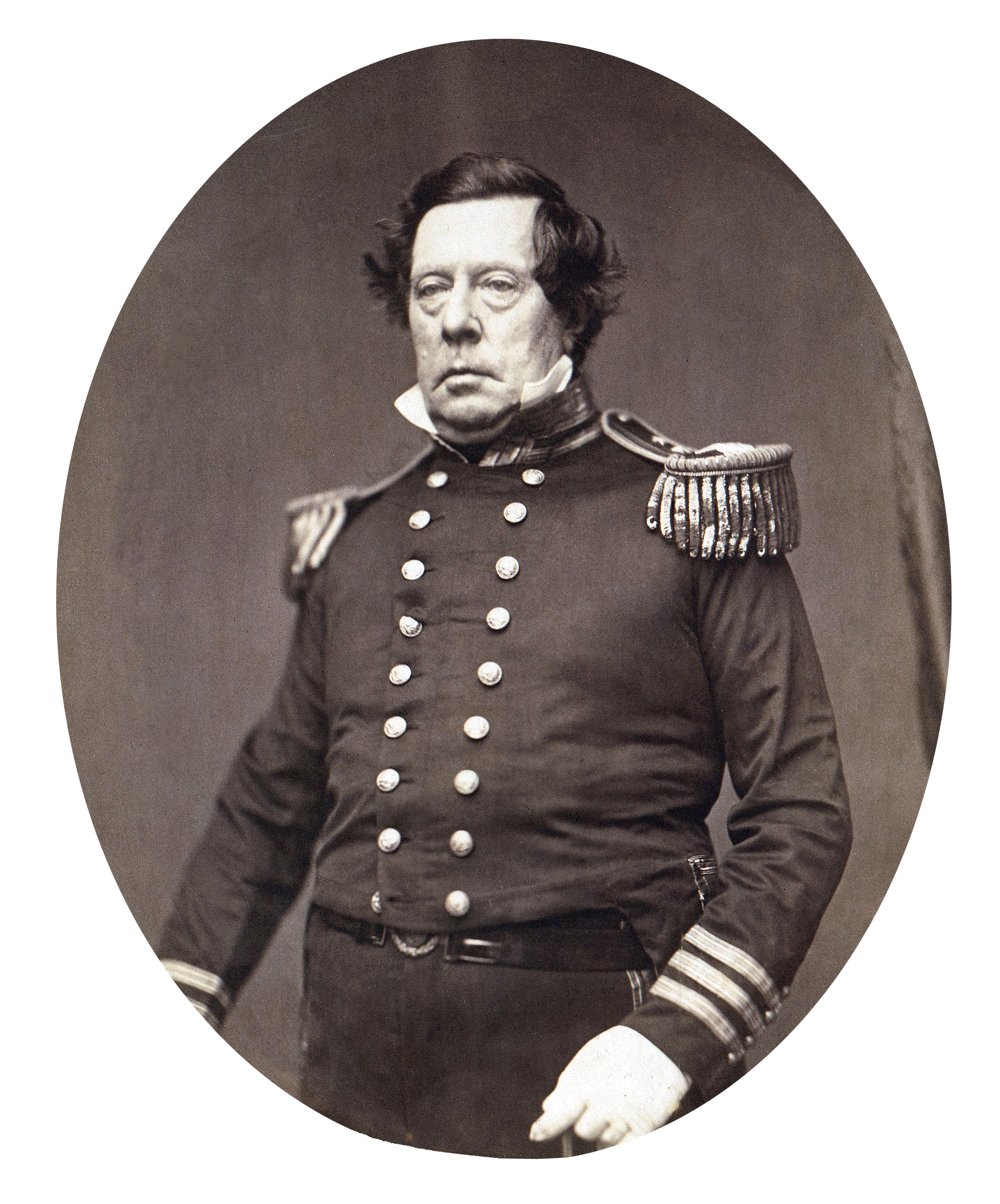
マシュー・ペリー
（東インド艦隊司令長官 、米国聖公会信徒）

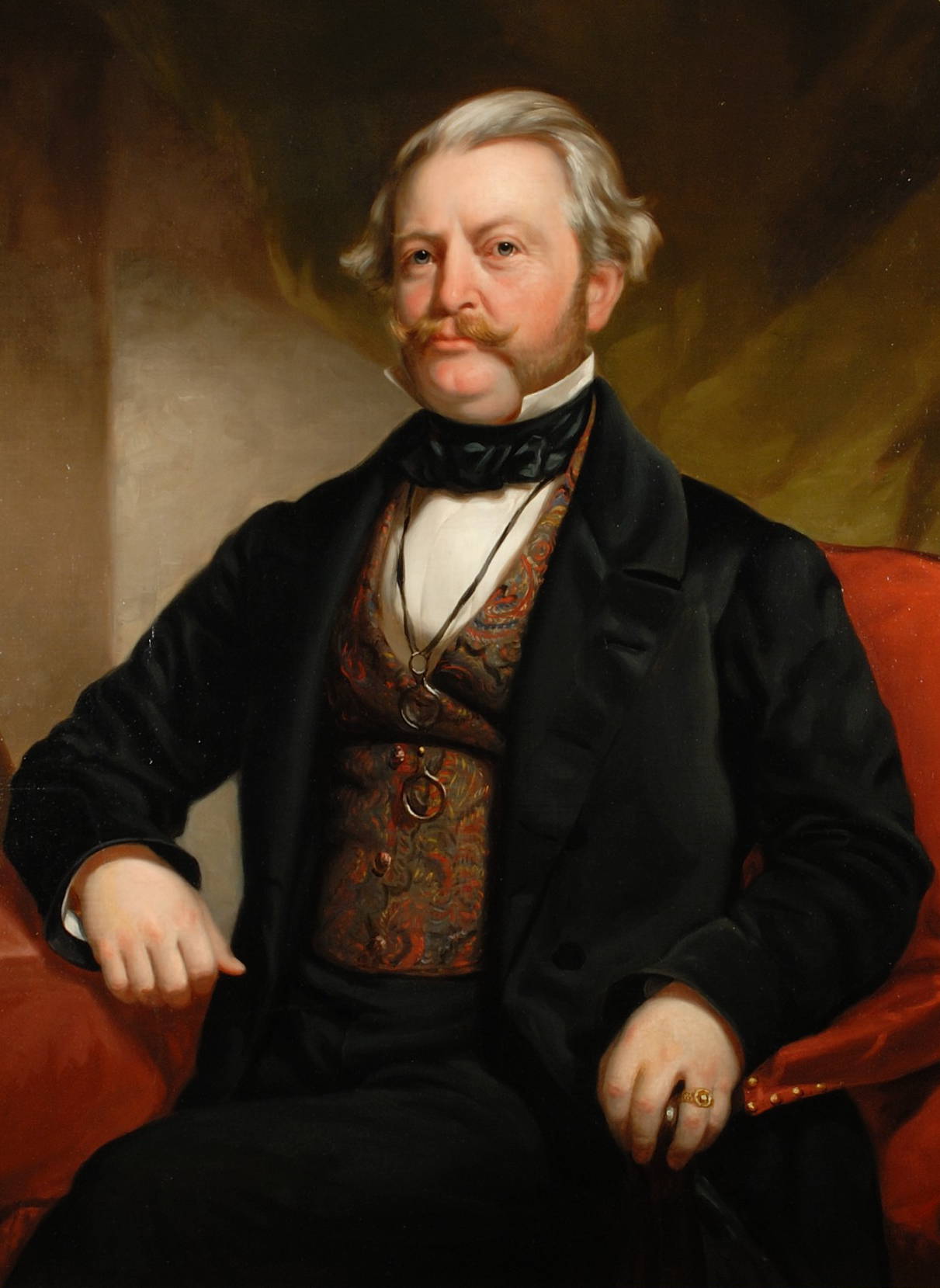
タウンゼント・ハリス
（初代米国総領事、米国聖公会信徒、立教の源流となる私塾の創設を支援した主導者）

その後、永らく鎖国政策が採られた日本であったが、米国聖公会（英国国教会起源の会派）の信徒であるマシュー・ペリーの来航（黒船来航）と、初代米国総領事でニューヨーク市立大学シティカレッジの創設者でもあるタウンゼント・ハリスの活動により開国に幕が開き、ハリスによって本国人の宗教の自由を認め、居留地内に教会を建てて良いとする第8条を加えた日米修好通商条約が調印されたことで、宣教師の来日が可能となった。熱心な聖公会会員であったハリスは、エドワード・サイルら米国聖公会の遣清宣教師に、聖公会による学校開設と医療活動を提言した。
こうしてハリスとサイルら遣清宣教師による宣教勧告と学校開設の勧奨を受けた米国聖公会は、1859年（安政6年）2月に日本での伝道、学校開設、医療活動を目的とする日本ミッションの開設を決定する。この決定を受けて中国（当時、清）で活動していた米国聖公会宣教師のジョン・リギンズとチャニング・ウィリアムズが任命され、プロテスタント最初の宣教師として、1859年（安政6年）の5月と6月にそれぞれ長崎に来日した。彼らが開港地となった長崎でミッションを開設し、ハリスの支援のもと江戸幕府の長崎奉行・岡部駿河守長常の要請で立教大学の源流となる私塾を崇福寺に設け英学教育を創始したことを起源とする。この塾は日本におけるミッションスクールの起りであった。ウィリアムズは私塾に加え、グイド・フルベッキとともに幕府の長崎洋学所でも教鞭を執る。私塾の教え子として高杉晋作（奇兵隊創設者）、後に早稲田大学を創設する大隈重信（第8代・17代内閣総理大臣）、外務大臣を務めた副島種臣（第4代内務大臣、第3代外務卿）、近代郵便制度創設者の前島密（早稲田大学第2代校長）、坂本龍馬と肥後藩を薩長同盟に入れようと画策した荘村助右衛門、近代教育の礎となる学制起草者で大阪理学校（現・京都大学）校長を務めた瓜生寅（海援隊士・瓜生震の兄）など多くの志士を輩出した。また、私塾の最初の生徒として昌平坂学問所（東京大学の源流）教授で吉田松陰も学んだ鄭幹輔を始め、岩倉使節団の一員で大阪洋学校（現・京都大学）創設者の何礼之、幕府の済美館学頭を務めた平井希昌（外交官、太政官大書記官）など、後に日本の外交の嚆矢で活躍する名士たちが学んだ。
ウィリアムズは、一旦アメリカに帰国後、米国聖公会第2代中国・日本伝道主教に任命され、帰国中に合衆国大統領アンドリュー・ジョンソンと国務長官ウィリアム・スワードに日本の禁教撤廃を要請した。その後、日本での活動を再開し、1869年（明治2年）に大阪・川口の外国人居留地近くの与力町の自室に小礼拝堂（ミッション・チャペル）と私塾（翌年、英学講義所となる。後の英和学舎）を開き、英語礼拝と英語教授を開始し、翌1870年（明治3年）に同じく与力町に英学講義所（1879年に英和学舎となり、1887年に立教大学校に合併）を設立する。1873年（明治6年）に、キリスト教禁制の高札が撤去されると､ 欧米の宣教師が公然と相次ぎ来日することになり、米国聖公会では同年9月にチャールズ・H・ニューマンが来日し、東京での米国聖公会初のミッション拠点として赤坂の陽泉寺に寓居して在京英米人のための主日礼拝を開始し、同年11月にクレメント・T・ブランシェとウィリアム・B・クーパーも来日して加勢すると、ウィリアムズも東京に活動拠点を移した。1874年（明治7年）2月には東京・築地の外国人居留地に聖書と英学の教育を目的とした私塾「立教学校」を設立する。英学を主とする学校ではあったが、創立当初から和漢学の教授にも比重を置いた。長崎の私塾とともに、これらの学校が立教大学へと繋がっている。
1883年（明治16年）には米国式カレッジとして日本最高峰の教育機関である立教大学校を設立。明治政府によりミッションスクール第一号として認可された学校であり、後に公布される帝国大学令と大学令より前に、教育令によって認可された日本の先駆けとなる大学であった（詳しくは旧制大学参照）。初代校長にはハーバード大学出身のジェームズ・ガーディナーが就いた。
1887年（明治20年）には、ウィリアムズと英国聖公会のエドワード・ビカステスの尽力により、日本における英国国教会と米国聖公会が合同し、日本聖公会が設立された。1888年（明治21年）には、校友の大隈重信が築地キャンパスの形成に尽力し、用地の取得に伴いキャンパス規模が拡大していく。しかし、欧化主義への反動に伴い、条約改正問題を絡めて国粋主義が広がり始め、さらにはこれまで学校を支えてきたウィリアムズと教頭・幹事などの要職を務めた貫元介が退任したこともあり、立教大学校は生徒数が減り、1890年（明治23年）10月には校名を立教学校（第2次）へ戻し、米国式カレッジから日本化が進められることとなった。また、同月末には教育ニ関スル勅語（教育勅語）が発布し、翌1891年（明治24年）6月には文部省訓令第4号により、全国の各学校で御真影礼拝、教育勅語奉読が強制されるようになり、欧米型のキリスト教主義学校への圧力が強まっていった。しかし、そうした状況化においても、木村駿吉を始め、久米邦武、高橋五郎、松本文三郎、内村達三郎（内村鑑三の弟）など、渦中の人物達が教授として講じ、権力に屈せず、在野的精神、反骨精神による自由な立場に立脚する運営が行われた。この明治期を始め、後述の第2次大戦に到るまで、日本ではアメリカ人の経営する学校は度々厳しい状況に置かれた一方、同じく米国聖公会によって中国・上海に置かれた立教大学の姉妹校である聖ヨハネ大学（セント・ジョンズ大学）は、東洋のハーバードと呼ばれるまでに成長を遂げた。
1896年（明治29年）には、立教学校（第2次）を廃し、立教専修学校（3年制）と立教尋常中学校（5年制）を設置し、1899年（明治32年）1月には同年7月の改正条約の発効を見据えて立教尋常中学校の認可申請を行うが、許可が容易に得られず、島田三郎（早稲田大学創設メンバー、のち第19代衆議院議長）らの尽力でようやく認可を得られた。同1899年（明治32年）にはジョン・マキム、アーサー・ロイド、元田作之進のもとミッションスクールでの宗教教育を禁じる文部省訓令第12号に対処し、学校を存続させる。1901年（明治34年）2月には、築地キャンパスの聖三一大聖堂（立教教会）で、日本政府により英国ヴィクトリア女王の遥葬式が執り行われ、皇族に加えて、伊藤博文内閣総理大臣以下、政府主要閣僚、各国要人、名士たちが参列した。同年9月には同聖堂にて米国マッキンリー大統領の遥葬式があり、この時も皇族に加えて、桂太郎内閣総理大臣以下、主要閣僚と各国要人、名士らが参列するなど、日本の国家行事が執り行われた。1907年（明治40年）に、タッカーの尽力により再び立教大学（専門学校令による旧制専門学校）を設立。1918年（大正7年）には校地を池袋に移し、池袋キャンパスを開設する。
1940年（昭和15年）、日米関係の悪化により、創立から続く米国聖公会の経営から邦人による経営となる。同年、総長であったチャールズ・ライフスナイダーは退任し、翌年には本国政府の指示により米英人教員が帰国し、理事も全員邦人となった。戦時下では、寄付行為を「基督教主義ニヨル教育」から「皇国ノ道ニヨル教育」に変更し、チャペルは閉鎖し、校歌も『自由の学府』の文言が問題視され斉唱禁止となるなど、当時の軍国主義、国家主義が反映された運営となり、米国を象徴する自由を掲げ、モデルとする『自由の学府』から自由が奪われていった。さらに、文部省が理工系の教育を拡充して戦時体制に即応しようと、文科系の大学に対して理工系への転換、移転整理等を進める方針を出した。そのため、1943年（昭和18年）12月に文学部を閉鎖することとなり、文学部の学生は慶應義塾大学へ編入し、1944年（昭和19年）4月には立教理科専門学校（翌年、立教工業理科専門学校へ改組）を開設するに至った。前述の戦時下の国の方針の中、文科系中心の立教大学は閉鎖される可能性があったが、校友の佐伯松三郎らが学校存続のために尽力し、上野陽一（産業能率大学創設者、後の立教大学経済学部長）らとともに支援者を増やし、短期間のうちに理工系学科を創設したものであった。立教大学の父兄であった大村一蔵（帝国石油副総裁、日本地質学会会長）らも多額の寄付を取り付け、専門家を派遣するなど大きく支援した。これにより文学部の閉鎖はあったものの、立教の閉鎖を防ぎ、立教大学の名を今日まで残すこととなった。立教理科専門学校（現・理学部）の開設主幹には曾禰武（立教大学予科長、後の開成中学校・高等学校校長）が就き、各学会の泰斗を招聘し開設された。
戦時中の1943年（昭和18年）3月には、学内で幅をきかせて威張りちらしていた軍事教官（配属将校）を、学生有志6人が呼び出して殴打する痛快な出来事（軍事教員を殴打した事件）もあり、戦時下における学生たちの勇気ある果敢な行動として、立教の歴史に刻まれている。
終戦を迎え、1945年（昭和20年）10月15日に、ダグラス・マッカーサー連合国最高司令官（米国聖公会信徒）の命で「文部省訓令第8号」が発布し、1947年（昭和22年）5月3日に施行された日本国憲法とともに「信教の自由」が保障される。これにより、国内においてキリスト教精神に基づくリベラルアーツ教育が正式に認められることとなる。GHQにより、第二次世界大戦中にキリスト教主義学校としての特色を一掃し、職員の追放、教課の改廃を行い、戦後も回復の手段を講じなかったとして、当時の総長、中学部校長、学生監ほか8人が即時解職、公職追放処分を受けた。理事会は新体制となり、寄付行為も「基督教主義ニヨル教育」に復帰することを可決し、チャペルも再開される。同時にポール・ラッシュにより大学の再生が進められ、拡張計画が作られた。こうして、奪われた自由を取り戻し、再び発展に向けて『自由の学府』として歩み出していくこととなった。
1955年（昭和30年）に総長となった松下正寿の尽力より、法学部や社会学部を新設し、文学部などにも学科を増設するなど、立教大学は発展を遂げていく。1956年（昭和31年）には、35,000坪もの広大な面積を持つ総合グランウンドであるセントポール・グリーンハイツ（現・城北中央公園）が完成。1990年（平成2年）には新座キャンパスを開設。大学創立者であるウィリアムズ主教が先導的な役割を果たし、1887年（明治20年）に日本において英国国教会と米国聖公会が合同して設立された日本聖公会で洗礼を受けた信徒たちは、立教大学において学びたいと動機づけられ、実際に彼らが立大生になることも少なくない。

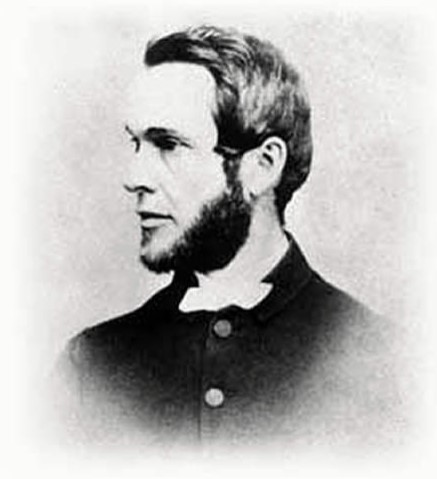
チャニング・ウィリアムズ

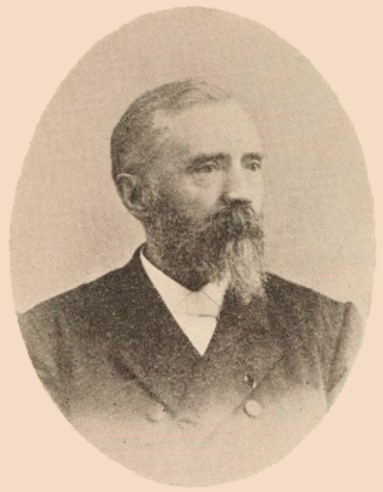
ジョン・リギンズ

### 年表

#### 19世紀以前
- 597年 - ローマから英国（イングランド）に派遣されたオーガスティンが、初代カンタベリー大司教（大主教）に着座。聖公会の起源の一つ[12][注釈 50][注釈 3]。
- 1534年（天文3年）- 英国国教会（イングランド国教会）がローマ・カトリック教会から独立して成立。
- 1600年（慶長5年）4月29日 - 英国国教会の信徒であるウィリアム・アダムス（三浦按針／日本に初めて来たイギリス人）がリーフデ号で豊後国に漂着。徳川家康の外交顧問と通訳を務め、英学を教える[272][274]。
- 1693年（元禄6年）- イングランド王ウィリアム3世と女王メアリー2世の勅許により、ウィリアム・アンド・メアリー大学がイングランド国教会の機関として創設。
- 1784年（天明4年）11月14日 - アメリカ独立に伴い、サミュエル・シーベリー[注釈 58]がイギリス諸島以外で最初の聖公会主教となり、米国聖公会が成立。
- 1789年（寛政元年）- 米国聖公会がイングランド国教会から正式に分離され、イギリス諸島以外で最初のイングランド国教会となる[注釈 59]。
- 1821年（文政4年）9月 - 米国聖公会国内外宣教協会がフィラデルフィアで組織される[注釈 60][296]。
- 1834年（天保5年）- 米国聖公会国内外宣教協会が東アジア、東南アジア地域への宣教ミッションの派遣を決定[296]。
- 1837年（天保8年）- ウィリアム・ブーンが米国聖公会から中国への遣清宣教師に任命され、ジャワ島のバタヴィアに到着[7]。
- 1842年（天保13年）- ブーンが、廈門(アモイ)で中国伝道を開始[7]。
- 1844年（天保15年）10月26日 - ブーンが中国諸地域管轄の主教（米国聖公会初代海外伝道主教）として選出される[注釈 61][7]。

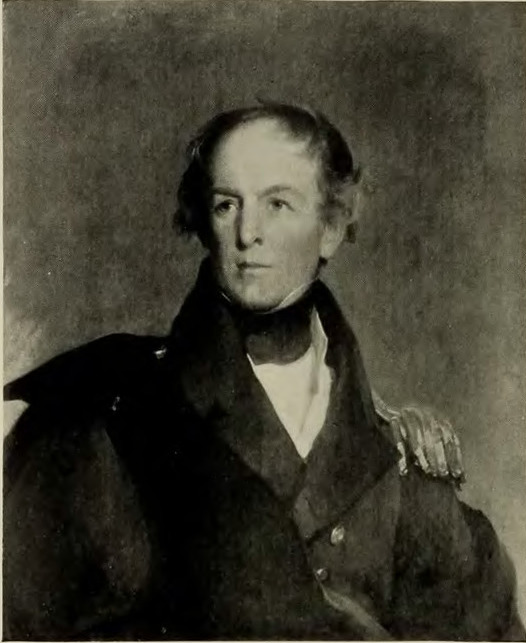
ジェームズ・ビドル（東インド艦隊司令長官 、米国聖公会信徒）

- 1846年（弘化3年） - アメリカ東インド艦隊司令長官のジェームズ・ビドル（米国聖公会信徒）が浦賀に来航し、米国として初めて日本と開国交渉を行う。

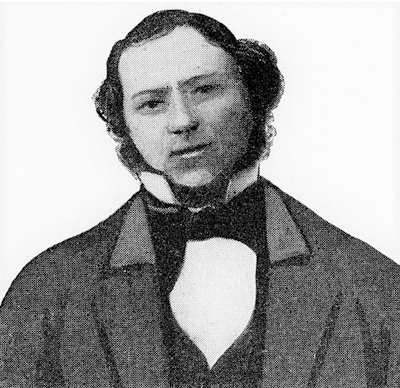
ラナルド・マクドナルド（日本最初のネイティブの英語教師）

- 1848年（嘉永元年）- 聖公会信徒のラナルド・マクドナルドが長崎崇福寺の末寺、大悲庵で長崎奉行の要請で英語教室を開き、長崎通詞（蘭通詞）14名に教える[20][297][注釈 62]。ペリー艦隊来航時の日本側通訳となる森山栄之助も学ぶ。（日本最初のネイティブの英語教師）
- 1850年（嘉永3年）- 立教大学創設者チャニング・ウィリアムズがウィリアム・アンド・メアリー大学に入学。
- 1851年（嘉永4年）
  - 英国聖公会のジョージ・スミス主教がセント・ポールズ・カレッジ (香港)（英語版）の校長に就任。
  - 米国聖公会が上海で文紀女塾（後の聖マリア女子中学）を創設[300]。
- 1852年（嘉永5年）- チャニング・ウィリアムズ、ヴァージニア神学校に入学。

| *左：ペリー艦隊通訳 サミュエル・ウィリアムズ *右：ペリー艦隊 サスケハナ号   |  | *左：ペリー艦隊通訳 サミュエル・ウィリアムズ *右：ペリー艦隊 サスケハナ号 |
| - 左：ペリー艦隊通訳 サミュエル・ウィリアムズ - 右：ペリー艦隊 サスケハナ号 |  |                                                                           |

- 1853年（嘉永6年）
  - 7月 - マシュー・ペリー（米国聖公会信徒）が浦賀に来航。サミュエル・ウィリアムズが主席通訳官として帯同。
  - 秋 - 初代海外伝道主教のウィリアム・ブーンが母校のヴァージニア神学校を訪れ、チャニング・ウィリアムズは海外伝道を決意する[50]。
- 1854年（嘉永7年）- 日米和親条約が調印。
- 1855年（安政2年）
  - 6月28日 - ジョン・リギンズとチャニング・ウィリアムズがヴァージニア神学校を卒業[301]。
  - 6月29日 - リギンズとチャニング・ウィリアムズがアレクサンドリアのセント・ポール教会で執事に按手される[301]。
- 1856年（安政3年）
  - 6月26日 - リギンズとチャニング・ウィリアムズが米国聖公会宣教師として中国・上海に到着[80]。
  - 8月21日 - タウンゼント・ハリス（米国聖公会信徒）[注釈 63]が初代米国総領事として下田に来航。
- 1858年（安政5年）
  - 2月13日 - ブーンが函館に寄港した米国軍艦ポーツマス号の海軍士官が前年10月3日に書いた日本伝道を勧める手紙を上海の宣教師から受け取り、全文を翌3月発行の米国聖公会機関紙に寄稿し、日本伝道開始を要請。これにより、米国聖公会の日本伝道熱が高まり、ニューヨークの聖マルコ教会を始め、各地から日本伝道のための献金が米国聖公会内外伝道協会本部に集まる[20][302]。
  - 7月29日 - 日米修好通商条約が調印。ハリスが、本国人の宗教の自由を認め、居留地内に教会を建てて良いとする第8条の条文を入れ、宣教師の来日が可能となる[20][275]。調印はポウハタン号の艦上で行われた[303]。
  - 8月 - 幕府が長崎奉行に命じ、長崎英語伝習所が設立（旧暦7月）[304]。
  - 9月10日 - 米国軍艦ポウハタン号付きの牧師ヘンリー・ウッドが来日。長崎奉行の要請によりジョサイア・タットノールから任命を受けたウッドは、英語学校を開設し、長崎通詞（蘭通詞）に2か月間英語教育を行う[注釈 64]。活動には米国総領事ハリスのサポートがあった[7]。
  - 9月20日 - 米国軍艦ミネソタ号が長崎に入港。エドワード・サイル（米国聖公会遣清宣教師）と、サミュエル・ウィリアムズが日本宣教の可能性を探る目的を持って来日[305]。サイルはウッドの英語学校を見学。サイルが長崎奉行に英語学校の開設を提案[7][注釈 65]。
  - 9月30日 - サミュエル・ウィリアムズが、米国聖公会内外伝道協会外国委員会宛に、江戸か長崎で宣教師が英語を教え、長崎で学校を開設する有効性を伝える[注釈 66][307]。
  - 11月13日 - 米国総領事ハリスが、エドワード・サイル（米国聖公会遣清宣教師）宛の返書で神奈川で英語教育の学校開設を勧める[307]。

- 1859年（安政6年）

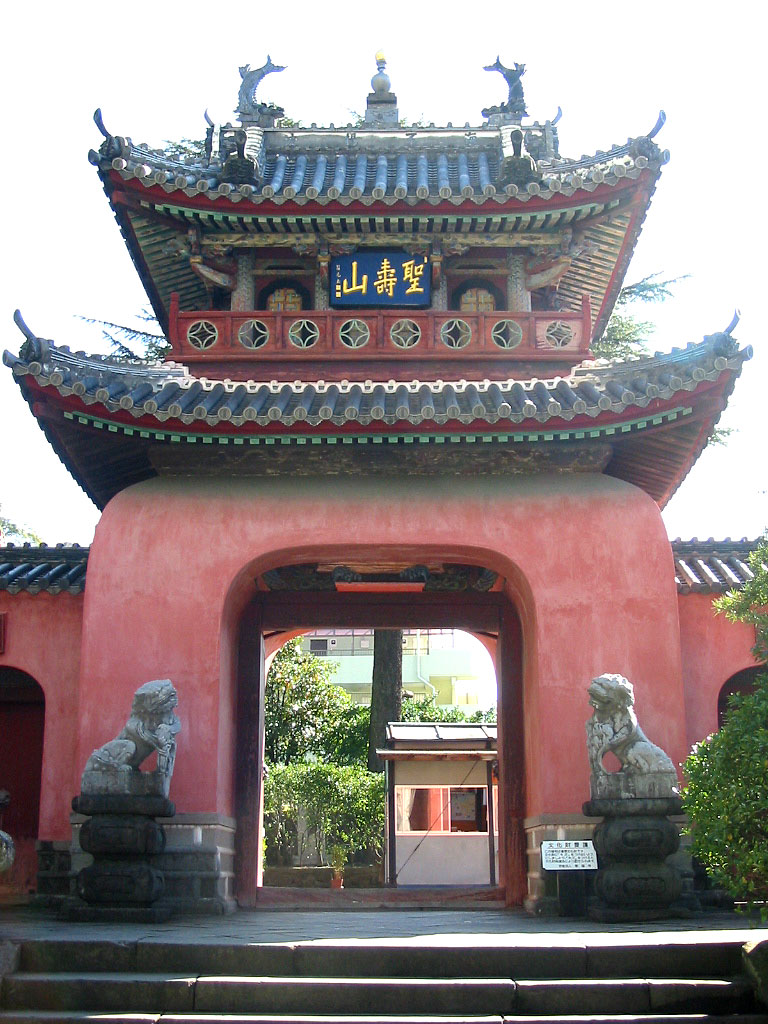
崇福寺三門（楼門）

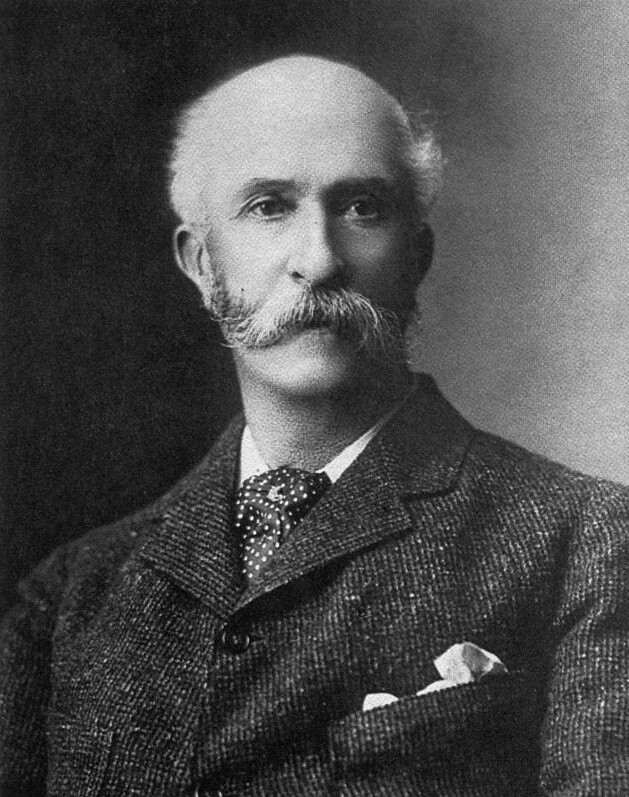
トーマス・グラバー

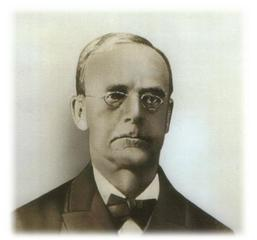
グイド・フルベッキ

  - 1月 - 長崎に停泊中の米国船内で米国人マクゴーワン（Daniel Jerome Macgowan、瑪高温、マゴオン）に、鄭幹輔を筆頭とする長崎通事（唐通事）7名が英語を学ぶ[注釈 67][22][81]。
  - 2月 - 米国聖公会は、日本が開国する状況下、米国聖公会内外伝道協会外国委員会で日本ミッション開設を決議[308]。
米国聖公会宣教師として1856年（安政3年）より中国・上海で活動するジョン・リギンズ、チャニング・ウィリアムズおよび医療宣教師の日本への派遣を決定[注釈 68][注釈 69][注釈 70]。
  - 4月下旬 - タウンゼント・ハリスが長崎を訪問。既に何人かのアメリカ人商人が長崎で開業していた[27][80]。
  - 5月初め - ハリスが、アメリカ人商人の一人でニューヨーク出身の実業家ジョン・G・ウォルシュ（ウォルシュ兄弟の2番目の弟）を長崎の米国領事に選任。ウォルシュは最初の長崎米国領事館を広馬場の日本人居住区に設立[注釈 71]。
  - 5月2日 - リギンズが米国船メリーランド号で長崎に来日[20]。米国聖公会日本ミッションを開設し、ハリスの支援のもと幕府の長崎奉行・岡部長常の要請で立教大学の起源となる私塾を創設[注釈 5][注釈 72][注釈 4][注釈 6][50][308][310][311][312]。（日本で最初のプロテスタントミッションで[注釈 51]、塾は日本のミッションスクールの起源である[25]。）最初の生徒として幕府公式通事の鄭幹輔、何礼之、平井希昌らが学ぶ[80]。
  - 6月4日 - 英国初代駐日公使ラザフォード・オールコックが長崎に来日（旧暦5月3日）。同月（旧暦5月）長崎大浦の妙行寺に英国領事館が開設され[313]、クリストファー・ホジソンが初代英国長崎領事を務める。英国の初代函館領事に任命されていたホジソンは、長崎領事に就任予定のジョージ・モリソンの到着が遅れたため、函館赴任の途中で長崎に滞在し英領事事務取扱として就任[314]。
  - 6月25日 - ウィリアムズが米国軍艦ジャーマンタウン号で長崎に来日[注釈 73][7][25][315]。リギンズとともに私塾で英学を教える[16][80][310]。
  - 8月6日 - ジョージ・モリソンが長崎に到着し、妙行寺に置かれた英国領事館で長崎英国領事として職務を開始[316]。
  - 9月19日 - トーマス・グラバー（聖公会信徒）が長崎に来日。グラバーは、リギンズやウィリアムズの両宣教師などによって私邸や英国領事館（妙行寺内）を使って始められた外国人のための礼拝に参加する[28]。
  - 11月 - グイド・フルベッキが長崎へ来日[注釈 74]。崇福寺広徳院に居住するリギンズ、ウィリアムズに迎えられ同居[注釈 75][306][317]。フルベッキも何礼之に英語を教える[81]。
  - 12月 - 長崎米国領事館の建物が火事にあい、ウォルシュは東山手十二番館の自宅を領事館として使用[注釈 76]。
- 1860年（万延元年）
  - リギンズが日本の先駆けとなる英学会話書の『英和日用句集』を執筆し、現行のローマ字綴りを編み出す[19][21]。
  - 2月13日 - 日米修好通商条約の批准書交換のため、幕府の万延元年遣米使節がポウハタン号で米国へ向け横浜から出航。先に同年2月9日には護衛名目の咸臨丸が横浜から出航。
  - 4月7日 - 英国聖公会のジョージ・スミス主教が長崎に来日[308][314][321]。スミスは5月15日まで滞在するが、ウィリアムズの住む崇福寺に滞在[312]。
  - 7月 - ウィリアムズが出島からシーボルトに書簡を送る[322]。
  - 8月 - 米国聖公会宣教医ハインリッヒ・シュミットが長崎に来日。診療所と私塾を開設し、医療活動および医学、英語教育を行う[注釈 77][308][309]。近世日本の布教史における最初の宣教医[119]。
- 1861年（文久元年）
  - 4月 - アメリカ南北戦争開戦。1865年4月の終戦までの間は、米国人は日本伝道への母国からの援助が途絶え、米国宣教師たちの一部は退職の余儀なきに到った[314]。
  - 7月 - ウィリアムズとシュミットは整備された東山手居留地に転居する[注釈 78][119]。
  - 瓜生寅がウィリアムズとフルベッキ両氏に師事し、各私塾で英学を学ぶ[320][323]。

- 1862年（文久2年）

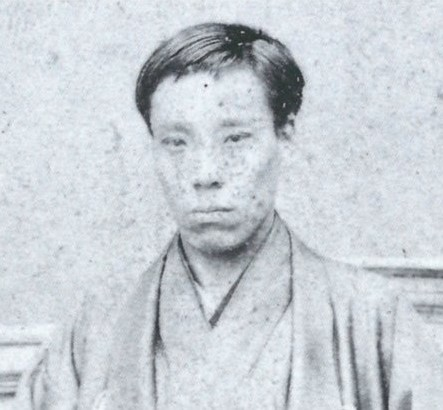
高杉晋作

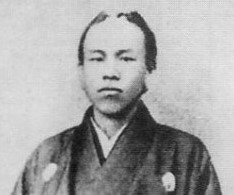
大隈重信

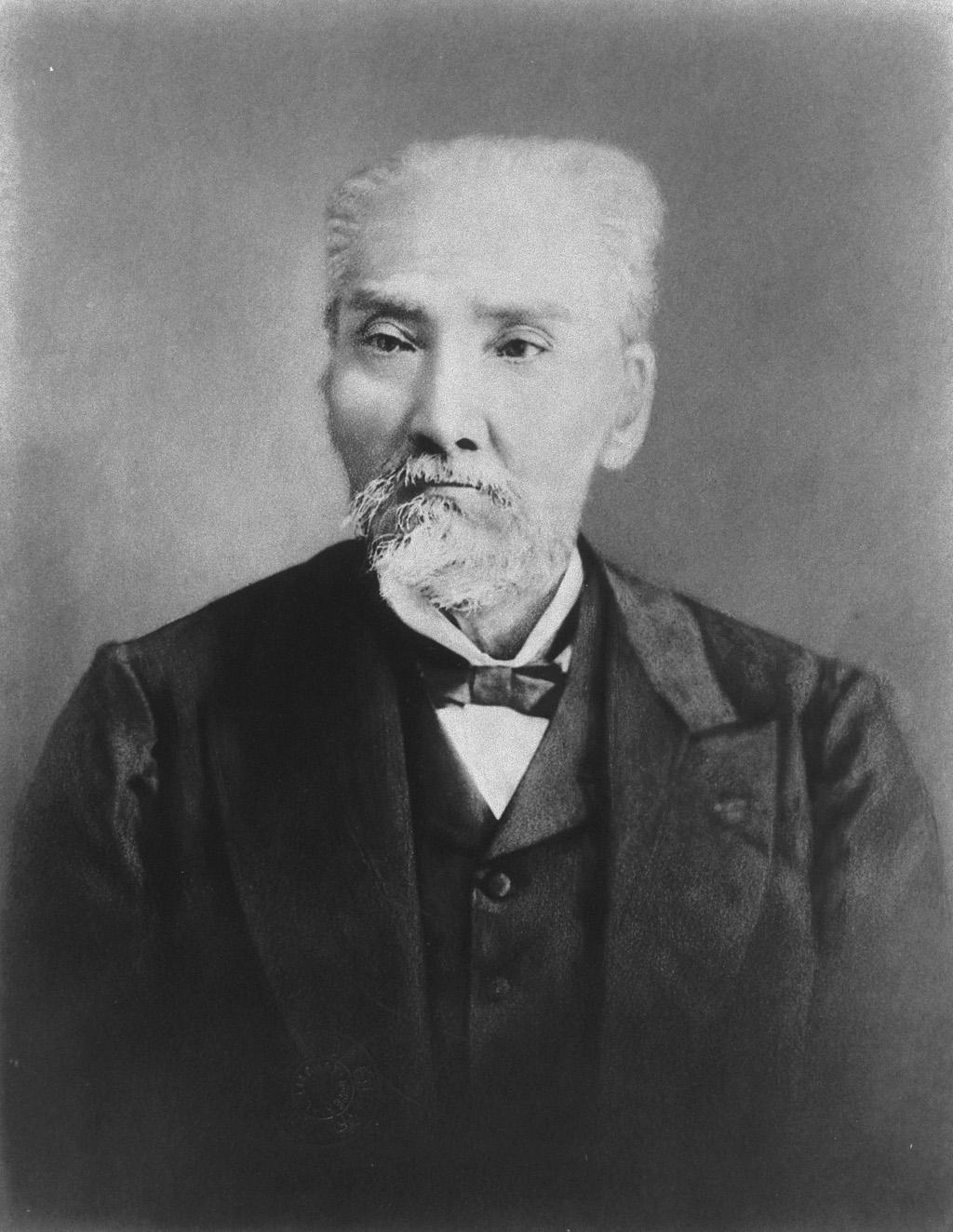
副島種臣

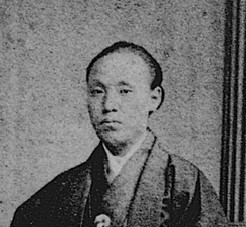
前島密

  - 5月 - 高杉晋作がウィリアムズから政治制度や国際情勢を学ぶ[注釈 79][23][277]。この時期、長崎で英会話の勉強もしていたとされる[325]。
  - この年より大隈重信、副島種臣、前島密らがウィリアムズの私塾で英学を学ぶ[注釈 80][注釈 81][23][50][277][310][327]。
  - 8月 - 英国聖公会のマイケル・ベイリーが来日し、横浜英国領事館のチャプレンに着任[328]
  - 10月26日 - 長崎・山手居留地内（東山手11番地）に外国人のための英国聖公会会堂（日本で最初のプロテスタントの教会）が完成[注釈 82][308][329]。ウィリアムズが教会の初代チャプレンとなる[308]。2代目チャプレンはフルベッキ[314]。教会の管理人の一人をトーマス・グラバーが務める[329]。
  - 11月 - 旧暦10月、ウィリアムズやフルベッキが暮らした崇福寺内の空地に何礼之、平井義十郎らの唐通事たちが長崎奉行の許可を得て、長年積立てた資金で、その子弟のための訳家学校が設置され、中国語と英語の学習教授が行われる[注釈 83][81][330][331]。
- 1863年（文久3年）
  - 荘村助右衛門（省三）がウィリアムズの元で学ぶ[注釈 52]。
  - 原口針水（破邪学の僧侶）や密偵がウィリアムズとフルベッキの私塾で学ぶ[333][334]。
  - マイケル・ベイリーが横浜で英語塾を開き、日本人に英語を教える[335]。
  - 10月 - プロテスタントとして横浜で最初の教会である横浜クライストチャーチ（横浜山手聖公会）の初代聖堂が完成。マイケル・ベイリーが初代チャプレンとして司祭に任命される[335]。
  - 12月 - 長崎奉行の要請もあり、幕府の長崎洋学所でウィリアムズとフルベッキが英学を教える[8][22]。
- 1864年（文久4年、元治元年）
  - 春 - ウィリアムズ門下の何礼之が、長崎の自邸（大井手町使屋敷）で英語の私塾を開く。塾長は前島密[331][注釈 84]。
  - 9月 - 同じくウィリアムズ門下の瓜生寅と前島密が、何礼之の許可を得て、苦学生のために私塾「培社」をフルベッキが以前寓居していた崇福寺広福庵に開く[331]。
- 1865年（元治2年）
  - グラバー邸でイギリスへの渡航を頼んだ高杉晋作と伊藤博文にイギリス長崎領事のジョン・F・ラウダーが自宅で英語を教える[336]。
  - 何礼之の私塾が、長崎奉行から支援を受けて塾舎を新設。準官立となり、塾生は百数十名を数えた[331]。
- 1866年（慶応2年）

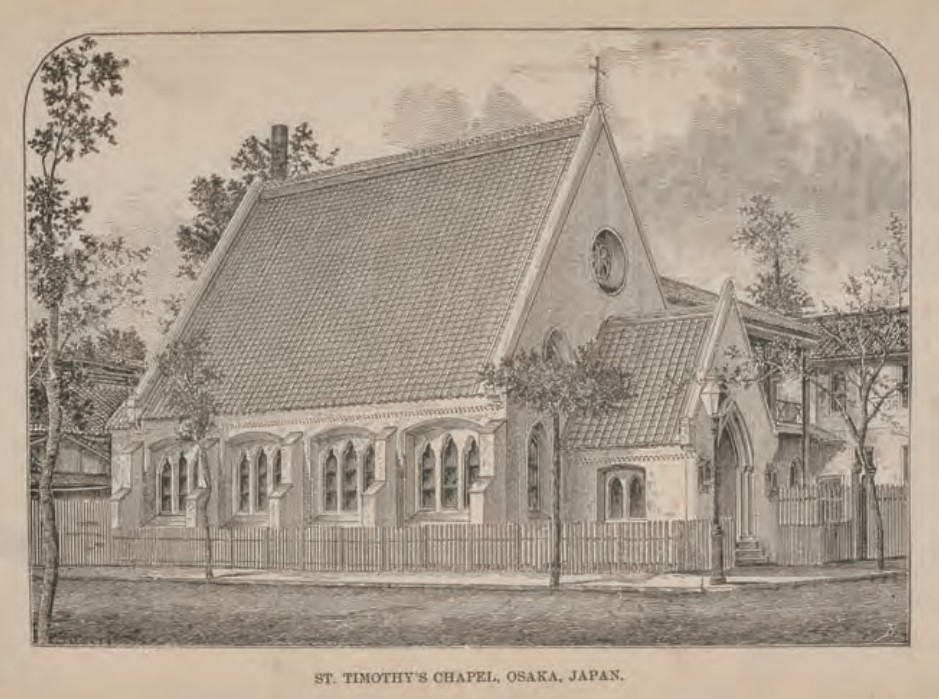
聖テモテ教会と英和学舎

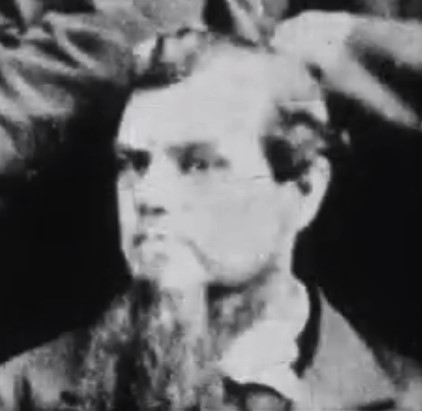
ジェームズ・クインビー

  - 1月 - ウィリアムズが谷口藍田に師事し漢学を学び、藍田はウィリアムズに師事し英学を学ぶ[注釈 85][注釈 86][339]。藍田はウィリアムズの私塾で学ぶ大隈重信と会い交遊していく[340]。
  - 3月 - ウィリアムズ、米国へ帰国の途に就く[注釈 87][50][341]。
  - 10月3日 - ウィリアムズ、米国聖公会第2代中国・日本伝道主教に任命される[315]。
  - 合衆国大統領アンドリュー・ジョンソンと国務長官ウィリアム・スワードと面会。日本の禁教撤廃にむけて米政府に要請[50]。
- 1867年（慶応3年）- ウィリアムズ、米国コロンビア大学より神学博士号を授与される[342]。
- 1868年（慶応4年、明治元年）
  - ウィリアムズは再び清に渡り、湖北省武昌に拠点を置き、伝道の旅を続ける[50][215]。
  - ウィリアムズの盟友であるフルベッキが長崎の佐賀藩英学校「致遠館」で英語を教え、教え子の大隈重信が教頭格、副島種臣が舎長（督学）として指導にあたる[343]。
  - 11月 - ウィリアムズが住む場所を探すため大阪を訪問[注釈 88][344]。

- 1869年（明治2年）

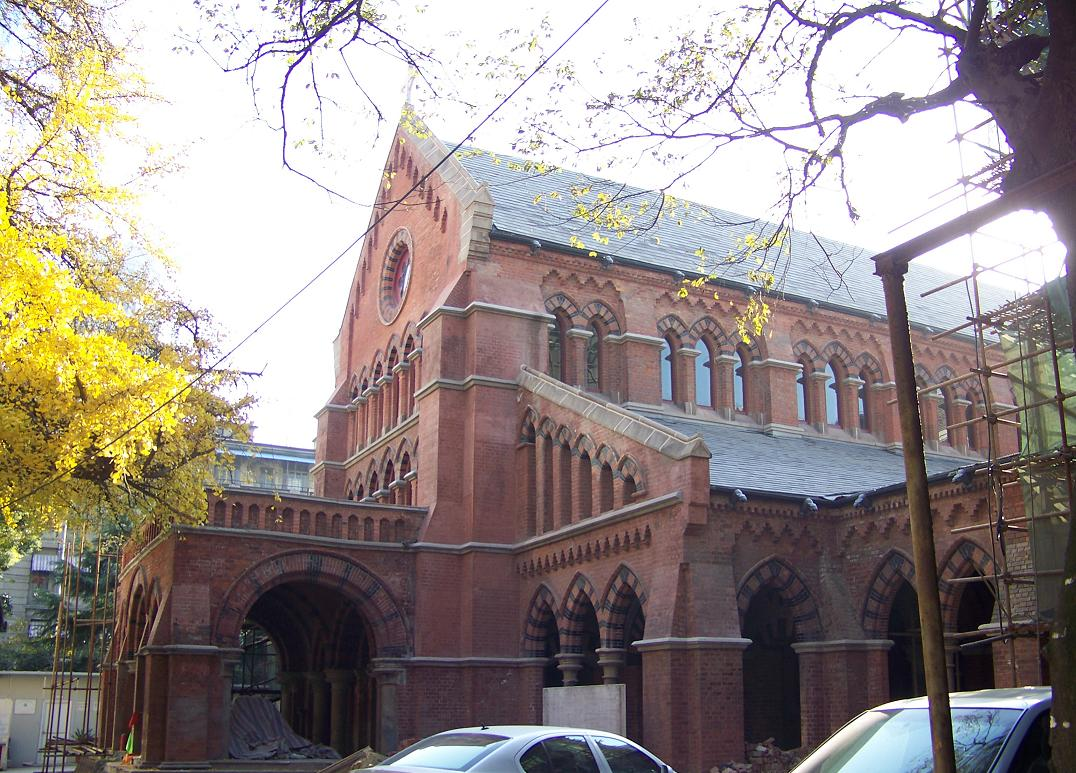
上海聖三一大聖堂

  - 1月 - ウィリアムズの長年の要請が実り、英国聖公会宣教協会（CMS）の宣教師ジョージ・エンソルがCMS最初の日本宣教師として長崎に来日[注釈 89][296]。エンソルはCMSの日本で最初の英学塾である「英学稽古所」を開設。
  - 7月 - ウィリアムズ、大阪に活動拠点を移す（日本と中国間を往来）[注釈 90][3][215][346][347]。
  - 中国・日本伝道主教のウィリアムズのもとで上海聖三一大聖堂（英語版）が献堂される。
  - ウィリアムズが大阪・川口の外国人居留地近くの与力町の自室に小礼拝堂（ミッション・チャペル）と私塾（翌年、英学講義所となる。後の大阪・英和学舎）を開き、英語礼拝と英語教授を開始[1][2][3][344]。
  - 11月 - ウィリアムズが主教座を武昌から大阪に移す[348]。

- 1870年（明治3年）
  - 1月 - ウィリアムズが大阪・川口の与力町に礼拝堂（ストリート・チャペル）を設置[50][346]。
  - 同年、ウィリアムズが大阪・川口の与力町に英学講義所を開設（後の大阪・英和学舎）[3][16][50][347][348][349][350]。
  - ウィリアムズが大阪で最初の堅信式を行う[344]。
  - 12月 - ウィリアムズの熱心な呼びかけに応えて、ニュージャージー教区のアーサー・ラザフォード・モリス（Arthur Rutherford Morris[351]）が日本へ派遣する宣教師に任命される[注釈 91][352]。
- 1871年（明治4年）
  - 5月 - モリスが大阪に到着[346][352]。
  - 9月 - 清国（現・中国）武昌に中国初の聖公会主教であるウィリアム・ブーンを記念するブーン主教記念学校（後のブーン大学、現・華中大学）が開設。
  - 12月 - モリスが大阪・古川町に私塾と診療所のための家屋を入手し、ウィリアムズが与力町の英語塾を古川町（2丁目）に移転[344][346][347]。
- 1872年（明治5年）
  - 2月21日 - ウィリアムズが大阪・古川町に私塾（男子校）を開設[注釈 92][50][215][344]。
  - 私塾は開設からわずか4ヵ月で大阪当局により閉鎖させられる[50]。
  - 9月 - 禁教下にあってバイブルクラスを開く[348]。
  - 9月4日 - ウィリアムズ門下の瓜生寅（立教の源流の私塾出身）が起草に携わった「学制」が太政官より発令。
  - 12月3日 - ジェームズ H. クインビー(James Hamilton Quinby)がウィリアムズの要請によりC.D.B. ミラーと共に夫人を伴って大阪に着任[352]。
- 1873年（明治6年）
  - 2月24日 - 岩倉使節団の海外訪問と不平等条約改正の予備交渉に伴い、キリスト教徒への非人道的な行為が非難され、信仰の自由を認めることを求められたことにより、政府は太政官布告第68号によりキリシタン禁制の高札を撤去[353][354]。
  - 3月4日 - 閉鎖していた大阪・古川町の私塾を改称し、聖テモテ学校が開校（モリスが初代校長）[346][347][注釈 93]。
  - 9月 - 米国聖公会の司祭チャールズ・ニューマン（Charles H. Newman）が来日して東京に入る[34]。赤坂の陽泉寺に寓居して在京英米人のための主日礼拝を開始[35][36]。（米国聖公会初の東京拠点で日本聖公会東京教区の起源[35]。）
  - 9月25日 - 英国聖公会福音宣布協会（SPG）の宣教師アレクサンダー・クロフト・ショー、ウィリアム・ライトがSPG最初の日本宣教師として横浜に来日。その後、ニューマンも寓居する赤坂の陽泉寺に仮寓し、日本語の学習を始め、本堂内に礼拝堂を設ける[35][37]。
  - 11月 - 米国聖公会のクレメント・T・ブランシェ（Clement T. Blanchet）とウィリアム・クーパー（William B. Cooper）が来日して東京に入る[34]。2人はニューマンが寓居する陽泉寺に同居し、同月18日には日本語教師を雇用して、日本語の習得を開始[36]。
  - 11月 - ウィリアムズ、東京に活動拠点を移す[352][355]。
  - 米国ピッツバーグのセント・アンドリュー教会から、東京にミッションの図書館を設立するための寄付を受ける[352]。

- 1874年（明治7年）

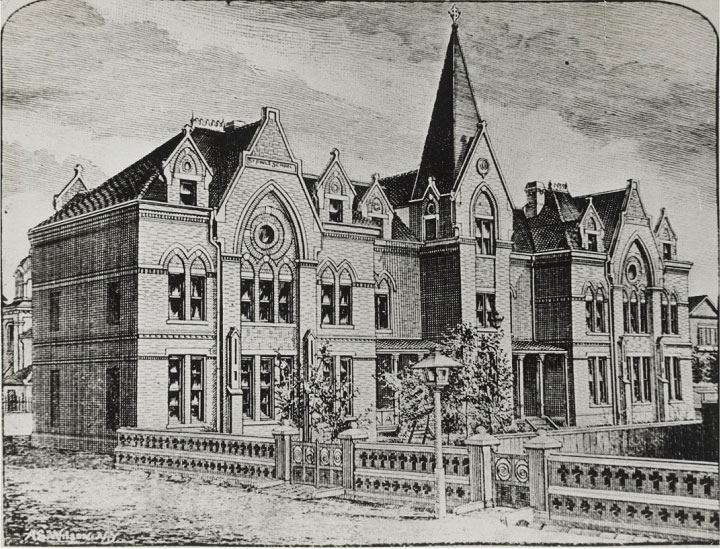
立教大学校校舎（1882年竣工、築地居留地37番、ガーディナー設計）

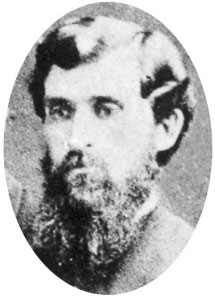
クレメント T. ブランシェ

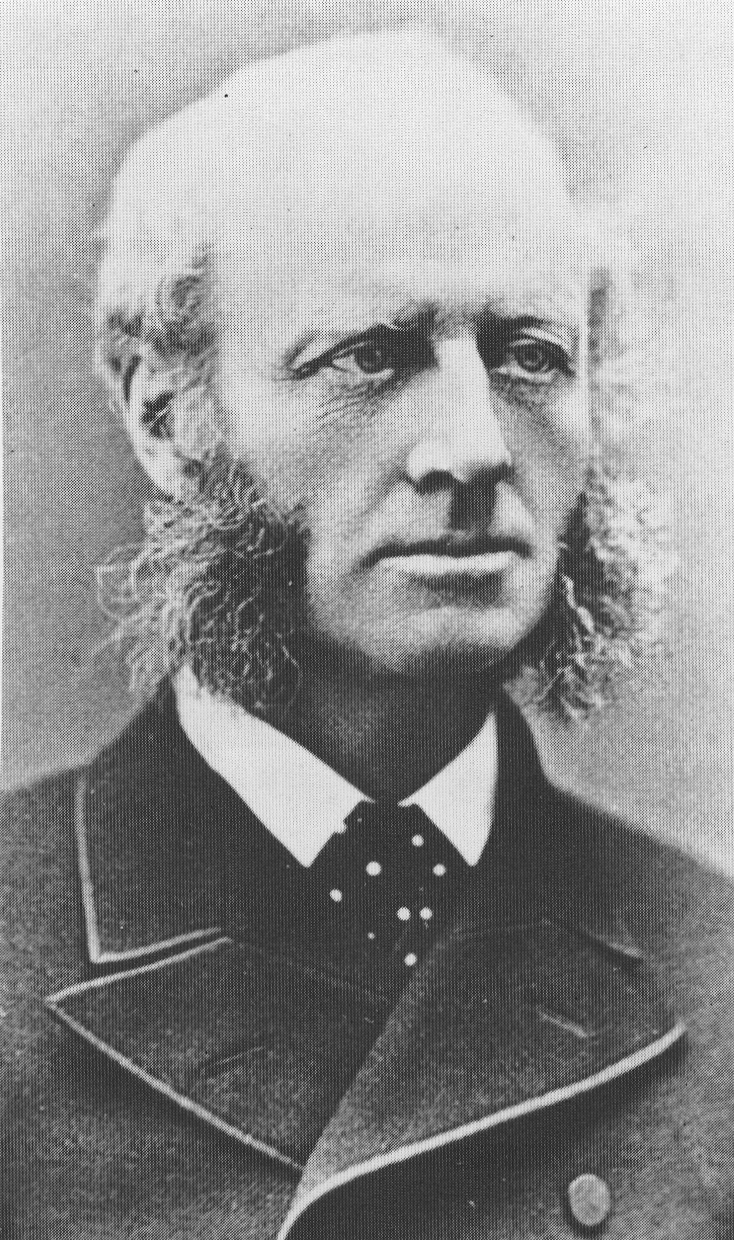
ハリー・パークス（駐日英国公使）

  - 2月3日 - ウィリアムズが東京・築地の外国人居留地に私塾を開設[注釈 53][注釈 54][注釈 94] [315]。
年末までに立教学校と命名する[360]。
初代校長はクレメント T. ブランシェ[注釈 95][362]。
  - 4月 - CMSの宣教師ジョン・パイパー、フィリップ・ファイソンが来日し東京に入る[34]。
  - 4月末または5月初め - アメリカ公使館が築地居留地1番・2番・21番・22番で構成される地所（現在の聖路加ガーデンの場所）に開設[注釈 8]。
  - 12月 - 東京の塾は築地入舟町5丁目1番地（内外人雑居地）に移転[315]。
  - ジェームズ・クインビーがモリスの後任として大阪の聖テモテ学校の校長となる[363]。
  - SPGのアレクサンダー・クロフト・ショーが福沢諭吉家の家庭教師になり、慶應義塾の英語教師となる。
  - ウィリアムズ、この年に初代日本伝道専任主教となる[315]。
- 1875年（明治8年）
  - 1月 - エレン・ガードルード・エディ（1874年11月、大阪に着任）が手伝っていた聖テモテ学校の女子生徒を引き取り[注釈 96]、大阪でエディの学校を開校[50][216][347]。
  - 6月14日 - 島田弟丸とライトが後に麹町区となる第三大区三小区中六番町40番地に英語と洋算の私塾「乙亥学社」（SPGの日本で最初の英学塾）を創設。
  - 7月11日 - 日本人のための聖公会最初の教会「長崎出島教会」が設立。英国聖公会宣教協会(CMS)のヘンダーソン・バーンサイドが設立に尽力[11][364]。
  - 9月 - エディの学校が照暗女学校（のちの平安女学院）と改称[注釈 97][注釈 98][注釈 99]。
  - 12月 - アメリカ公使館が築地居留地（現在の聖路加ガーデンの場所）で新築し形容を整えた[注釈 8]。
  - 立教学校、東京・入船町6丁目に校舎兼寄宿舎を開設。
  - 官立学校の発展などもあり、大阪の聖テモテ学校の生徒数が減少する[363]。
- 1876年（明治9年）
  - 6月 - 大阪の聖テモテ学校が廃校となる[363]。
  - 11月29日 - 東京市街地の大火により立教学校は校舎など焼失。立教学校はこの後2年間余り休眠状態となる[315]。

- 1877年（明治10年）

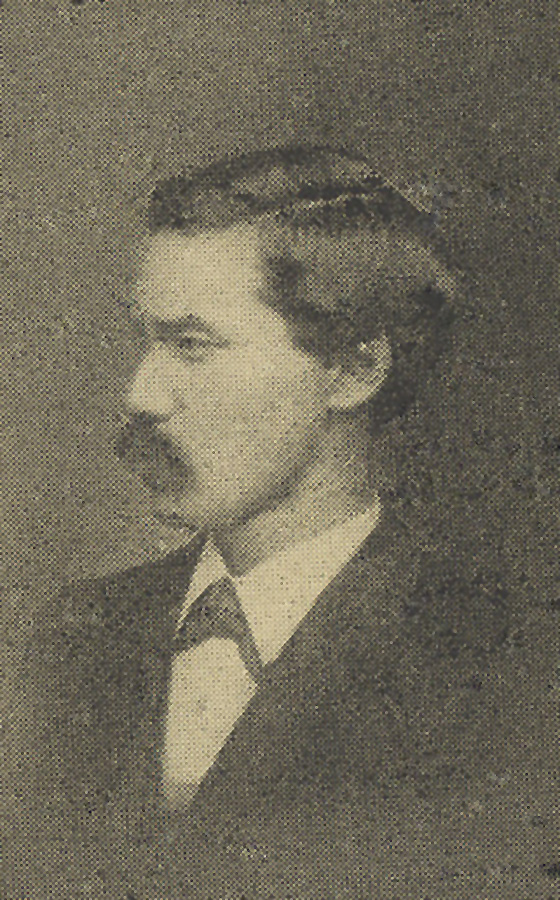
横山錦柵（日本人初のプロテスタント聖職者、米国聖公会伝道協会の新島襄。）

  - 1月15日 - 中島彬夫が大阪・北浜五丁目風雲館に英学私塾「風雲館」を開く[注釈 100][366]。
  - 2月3日 - 風雲館において第六回目の演説会が開かれ、浦谷義春の「自由論」をめぐってその後論争となる[366]。
  - 横山錦柵がヴァージニア神学校を卒業し、同校出身の初のアジア人となり、米国聖公会の執事按手を受け日本人初のプロテスタント及び聖公会初の日本人聖職者となる[367]。
  - 6月 - ウィリアムズとクレメント T. ブランシェにより湯島に立教女学校（現：立教女学院）が設立される[注釈 101][368][369][370][371]。
  - 9月 - 英国聖公会宣教協会(CMS)のハーバート・モーンドレルが長崎東山手居留地に長崎神学校（日本最古のプロテスタントの神学校）を開設[364]。翌月ウィリアムズが開設した三一神学校とともに聖公会神学院の起源。）
  - 10月 - ウィリアムズ、入船町の邸内に三一神学校を開設[372]。校長に就任[50]。
  - 11月 - 米国聖公会宣教師フローレンス・ピットマンが来日し[352]、立教女学校の2代目校長を務める。

- 1878年（明治11年）

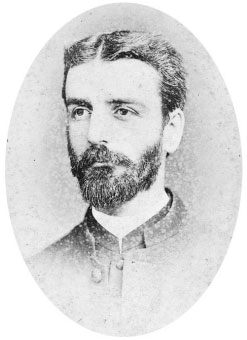
テオドシウス・ティング

  - 2月12日 - 風雲館が天満若松町七番地に移転し、夜学を開始する[366]。
  - 5月5日 - ジョン・パイパーが築地居留地52番に「聖保羅教会（セントポール教会）」を創設し、献堂式が開催。総勢220名による盛大な祝会となり、香港から迎えたジョン・バードン（英語版）主教の説教があり、駐日英国公使ハリー・パークスや、米国全権公使夫妻も来場[34]。
  - 10月 - 風雲館で夜学を再開[366]。
  - 11月1日 - 大阪から上京した宣教師ジェームズ・クインビーによって東京の私塾、立教学校が京橋区新栄町5丁目で再開[315][1]。横山錦柵が教授に就任[373]。
  - 11月25日 - テオドシウス・ティングが東京に来日[278][374]。
  - 12月13日 - ティングが大阪に到着し、モリスに迎えられる。

- 1879年（明治12年）

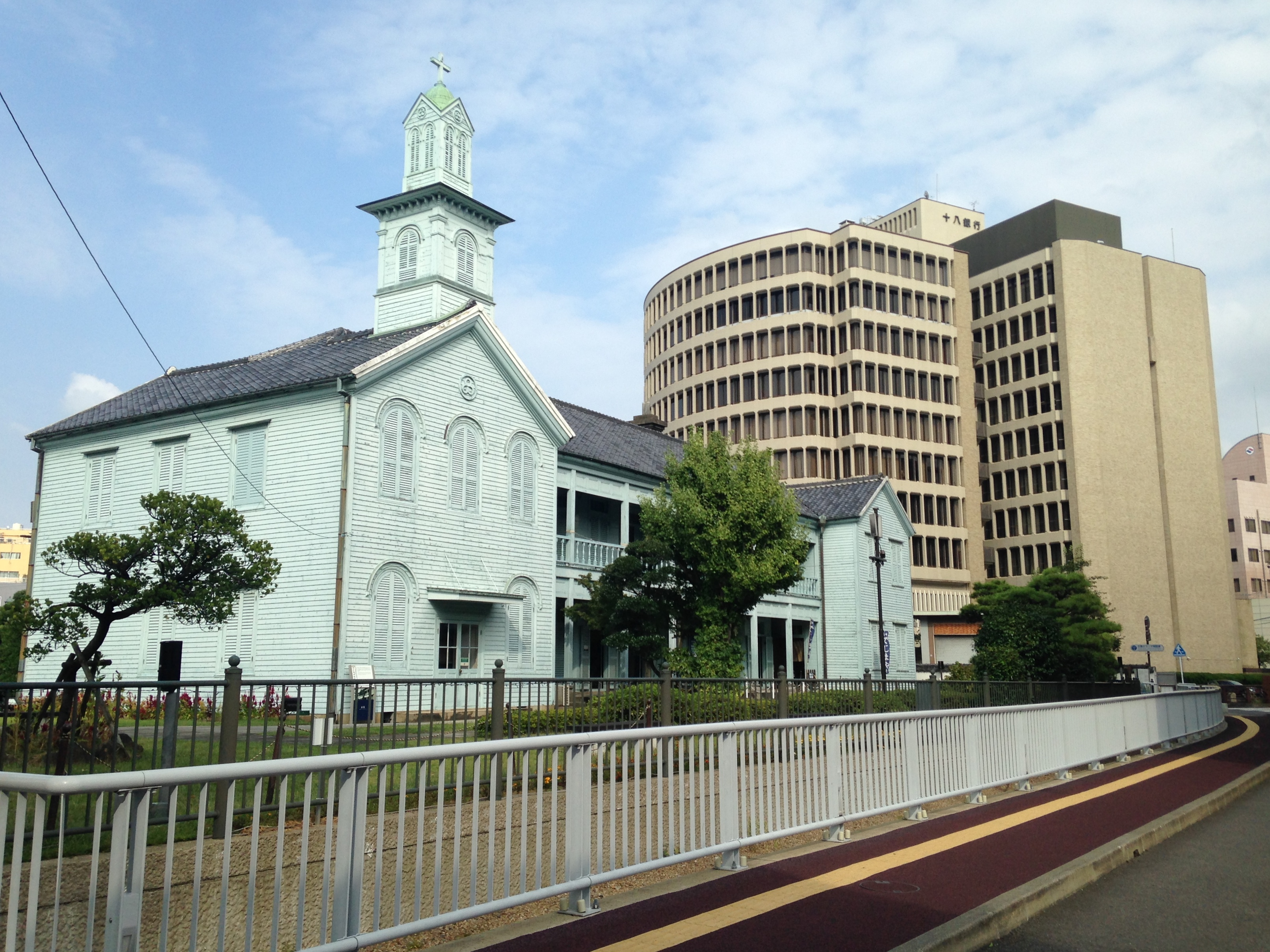
今も長崎出島和蘭商館跡に現存する旧出島神学校（旧出島英和学校、旧長崎神学校）（左）と十八銀行本店ビル（右）／大阪にあった英和学舎の校舎と同じく青色で塗られている。

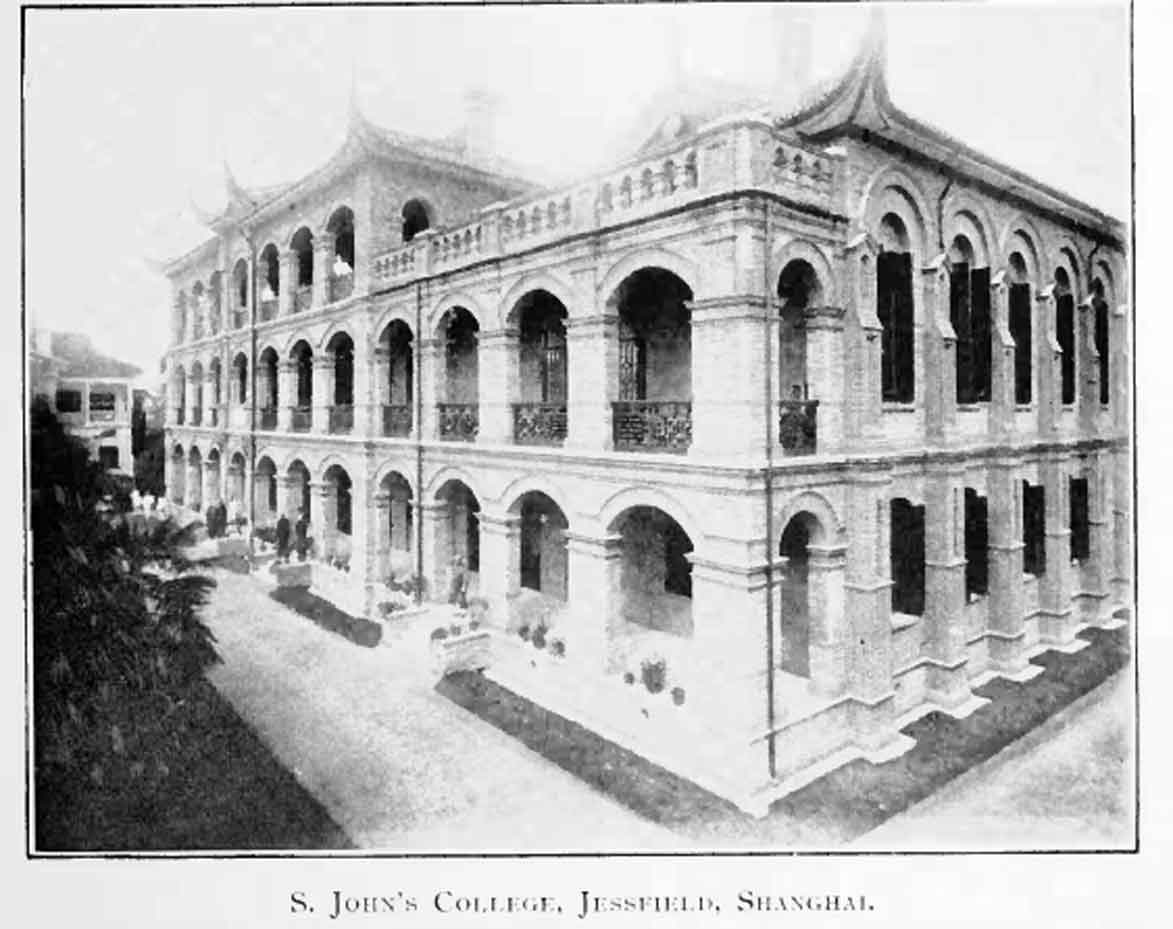
聖ヨハネ大学（上海）
中国初の高等教育機関とされ、「東方のハーバード大学」と呼ばれた。

  - 2月3日 - モーンドレルが長崎出島教会に隣接する出島10番・11番に「出島・英和学校」（小学科、英語塾、裁縫塾）を開く[364][375]。 イライザ・グッドオールが校長兼教師。英語・裁縫を教える[364]。
  - 6月4日 - SPGのショーとW.B.ライトが東京・芝栄町12番地に聖教社を設立（1883年休業）。
  - 6月27日 - 京橋区築地1丁目23番地の福澤英吉が経営する学校が廃校するのに際して校舎を購入し、6月に立教学校を移転し、本格的に再興する[1][376]。貫元介名義で「立教学校」として私学開業願を提出[50][315]。
  - 9月1日 - 風雲館が大阪・北浜三丁目に分塾を設け、女学専門の課を教授する[366]。
  - 10月16日 - ティングが大阪で廃校になった聖テモテ学校の再開に力を注ぎ、新たに大阪北区上福島村668番地に英和学舎として開校[216]。但し、入学希望者が多く、英語初心者に限っては翌月初旬までに来学するよう伝えられる[278]。聖バルナバ病院創設者のヘンリー・ラニングも学校の創設に携わり[377]、同校で教える[281]。学校は4年制とし、生徒数の増加に伴い経費が増すことから、無料であった授業料を月30銭徴収するようになる[281]。
  - 11月 - 英和学舎が江戸掘北通1丁目4番地旧三田藩邸に移転[278]。
  - 12月 - ジョン・パイパーが聖保羅教会の隣に「明教学校」を創設[34]。
  - 12月 - 東京で再び火事があり、立教学校の校舎は無事だったものの、ウィリアムズの家が焼失[50]。
  - ウィリアムズの後任の米国聖公会中国・上海主教のジョーゼフ・スケレシュースキー（英語版）が、上海に聖ヨハネ書院（後の聖ヨハネ大学）を設立。

- 1880年（明治13年）

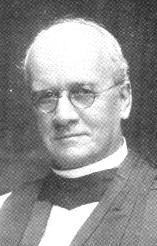
ジョン・マキム

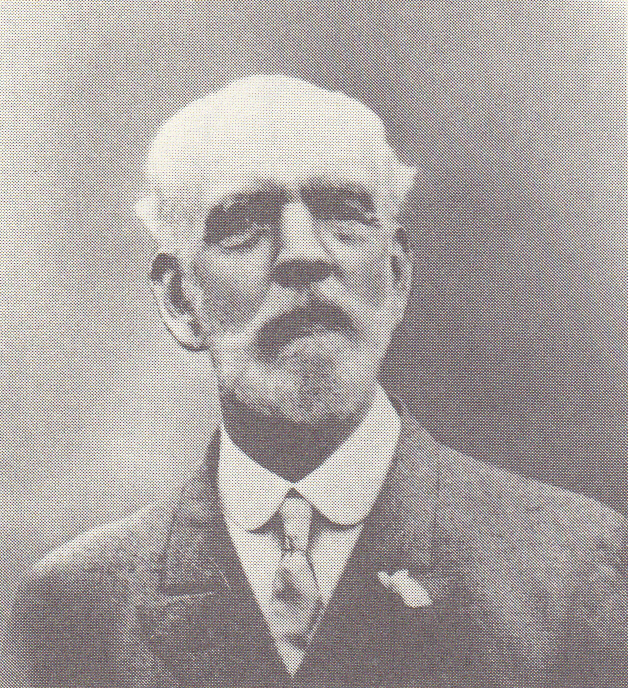
ジェームズ・ガーディナー

  - 1月 - 大阪・英和学舎が風雲館[注釈 100]と合併[216]。新たに夜学課を設置[278]。
  - 1月 - 東京・芝栄町13番地に聖教社分校女学校を設立（1883年閉校）。
  - 2月 - ウィリアムズ、第五回築地外国人居留地の区画競貸（せりがし）で私財を投じ、築地居留地37番区画（のちの「立教大学校」敷地）、38番区画を購入[23][379]。米国聖公会から新大学校舎の建設費を支出するとの連絡があり、この土地にアメリカのカレッジのようなキャンパス施設群を計画[50]。
  - 3月 - ジョン・マキムが妻とともに来日[352]。大阪、大和地方で活動する。
  - 4月 - 大阪・英和学舎が、正教師にモリス、ラニング、ティング、マキム、補教師に谷井正道、中島虎次郎（後の奈良基督教会伝道師、奈良英和学校支援者）、漢学に中島彬夫、小笠原字一良、数学に立花義誠という教師陣で運営される[278]。
  - 6月 - ショーが福沢諭吉の援助を受け、芝に聖アンデレ教会を設立。
  - 7月 - この頃、立教学校は京橋区築地1丁目22番地に拠点を置いていた[380]。
  - 10月 - ウィリアムズの要請[注釈 102]によりジェームズ・ガーディナーが来日し、立教学校の初代校長に就任[315][381]。
- 1881年（明治14年）
  - 1月 - 大阪・英和学舎で学則改正と学課増設が行われる[278]。
  - 3月 - 中島氏彬が大阪上等裁判所を辞し、前年に大阪・英和学舎と合併して閉校した風雲館を再興する[366]。
  - 8月 - 大阪・英和学舎の新校舎を川口居留地21番に新築[216]。
  - 10月 - 大阪・英和学舎が新校舎に移転し開校[216]。
  - 在日米国聖公会宣教師会議が東京で開かれ、ティングが東京大学の文学コースと並ぶ学習課程を持つ米国式のカレッジを日本に創設することを訴え、カレッジ（立教大学校）の設立が決定[15]。
- 1882年（明治15年）
  - 2月 - 築地居留地25番、26番、39番、40番を購入[379]。
  - 5月 - 大阪で英和学舎の付属礼拝堂として聖テモテ教会を川口居留地21番に設置（現：川口基督教会）[216]。設計はガーディナーで、工事管理にティングが加わり設計・建築技術を学ぶ[382]。
  - 6月 - 立教学校の英称を「St. Paul's School」とする[50][102]。
  - 10月 - ウィリアムズの教え子の大隈重信が東京専門学校（のちの早稲田大学）を設立。
  - 12月 - ガーディナー校長の設計による新校舎（立教大学校）が東京・築地居留地37番に完成。ゴシック風の3階建煉瓦校舎[315]。
  - 主教館が竣工（築地居留地38番）。
- 1883年（明治16年）
  - 1月 - 立教大学校（St. Paul's College, 6年制）設立[注釈 11]。後の帝国大学令と大学令に先駆け教育令により認可され[46]、明治政府によりミッションスクール第一号として認可[45]。アメリカ合衆国式のカレッジで、東京大学とともに日本最高峰の教育機関。カリキュラムは全て英語の教科書を用い、教員も主に外国人であった（第1次学政改革）[44]。校長にはガーディナーが就任[315]。教頭には貫元介が就任[49]。大学校内に三一神学校を併置[383]。大学校の傍らに築地1丁目の旧校舎も移されて舎監兼食堂となる[49]。大学校設立にともない立教学校は閉校[50]。
  - 6月 - エマ・フルベッキ（グイド・フルベッキの次女）が立教大学校で英語（訳読）と音楽を教え始める[49]。
  - 大阪・英和学舎で、徽章、制帽、制服が規定される[注釈 103]。英和学舎の月謝が50銭に値上げされる[注釈 104]。
  - 出島・英和学校が生徒数減少により閉校。閉校後の校舎は長崎神学校（聖公会神学院の起源の一つ）の校舎として使用されることとなり、チャペルと図書館も設置する[364]。

- 1884年（明治17年）

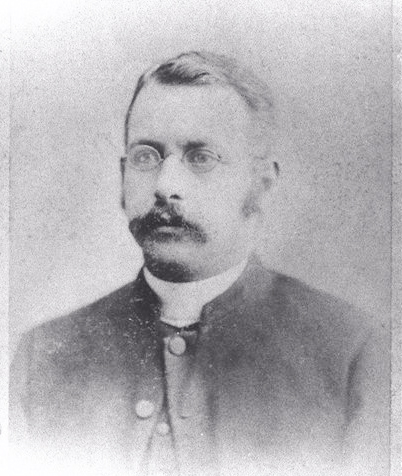
アーサー・ロイド

  - アーサー・ロイドが来日し、福澤諭吉の家で家庭教師をし、1885年より慶應義塾で教鞭を執る。また、慶應義塾の敷地内に喜望教会を創設[注釈 105][注釈 106]。
  - ガーディナーの設計による立教女学校の新校舎が築地居留地26番に完成[50]。
  - ガーディナー夫妻が米国へ一時帰国。
  - 12月31日 - クレメント T. ブランシェが退職する。ウィリアムズと米国聖公会外国委員会はとても残念がる[352]。
- 1885年（明治18年）
  - モリスが東京・三一神学校（のちの聖公会神学院）で教えるため大阪から東京に転任する[352]。
  - ガーディナー夫妻が、1年間の米国帰国を終えて再来日し、立教大学校の職務を再開[352]。
  - この年、立教大学校は53名、立教女学校は30人の生徒を擁して、年度を終えた[352]。

- 1886年（明治19年）

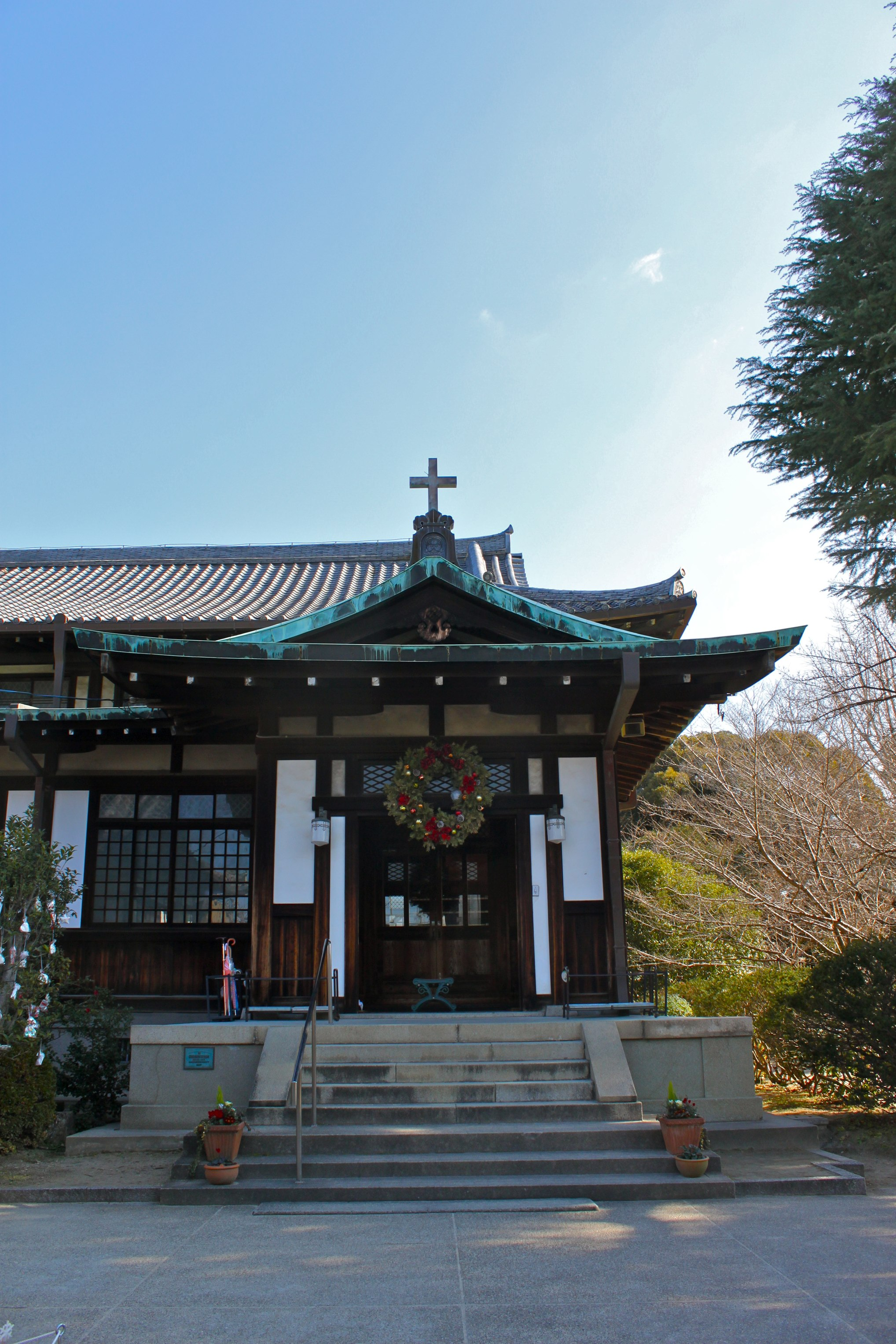
現在の奈良基督教会（1930年竣工）

  - 3月 - 大阪・英和学舎で学生運動による騒動が起り、生徒の多くが共同学館へ転校し、一時閉校となった[注釈 107]。
- 1887年（明治20年）
  - 2月 - ウィリアムズと英国聖公会のエドワード・ビカステスの尽力により、日本における英国国教会（イングランド国教会）と米国聖公会が合同し、日本聖公会設立。
  - 2月27日 - 大阪・英和学舎が閉校[216][388]。
  - 3月 - 閉校した大阪・英和学舎が東京の立教大学校と合併[389][216]。

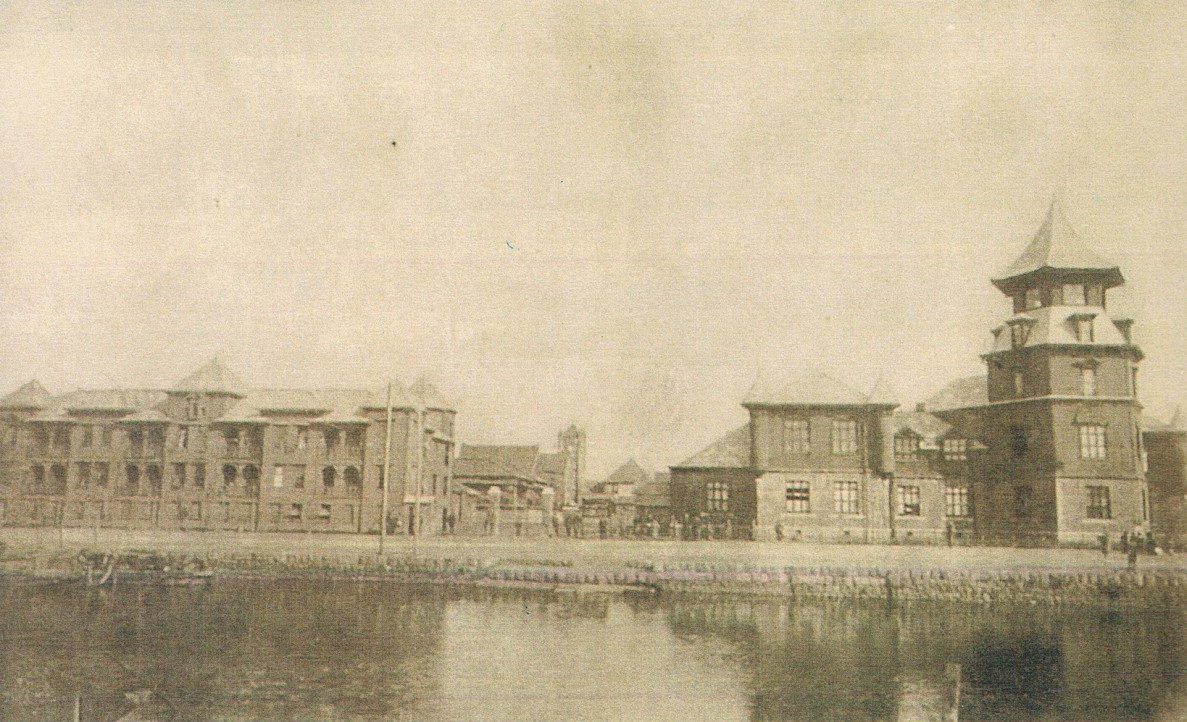
築地校舎群と六角塔（1895、1896年竣工、ガーディナー設計）

  - 6月 - ジョン・マキムと日本人信徒らによって奈良基督教会が完成。
  - 9月 - 前島密が東京専門学校の校長に就任。
  - 9月末 - 米国聖公会の支援により奈良英和学校が開校。
- 1888年（明治21年）
  - 3月 - 立教大学校、明治学院、東京英和学校、東洋英和学校の4校で同盟文学会結成。
  - 4月 - ビカステスにより、香蘭女学校が開校。
  - 6月29日 - ウィリアムズが築地居留地の予備地を求めて、米国公使のハバードに書簡を送り、土地を競売に付すよう日本側に求めるよう要請[注釈 55]。
  - 7月 - 外相であった大隈重信がハバード米国公使からの要請を受け、長崎時代の恩師であるウィリアムズの土地取得のために尽力[注釈 55]。

- 1889年（明治22年）

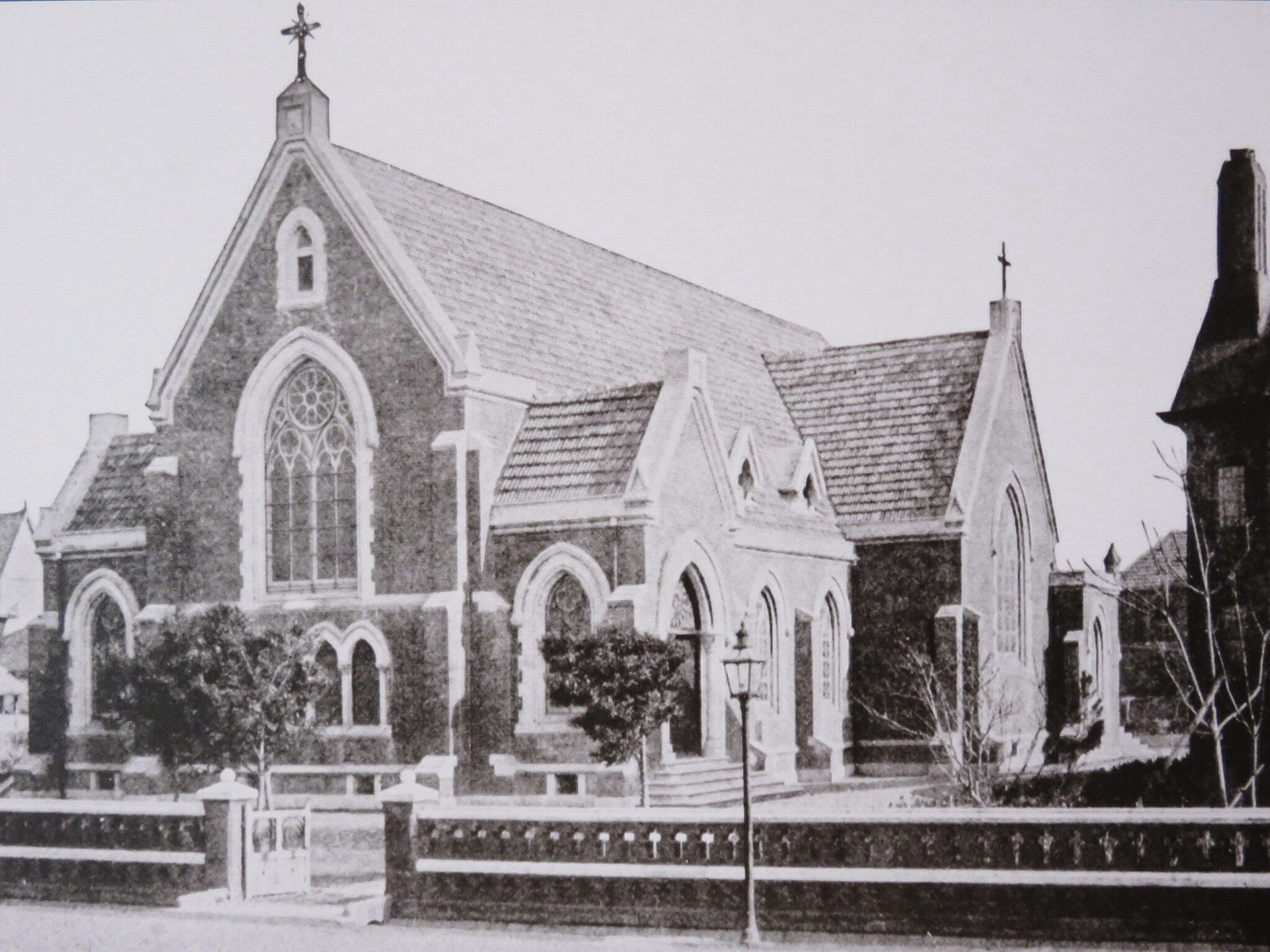
聖三一大聖堂（1889年竣工、ガーディナー設計）

  - 3月11日 - 大日本帝国憲法発布祝賀夜会が渋沢栄一らを発起人として鹿鳴館で開催され、内外名士1200名が参集し、ウィリアムズがプロテスタントの長として招待され、ガーディナー夫妻も招待される[390]。
  - 4月20日 - マーサ・アルドリッチにより姉妹校の静修女学校が開校。
  - 5月16日 - ウィリアムズが大隈重信が尽力して予備地を造成するに至った築地居留地53番、54番、55番、56番を競売により取得[注釈 55]。
  - 三一神学校寄宿舎が竣工（築地居留地53番）。
  - 10月8日 - ウィリアムズ、米国聖公会日本伝道主教を辞任する（60歳）[23][注釈 108]。
  - 12月1日 - 築地居留地39番にガーディナー設計の築地・聖三一大聖堂（立教教会）が完成する[注釈 109]。
  - この頃、立教大学校で学生による改革運動が起こる[注釈 110]。

- 1890年（明治23年）

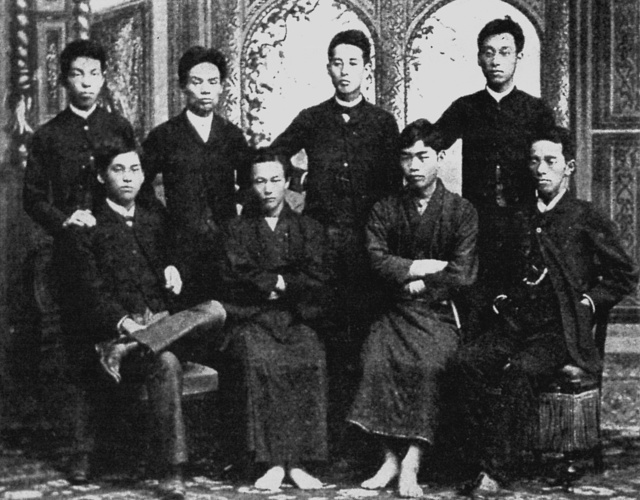
立教学校生（1890年）

  - 3月 - アメリカ公使館が築地居留地から赤坂の現在地（アメリカ大使館）へ移転[注釈 8]。
  - 10月 - 国粋主義が広がり始め、欧化主義への反動的な時代風潮もあり、立教大学校の生徒数が半減。校内にも日本化の機運が高まり、カレッジ構想を一旦断念し、立教大学校は左乙女豊秋ほか日本人教師を多数採用し、校名を立教学校に戻す（第2次学政改革）[23]。
  - 10月30日 - 教育ニ関スル勅語（教育勅語）が発布（30日作成、31日官報公表）[48][393]。
- 1891年（明治24年）
  - 6月 - 文部省訓令第4号により、全国の各学校に御真影礼拝、教育勅語奉読が強制されるようになり、キリスト教主義学校への圧力が強まる[48]。
  - 9月 - 木村駿吉（三六式無線機開発者、木村芥舟の三男）が教頭に就任[220]。学監の左乙女豊秋と協力し、教授陣を強化する[16]。
- 1892年（明治25年）
  - 7月 - ティングがガーディナーの後任として校長に就任[315]。
  - 11月 - 東京・芝栄町13番地に聖安得烈学院を設立（1903年閉校）。
  - 築地居留地53番に三一神学校（新校舎）・附属図書館が竣工。築地居留地54番に三一会館が竣工。
  - この頃の立教学校（第2次）はセント・ポール英語学校とも呼ばれ、杉浦貞二郎（後の立教大学学長）や、ロイドの斡旋でケンブリッジ大学に留学する吉田栄右が在籍した[106]。

- 1893年（明治26年）
  - 6月 - ジョン・マキム、ウィリアムズの後任の米国聖公会日本伝道主教となる[315]。
  - 10月17日 - マキムが新たに造成された築地居留地57番、58番を競売により購入[379]。
  - 12月8日 - マキムが新たに造成された築地居留地59番、60番を競売により購入[379]。
  - この年までに築地校地の永代借地権を取得[394]。総計約2万1476平方メートル、築地居留地全体の約22.2％を聖公会の土地とし、立教関係の建物が立ち並ぶ築地キャンパスへと繋がっていく[379]。
- 1894年（明治27年）
  - 6月 - 明治東京地震により校舎の一部倒壊[315]。
  - 7月 - 「立教学校教育の趣旨」を発表[395]。
  - 9月 - 補充科（1年制）・普通科（5年制）・専修科（3年制）を設ける（第3次学政改革）。新任教授に久米邦武、高橋五郎、松本文三郎、内村達三郎（内村鑑三の弟）、松本亦太郎らに加え、遅れて塩井雨江らが就任し、権力に屈せず、在野的精神、反骨精神に立つ自由な立場において、渦中の人物達が教鞭を執る[48]。
- 1895年（明治28年）
  - 1月 - 奈良英和学校を奈良尋常中学校と改称し開校。
  - 3月 - 立教学校文学会機関誌『八紘』発刊（1897年まで）[注釈 111][396]。
  - 12月 - 立教尋常中学校寄宿舎竣工（築地居留地59番、60番）[397]。

- 1896年（明治29年）

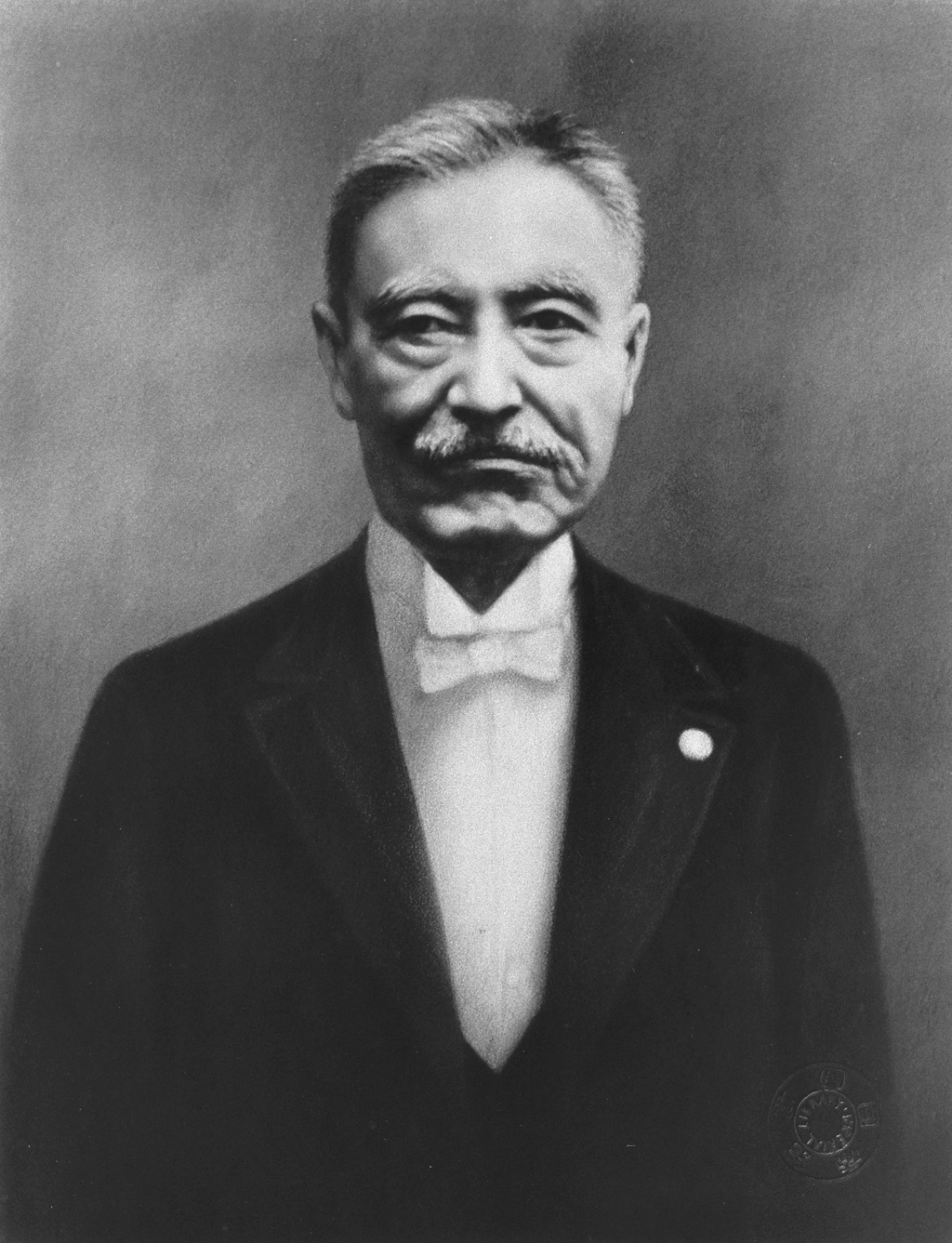
島田三郎（早稲田大学創設メンバー、第19代衆議院議長）

  - 立教尋常中学校校舎（六角塔）竣工（築地居留地57番、58番）[50]。
  - 4月 - 立教学校を廃し、立教専修学校（3年制）と立教尋常中学校（5年制）を設置（第4次学政改革）。同時に創立以来の慣行であった新年度始業を9月から4月に移行[398]。
  - 6月13日 - 聖公会の愛恵病院が立教大学校校舎があった築地居留地37番に移転し、築地病院（英語名：St. Luke＇s Hospital）と改称して開設[399]。
  - 7月 - 札幌農学校（現・北海道大学）第1期生でクラーク博士から指導を受けた大島正健が私立奈良尋常中学校（奈良英和学校の後身）の校長に就任[400]。
- 1897年（明治30年）
  - 9月 - 東京英語専修学校を神田錦町に開校（1903年閉校）。立教学校ミッションを結成（翌年3月から機関誌『築地の園』創刊[注釈 112]）[402]。
  - 10月 - 牧師の左乙女豊秋が日本人初の4代目校長として就任[403]。
- 1898年（明治31年）
  - 5月 - 京都市にガーディナー設計の聖三一大聖堂（現：聖アグネス教会）が完成する（平安女学院京都キャンパス内に所在）。
  - 10月 - ジョン・マキム主教により献堂式が行われる。
  - 11月 - 立教尋常中学校に文武会成立。

- 1899年（明治32年）

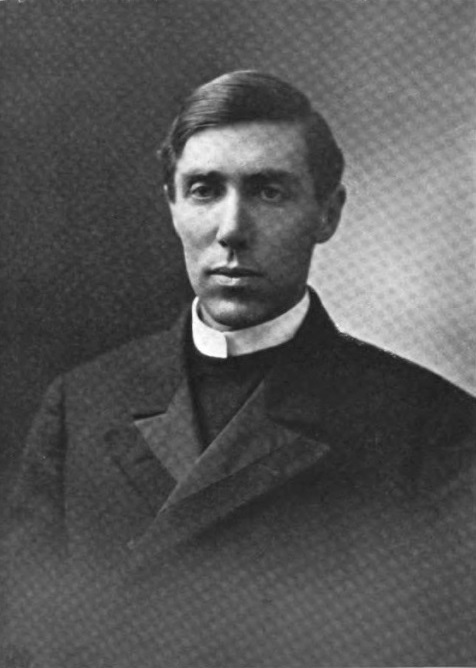
ヘンリー・セントジョージ・タッカー

  - 1月 - 同年7月の改正条約の発効に先立ち、立教尋常中学校の認可申請を行うが、許可がすんなり得られず、島田三郎（早稲田大学創設メンバーの一人、衆議院議員、のち第19代衆議院議長）らの尽力で認可を得る[285]。
  - 2月 - 中学校令改正にともない、立教尋常中学校を立教中学校と改称。
  - 9月 - 立教学院成立。アーサー・ロイドが総理に就任。ロイドはマキムと共にミッションスクールでの宗教教育を禁じる文部省訓令第12号に対処し、学校を存続させる[404]。
  - 10月 - バージニア大学とバージニア神学校で学んだヘンリー・セントジョージ・タッカーが来日[405]。

- 1900年（明治33年）

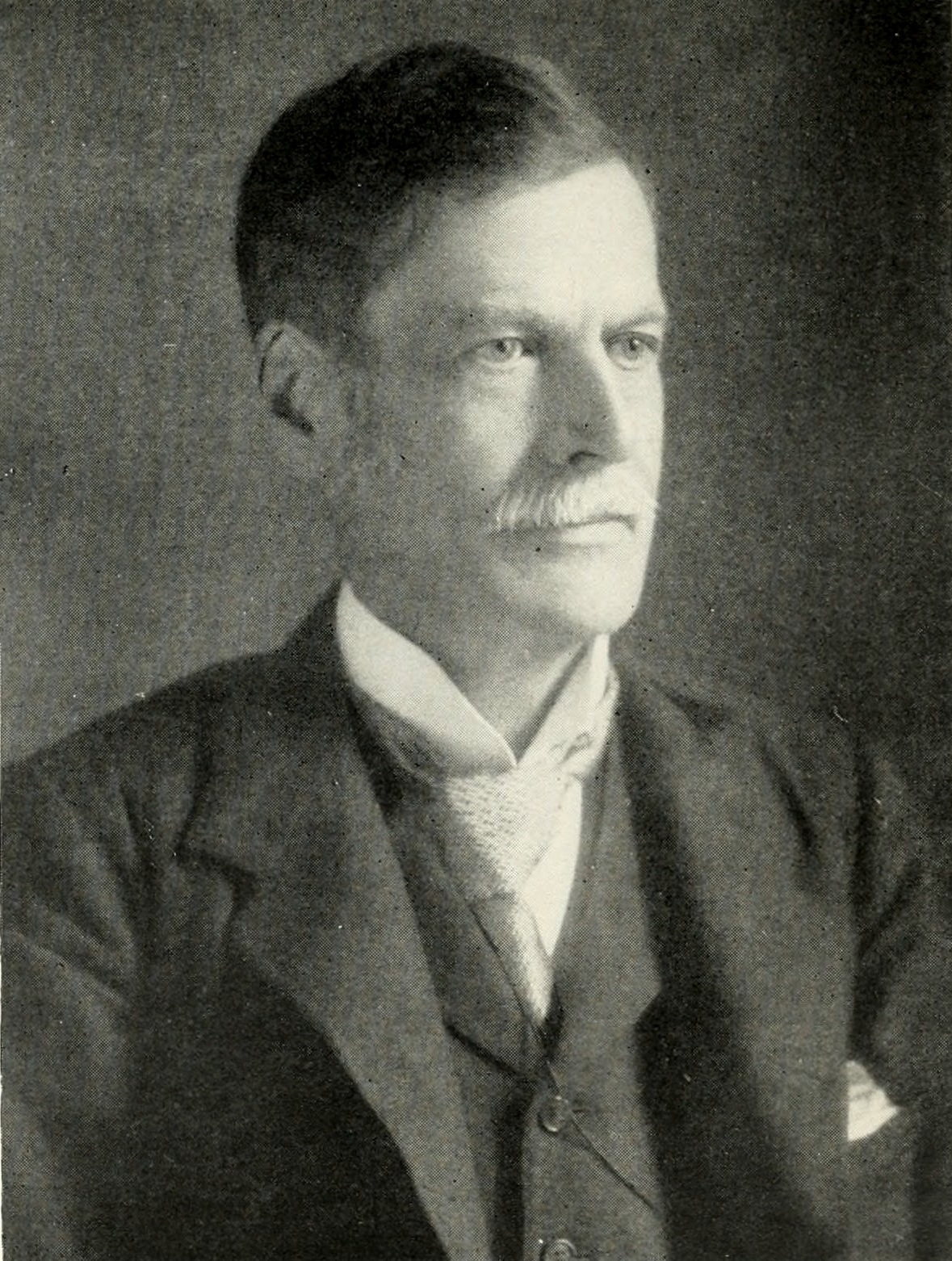
アーネスト・サトウ（駐日英国公使、立教大学の父兄、聖公会信徒）

  - 2月2日 - ジョン・マキムの米国聖公会本部への要請が実り、ルドルフ・トイスラーが夫妻で来日[399]。築地・聖三一大聖堂でシドニー・パートリッジ（英語版）の京都監督聖別式を挙行。アーネスト・サトウ駐日英国公使、アルフレッド・バック（英語版）駐日米国公使、ニコライ日本正教会初代日本大主教らが参集[406]。
  - 7月 - 築地の立教学院おいて、聖公会が設立した米国フィラデルフィアのペンシルベニア大学の入学試験を9日、10日の2日間に渡って実施。この日本での入学試験委員を杉浦貞二郎が務めた[120]。
  - アーサー・ロイドが私費を投じて苦学生の自活のために築地で活版印刷所である『立教学院活版部』（Rikkyo Gakuin Press）を設立[135]。

#### 20世紀
- 1901年（明治34年）
  - 2月2日 - 築地・聖三一大聖堂で英国ヴィクトリア女王の遥葬式を挙行。伊藤博文内閣総理大臣を始め閣僚、名士が参列[288]。
  - 2月12日 - 米国聖公会宣教医ルドルフ・トイスラーが築地病院を前身とする聖路加病院（現：聖路加国際病院）を開設する（築地居留地37番）[399]。
  - 3月 - 立教専修学校閉校。
  - 9月26日- 築地・聖三一大聖堂で米国マッキンリー大統領の遥葬式を挙行。桂太郎内閣総理大臣を始め閣僚、名士が参列[289]。
- 1902年（明治35年） - 静修女学校の閉鎖にともない、校舎や生徒を石井筆子の盟友である津田梅子の『女子英学塾』（現・津田塾大学）に譲渡[407]。
- 1903年（明治36年）
  - 4月 - タッカーが総理に就任。ロイドが小泉八雲の後任として、東京帝国大学英文学科で夏目漱石、上田敏とともに英文学を教える。
  - 東京英語専修学校が立ち退きを余儀なくされ閉校[50]。
- 1904年（明治37年）6月 - 東京三一神学校、専門学校令により認可される[408]。
- 1905年（明治38年） - 米国人医師ウィリス・ホイットニーの『Notes on the History of Medical Progress in Japan』の単行本を出版[注釈 113]。

- 1906年（明治39年）

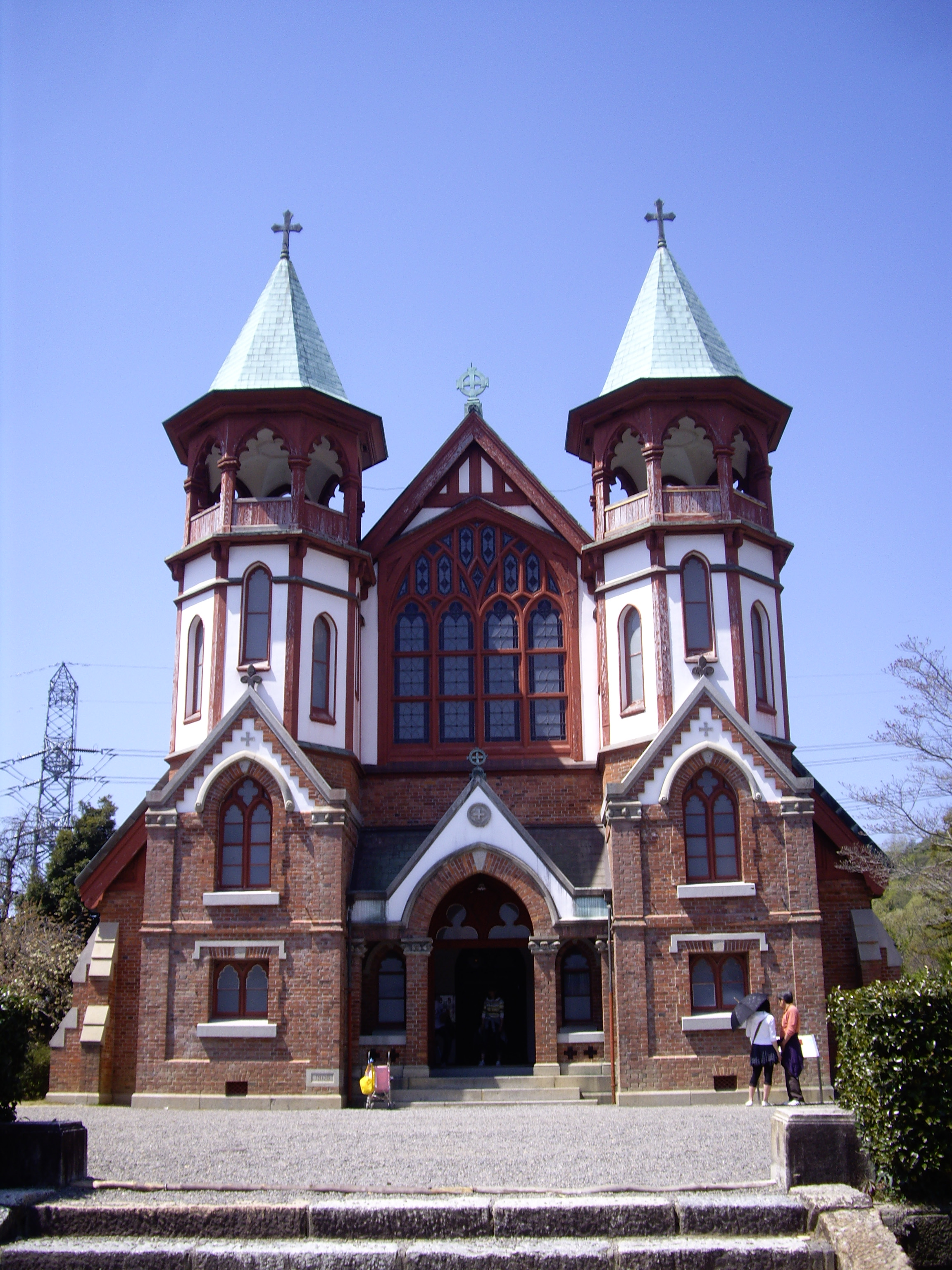
博物館明治村に移設した京都聖ヨハネ教会堂（1907年竣工）

  - 4月 - 清国人留学生のための私立志成学校を築地に開設。
  - ウィリアムズ、京都聖ヨハネ教会の創立資金を出す。ガーディナーに設計依頼[342] し、翌年教会堂が完成（現在、博物館明治村に移築展示されている）。
  - 奈良基督教会を母体として女学校の奈良育英学校が開校。

- 1907年（明治40年）

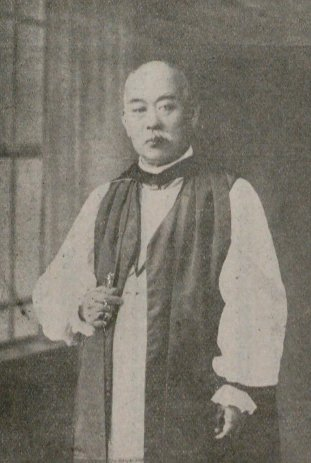
元田作之進

  - 3月15日 - 志成学校が東京府に認可される。
  - 8月 - タッカーの尽力により立教大学を設立（法令上は専門学校令による旧制専門学校）。
  - 9月 - 立教大学が開校。3年制の本科（文科、商科）、1年半制の予科を設置。元田作之進が初代学長就任。

- 1908年（明治41年）
  - 4月 - ウィリアムズがアメリカに帰国。
  - 10月 - 立教大学英語会成立。
- 1909年（明治42年） - 野球部が公認される[411]。

- 1910年（明治43年）

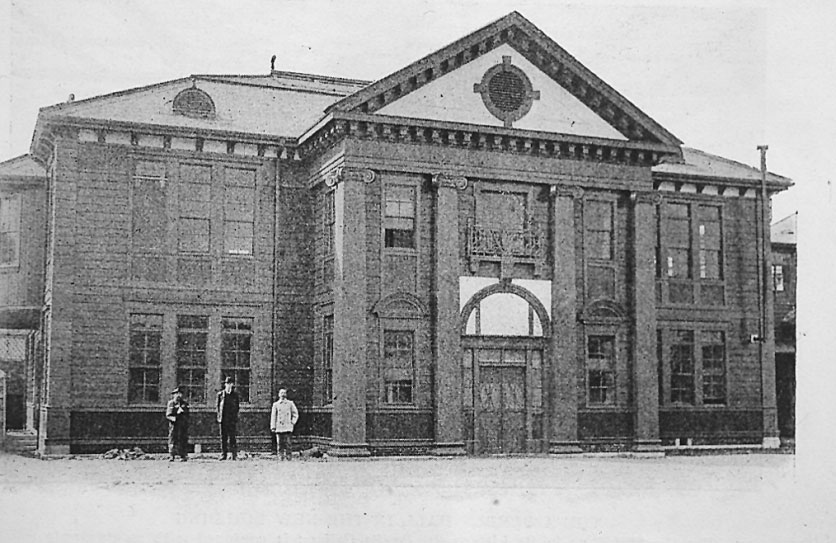
立教大学校舎（1909年）

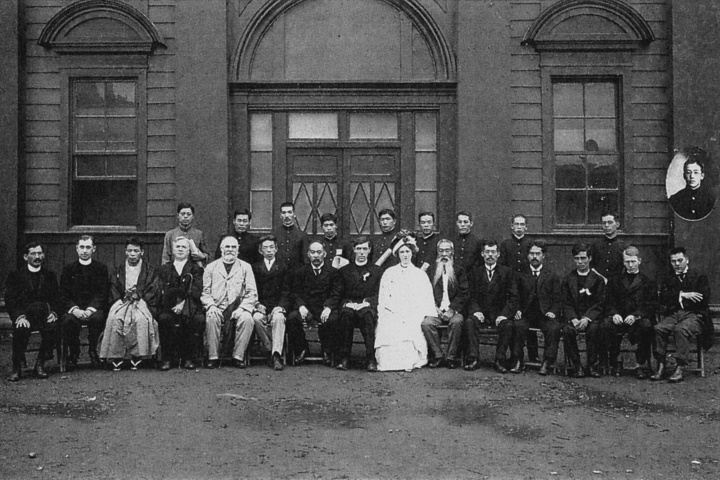
立教大学商科第1回卒業記念写真（1911年）

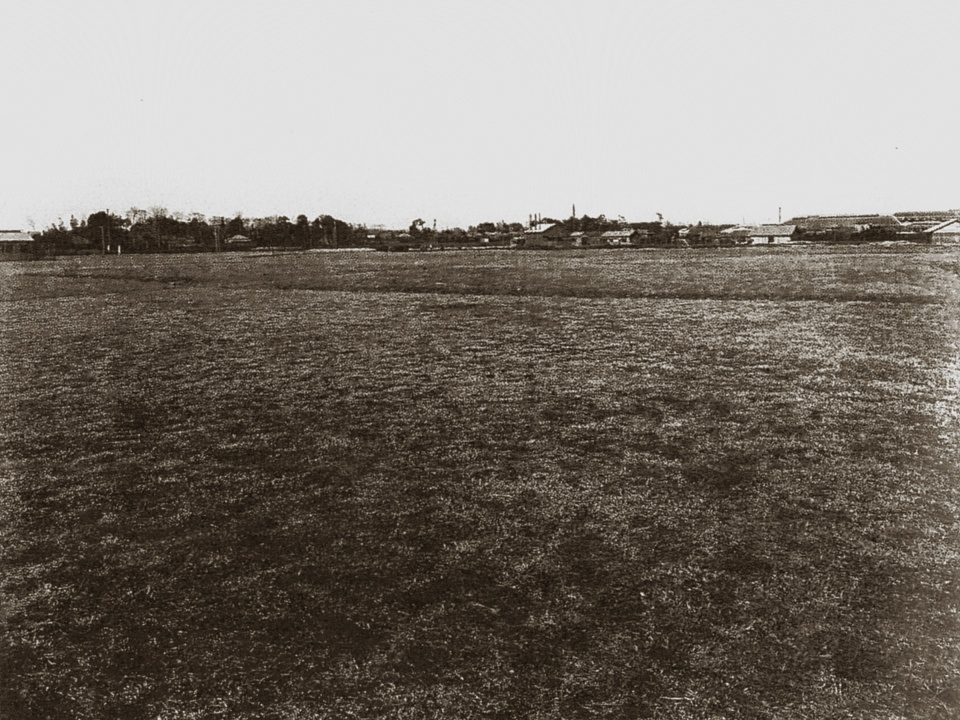
立教大学移転前の池袋校地
（1916年）

  - 1月 - タッカーが大学移転用地として北豊島郡巣鴨村大字池袋（現：豊島区池袋）の土地1万7千坪を購入[412][注釈 114]。
  - 12月 - ウィリアムズ永眠。
- 1911年（明治44年）
  - 6月 - 東京三一神学校と聖教社神学校が合併し、聖公会神学院を設立[413]。
  - 8月 - 財団法人日本聖公会教学財団設立。
- 1912年（大正元年）
  - 予科を1年制とする。
  - 聖公会神学院の校舎が池袋に竣工。
  - 9月 - チャールズ・ライフスナイダー[414] が総理に就任。
- 1914年（大正3年）11月 - ウィリアムズの伝記『老監督ウィリアムス』を元田作之進が著し、早川喜四郎宅に置かれた京都地方部故ウィリアムス監督記念実行委員事務所より発行される[注釈 115]。
- 1915年（大正4年）4月 - 大学学友会結成。
- 1916年（大正5年）5月29日 - 池袋キャンパスのチャペルの定礎式が行われ、レンガ校舎群の建築を開始[415]。
- 1917年（大正6年） - 文部省から医学部設立の要請があり、医学部開設の計画を進めるが、欧州での第一次世界大戦の影響から募金が集まらず、翌年2月12日に計画を断念し設置に至らなかった[416][417][418]。
- 1918年（大正7年）9月 - 北豊島郡西巣鴨町の新校地（池袋）に移転。本館（現・1号館/モリス館）、寄宿舎（現・2号館、3号館）、食堂（現・第一食堂）が竣工し、授業を開始[415]。

- 1919年（大正8年）

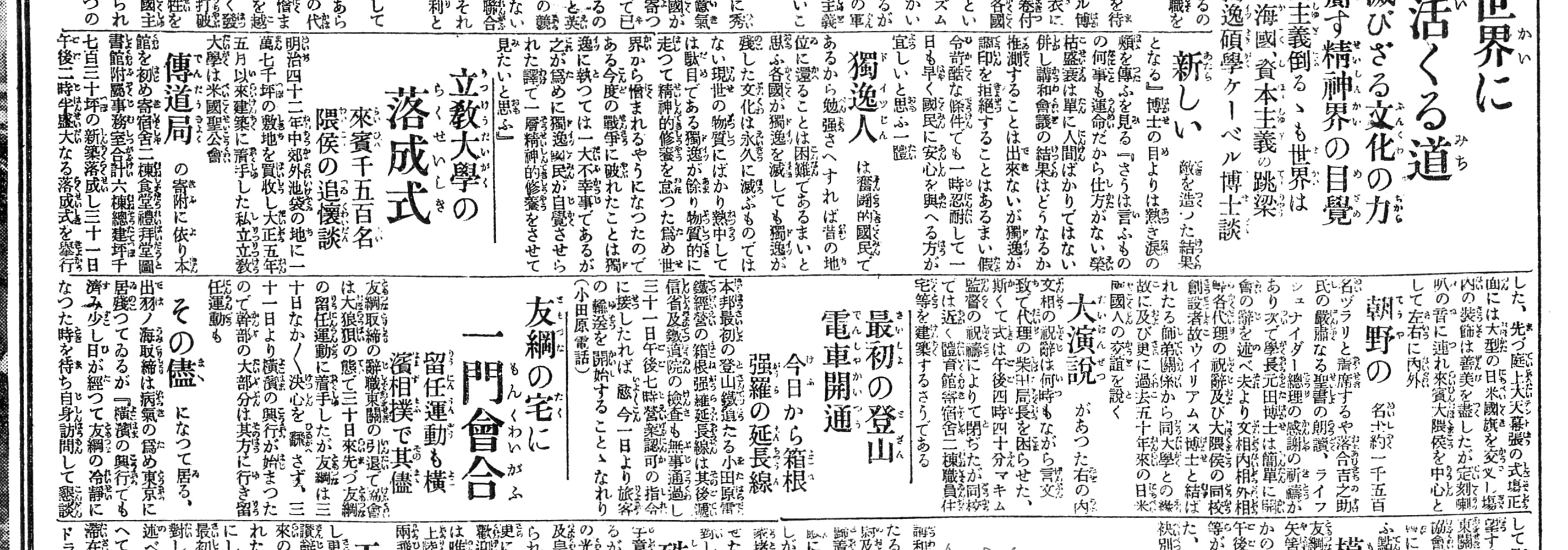
大隈重信が演説を行った池袋校舎落成式『東京朝日新聞』（1919年6月1日付5面）

  - 4月 - 「立教大学設立の趣意書」を発表[419]。
  - 5月 - 図書館（現・メーザーライブラリー記念館）竣工[420]。
  - 5月31日 - 池袋校舎落成式を挙行、来賓として大隈重信出席。大隈の追懐談を交えた演説は、大学創設者ウィリアムズと結ばれた師弟関係から、立教大学との縁故に及び、さらに50年来の日米両国人の交誼を説く大演説であった。来賓は1500名を数え、会場正面には大型の日米国旗を交差し、場内装飾に善美を盡した中で行われた[26]。大隈の演説に続いて、金子堅太郎、渋沢栄一の演説もあった[注釈 116]。
- 1920年（大正9年）
  - 1月 - 立教学院諸聖徒礼拝堂（池袋キャンパス）聖別式挙行。
  - 3月 - 英文学科に在学中の加藤まさを（大正期の代表的な抒情画家で「月の沙漠」の作詞家）が中心となり立教大学の文芸雑誌『塔』が創刊。
  - 4月 - 文科を文学部、商科を商学部とし、予科を2年制とする。
  - ハロルド・スパックマンが教授及び新図書館館長に就任し、日本の大学で先駆けて図書館学を講じる[422]。
- 1921年（大正10年）
  - 2月 - 体育館竣工（1998年に閉館・解体され、跡地に8号館が建てられた）[423][424]。
  - 6月 - 財団法人日本聖公会教学財団を財団法人聖公会教育財団と改称（翌年4月7日認可）[425]。
  - 10月 - 野球部、四大学野球連盟に加盟。
  - 12月28日 - 大学令による大学認可申請を行う[426]。
  - 校友会館が竣工（のちの診療所。2009年にマキムホール建設のため解体された[423]）。
- 1922年（大正11年）
  - 5月 - 大学令により再び大学へ昇格。文学部（英文学科、哲学科、宗教学科[注釈 117]）、商学部、研究科、予科（2年制）を発足[注釈 118]。
  - 6月10日 - 大学「昇格祝賀会」を挙行[427]。

- 1923年（大正12年）
  - 1月 - 教授会を設置[428]。

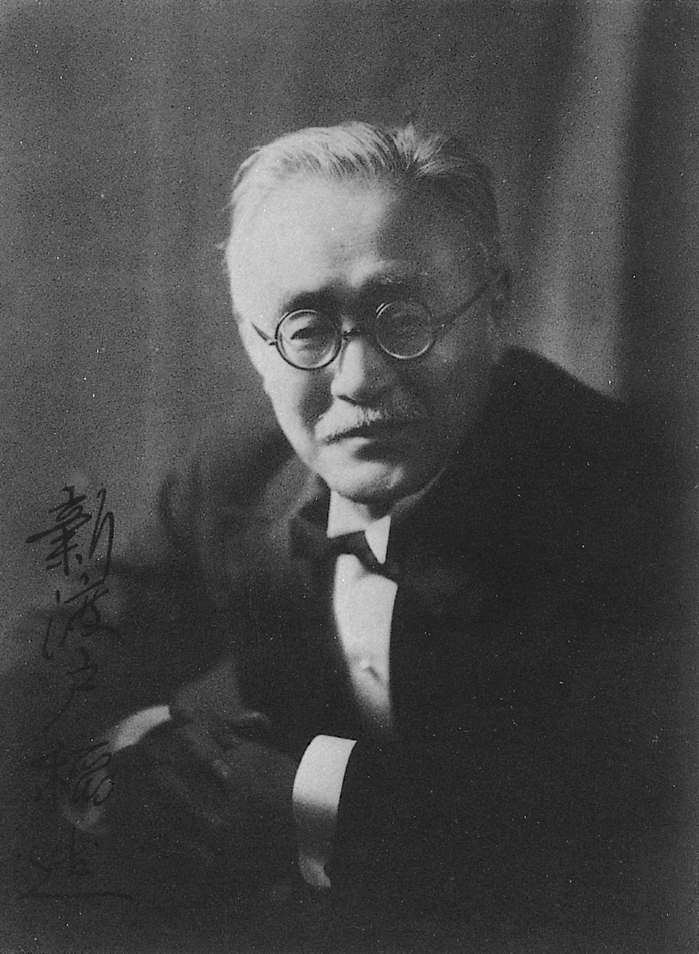
新渡戸稲造（国際連盟事務次長）

  - 9月 - 関東大震災により築地校地が壊滅[429]。池袋の大学も被害を受ける。
  - 10月 - 立教中学校が池袋の大学内に移転[430]。大学は10月15日に、中学校は10月18日に授業再開。立教女学校（現：立教女学院）の校舎も焼失したため、池袋の立教大学内に学校事務所を設け、滝乃川学園の校舎にて授業再開。志成学校が震災による校舎倒壊により閉校。
  - 11月 - 震災で校舎を失った専修大学が池袋の立教大学内の7教室を借用（翌月22日まで）[431]。
  - 12月11日 - 国際連盟立教大学支部の発会式が豊島師範講堂にて開催され、国際連盟事務次長の新渡戸稲造（札幌農学校2期生）が演説を行う。会場は満席で立錐の余地なく、聴衆約600名の共鳴と拍手喝采で満たされた[173]。
  - 12月 - 築地訣別式を挙行[432]。
- 1924年（大正13年）
  - 3月 - 専門学校令による立教大学は全在籍者の卒業により自然消滅[433]。
  - 4月 - 商学部に商学科と経済学科を設置。
  - 水泳部の斎藤巍洋が、パリオリンピックに出場。競泳男子100m背泳ぎで6位入賞。（立教初のオリンピック選手）
  - 11月15日 - 『立教大学新聞』が立教・早稲田・東京帝大の三大学新聞による軍事教練反対の共同宣言を掲載[434]。
  - 11月 - この頃、立教幼稚園が築地にあった[435]。
  - 校旗を制定する[436]。

- 1925年（大正14年）

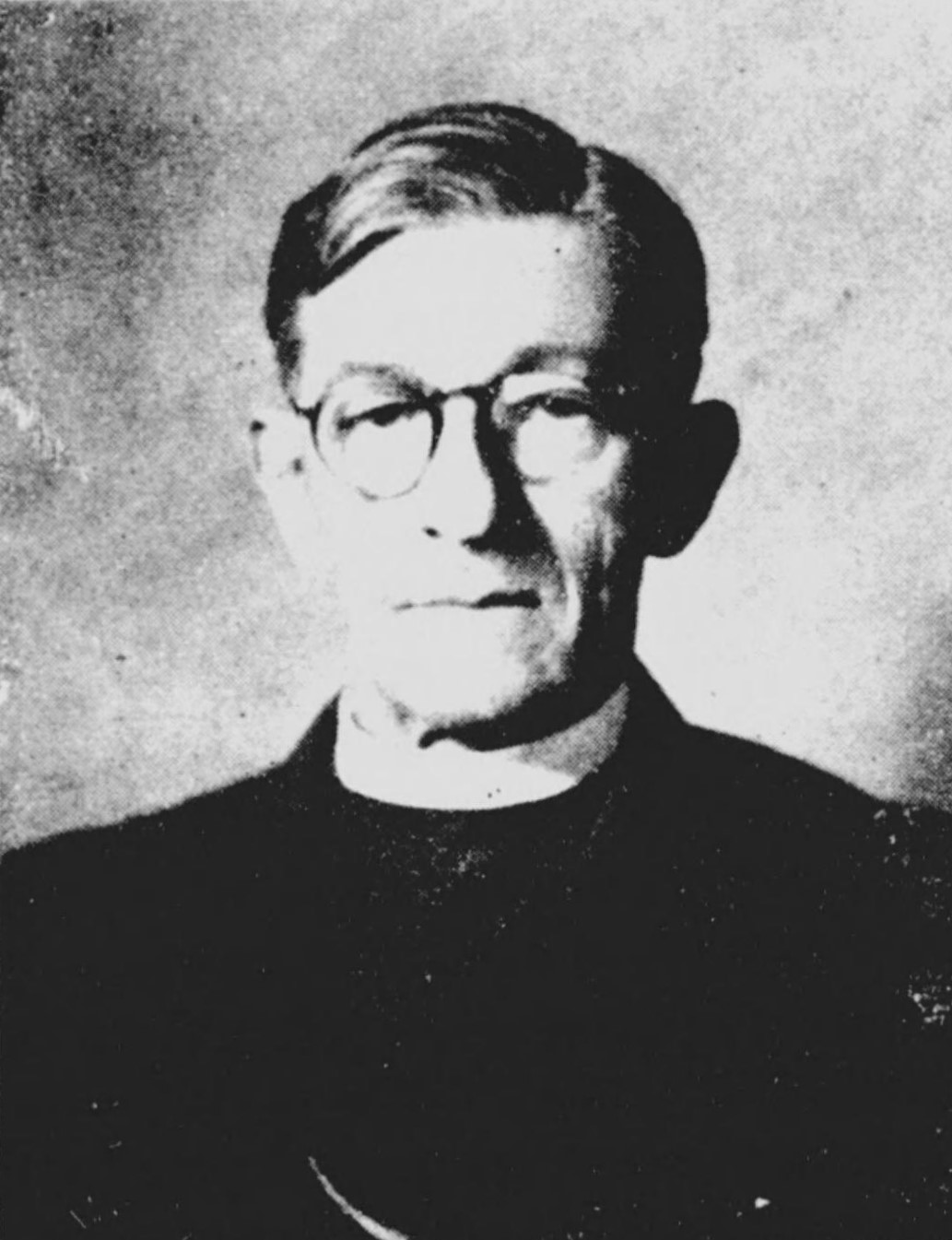
チャールズ・シュライバー・ライフスナイダー

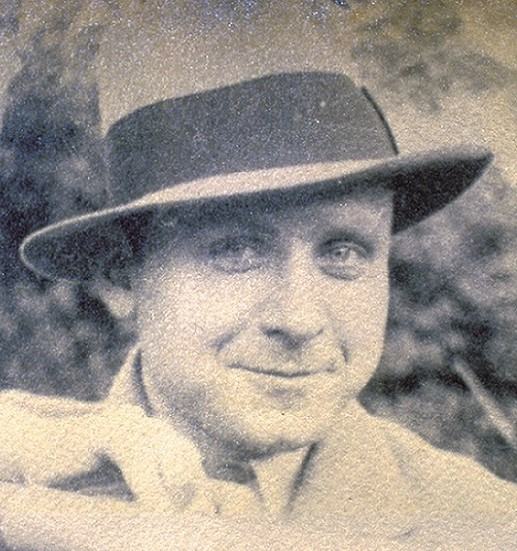
ポール・ラッシュ

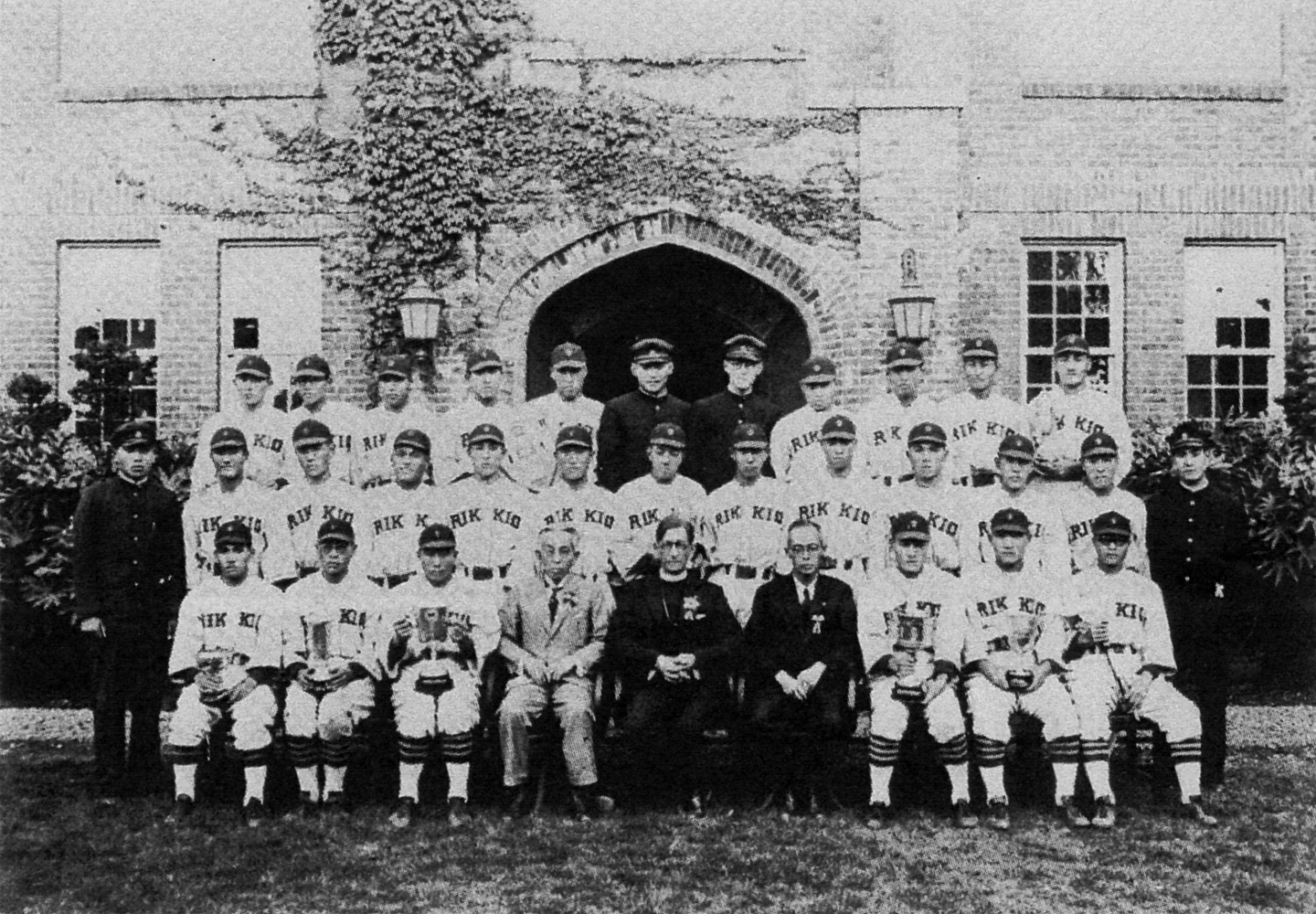
立教大学野球部初優勝記念写真（1931年）

  - 1月 - 総理を総長と改称、ライフスナイダーが初代総長に就任[403][437]。
  - 4月 - 文学部に史学科を設置。
  - 5月 - ポール・ラッシュが関東大震災後のYMCA会館再建のため来日。
  - 8月 - 立教大学で軍事教練が始まる[438]。
  - 9月 - 東京六大学野球連盟結成。
  - 秋 - 東長崎グラウンド開設[439]（現在の都立千早高校の場所）。
  - バスケットボール部が全日本バスケットボール選手権大会で初優勝。
- 1926年（大正15年）
  - 1月 - ライフスナイダー総長、「神と国との為に (Pro Deo et Patria)」と題する演説を行う。
  - 3月 - 校歌『栄光の立教』（作詞：諸星寅一　補作 : 杉浦貞二郎・作曲 : 島崎赤太郎）制定[440]。
  - 5月 - 池袋に中学校の新校舎が完成し、落成式挙行。
  - ポール・ラッシュ、立教大学教授に就任。
  - J・H・モーガンの設計によるライフスナイダー館が竣工。
  - オルガン演奏の第一人者である木岡英三郎が、欧州から帰国直後の最初の演奏会を池袋キャンパス・チャペルで開催[441]。
  - 12月 - 立教学院諸聖徒礼拝堂（池袋キャンパス・チャペル）でガーディナー記念礼拝式が開かれる。同日記念銘板除幕式、図書館で肖像画（石橋和訓画）除幕式。
- 1927年（昭和2年）
  - 4月 - 予科を3年制とする[442]。
  - 11月 - ポール・ラッシュにより立教大学に米国聖アンデレ同胞会日本支部（後の日本聖徒アンデレ同胞会）を結成[443][444]。
  - ポール・ラッシュが、慶應、東京商科（現・一橋）、明治、立教、早稲田の5大学で個別に活動していた英語会（ESS）の学生たちに呼びかけ、英語会大学連盟が設立される[445]。

- 1928年（昭和3年）
  - 1月 - 立教大学史学会設立。

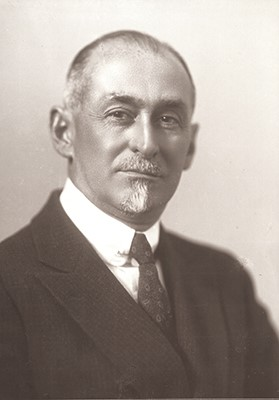
ルドルフ・トイスラー

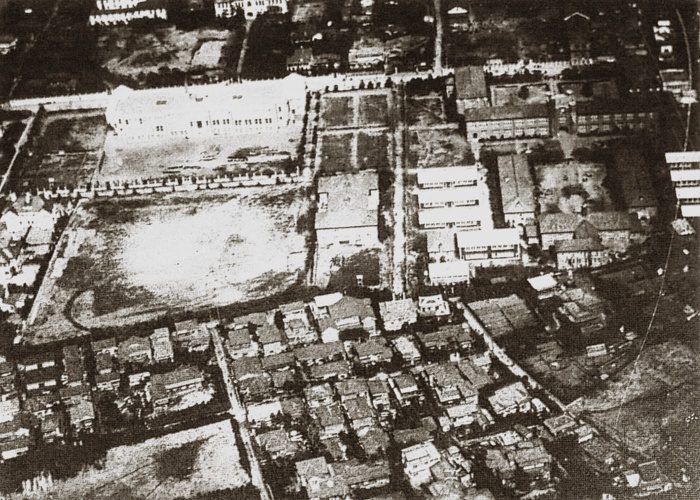
池袋キャンパス（1933年）

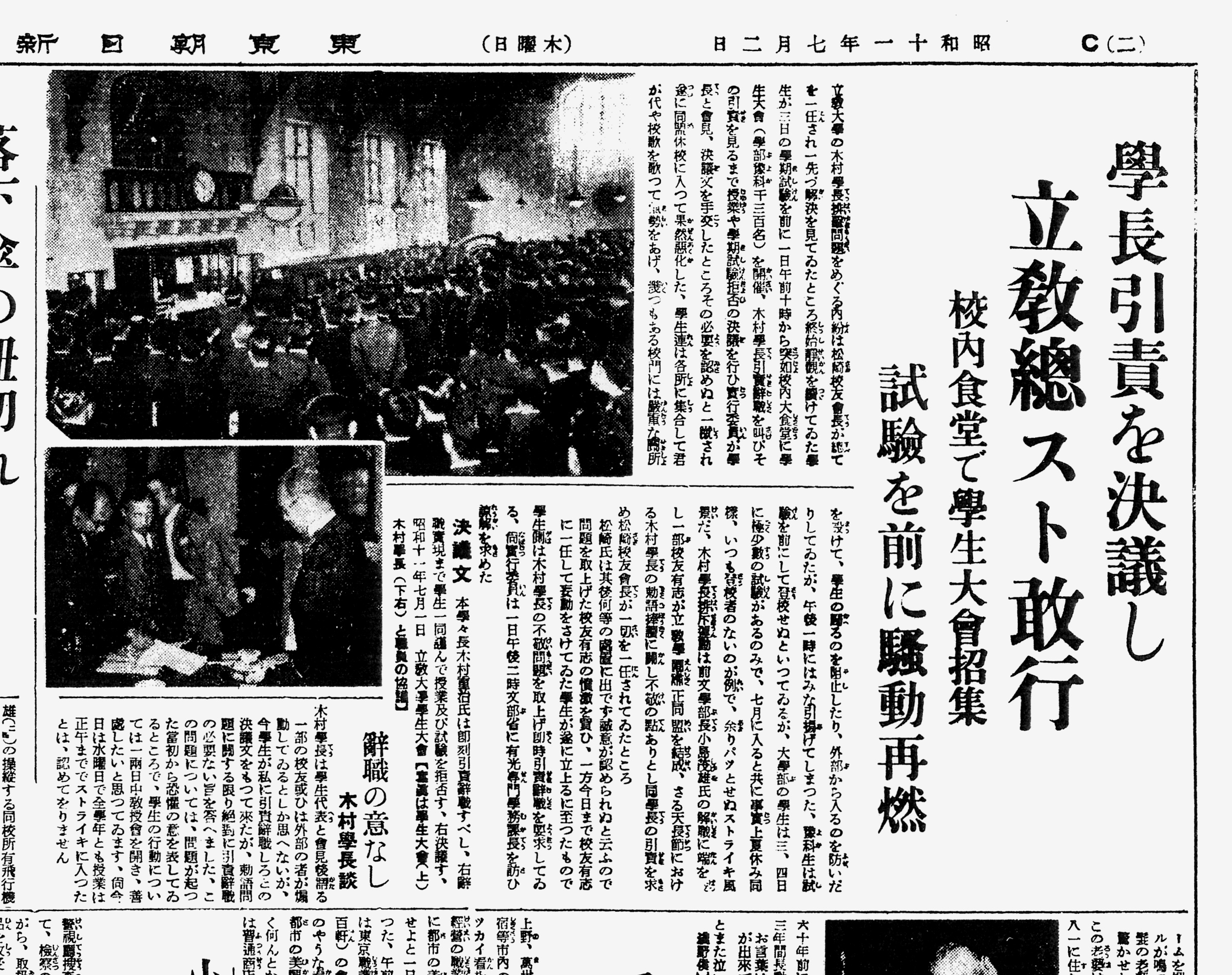
チャペル事件（『東京朝日新聞』 1936年7月2日付夕刊2面）

  - 聖路加国際病院設立者、ルドルフ・トイスラー[注釈 119]の依頼により、ポール・ラッシュが関東大震災後の聖路加の新病院建設募金活動に尽力（1931年まで）。
- 1929年（昭和4年）5月1日 - 元田作之進（前学長）の記念銘板（タブレット）の除幕式を挙行[189]。
- 1930年（昭和5年）
  - 5月26日 - ライフスナイダー総長が、米国大使館の定礎式で日米関係者が300人以上参加する中、司会進行と祈祷を行う[33]。
  - 11月1日 - ウィリアムズの記念碑が京都若王子山上教会墓地に建てられ除幕式が行われる[446]。
- 1931年（昭和6年）
  - 3月21日 - 卒業式が行われたが、立教の専門学校認可から21回、立教学校開設から43回、長崎時代から数えて78回目の卒業式となった[447]。
  - 4月 - 商学部を経済学部に改称。
  - 8月 - 財団法人聖公会教育財団を分離し、財団法人立教学院（8月7日認可）と財団法人聖公会神学院を設立。立教学院の理事長にマキム、学院総長にライフスナイダーが就任。
  - 10月 - 野球部が六大学リーグ戦で初優勝。
  - 12月30日 - J・V・W・バーガミニー設計の宣教師館（のちの立教学院校宅11号館・12号館）が竣工する[448]。
- 1932年（昭和7年）
  - 3月 - 寄宿舎（現：2・3号館）を閉鎖[注釈 120]。
  - 4月7日 - 野球部がアメリカ遠征。7月2日まで試合を行う（10勝10敗）。5月10日にはニューヘイブンでアイビーリーグ優勝校のイェール大学と対戦。8－1で勝利。翌日には遠征のハイライトであるニューヨークへ移動し、ベーブ・ルースやルー・ゲーリックが出席して歓迎会が開催された[445][449]。
  - 10月 - 立教学院クリスチャン・アーミーを結成[450]。
- 1933年（昭和8年）
  - 1月 - 学生食堂が開店[451]。
  - 1月 - 講堂の建設計画など大学の発展のため総長裏の空地（約2千坪）を買収する[452]。
  - 米山梅吉が次男の母校であった立教大学に心理学実験室一棟を寄贈[190]。建物は籠球部コートがあった場所に前年に竣工した[452]。
  - 6月24日 - 東長崎の野球部グラウンドの隣に阿部三郎太郎（予科教授）の尽力でプールを開設[453]。
- 1934年（昭和9年）
  - 10月28日 - ポール・ラッシュの尽力により、早稲田・明治と共に東京学生米式蹴球競技連盟を結成。初代理事長にラッシュが就任[454]。
  - 12月8日 - 日本で最初のアメリカンフットボールのリーグ戦である東京学生リーグが開幕。立教大学池袋グラウンドで初戦の立教大学対明治大学戦が開催[454]。
- 1936年（昭和11年）
  - 7月 - チャペル事件により木村重治学長辞任[455]。
  - 8月 - 水泳部の田口正治と新井茂雄がベルリンオリンピック、競泳男子800ｍ自由形リレーで世界新での金メダル獲得。
  - 10月5日 - 立教大学山岳部の登山隊（堀田弥一隊長、隊員計5人）が日本初のヒマラヤ遠征隊として、インド北部のナンダ・コート（標高6867メートル）に初登頂。
  - 10月26日 - 御真影を奉戴[456]。
  - 11月30日 - 日本聖徒アンデレ同胞会の創設5年周年記念式典が、早稲田大学大隈講堂において挙行[注釈 121]。
  - 板橋区赤塚町に陸上競技専用の成増グラウンドを開設（借地）[453]。
- 1937年（昭和12年）
  - 3月 - J・H・モーガンの設計による予科新校舎（現：4号館）竣工[458]。
  - 旧寄宿舎（現：2・3号館）を文学部と経済学部の研究室に転用。
  - タッカー元総理が日本を訪問。6月28日付で「立教大学に関する報告書」を米国聖公会全国協議会に提出[459]。
- 1939年（昭和14年）9月 - アメリカ研究所開設[460]。

- 1940年（昭和15年）

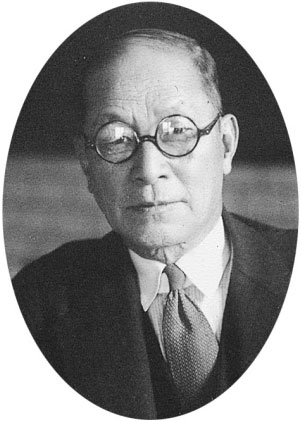
遠山郁三

  - 2月 - 学位規則認可[461]。
  - 8月 - 日米関係の悪化により8月から9月にかけて日本聖公会が米国聖公会からの経済的独立を決定。
  - 10月 - 上記影響より、ライフスナイダーが学院理事長・総長を退任し、総長事務取扱となる。後任の学院理事長に松井米太郎が就任。
  - 11月 - ライフスナイダーが総長事務取扱を退任。替わって遠山郁三・大学学長が総長を兼務した。翌年には、理事も全員邦人となる。
- 1941年（昭和16年）
  - 6月 - 立教大学報国団結成。
  - 7月 - 本国政府の指示により米英人教員の帰国が相次ぐ。
  - 10月 - ライフスナイダーが米国へ帰国。
  - 12月 - 太平洋戦争勃発。翌年3月の卒業式を繰上げ挙行。大学・専門学校の修業年限を半年短縮。

- 1942年（昭和17年）

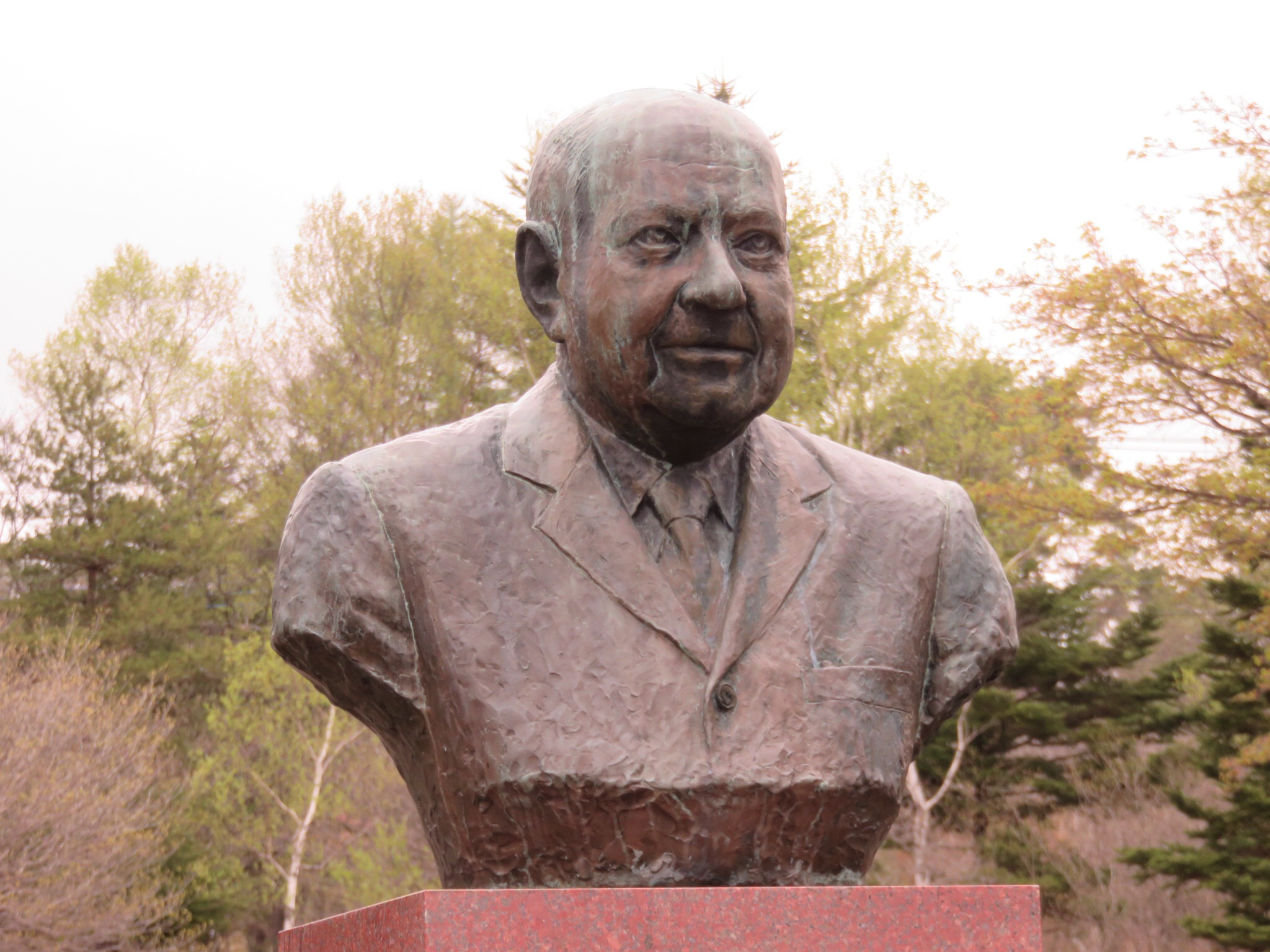
清里高原にあるポール・ラッシュ像

  - 2月 - 遠山郁三の尽力により文部省へ医学部設置の認可申請を行い、5月に厚生省へも認可申請を行う。文部省の了承を得たが、聖路加の施設が戦時下の医療拠点として期待されていたことなどの阻害要因から厚生省の了承が得られず設置に至らなかった[462]。
  - 4月10日 - 学部断髪令により戦時体制に即した質実剛健を旨として学生たちの頭を断髪させる[463]。
  - 6月 - 日本に最後まで留まっていたポール・ラッシュ教授が交換船により強制送還される[464]。ラッシュは米国送還後、米国陸軍日本語学校に志願し日系2世兵を指導し、米国各地の教会で戦争後の日本救済への支援協力を訴えるため講演活動を行う。
  - 9月 - 理事会が寄付行為目的を「基督教主義ニヨル教育」から「皇国ノ道ニヨル教育」への変更を決議し、11月に申請（翌年2月15日認可）[315]。
  - 9月 - 阿部三郎太郎（立教大学教授）の強い支配下にあったボクシング部の学生が、阿部や辻荘一（文学部教授）らと対立して立教からキリスト教の追放を主張していた小沢淳男（立教大学教授）を襲撃する（学生暴行事件）が起こる[465]。
  - 9月 - 修業年限短縮に伴い卒業式を挙行。
  - 10月 - チャペルを閉鎖し、「修養堂」と改称。一般教職員・学生の礼拝等に用いないといった内規も理事会で決定した。
  - 立教大学文学部宗教学科と聖公会神学院の二重学籍制度を完全廃止[466]。
  - 校歌「栄光の立教」の「自由の学府」の文言が問題視され斉唱禁止[注釈 122]。12月10日に戦時下の状況が反映される準校歌が制定される[467]。戦後になって、準校歌は制定を解除され、校歌「栄光の立教」を再び斉唱できるようになった。
- 1943年（昭和18年）
  - 1月 - 日本基督教団との合同の是非をめぐって日本聖公会は分裂し、約3分の1の教会が日本基督教団に加わる[468]。八代斌助などの非合同派は単立教会として日本聖公会を守り通した。
  - 3月 - 学生有志6人が配属将校を呼び出して殴打する出来事（軍事教員を殴打した事件）がある[294]。
  - 10月 - 学徒出陣の壮行会（明治神宮外苑競技場）で、立教大学は校旗の十字のデザインが問題視され持つことを許されなかった。
  - 9月 - 経済学部経済学科を国家経済科、商学科を経営経済科と改称。
  - 12月 - 文学部閉鎖。
  - 文学部の学生が慶應義塾大学文学部に委託学生として編入[292]。
- 1944年（昭和19年）4月 - 立教理科専門学校設置。

- 1945年（昭和20年）

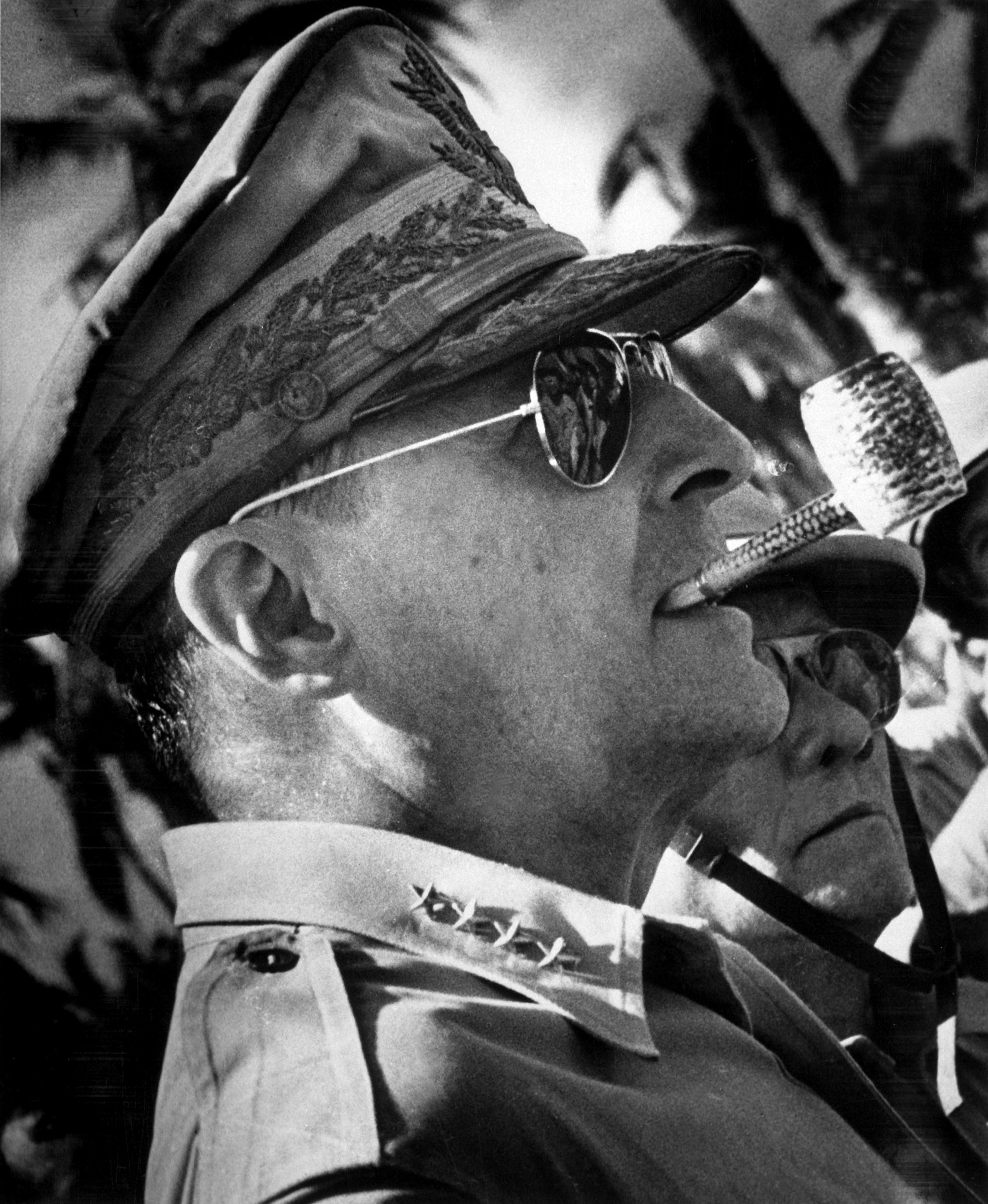
ダグラス・マッカーサー連合国軍最高司令官
（米国聖公会信徒）

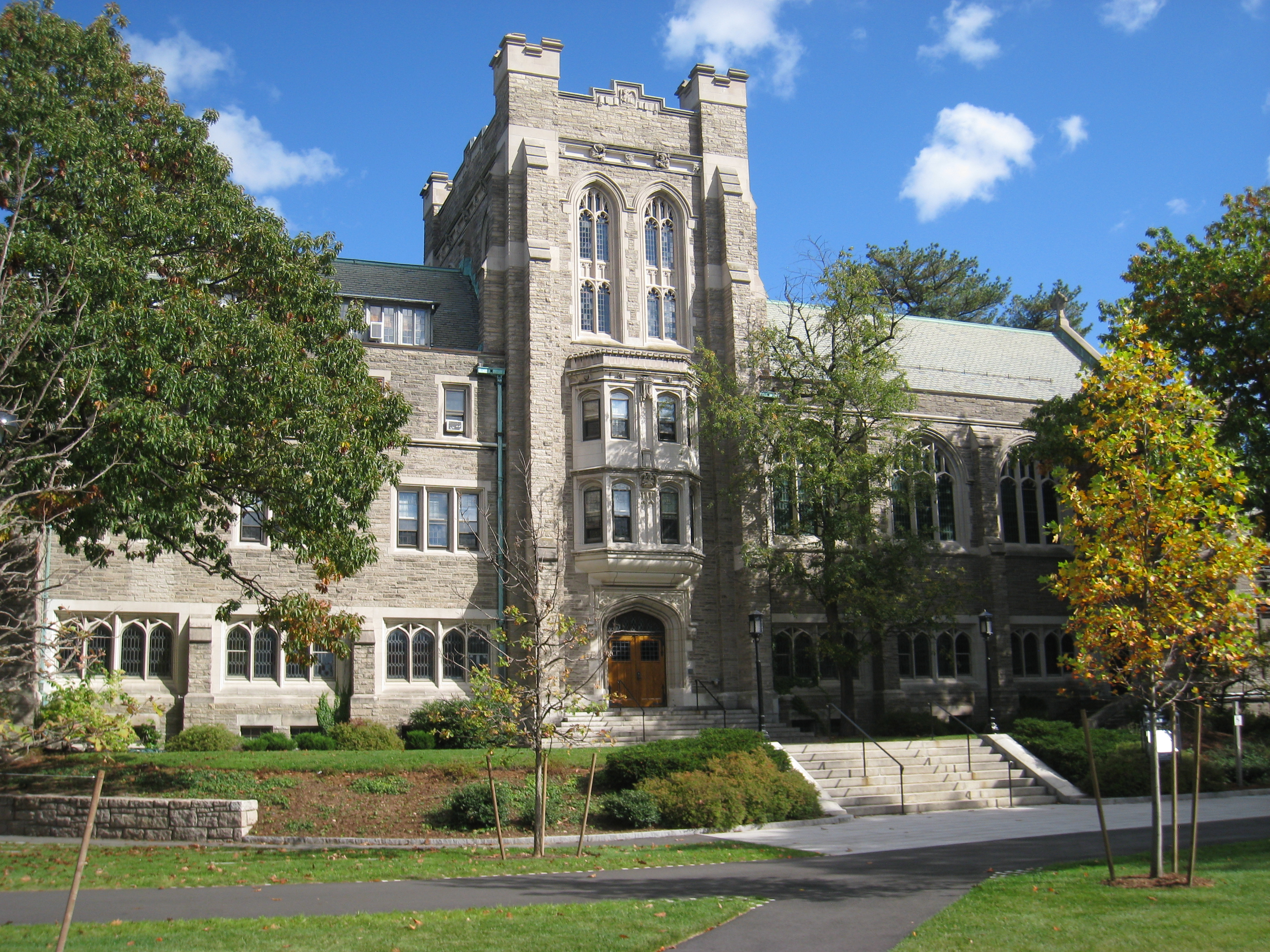
キリスト教学科を創設した菅円吉、チャプレンと教授を務めた高松孝治（立教大学1期生）が学んだ「ハーバード大学神学大学院」

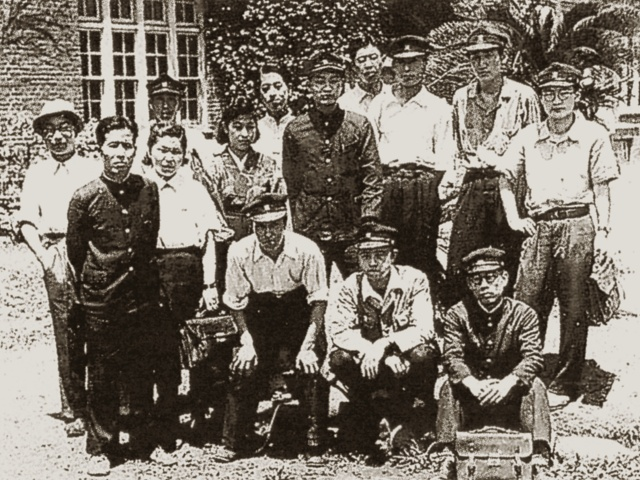
女子学生の入学（1946年）

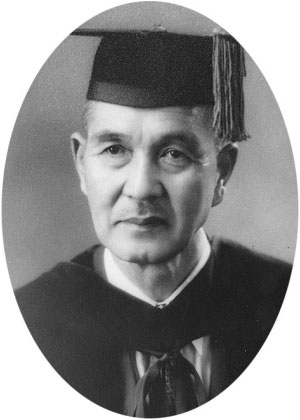
佐々木順三

  - 4月 - 理科専門学校を工業理科専門学校に改組。
  - 8月15日 - 終戦。
  - 9月 - 授業が再開される。
  - 爆撃を受けなかった立教大学の校舎を借りて、三井銀行を始めとする支店を焼失した5つの銀行が共同の仮店舗を開設[469]。
  - 10月15日 - 「文部省訓令第8号」の発布。これによって1899年（明治32年）から存続し続けた「文部省訓令第12号」が無効になった[404]。この発布はダグラス・マッカーサー連合国軍最高司令官の命によるものと伝えられている。1947年（昭和22年）5月3日に施行された日本国憲法とともに、信教の自由が保障される。
  - 10月20日 - GHQから2人の係員が立教大学を視察。一人はかつて立教大学で教鞭を執っていたポール・ラッシュであった[291]。ラッシュはマッカーサーの理解を得ながら、立教大学、日本聖公会、聖路加国際病院の再生とともに、アメフトや清里の復興にも多大な貢献をすることになる。
  - 10月24日 - GHQの覚書『信教の自由侵害の件』により3代目総長の三辺金蔵ほか11名が追放される[291][403][465]。
  - 11月7日 - 理事会は寄附行為目的を「基督教主義ニヨル教育」に復帰することを可決。
- 1946年（昭和21年）
  - 4月 - 女子学生4名が初めて入学[470]。
  - 5月 - 文学部復活（キリスト教学科・英米文学科）。
  - 6月 - 佐々木順三が総長に就任し、戦後の本格的な再建が行われていくこととなる[291]。
- 1947年（昭和22年）
  - 4月 - 文学部社会学科設置。新制「立教中学校」開設。
  - 6月 - チャプレン兼予科講師の西村敬太郎がGHQにより追放となり、西村の排斥運動を行った4人の学生も停学となる[注釈 123]。
- 1948年（昭和23年）
  - 4月 - 工業理科専門学校を改組、理学部を設置（数学科・物理学科・化学科）。新学制に基づき「立教小学校」と「立教高等学校」を開設。
  - 6月19日 - 1890年（明治23年）から続く教育ニ関スル勅語（教育勅語)が、国会によって排除、失効が確認される。
  - 八代斌助が、友人で米国聖公会の信徒でもある連合国軍最高司令官ダグラス・マッカーサーの特別許可を得て、戦後日本人として初めて渡航する[注釈 124]。
- 1949年（昭和24年）
  - 4月 - 新制大学として認可・発足。文学部（基督教学科、英米文学科、社会学科、史学科、心理教育学科）、経済学部（経済学科、経営学科）、理学部（数学科、物理学科、化学科）が開設。理学部設置には杉浦義勝が尽力。医学部の開設も決定されたが、聖路加の病院施設が1956年までGHQの接収を受けており、実現には至らなかった[471]。
  - 理論物理学研究室を開設。理学部教授に武谷三男が着任。
- 1950年（昭和25年）4月 - 立教工業理科専門学校を廃止[472]。

- 1951年（昭和26年）

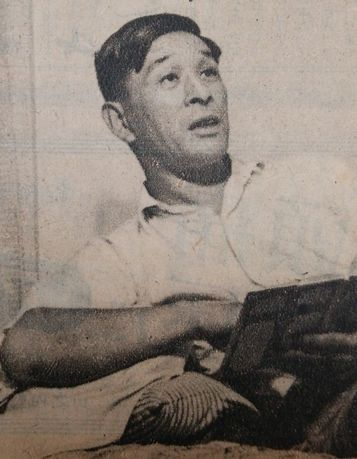
八代斌助

  - 4月 - 学校組織を財団法人から学校法人に改める。
  - 大学院を開設。
  - 5月 - 八代斌助が立教学院理事長に就任。
  - 12月 - 旧制立教大学閉学。アメリカンフットボール部が甲子園ボウル初出場、初優勝。
- 1952年（昭和27年）
  - 5月 - 7号館開館。
  - 10月 - 博物館講座を開設[473]。
  - 12月 - バスケットボール部が全日本大学バスケットボール選手権大会で初優勝。
- 1953年（昭和28年）
  - 4月 - 大学院に原子物理学科新設。
  - 7月 - 8号館開館。
  - 8月 - 野球部が第2回全日本大学野球選手権大会で初優勝。

- 1954年（昭和29年）

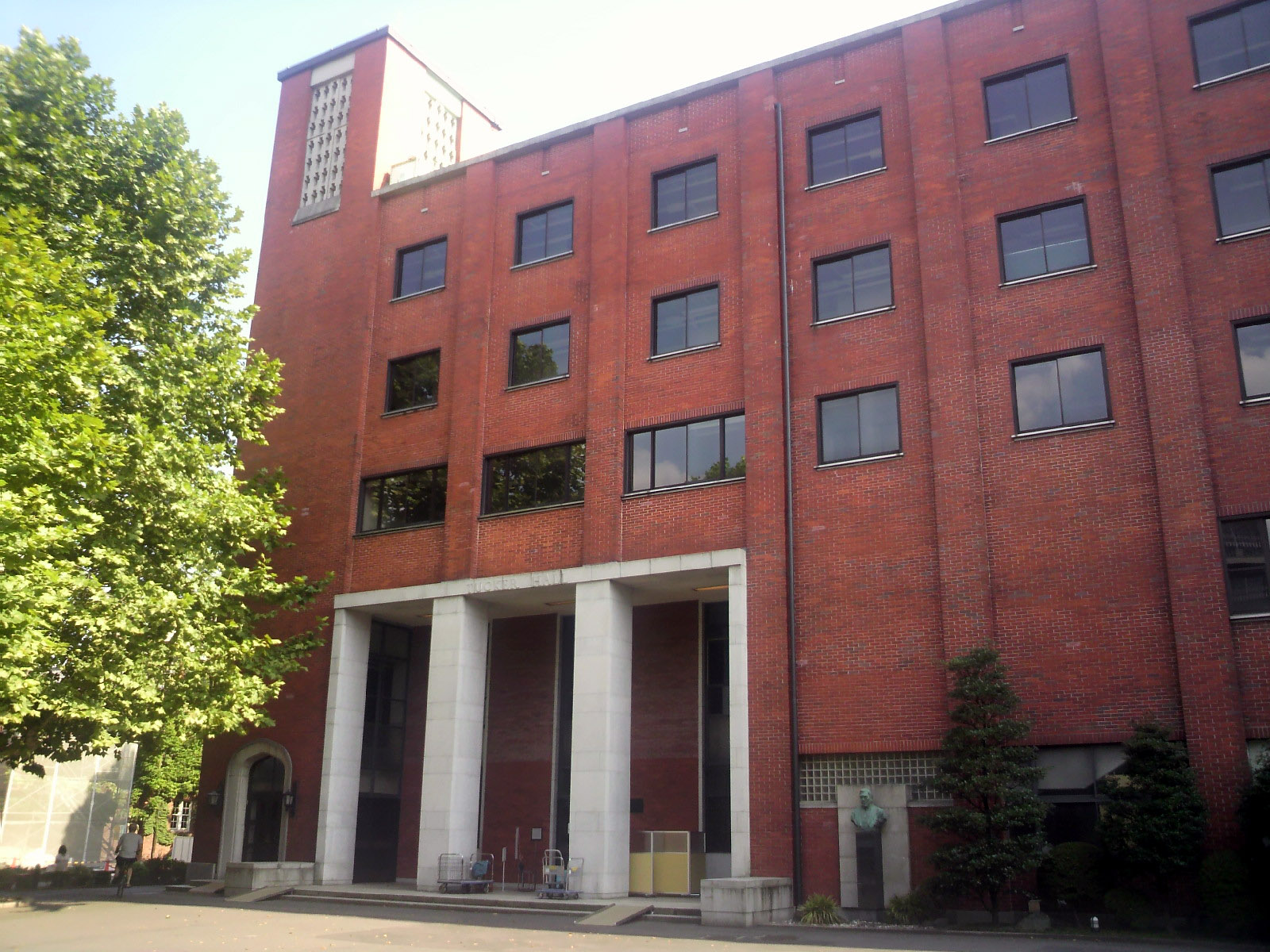
タッカーホール（池袋キャンパス）

  - 1月 - サッカー部が、1953年度全日本大学サッカー選手権大会で初優勝。高林隆が活躍し優勝に貢献。日本代表にも選出。
  - 9月 - チャペル会館落成。
  - 11月 - サッカー部が関東大学サッカー1部リーグで初優勝。
  - 12月 - タッカーホール落成。
- 1955年（昭和30年）4月 - 一般教育課程を一般教養部と改称。
- 1956年（昭和31年）
  - 4月 - 文学部日本文学科を開設
  - 11月 - 板橋区と練馬区にまたがる土地を東京都から借り受け、セントポール・グリーンハイツ（総合グラウンド）竣工[広報 1]。
- 1957年（昭和32年）
  - 5月 - 米国聖公会の寄付により原子力研究所設立（神奈川県横須賀市）[474]。
  - 9月17日 - 立教大学芸術研究会がトリニティ・カレッジとの美術作品交歓展を企画開催（9月21日まで）[115]。
- 1958年（昭和33年）
  - 1月 - 名誉博士規程を制定。
  - 4月 - 文学部社会学科が社会学部に昇格。
  - 5月 - アジア地域研究施設を開設[475]。
  - 7月 - 新座校地を東武鉄道より譲り受ける。
  - 9月23日 - 日本聖公会宣教百年記念祝典が日本聖公会東京教区主催でタッカーホールで開催。2千余人が参加[476]。
  - 野球部が六大学リーグ戦で4連覇を達成。

- 1959年（昭和34年）

第99代イングランド国教会カンタベリー大主教ジェフリー・フィッシャー

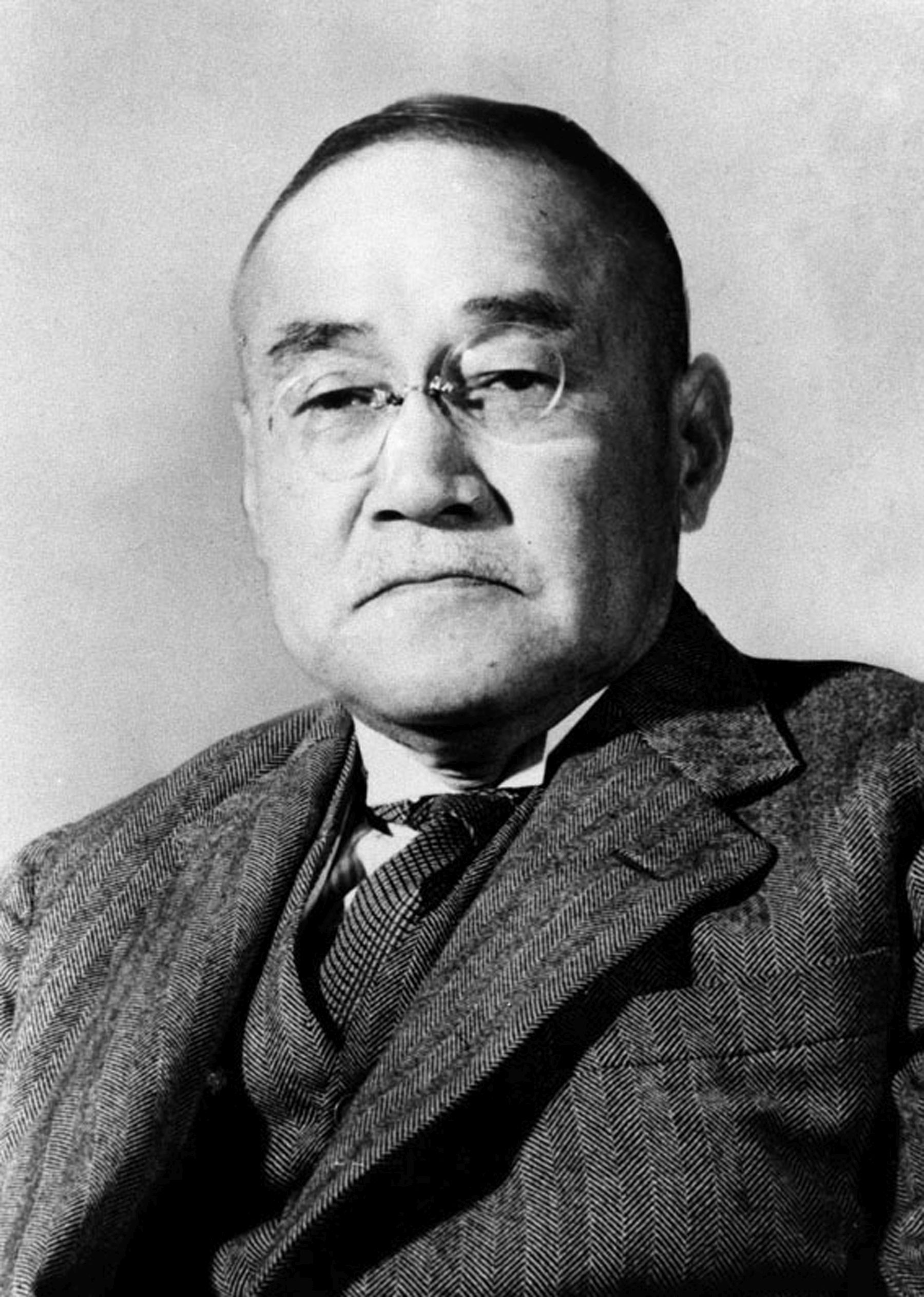
吉田茂（第45・48-51代内閣総理大臣、立教大学後援会会長）

  - 4月 - 総長である松下正寿の尽力により法学部を設置。5号館・6号館開館。
  - 4月7日 - 日本聖公会宣教百年記念大会が東京で開催（4月9日まで）[477]。第99代イングランド国教会カンタベリー大主教ジェフリー・フィッシャーが来日[478]。大会のため来日した各国主教を主賓とする歓迎レセプションも日本聖徒アンデレ同胞会とキープ協会共催で国際文化会館で開催され、高松宮、三笠宮、吉田茂元首相、岸信介首相、各国大使、政財界の名士5百余名が出席[479]。
  - 4月9日 - フィッシャーと第21代米国聖公会首座主教アーサー・リクテンバーガーに名誉博士号を授与。
  - 6月 - 総長公選制を採用。
  - 9月 - 会長に吉田茂、副会長に池田勇人、ほか正力松太郎や石川一郎（経団連初代会長）ら17名が発起人として立教大学後援会が発足[56]。
- 1960年（昭和35年）
  - 4月 - 立教高等学校を新座へ移転。
  - 12月 - 旧：図書館本館・新館新築落成（現：メーザーライブラリー記念館新館）。
- 1961年（昭和36年）12月 - 立教大学原子炉、臨界試験成功[480]。
- 1962年（昭和37年）4月 - 文学部心理教育学科を心理学科・教育学科に分割。キリスト教教育研究所を設置[481]。
- 1963年（昭和38年）
  - 4月 - 文学部ドイツ文学科、フランス文学科設置。立教学院聖パウロ礼拝堂（新座キャンパス）聖別式、落成式挙行。
  - 6月2日 - ミルトン・フリードマン（シカゴ大学教授、ノーベル経済学賞受賞者：1976年）に名誉博士号を授与。

- 1964年（昭和39年）

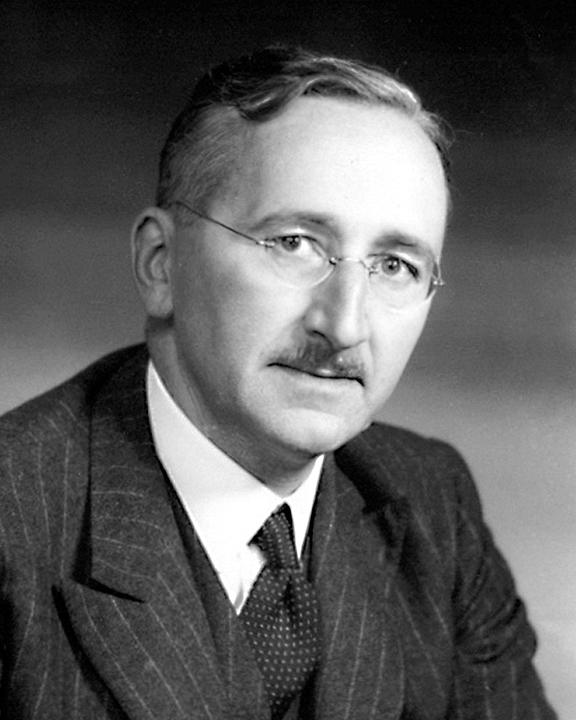
フリードリヒ・ハイエク

  - 3月25日 - フリードリヒ・ハイエク（シカゴ大学名誉教授、フライブルグ大学教授、ノーベル経済学賞受賞者：1974年）に名誉博士号を授与。
  - 4月 - 社会学部産業関係学科設置。ラテンアメリカ研究所を開設[482]。
  - 10月 - サッカー日本代表として、東京オリンピックに鈴木良三、渡辺正、横山謙三が出場。ベスト8（当時、横山は在学中）。
- 1966年（昭和39年）6月 - 新座グラウンド開設。東長崎グラウンドを売却[483]。

- 1967年（昭和42年）

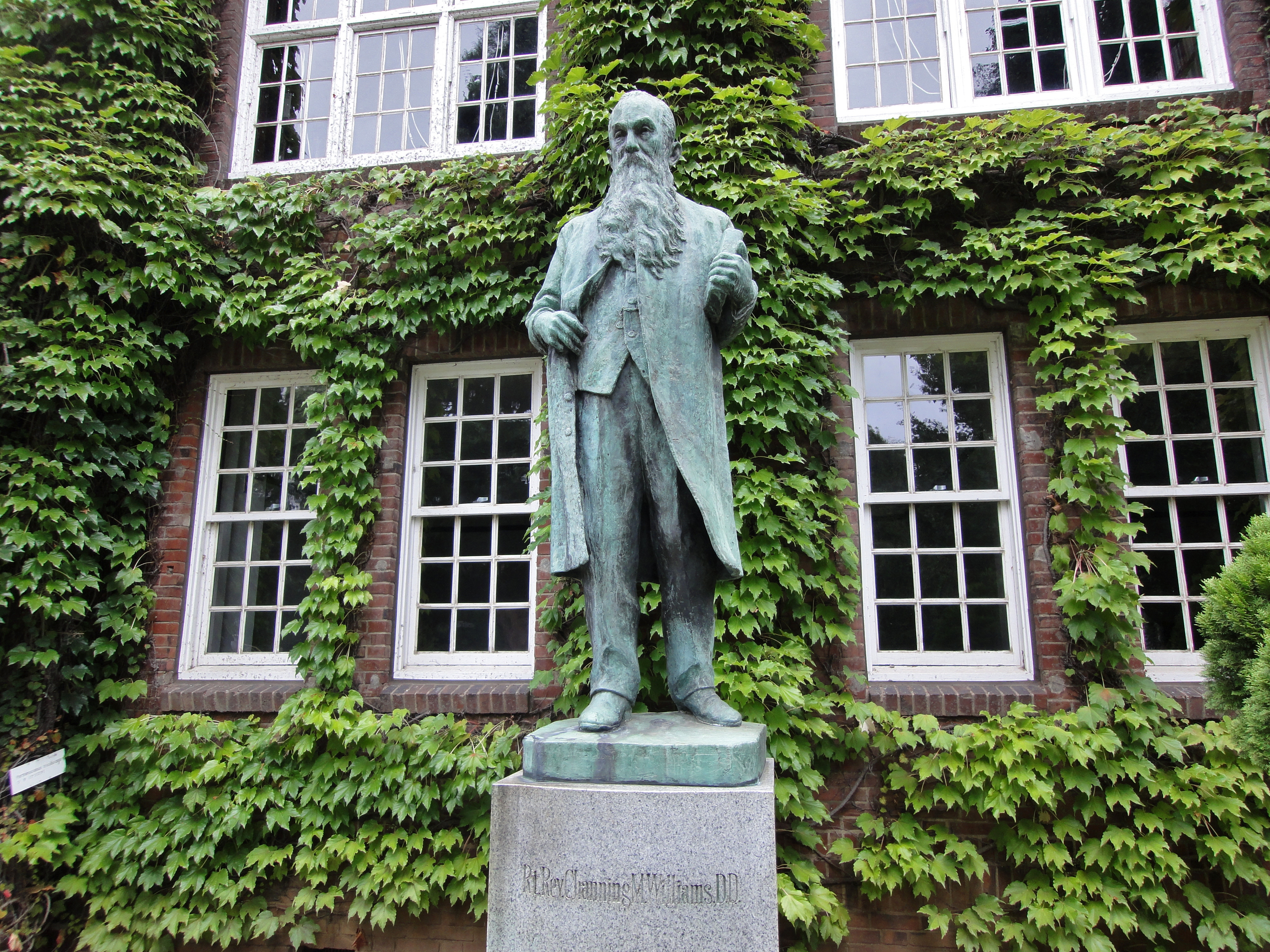
ウィリアムズ主教像
（三坂耿一郎作）

  - 4月 - 社会学部観光学科設置（初代学科長は野田一夫）。司書課程を設置（初代主任は海老澤有道）[484]。
  - 5月 - ウィリアムズ主教像建立[485]。
- 1968年（昭和43年）
  - 1月 - 東京都へセントポール・グリーンハイツの土地と工作物等を返還。
  - 10月 - サッカー日本代表として、メキシコオリンピックにサッカー部OBの鈴木良三、渡辺正、横山謙三が出場。銅メダル獲得（渡辺、横山はのちにそれぞれ日本代表監督に就任）。
- 1969年（昭和44年）
  - 1月 - 日本の大学で初めて入学試験にマークシート式解答用紙を使用（記述式と併用）[486]。
  - 5月 - 埼玉県入間郡富士見町（現：富士見市）に学院総合グラウンド完成。仏文科人事問題をきっかけに大学紛争起こる[315]。
- 1970年（昭和45年）
  - 1月1日 - 天皇杯・全日本サッカー選手権大会で、サッカー部が準優勝。現時点(2020年度大会終了時)で学生チームによる最後の天皇杯決勝進出。
  - 4月 - 東京都に返還されたセントポール・グリーンハイツが東京都立城北中央公園となる。
- 1971年（昭和46年）11月 - タッカー主教像建立[487]。
- 1972年（昭和47年）
  - 1月 - 大学計算センターを設置。
  - 4月 - 立教英国学院開校。
- 1973年（昭和48年）9月 - 大場事件起こる[488]。
- 1974年（昭和49年） - 創立100周年記念式典を挙行。
- 1975年（昭和50年）7月 - 最初の非信徒総長・尾形典男就任。
- 1978年（昭和53年）
  - 11月 - 9号館竣工。昼間部総合大学で日本初となる社会人入試を法学部で開始。
  - 日本初となる受験生を対象としたオープンキャンパスを開始[注釈 36]。

- 1980年（昭和55年）

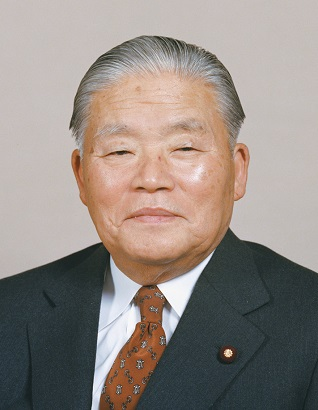
第68・69代内閣総理大臣 大平正芳

  - 聖公会のクリスチャンであった第68・69代内閣総理大臣、大平正芳の葬儀が池袋キャンパスの立教学院諸聖徒礼拝堂で営まれる[489][490]。
  - 7月 - コンピュータ・センター開設。
- 1982年（昭和57年）
  - 4月 - 新座に大学の「図書館保存書庫」を設置。
  - 5月 - 理学部実験棟落成。
  - 11月 - 「鈴懸の径」歌碑建立[491]。
- 1985年（昭和60年）10月 - 大学院社会学研究科で社会人入試と外国人入試を実施。
- 1987年（昭和61年）
  - 5月12日 - 第102代イングランド国教会カンタベリー大主教ロバート・ランシーに名誉博士号を授与。
  - 5月16日 - 日本聖公会組織成立100周年記念式典を挙行。カンタベリー大主教ランシー師による説教。
- 1988年（昭和63年）12月 - 法学部国際・比較法学科設置。
- 1990年（平成2年）4月 - 新座キャンパス開設。各学部（当初は経済学部を除く）1年次生が週1日通学を開始。
- 1992年（平成4年）3月 - ウィリアムズホール竣工。
- 1994年（平成6年）
  - 5月 - 7号館竣工。
  - 12月 - 全学共通カリキュラム運営センター発足。
- 1995年（平成7年）3月 - 大学一般教育部解散。
- 1996年（平成8年）
  - 2月 - 16号館竣工。
  - 4月 - 法学部政治学科設置。
  - 5月 - 立教学院125年史資料編第1巻を刊行。本編纂のための再調査で、ウィリアムズが1859年（安政6年）に上陸した長崎で既に英学を教えていたことが判明[492]。
  - 8月 - 太刀川正三郎の夫人、太刀川あさ子の寄付によって太刀川記念館竣工。
- 1997年（平成9年）4月 - 全学共通カリキュラム始まる。
- 1998年（平成10年）
  - 4月 - 39年ぶりの新学部、観光学部（観光学科）・コミュニティ福祉学部（コミュニティ福祉学科）設置。新座キャンパスを武蔵野新座キャンパスに名称変更。
  - 9月 - 17号館竣工。

- 2000年（平成12年）

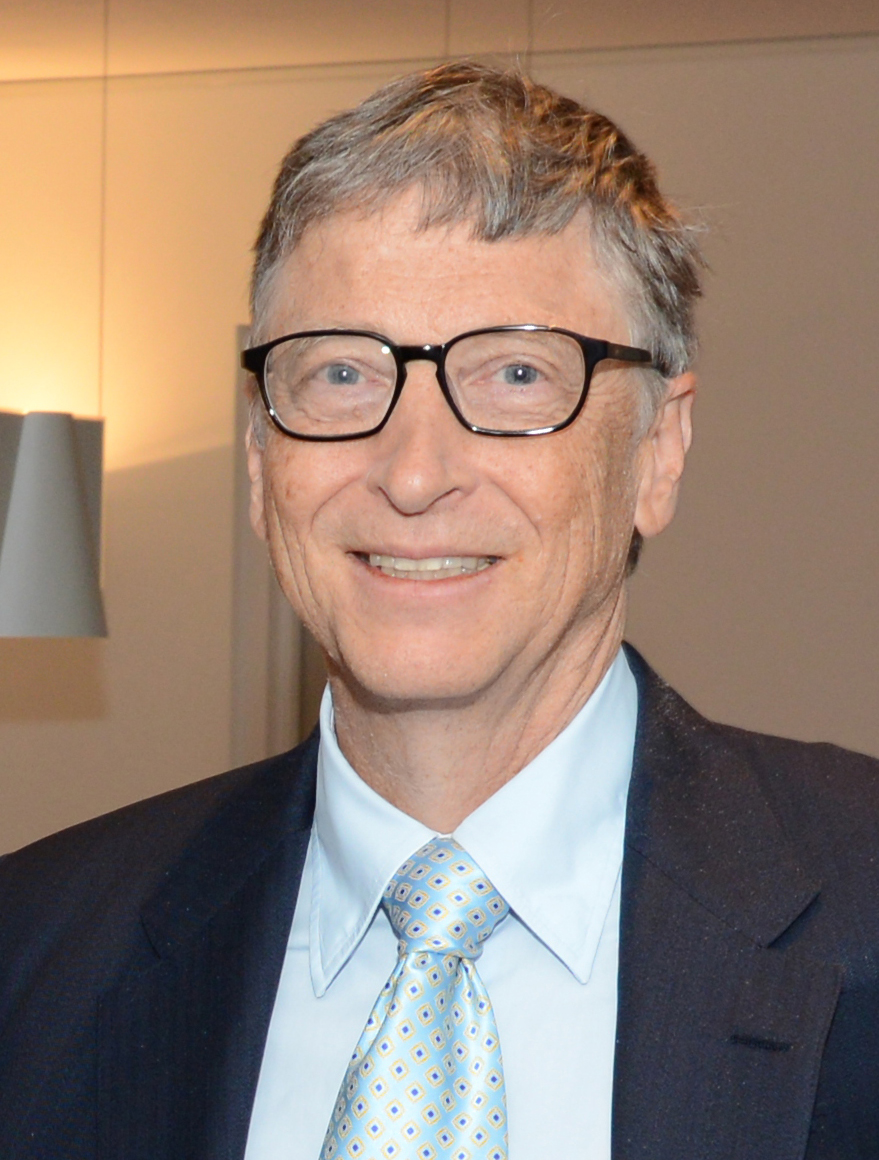
ビル・ゲイツ

  - 1月28日 - 立教学院創立125周年記念事業の一つとして『立教学院発祥の地』記念碑を築地の聖路加国際病院敷地内に建立し、除幕式を開催。記念碑は卒業生で彫刻家の三坂制によって制作された[493]。
  - 4月 - 池袋、新座の各キャンパスで中高一貫教育を開始し、立教中学校は「立教池袋中学校・高等学校」、立教高等学校は「立教新座中学校・高等学校」となる。
  - 8号館竣工。
  - 6月16日 - ビル・ゲイツ（米マイクロソフト創業者）に名誉博士号授与。タッカーホールで立教学院創立125周年記念特別講演を開催[注釈 45]。

#### 21世紀
- 2001年（平成13年）
  - 4月 - 聖路加国際大学との単位互換制度を開始。学習院大学、学習院女子大学、日本女子大学、早稲田大学との5大学単位互換制度 (F-Campus) を開始。
  - 7月 - 12号館竣工。
  - 12月 - 立教大学原子炉、運転停止。第1食堂耐震補強工事施工。
  - 13号館竣工。
- 2002年（平成14年）
  - 3月 - 江戸川乱歩の邸宅と書庫として利用していた土蔵が立教大学に譲渡される。
  - 4月 - 経済学部会計ファイナンス学科、社会学部現代文化学科、理学部生命理学科設置。21世紀社会デザイン研究科、ビジネスデザイン研究科、異文化コミュニケーション研究科が、独立研究科として昼夜開講で授業開始。
- 2004年（平成16年）4月 - 法科大学院設置[494]。

- 2005年（平成17年）
  - 3月 - 11号館竣工。
  - 8月 - ユリの木ホール竣工（新座）。

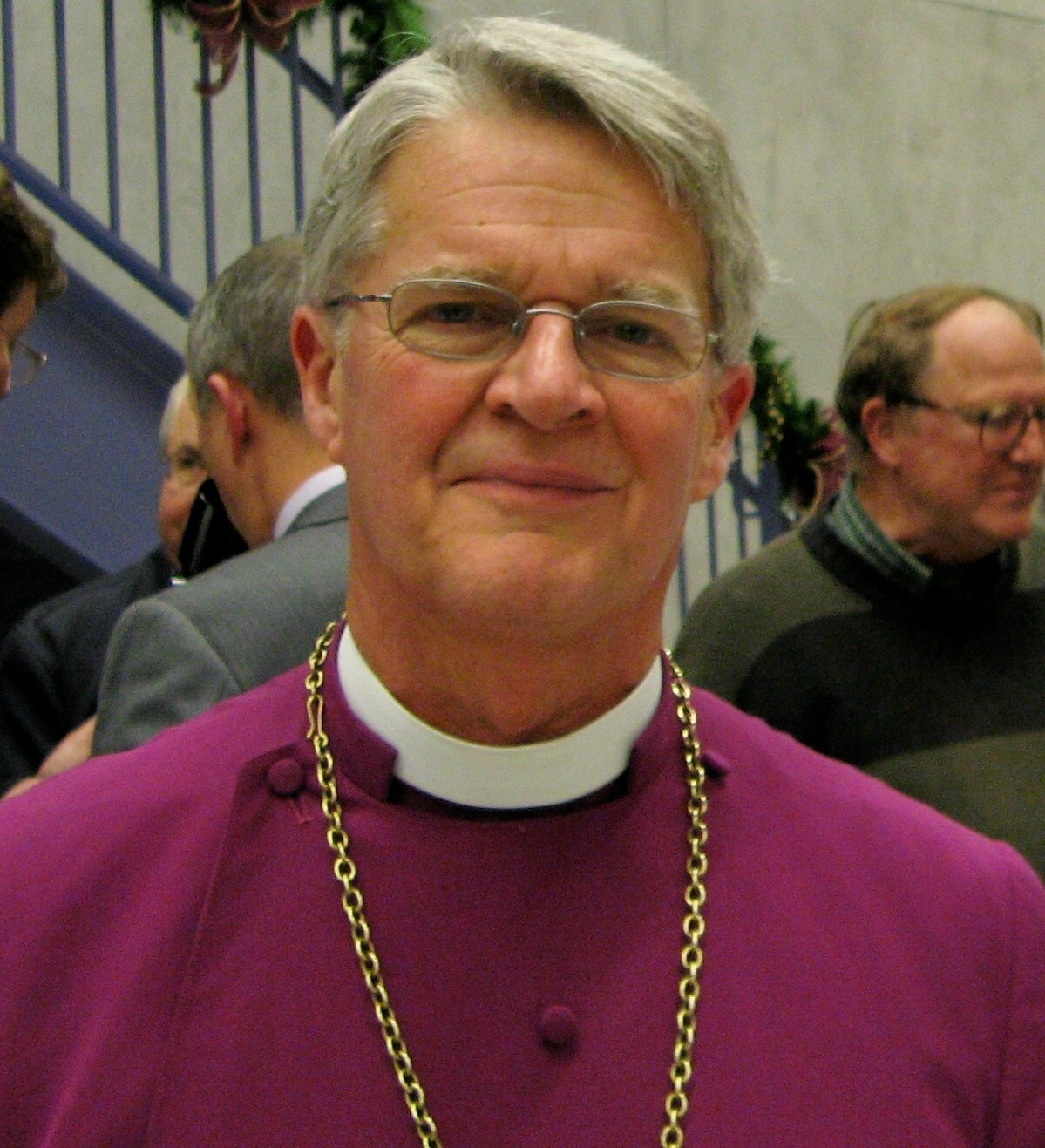
第25代米国聖公会総裁主教フランク・T・グリズウォルド

  - 10月20日 - フランク・T・グリズウォルド第25代米国聖公会総裁主教に名誉博士号を授与。
  - 12月 - 6号館竣工（新座）。
  - 7号館竣工（新座）。
  - 実験棟、スタジオ棟竣工（新座）。
- 2006年（平成18年）
  - 4月 - 経営学部、現代心理学部設置。経済学部経済政策学科、社会学部メディア社会学科、文学部文学科、観光学部交流文化学科、コミュニティ福祉学部コミュニティ政策学科設置。文学部日本文学科、英米文学科、フランス文学科、ドイツ文学科、心理学科、経済学部経営学科、社会学部産業関係学科募集停止。産業関係研究所を改組し、リーダーシップ研究所を設立[495]。
  - 武蔵野新座キャンパスを新座キャンパスへ改称。武蔵野新座図書館を増改築して新座図書館開館。
  - 6月 - 江戸川乱歩記念大衆文化研究センター開設。
- 2007年（平成19年）
  - 2月20日 - リーダーシップ研究所の発足にともないシンポジウム「21世紀のリーダーシップ」を開催[160][496]。
  - 3月 - 日本初のESD（持続可能な開発のための教育）研究機関である立教大学ESD研究センター（現・ESD研究所）を設立[497]。
  - 4月 - 法学部の国際・比較法学科を国際ビジネス法学科に名称変更。
  - 7月 - 太刀川正三郎の夫人、太刀川あさ子の寄付によって太刀川記念交流会館竣工（新座）。
  - 8月 - 大学院理学研究科が順天堂大学大学院医学研究科と協定を締結し、医学物理士養成プログラムを設置。
  - 12月 - J・V・W・バーガミニー設計の立教学院校宅11号館・12号館（旧宣教師館）が新校舎建設のため解体。移築できるよう2007年9月下旬からの解体工事とともに保存調査が行われ、部材を倉庫に保管。（移築先は未定）
- 2008年（平成20年）4月 - 異文化コミュニケーション学部（異文化コミュニケーション学科）設置。コミュニティ福祉学部スポーツウエルネス学科設置。立教セカンドステージ大学開校。

- 2009年（平成21年）
  - 3月 - 14号館竣工。

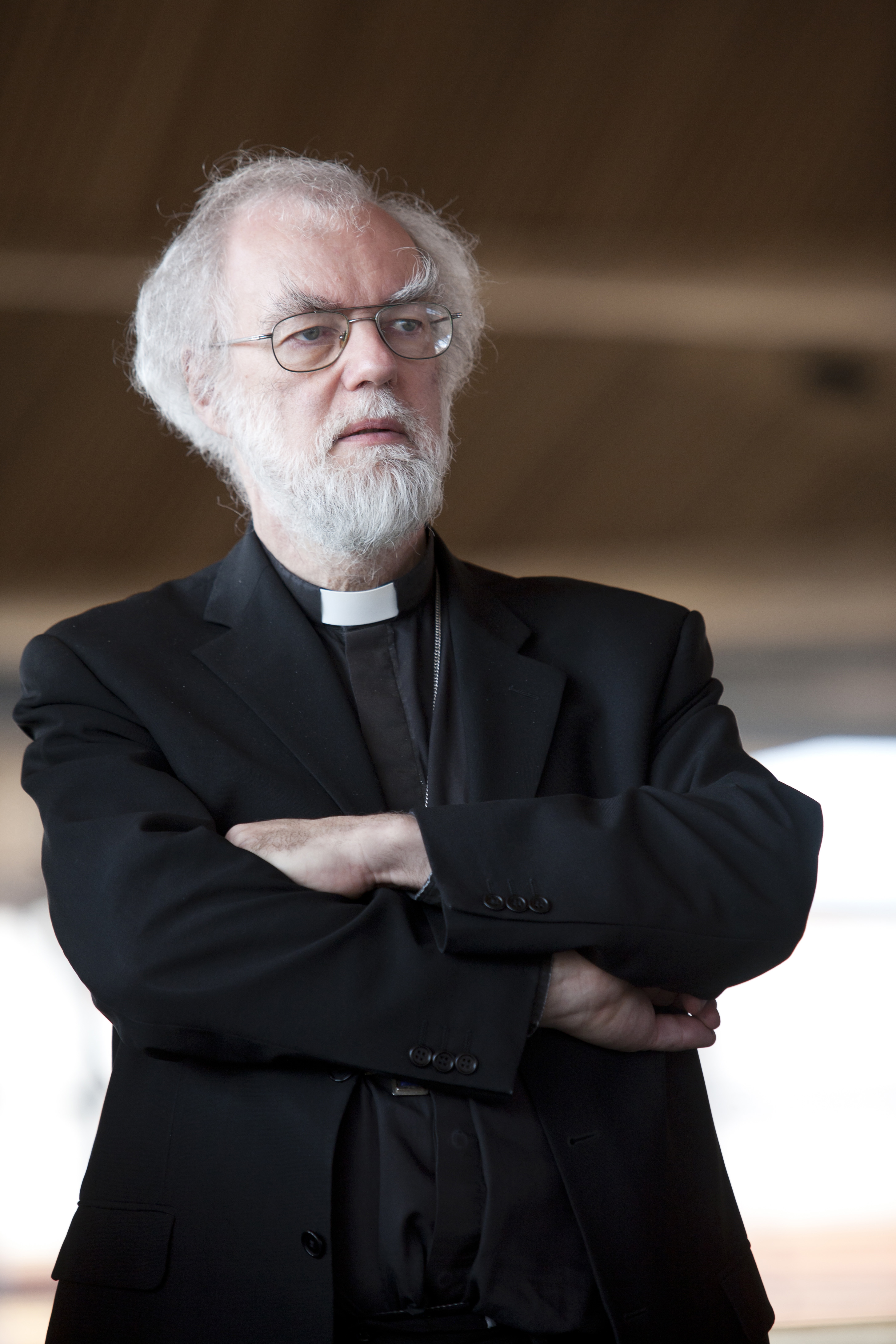
第104代イングランド国教会カンタベリー大主教ローワン・ウィリアムズ

  - 4月 - 文学研究科組織神学専攻募集停止、キリスト教学研究科設置。
  - 9月21日 - 日本聖公会宣教150年を記念して来日した第104代イングランド国教会カンタベリー大主教ローワン・ウィリアムズ師に名誉博士号を授与。カンタベリー大主教による記念講演を開催[498]。
  - 9月22日 - 第26代米国聖公会総裁主教キャサリン・ジェファーツ・ショーリがタッカーホールで説教[311][499]。
  - 9月23日 - 日本聖公会宣教150年記念礼拝が東京カテドラル聖マリア大聖堂で開催され、カンタベリー大主教が説教[500]。
- 2010年（平成22年）3月 - 7号館B棟竣工。社会情報教育研究センター (CSI) を開設。
- 2011年（平成23年）3月 - マキムホール竣工（15号館）。8号館、4号館新築部分竣工（新座）。富士見総合グラウンド「クラブハウス」および「馬術部関連施設」竣工。
- 2012年（平成24年）9月 - ロイドホール竣工（18号館）、池袋図書館開設。
- 2013年（平成25年）
  - 3月 - ポール・ラッシュ・アスレティックセンターおよび立教池袋中・高教室棟竣工。
  - 4月 - グローバル教育センター開設。旧図書館本館（旧館・新館）の名称をメーザーライブラリー記念館へ変更。
  - 6月 - チャペル会館竣工。
  - 10月 - 立教学院諸聖徒礼拝堂（池袋キャンパスチャペル）に新パイプオルガン導入。

- 2014年（平成26年）
  - 創立140周年。

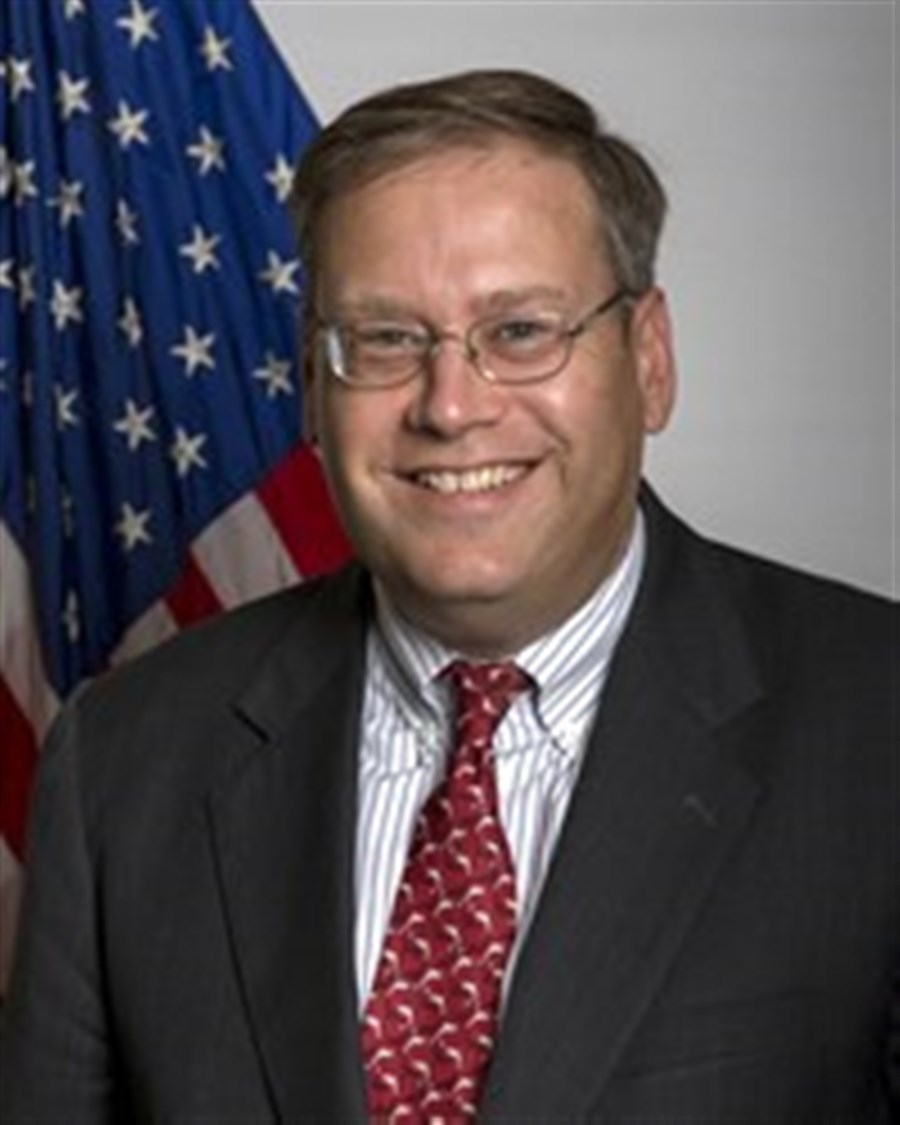
駐日米国大使館首席公使カート・トン

  - 1月 - 立教学院聖パウロ礼拝堂（新座キャンパスチャペル）に新パイプオルガン導入。
  - 1月21日 - 池袋キャンパスで駐日米国大使館首席公使カート・トンを招いて「日米友好の木 ハナミズキ」の植樹式を開催。学校法人として初めての受贈[注釈 10]。
  - 4月 - メーザー・ラーニング・コモンズ開設。
  - 5月 - 立教学院展示館が開設。
  - 7月 - セントポールズ・フィールド完成。
  - 9月 - 文部科学省「スーパーグローバル大学創成支援」に採択。
- 2015年（平成27年）3月 - セントポールズ・アクアティックセンター竣工。
- 2016年（平成28年）
  - 4月 - 社会学部に「国際社会コース」、異文化コミュニケーション学部に「Dual Language Pathway」を設置。
  - 11月 - 東京オリンピック・パラリンピックプロジェクトが発足。

- 2017年（平成29年）

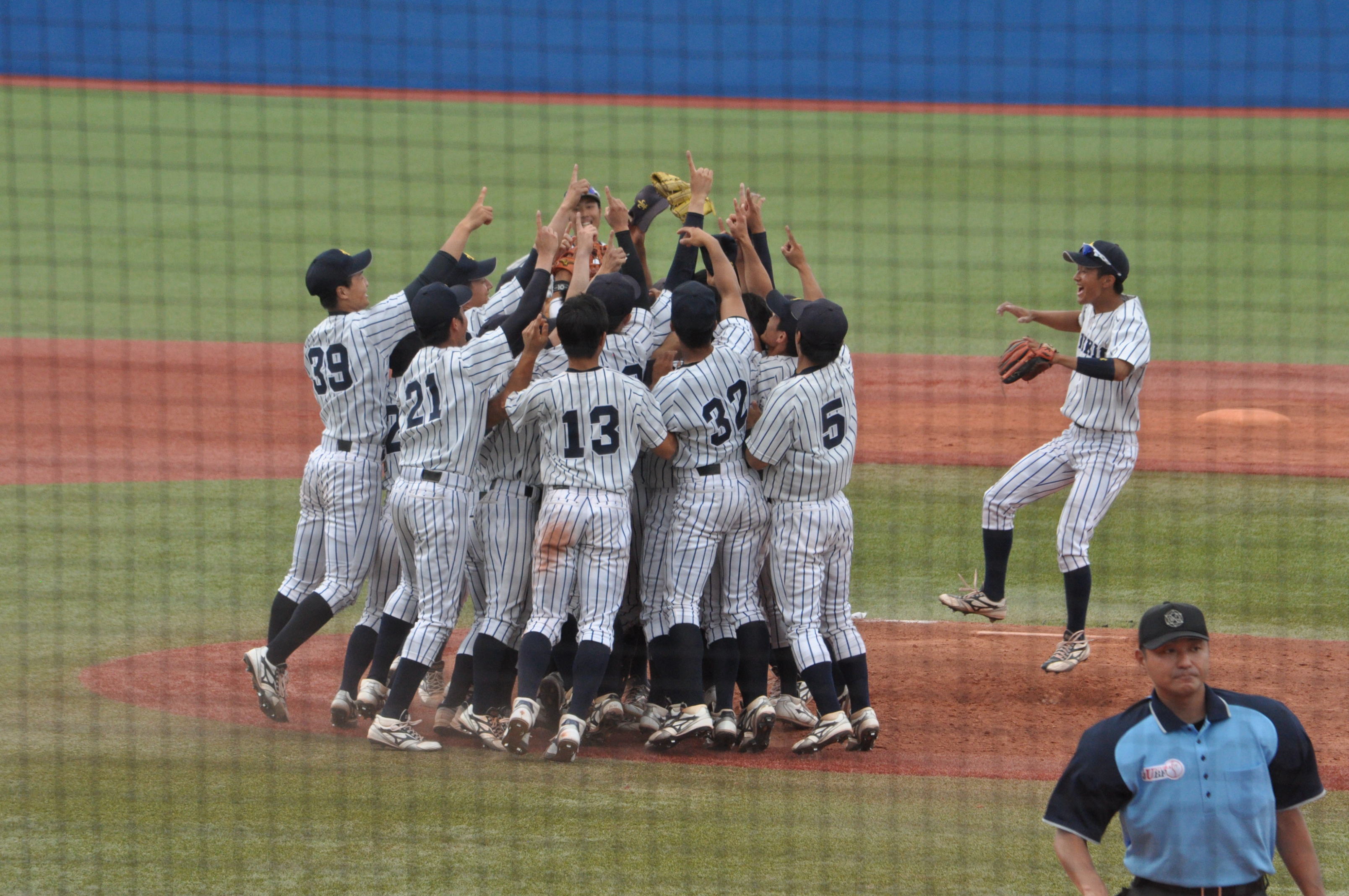
野球部、全日本大学野球選手権で59年ぶり4回目の日本一

  - 2月 - ポールラッシュ・アスレティックセンターがパラリンピック水泳競技のナショナルトレーニングセンター競技別強化拠点施設に指定。
  - 4月 - Global Liberal Arts Program (GLAP) 開設。岩手県陸前高田市に岩手大学と共同で「陸前高田グローバルキャンパス」開設（立教大学陸前高田サテライトを含む。東日本大震災を教訓とした防災教育などを実施）[広報 2][501]。
  - 4月 - 大学院理学研究科に順天堂大学大学院医学研究科と連携した医学物理学副専攻を設置。
  - 5月 - 2018年度以降の法科大学院の学生募集の停止を決定[494]。
  - 6月 - 野球部が全日本大学野球選手権で優勝。1958年以来59年ぶり4回目の日本一の栄冠。
  - 6月 - ブラジルオリンピック委員会と施設利用等に関する覚書を締結。
  - 7月 - 西武ライオンズと地域社会の発展、教育振興への寄与を目指し「連携協力に関する基本協定」を締結。
  - 7月 - 豊島区と「2020年の東京オリンピック・パラリンピック事業における連携協力に関する協定」を締結。
  - 11月 - 理学部生命理学科教授（当時准教授）の末次正幸が、世界初となる「セルフリー長鎖DNA合成技術」を開発[208]。

- 2018年（平成30年）

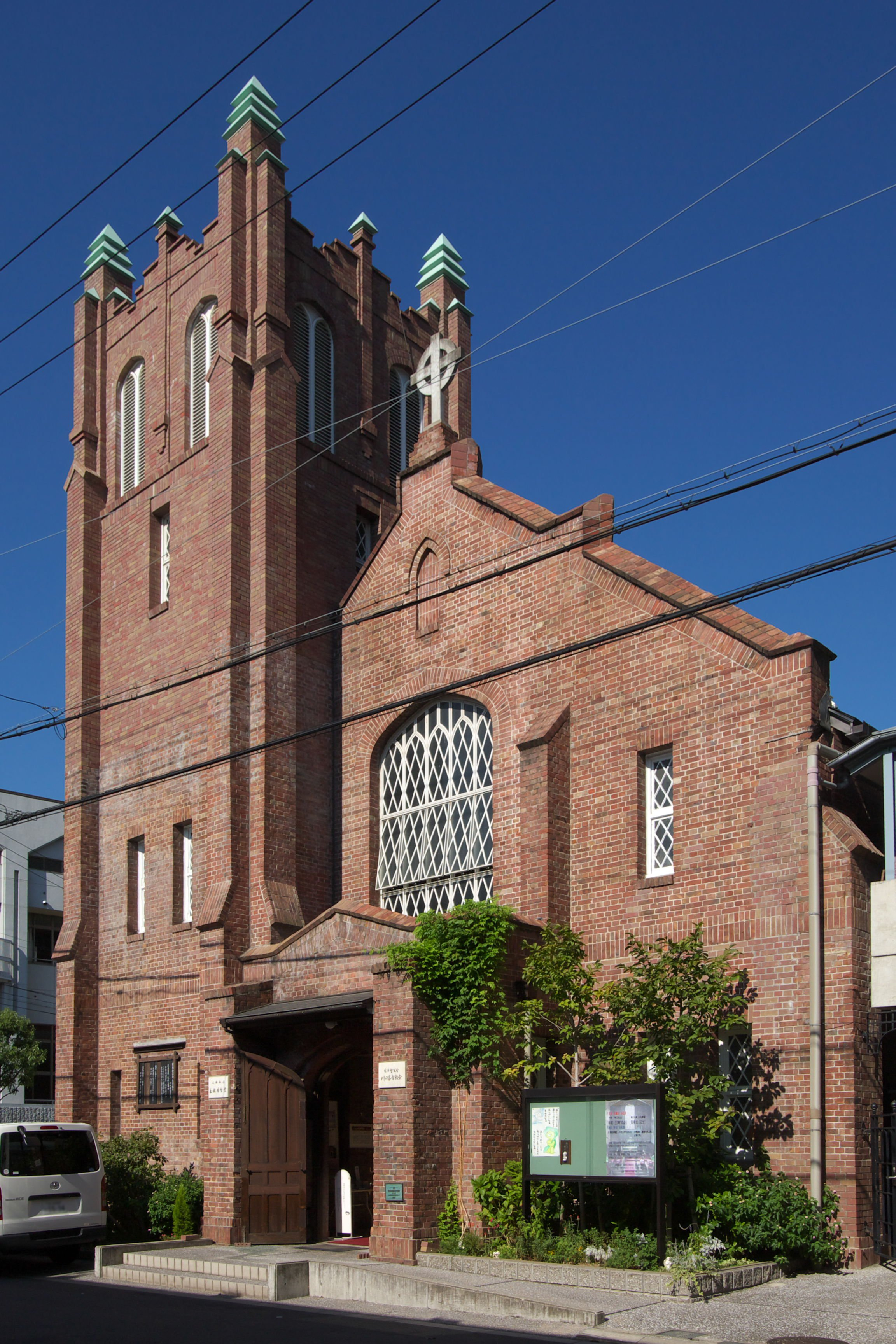
川口基督教会（大阪市、1920年竣工、ウィリアム・ウィルソン設計）

  - 4月 - 初代総長のライフスナイダー以来初の外国籍総長郭洋春就任。
  - 8月 - 日本身体障がい者水泳連盟、日本知的障害者水泳連盟と連携協力に関する包括協定を締結。
  - 9月 - 理学部とJAXAによる連携講座「JAXA宇宙科学技術講義」が開講。
  - 10月 - 観光学部が台湾の高級ホテル「リージェント タイペイ」と6か月間の長期インターンシップ実施の覚書を調印[502]。
  - 11月 - 立教箱根駅伝2024事業始動。
  - 12月 - プロクライマーの野中生萌、豊島区と連携し、東京23区初のスピードクライミング壁を池袋キャンパス内に設置。
- 2019年（平成31年）
  - 2月 - 理学部の研究室が開発に協力した光学航法カメラを搭載した小惑星探査機「はやぶさ2」が小惑星リュウグウの着地に成功。
  - 12月 - 聖路加国際大学と医療的な支援および協力に関する協定を締結。
- 2020年 (令和2年）
  - 4月 - 人工知能科学研究科を設置（日本初の人工知能に特化した大学院）。
  - 4月 - 立教大学外国語教育研究センター（FLER）を開設。
  - 7月 - 理学部の研究グループが日本曹達株式会社との共同研究で、温室効果ガスとして知られる二酸化炭素を選択的に吸着する新規の多孔性物質（MOF：Metal-organic Frameworks）の開発に成功[205]。
- 2021年 (令和3年）
  - 2月 - 理学部の研究グループが「金属クラスターを用いた近赤外－可視光変換」に世界で初めて成功[209]。
  - 3月 - 金沢大学と観光分野を中心とする中核人材育成のため、連携・協力に関する協定を締結。
  - 8月 - 2020年東京オリンピックで、池袋キャンパスで練習を行っていた野中生萌が、新競技となるスポーツクライミング女子複合で銀メダルを獲得。
  - 11月2日 - 文部科学省「大学の世界展開力強化事業」に採択[86]。
  - 11月3日 - 立教大学の前身の1つである英和学舎のあった川口基督教会の地に「大阪の近代教育発祥の地 記念碑」が建立。コロナ禍のため1年延期となっていた川口基督教会「宣教150周年記念感謝式」が行われる[503][504]。
- 2022年 (令和4年）
  - 2月8日 - 学内の温室効果ガスの排出を2030年までに全体としてゼロにすることを目指し、「カーボンニュートラル宣言」を表明[78][79]。
  - 4月 - 法学部の国際ビジネス法学科内に「グローバルコース」を設置。
  - 4月 - ソウル大学校、北京大学、シンガポール国立大学と「ACEプログラム」を開設。
  - 10月15日 - 陸上競技部が第99回箱根駅伝予選会で6位となり、55年ぶりに箱根駅伝本選出場を決める。
- 2023年 (令和5年）4月 - コミュニティ福祉学部スポーツウエルネス学科を改組し、「スポーツウエルネス学部」を設置。同学部の設置に伴い、コミュニティ福祉学部を福祉学科とコミュニティ政策学科の2学科に改編[505]。

- 2024年 (令和6年）

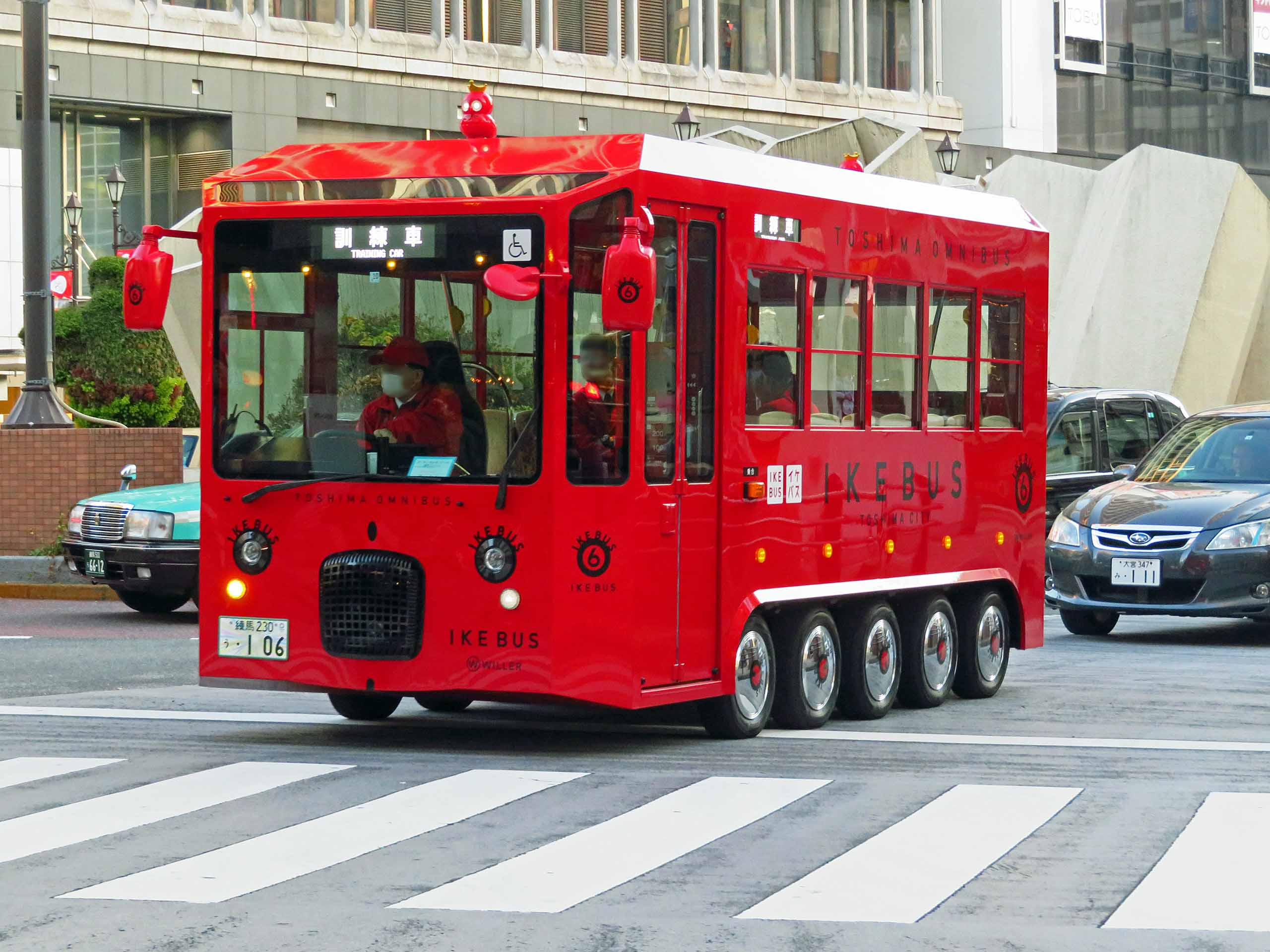
創立150周年記念で池袋キャンパス内を特別に走行した「IKEBUS」

  - 3月26日 - スポーツウエルネス学部が大宮アルディージャと「相互協力・連携に関する包括協定」を締結[506]。
  - 4月 - 21世紀社会デザイン研究科を社会デザイン研究科へ名称変更。
  - 5月7日 - 同志社大学と相互協力・連携に関する協定を締結。
  - 5月7日 - アジアサッカー連盟（AFC）が、立教大学メディカル＆コンディショニング・センターならびに日本サッカー協会診療所、JFAメディカルセンター整形外科クリニックの3施設をAFCメディカルセンター（AFC Medical Centre/CLINIC of Excellence）に認定し、高円宮記念JFA夢フィールドで式典を開催[507]。
  - 5月11日 - 立教学院創立150周年記念式典を開催[注釈 125]。
  - 6月 - デロイト トーマツ ベンチャーサポート株式会社と「小中高大大学院一貫アントレプレナーシップ教育の研究と実践」についての契約を締結[252]。
  - 8月 - 経営学部・大学院経営学研究科がAACSBによるビジネス教育の国際認証を取得[58]。
- 2025年 (令和7年）
  - 1月29日 - 9号館竣工（新座）。
  - 2月21日 - 酪農学園大学と環境学分野における相互協力・連携に関する協定を締結。
- 2026年 (令和8年）
  - 4月 - 環境学部を開設予定。

## 創成期の歴史

### 最初の私塾が創設された長崎・崇福寺と高杉晋作

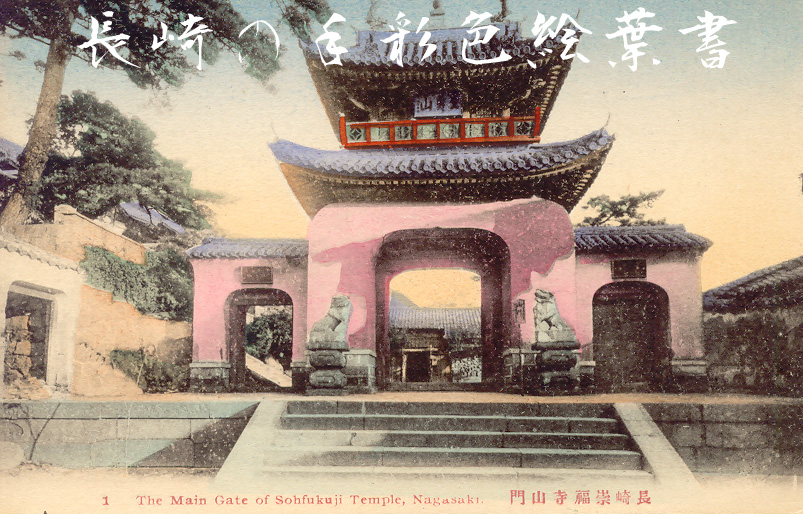
崇福寺山門（手彩色絵葉書）

1859年（安政6年）、初代米国総領事タウンゼント・ハリスの支援により、江戸幕府の長崎奉行・岡部駿河守長常の要請で、ジョン・リギンズとチャニング・ウィリアムズが、立教大学の源流となる私塾を長崎に創設し、最初の生徒である幕府の8人の公式通事に英学を教えた。この塾が日本におけるミッションスクールの起りであり、立教大学及び立教学院の濫觴であった。
リギンズが来日した同年5月2日と、ウィリアムズが来日した同年6月25日は日米修好通商条約の発効前（発効は同年7月4日）であり、外国人の中には来日したものの住居を手に入れることができずに日本を離れるものいたが、米国聖公会の学校開設を推進していたハリスと彼によって初代米国長崎領事に選任されたジョン・G・ウォルシュ（ウォルシュ兄弟の2番目の弟）がサポートし、リギンズは長崎奉行の長常から、高台の良好な場所にある住居として崇福寺広徳院を手に入れることに成功し、遅れて到着したウィリアムズと英学教育を創始するに至ったのであった。この崇福寺は、1629年（寛永6年）に創建された中国様式として日本最古の寺院であるが、長崎への来日前に中国上海で3年間過ごしてきたリギンズとウィリアムズにとって、生活のしやすさやセキュリティ面に加えて、中国語と漢字を修得していた両名にとって好都合でもあった。昭和初期に前島生（前島潔）が発見したアメリカに送られたリギンズとウィリアムズが寓居した崇福寺広徳院が描かれた写真銅版絵では、建物は2階家であったといい、基督教週報81巻35号（1941年10月10日）に掲載された前島潔の『日本聖公会史 上巻』の連載稿にある以下の住居図（広徳院）も同じく2階家である。リギンズは滞在期間中、中国から持参したり、取り寄せた漢訳の聖書や歴史書、科学書等を日本の知識階級に積極的に販売、頒布するが、アメリカ独立宣言を含む合衆国の政治、行政、文化、教育等が具体的に書かれている『聯邦志略』など、日本の志士たちに大きく影響を与えることとなる書物を流通した。ウィリアムズも来日後、短期間で日本人から日本の宗教、文化、生活習慣、時事情報を吸収し、日本語も習得して、来日から2年半で主祷文、使徒信教、十戒の三要文を翻訳した。日本の文化や思想をより深く理解しようと儒学者の谷口藍田らとも交流し、英学を教えながら、漢学の学びを得ていた。また、ウィリアムズは仏教についての研究も行っており、ウィリアムズが記した研究ノートや仏教図が残されている。
1859年に9月19日に来日したトーマス・グラバーは、英国聖公会の信徒で、リギンズやウィリアムズの両宣教師などによって崇福寺広徳院の私邸や長崎英国領事館（当時、大浦の妙行寺内）を使って始められた長崎在住の外国人のための礼拝にも参加した。

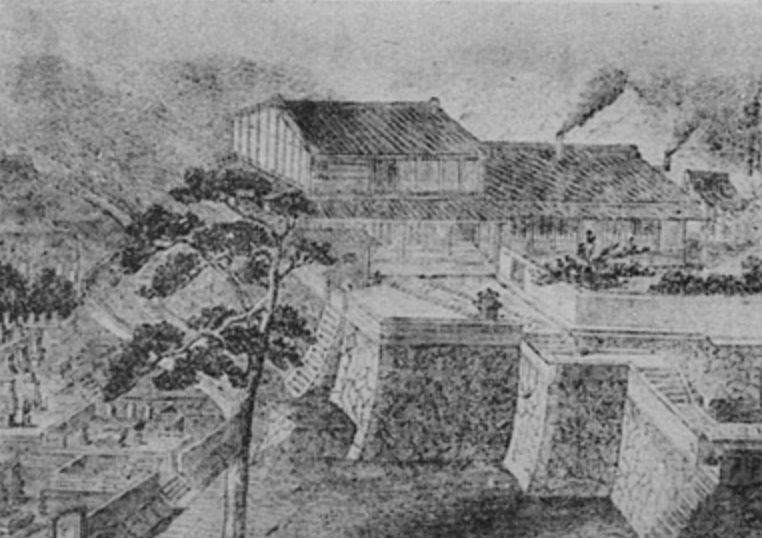
立教大学の源流の私塾が置かれたリギンズ、ウィリアムズ両長老の長崎時代の住居図（崇福寺広徳院、1859年）

1859年（安政6年）11月に長崎に来日したグイド・フルベッキもリギンズとウィリアムズ両名に迎えられ、住居が見つかるまでの間、この崇福寺広徳院に同居している。フルベッキは、その後寺院の近くに住居が見つかり転居するが、妻マリアが住居の湿気から神経痛となり、ハインリッヒ・シュミット医師の勧めで、同じ崇福寺の境内にあった広福庵に転居している。1860年（万延元年）4月7日に英国聖公会のジョージ・スミス主教が長崎に来日した際には、ウィリアムズの住む崇福寺に同年5月15日まで滞在した。この来日したスミス主教からの寄金を元に後に日本で最初のプロテスタント教会である英国聖公会会堂が建てられている。その後、長崎では、外国人居留地の宅地造成の整備が進み、1861年（文久元年）7月にウィリアムズ、フルベッキ、シュミットは、当初暮らした崇福寺から幕府によって整備された東山手居留地に居を移すこととなった。
1862年（文久2年）11月には、リギンズとウィリアムズの私塾の最初の生徒であった何礼之、平井義十郎らの唐通事たちが長崎奉行の許可を得て、この崇福寺境内の空地に子弟のための訳家学校を設置し、中国語と英語の学習教授が行われた。また、1864年（文久4年、元治元年）9月には、崇福寺広福庵に同じくウィリアムズ門下の瓜生寅と前島密が、何礼之の許可を得て苦学生のために私塾「培社」を開いた。

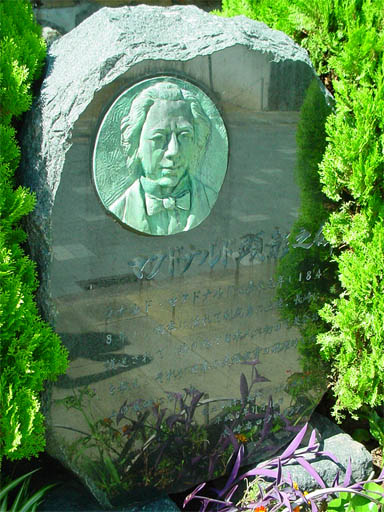
ラナルド・マクドナルド顕彰碑（長崎市）

明治に入って、崇福寺第一峯門前に、通事たちの英語教育を推進し、教育体制を整えて指導を行った鄭幹輔を讃える顕彰碑が建てられるなど、幕末から明治維新後にかけて活躍した通訳者、外交官を育んだ場所としての歴史を伝えている。その顕彰碑の傍らには、門下の頴川重寛（東京外国語学校教授、後の東京外国語大学）の顕彰碑もある。また、長崎遊学中の吉田松陰が鄭幹輔を幾度も訪ねて学んだが、崇福寺にも訪れている。さらに、崇福寺の末寺である西山郷（現・長崎市上西山町）にあった大悲庵は、1848年（嘉永元年）に聖公会会員であったラナルド・マクドナルドが英会話教室を開き、日本初のネイティブの英語教師として幕府の公式通詞（蘭通詞）14名に教えた場所であり、日本の英語教育史において重要な位置を占めている。庵が所在した付近には、ラナルド・マクドナルド顕彰碑が建てられている。隣にはマクドナルドに学び、ペリー艦隊来航時の日本側通訳を務めた森山栄之助の顕彰碑もあり、日本の対外交渉に大きな貢献をした両名の功績を讃えている。

立教大学の源流である最初の私塾が置かれた崇福寺広徳院は、現在は建物が存在せず、跡地は個人のお墓となっている。崇福寺は、1862年（文久2年）に高杉晋作がウィリアムズから政治制度や国際情勢を学んだ場所であり、潜伏していた場所とされるが、2010年に放送されたNHK大河ドラマ「龍馬伝」でロケ地となり、伊勢谷友介演じる高杉晋作が、福山雅治演じる坂本龍馬と対面するシーンとして登場している。坂本龍馬も実際に崇福寺を訪れていたことが分かっており、ウィリアムズ門下で培社塾長を務めた瓜生寅の弟・瓜生震は、崇福寺にあった培社で学び、龍馬とともに海援隊士としても活躍している。また、培社では龍馬の友人である林謙三（のちの安保清康）も学んでいる。

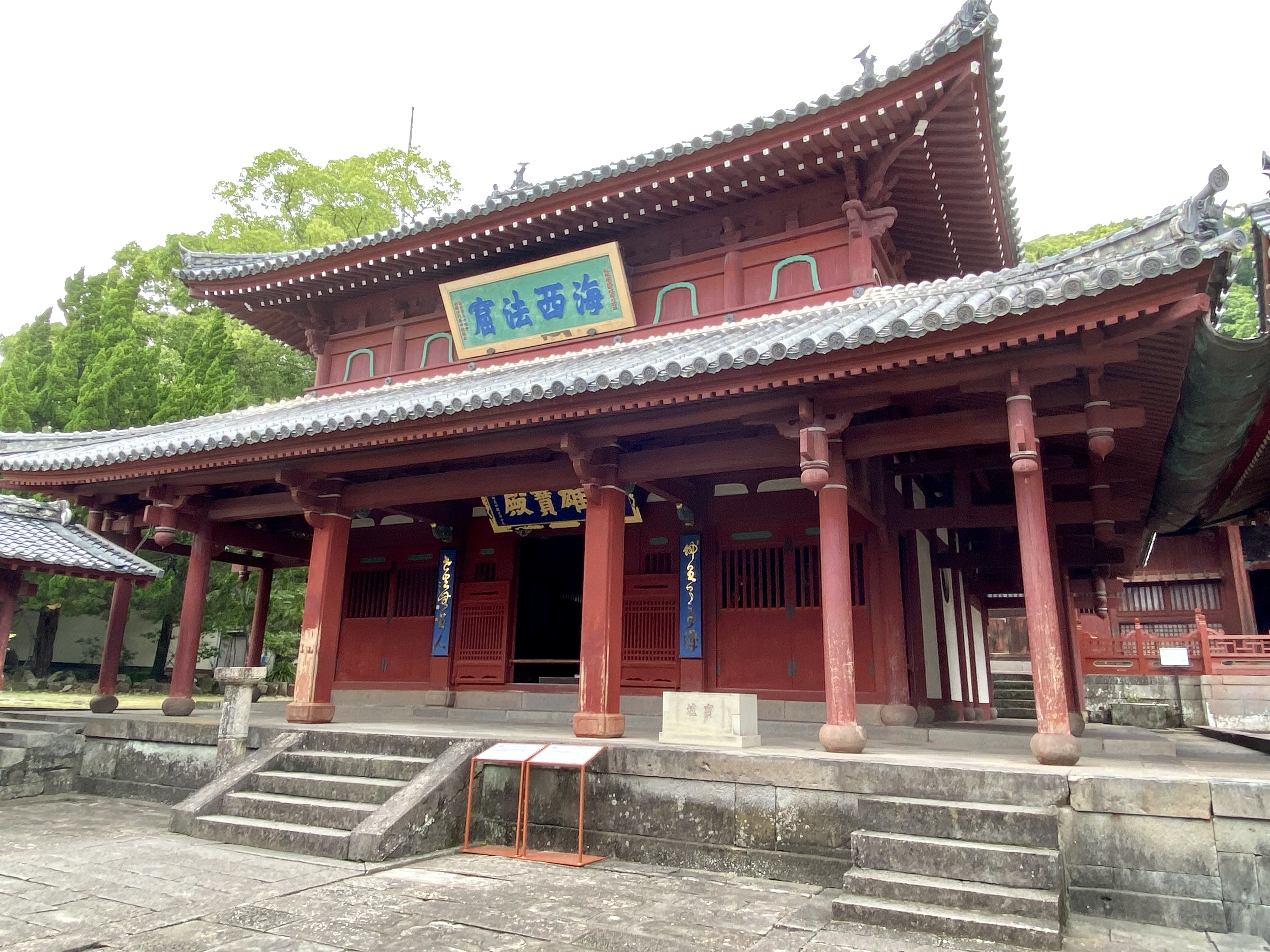
崇福寺大雄宝殿（国宝）

高杉晋作は、崇福寺に潜伏していた際に英語も学んでいるが、1865年（元治2年3月）に伊藤博文（俊輔）と下関に寄港した英国商船ユニオン号に便乗して来崎した際にも、ウィリアムズがチャプレンを務める英国聖公会会堂の管理人であった英国商人のトーマス・グラバーと邸宅で接触してイギリス渡航を頼み、準備が整うまで間に長崎英国領事でウィリアムズとも親交の深いジョン・F・ラウダーに英語を学んだ。当時の長州の状況からラウダ―の説得で渡航を断念したが、下関の開港を勧められ、ラウダ―から貿易関連の書類を受け取り、下関に戻っている。1865年（慶應元年7月末）に、伊藤博文（俊輔）と井上馨（聞多）が長崎に赴いた際には、海援隊の周旋により薩摩藩蔵屋敷に潜伏し、夜になるとグラバー邸を訪ね、「薩摩の留守居役」として小銃と蒸気船の購入交渉を行い、長州藩は薩摩藩の名義によりグラバーから銃器や艦船を買い入れた。この時、伊藤は吉村荘蔵、井上は山田新助と変名し薩摩藩士と称した。1865年（慶應元年7月27日）に伊藤博文が木戸孝允（桂小五郎）に送った書簡では、ウィリアムズ門下の瓜生寅（三寅）と荘村省三（助右衛門）が長崎で連携して活動していること伝えている。その後、伊藤博文は、1867年（慶応3年10月）にも長崎でグラバー商会と汽船一隻借入の契約を結び、同様に薩摩藩士吉村荘蔵という仮名を使って旧暦11月下旬までフルベッキが居住した大徳寺の別坊に寓居し潜伏した。この際、近くの養生所（小島養生所、日本最初の西洋式近代病院）にいた芳川顕正（旧姓高橋、何礼之門下生、培社塾生）に依頼して同宿させ英語を学んでいるが、養生所と大徳寺は崇福寺と丸山を挟んで近隣にあり、東山手居留地とも程近い場所にあった。この養成所は精得館となった後、長崎医科大学（現・長崎大学医学部、および長崎大学病院）の源流となり、精得館の理化学部門は、大阪舎密局となった後、理学校などを経て、第三高等学校（京都大学の前身校）の源流となっている。

フルベッキが寓居した大徳寺は、後述のウィリアムズの私塾で学んだ大隈重信がフルベッキからも学んだ場所の一つでもあり、現在大徳寺跡地（大徳寺公園、梅香崎神社）には、「大隈重信公揺籃の地」と「フルベッキ博士寓居の地」の案内碑が立っている。また、大徳寺の程近くには、薩摩藩蔵屋敷と屋敷に隣接して浜崎太平次のヤマキ長崎店があり、同屋敷は西郷隆盛、大久保利通、小松帯刀、五代友厚、寺島宗則らの薩摩藩士の活動に加えて、上述の薩摩藩名義で物資購入を行う長州の伊藤博文、井上馨と、亀山社中の坂本龍馬も屋敷に匿われて活動したとされる。

#### ラナルド・マクドナルド研究
アメリカ史学者の立教大学名誉教授の富田虎男は、ラナルド・マクドナルドの研究を行い、その成果を1979年に『マクドナルド「日本回想記」―インディアンの見た幕末の日本―』として発刊している。富田は、研究組織である「日本マクドナルド友の会」の会長も務め、マクドナルドが上陸した利尻島野塚岬にあるマクドナルド顕彰碑と彼を描いた小説「海の祭礼」の作者・吉村昭文学碑の建立除幕式（1996年10月23日開催）で祝文を捧げた。

### 築地キャンパス（立教と聖路加）
立教大学の前身の一つである立教学校は、1874年（明治7年）2月3日に築地居留地に開設された。1878年（明治11年）10月には、前年10月にウィリアムズが東京・入船町の邸内で家塾のかたちで始めた東京三一神学校を母体に、英国聖公会福音宣布協会（SPG）と米国聖公会の共同神学校として形容が整い、新たな「東京三一神学校」（聖公会神学院の前身の一つ）が開設されたほか、同1878年（明治11年）には、英国聖公会宣教協会（CMS）のジョン・パイパーが築地居留地52番に「聖保羅教会（セントポール教会）」を創設して、同年5月5日に献堂式を迎えると、翌1879年（明治12年）12月には教会の隣に「明教学校」が開校した。湯島で設立された立教女学校も1879年（明治12年）12月に築地に移転した。こうした築地居留地への拠点の集積には、これまで居留地以外への外国人の居住にわりと寛大であった明治政府が、1877年（明治10年）に、外国人に対する居留地外居住の許可を取り消し、外国人はすべて居留地内に住むよう厳密に求めるようになり、市内に居住していたほぼすべての宣教師たちが居留地に引き揚げることとなったことも影響した。

1880年（明治13年）になると、米国聖公会から新大学校舎の建設費を支出するとの連絡があり、ウィリアムズは築地居留地に学校、教会、病院からなるアメリカのカレッジ型のキャンパス施設群を計画した。その後、拡張計画を踏まえ施設を構築するため、居留地の区画競売で新規に土地を入手し、立教大学校、聖三一大聖堂などを建設し、築地居留地に聖公会の拠点が拡大していく。明治中期には、大隈重信の尽力もあり、総計約2万1476平方メートル、築地居留地全体の約22.2％を聖公会の土地とし、立教と聖路加の聖公会関連の建物が立ち並ぶ築地キャンパスを構成することとなった。

#### 慶應義塾発祥の地

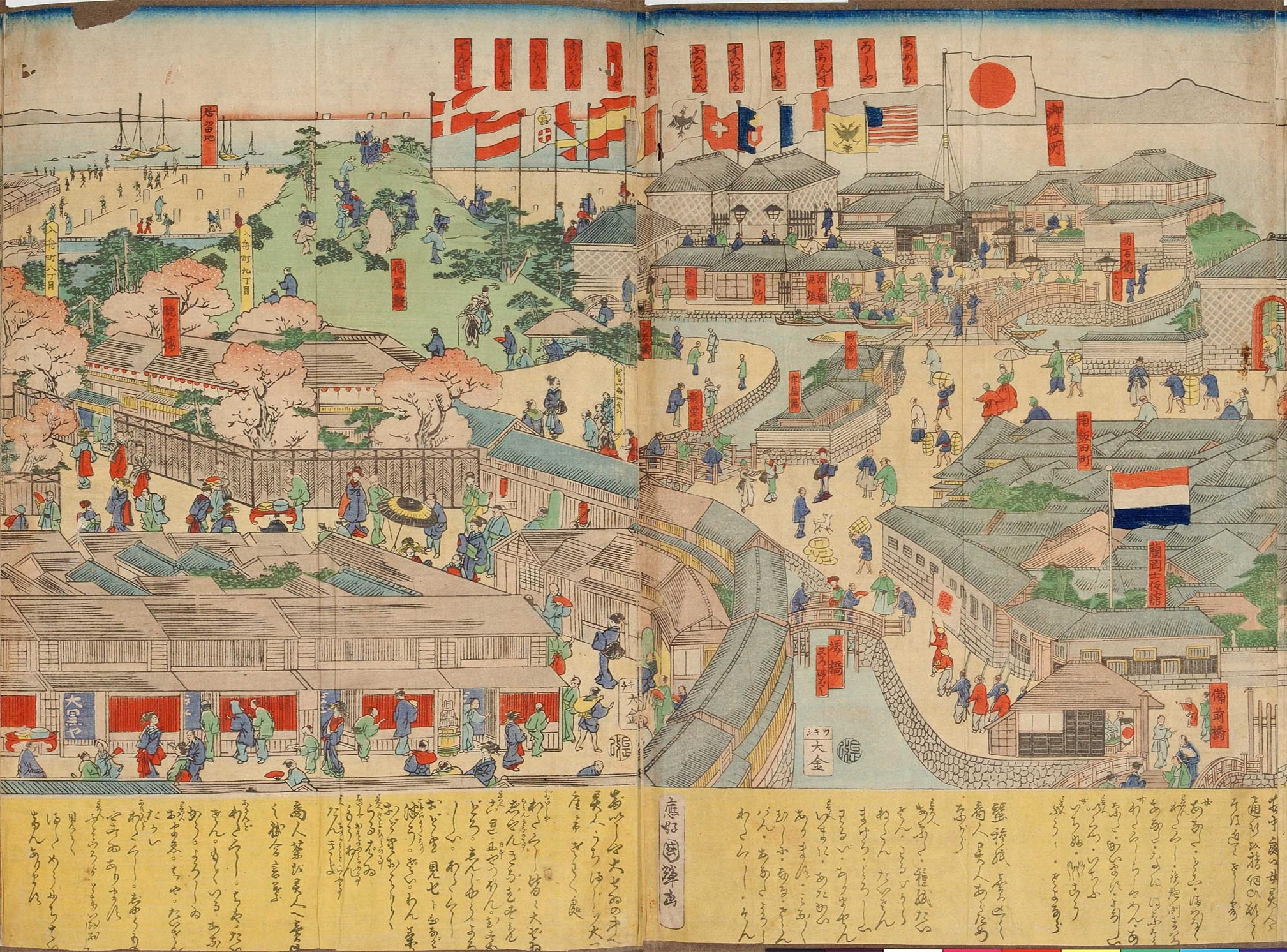
江戸築地鉄砲洲中津藩中屋敷内の蘭学塾「一小家塾」（画面中央左側築山下の平地、慶應義塾発祥の地および立教大学校創設の地）

築地居留地37番～40番の「立教大学校校舎、主教館、聖三一大聖堂、ガーディナー邸」（現在の聖路加国際病院の敷地内）は、岡見彦三が開設していた慶應義塾の起源となる蘭学塾「一小家塾」の講師として招かれた福澤諭吉が、1858年（安政5年）に講師に着任した場所（中津藩中屋敷跡地）であり、立教大学と慶應義塾大学は同じ地で創生期が形づくられた。慶應義塾大学はこの福澤が講師に着任した1858年（安政5年）を創立の年としている。福澤諭吉が講師に着任する前には、岡見彦三に招かれた杉亨二や松木弘庵（のちの寺島宗則）が福澤の前任の講師として、この一小家塾で教えた。杉亨二は1853年（嘉永6年）に塾講師に着任し、松木弘庵は1855年（安政2年）に塾講師に着任している。1866年（慶應2年）には、この中津藩中屋敷内に紀州藩が費用を負担して開設した「紀州塾」も置かれている。

また福澤は、この鉄砲洲の中津藩中屋敷に居住し、その一小家塾で蘭学の講師をしていた時に、日米修好通商条約によって新たな外国人居留地となった横浜へと出かけ、以前から学んできたオランダ語が外国人に通じないことに衝撃を受けて、英語の必要性を痛感している。そこで、福澤は、前述のラナルド・マクドナルドの教え子で、ペリー来航時の日本側通訳を務めた森山栄之助が江戸小石川で開いていた英語塾で学ぶために、この鉄砲洲の屋敷から日参で通うなど、その後英語学習をしていくこととなった。さらに福澤は、後に、この築地鉄砲洲の中津藩中屋敷で預かっていた「一小家塾」 を芝新銭座（現・港区浜松町）へ移転し、1868年（慶應4年）4月に新しい近代学塾として「慶應義塾」を創設することになるが、塾の創設に際し、1862年5月（文久2年4月）に文久遣欧使節としてイギリス滞在中の福澤が、医師のトーマス・チェンバースの案内で訪問した英国国教会のパブリックスクールであるキングス・カレッジ・スクールをモデルとした。
築地の当地にある「慶應義塾発祥の地記念碑」は、1958年（昭和33年）に聖路加国際病院敷地内に建立されたが、1982年（昭和57年）に区の道路整備に伴い、従来の位置から病院前（南西側）の交差点ロータリー（現在の場所）に移転されている。またこの地は、1774年（安永3年）に中津藩医で蘭学者でもあった前野良沢が、杉田玄白らと共にオランダ解剖書「ターヘル・アナトミア」を翻訳して「解体新書」を著した場所でもある。慶應義塾発祥の地記念碑の隣には、近代医学発祥の基礎を築いた解体新書を記念した「蘭学事始の地」の石碑も建てられている。

#### 築地居留地鳥瞰図

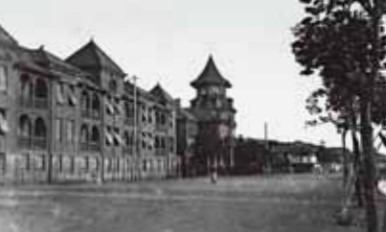
立教中学校寄宿舎（左）、立教中学校校舎「六角塔」（右）

上記絵図は、ジェームズ・ガーディナー立教学校初代校長が描いたもので、1894年（明治27年）のSpirit of Missionsに掲載され、当時の立教築地キャンパスと築地居留地の全体像がよく分かる貴重な資料となっている。中央部に立教大学校校舎（築地居留地37番）、主教館（築地居留地38番）、聖三一大聖堂（築地居留地39番）、三一神学校（築地居留地53番）、三一会館（築地居留地54番）などが確認できる。1894年（明治27年）以前に描かれた絵図のため、それ以後（1895年以後）に竣工した立教中学校寄宿舎（築地居留地59番、60番）、立教中学校校舎「六角塔」（築地居留地57番、58番）などは完成予想図として実際に建てられた建物とは異なる構造物として描かれている。また、聖三一大聖堂の横に描かれている居留地内でもひと際高い尖塔は、その他の写真資料でも確認できず、実際には建築されなかったものと考えられる。

1894年（明治27年）6月の明治東京地震で、立教大学校校舎などの初期のガーディナー設計の作品が被害にあった。そのため、以後ガーディナーは耐震性に配慮した設計を行うことになるが、絵図中に完成予想図として描かれた立教中学校寄宿舎、立教中学校校舎「六角塔」は、実際には、当初の設計・構造を変更し、建物上部に軽量の木材を利用し、絵図とは異なる形状の建物として建築されることとなったと考えられる。ガーディナーの当時の設計変更が汲み取れる資料ともいえる。1896年（明治29年）には、聖公会の愛恵病院が立教大学校校舎があった築地居留地37番に移転し、築地病院と改称して開設され、その後1899年（明治32年）に一度は閉院するが、1901年（明治34年）には、ジョン・マキムの要請により来日したルドルフ・トイスラーが、同じ築地居留地37番に築地病院を前身とする聖路加病院（現在の聖路加国際病院）を開設し、病院を再建した。こうして当初のウィリアムズの計画通り、学校、教会、病院からなる米国聖公会のキャンパス施設が整備されていったのである。

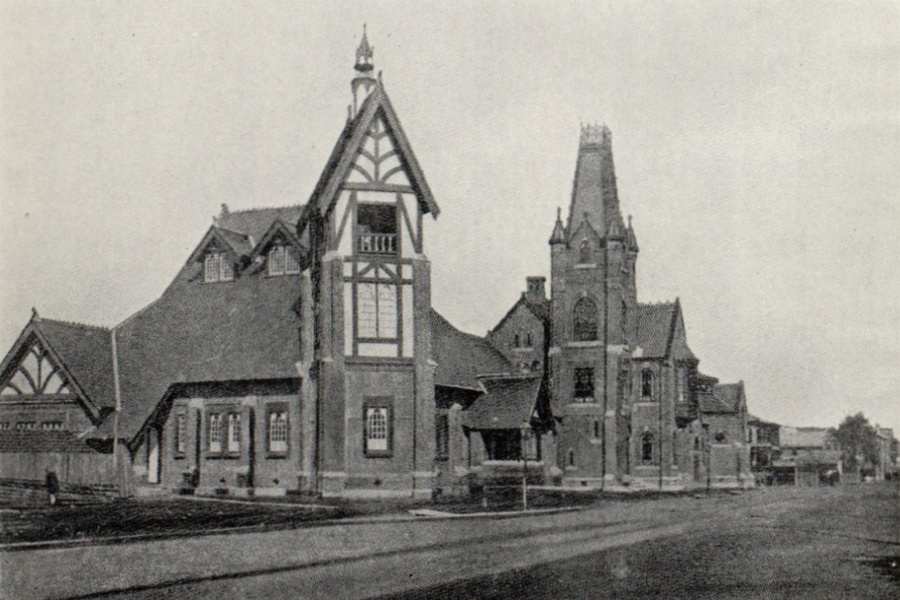
三一会館（左）と三一神学校・付属図書館（右）

1910年（明治43年）には、学生数の増加に伴いさらなる設備拡充が求められたことから、北豊島郡巣鴨村大字池袋（現在の池袋）に大学移転用地を購入。1919年（大正8年）に池袋キャンパスを開設し、大学施設は築地から池袋へ移転することになるが、その後も築地キャンパスには立教中学校や立教女学校、清国留学生のための志成学校、聖路加の病院施設等は所在しつづけていた。1920年（大正9年）には築地に聖路加国際病院付属高等看護婦学校が設立された。しかし、1923年（大正12年）の関東大震災により築地の校舎群が損壊、焼失したことから、中学校と女学校は築地から移転、志成学校は閉校し、築地キャンパスには看護学校以外の学校施設は姿を消すこととなった。聖路加の病院施設も倒壊するが、入院患者80名を青山学院の寄宿舎に移送、後に仮設病院を建設して診療を継続した。また、震災後も築地には立教幼稚園があった。
現在、築地の立教の関連施設があった場所には聖路加国際病院と聖路加国際大学に加え、隣接して建っていた米国公使館跡には聖路加タワーなどが所在している。聖路加国際病院礼拝堂、トイスラー記念館、聖路加国際病院旧病棟の建物は、池袋の立教学院公宅（旧宣教師館、解体材が倉庫保存）や立教女学院高等学校校舎、聖マーガレット礼拝堂等も設計したJ・V・W・バーガミニーの作品である。

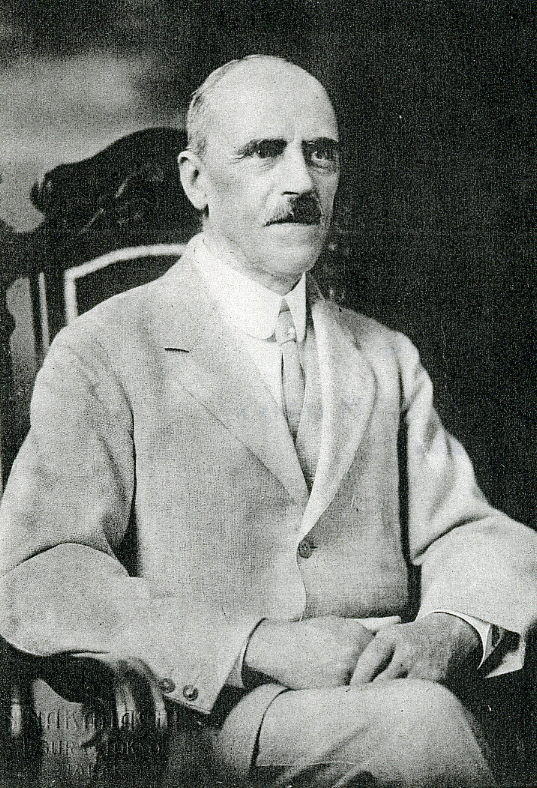
ジョサイア・コンドル
立教教会の内装装飾のほか、香蘭女学校、立教女学校、聖アンデレ教会、横浜山手聖公会聖堂など聖公会関連の建物も多く手掛けた。

#### 聖三一大聖堂（立教教会）

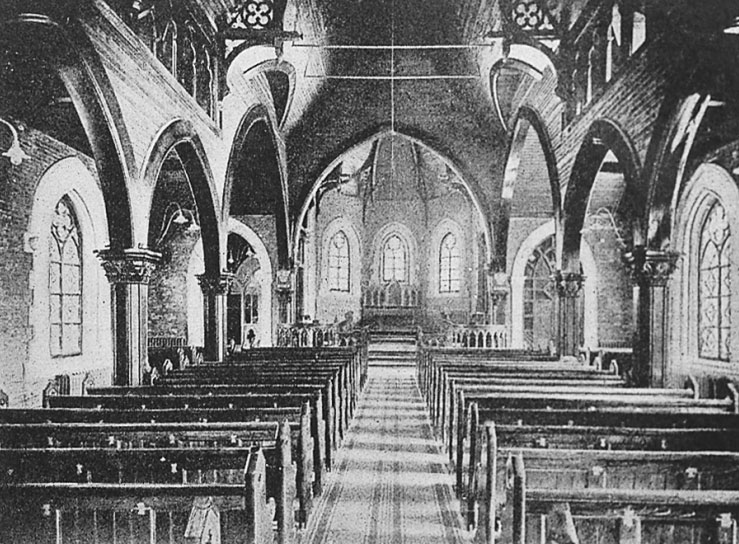
聖三一大聖堂（立教教会）内部

築地キャンパスにあった1889年（明治22年）12月1日竣工のガーディナー設計の築地・聖三一大聖堂（築地居留地39番）は、建物はゴシック様式で、身廊の長さは78フィート（約26メートル）、塔の高さは地上から51フィート（約17メートル）あり、フランス製のステンドグラスが設けられていた。1893年（明治26年）に内部装飾をガーディナーの親友のジョサイア・コンドルが手掛けた。コンドルは、1899年（明治32年）に立教女学校の新校舎・寄宿舎（築地居留地38番）も設計している。

1901年（明治34年）2月2日には、日本政府により英国ヴィクトリア女王の遥葬式が執り行われた。参列者には皇族に加えて、伊藤博文内閣総理大臣、加藤高明外務大臣、末松謙澄内務大臣、渡邊國武大蔵大臣、山本権兵衛海軍大臣、金子堅太郎司法大臣、松田正久文部大臣、林有造農商務大臣、原敬逓信大臣、鮫島武之助内閣書記官長など日本政府の閣僚（第4次伊藤内閣）と大隈重信、青木周蔵、岩倉公、近衛公を始めとする名士たちが各国公使らとともに一同に列席した。
また、1901年（明治34年）9月26日には、米国マッキンリー大統領の遥葬式があり、米国特命全権公使アルフレッド・バックを喪主として、この時も皇族に加え、桂太郎内閣総理大臣を始めとする主要閣僚と名士たちが参集した。米国の要人の護衛としてハッチ大佐率いる米国水兵二小隊がつき、日本側からも近衛騎兵半小隊が要人の護衛の任務についた。参列者は各国公使や領事を含め400名を超えたという。このように、築地キャンパスと聖三一大聖堂は、英米両国と日本の友好関係を象徴する場所であり、日本の国家行事にも使われた。

1900年（明治33年）2月2日には、日本キリスト教界で未曾有の盛典としてシドニー・パートリッジの聖公会京都監督（主教）の聖別按手式が、聖公会各監督及び聖職者ら80余名により各派キリスト教界の名士や市内聖公会会員ら500人余りの来賓者を迎えて聖三一大聖堂で行われた。来賓の中には、アーネスト・サトウ（駐日英国公使、立教大学の父兄／武田栄太郎の父）、アルフレッド・バック（駐日米国公使）、ニコライ（日本正教会創建者、初代日本大主教）がいた。式ではパイプオルガンの音色が堂内に響き渡り、賛美歌が予てから準備していた立教学院と立教女学校の生徒たちによって歌われ威儀厳然の様相だった。
聖三一大聖堂（現在に続く東京聖三一教会）は、1883年（明治16年）に創設された立教大学校の学生と、同じ校舎に併設された東京三一神学校（現・聖公会神学院）の学生、および築地を中心とする周辺の信徒、求道者が当初は教室で、翌年からは講堂で立教教会の名称で集会を開いたことに始まる。先述した1889年（明治22年）12月には、立教大学校（築地居留地37番）に主教館（築地居留地38番）を挟んで隣接する築地居留地39番に大聖堂が竣工し、築地の各集会所の会衆と深川聖三一教会（後の真光教会）から分かれた会衆により教会が発足すると、従前どおり、立教教会と呼ばれた。

#### トイスラー記念館と立教学校の開校地
1933年（昭和8年）に、明石町19番地（前・築地居留地19番）に聖路加国際病院の宣教師館（後のトイスラー記念館）建てられた。設計はJ・V・W・バーガミニーで、施工は清水組（現・清水建設）が行った。この築地居留地19番は、フランス人のハアボール・ブラントが所有した後に米国聖公会の手に渡り、ウィリアムズ関連の建物があったと思われ、そこに新しく宣教師館が建てられたものであった。また、築地居留地19番は、立教学校の開校地とされる詩人ロングフェローの子息C・A・ロングフェロー（Charles A. Longfellow）の居宅があった場所とする説もある。

その後、トイスラー記念館は1989年（平成元年）に解体され、1998年（平成10年）2月に現在地へ移築復元された。

さらに、この築地居留地19番地の北側に隣接する築地居留地18番地は、ウィリアムズと親交のあったスコットランド一致長老教会の医療宣教師で築地病院（健康社）の創設者であるヘンリー・フォールズが居住した宣教師館があった場所である。フォールズが1886年（明治19年）に帰国して、築地病院（健康社）も1888年（明治21年）に閉院したのち、この築地居留地18番地は築地病院（健康社）で働いていたイギリス人薬剤師トンプソン（Arthur W. Thompson）の所有地となっていたが、1890年（明治23年）3月11日に米国聖公会の宣教医師のジョン・セルウッドが来日すると、この地で医療宣教に従事し、同年5月5日からトンプソンとともに診療活動を開始した。現在この地には「ヘンリー・フォールズ住居の跡」の碑が建てられている。

### 立教大学と大隈重信（長崎から続く歴史）

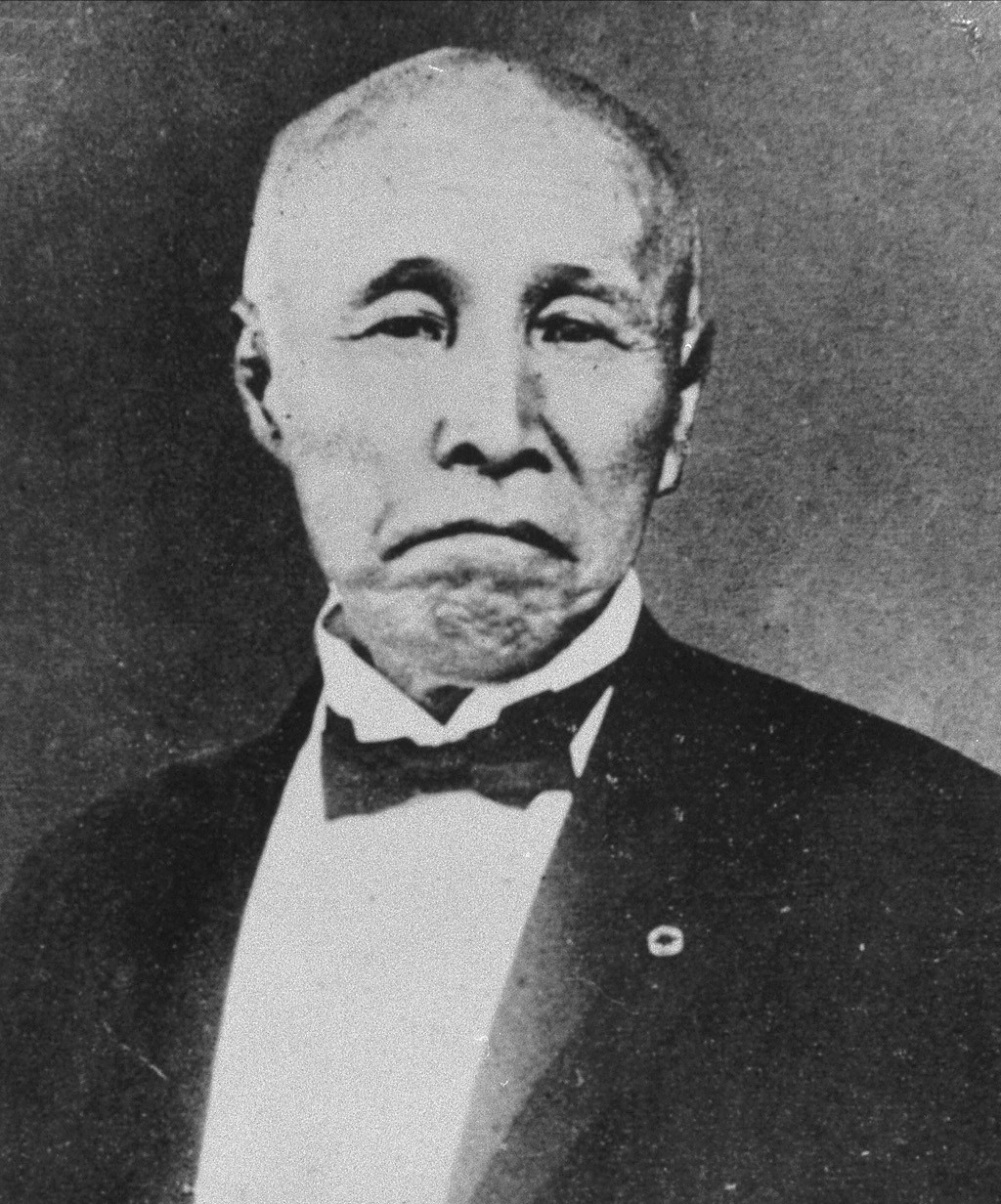
大隈重信

大隈重信は、幕末に長崎でチャニング・ウィリアムズから英語、数学など英学を学び、致遠館督学となる副島種臣（第4代内務大臣、第3代外務卿）や、のちに東京専門学校（現・早稲田大学）の2代目校長となる前島密らとともに立教大学創設者ウィリアムズに師事した最初の弟子の一人であった。
大隈はウィリアムズの盟友のグイド・フルベッキにも師事し英学を学んだ。ウィリアムズとフルベッキは私塾での教授に加えて共に長崎洋学所で教鞭を執った。当時の教材は新約聖書や合衆国憲法に加え、アメリカ独立宣言であった。独立宣言の「人は平等に生れ、生命と自由と幸福の追求は天与不抜の権利である。」との声明は、近世封建社会下にあった日本の青年の心に火をつける。かくして、大隈は日本の政治上の近代化のために大志を抱くこととなり、生涯に渡って大きな影響を受けることとなった。アメリカ独立宣言起草者のトーマス・ジェファーソンはアメリカでハーバード大学に次いで2番目に古い歴史を持つ、ウィリアムズが卒業したウィリアム＆メアリー大学の卒業生でもあり、ウィリアムズにとっても同郷バージニア出身の立志伝中の英雄であった。

大隈は、「ジェファーソンは、合衆国に民主主義の政治を実行するためには、青年を教育することの必要を感じてバージニア大学を設立した。ジェファーソンと同じ考えで、早稲田大学を創設した。」と語っている。ジェファーソンの「人間精神の無限の自由」は、立教大学では『自由の学府』に受け継がれ、早稲田大学では建学的基本精神なる『学問の独立』に受け継がれている。

また、大隈は、浦上四番崩れについてのイギリス公使パークスとの交渉で、一時的に問題を解決し、新政府内で頭角を現し政治家として大成していく契機となったが、交渉が成功を収めたのはウィリアムズとフルベッキから英学とともに、キリスト教の知識を学び会得していたからであった。大隈は、キリスト教の教義から知りえた、等しく社会の人心に向かって道徳を保持する目的があると心得ていたことにより、日本の外交官の中にも無学無智ではなく、一通りキリスト教の教義を勉強したものがいるものだと親しみを持たれ交渉が進められたのは、全てその時に学んだ経験の恩恵であったと述懐している。

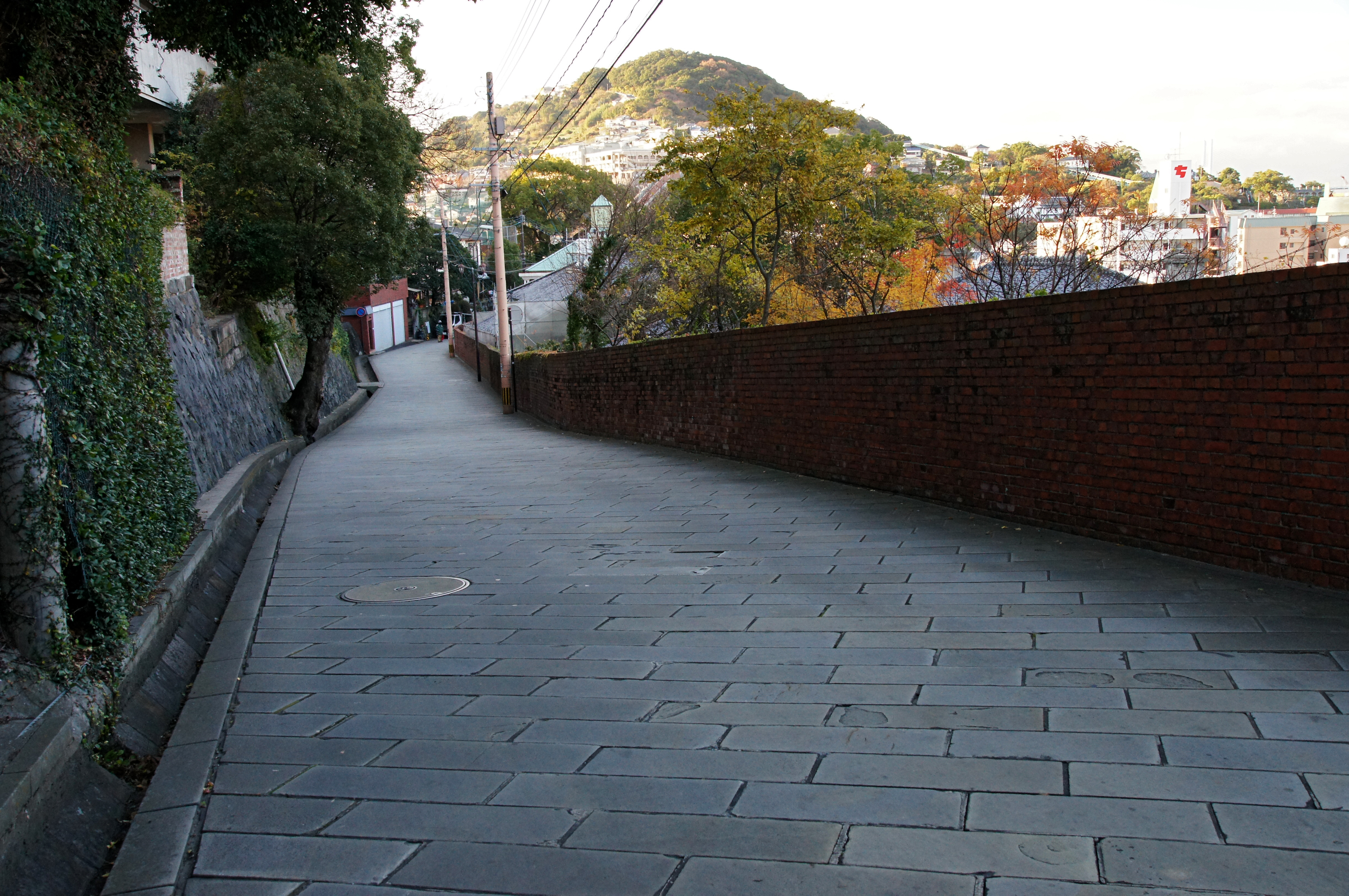
現在の長崎・東山手（英国聖公会会堂跡・C.M.ウィリアムズ宣教師館跡付近）

立教大学も早稲田大学も、ともに長崎に源流を持つ。大隈は、聖公会が設立した私塾や長崎洋学所でウィリアムズとフルベッキから英学を学んだ後、1867年（慶応3年）、同じく長崎で早稲田大学の源流となる佐賀藩の英学校「蕃学稽古所（翌1868年に致遠館と改称）」をフルベッキを教師に迎えて副島種臣とともに開設のために尽力したのち、教頭格として指導にあたったが、立教大学の源流も1859年（安政6年）にジョン・リギンズとウィリアムズが、プロテスタント初のミッションとして長崎で初代米国総領事タウンゼント・ハリスの支援のもとに開設した私塾にあり、両大学ともに幕末の長崎からの歴史をこれまで繋いできたのである。ウィリアムズもフルベッキも来日後、同じ崇福寺に住み、その後、外国人のために整備された長崎・東山手外国人居留地でも、それぞれ五番館と三番館と近所に居を構えた。1862年（文久2年）に、東山手居留地内（11番地）に設立された日本で最初のプロテスタントの教会である英国聖公会会堂の初代チャプレンをウィリアムズが務め、2代目チャプレンはフルベッキが務めた。坂本龍馬が中心となって結成した亀山社中や、長州藩の伊藤博文や井上馨とも取引を行ったグラバー商会も隣接する大浦居留地の2番にあり、トーマス・グラバーは英国聖公会会堂の管理人の一人であった。大隈も他の志士と同じようにウィリアムズとフルベッキの私塾に通い、教えを乞うたのである。大隈はウィリアムズの私塾で儒学者の谷口藍田と親しくなり、盟友になっていくこととなった。ウィリアムズを訪れる日本の志士は、公式な訪問を避けるために夜間に訪れるなど、秘密裏に情報交換をすることもあった。その中には、肥後藩の海軍司令官で、坂本龍馬と肥後藩を薩長同盟に加えようと画策した荘村省三（助右衛門）も含まれていた。
後年、大隈は1919年（大正8年）に開催された立教大学池袋校舎落成式に来賓として出席する。そこで長崎時代から続く大学創設者ウィリアムズと結ばれた師弟関係から、立教大学との縁故に及び、さらに50年来の日米両国人の交誼を説く演説を行った。演説の中で大隈は、「我輩が青年時代、ウィリアムズ師が長崎在住時代に同師から親しく教えを受けたことがある。この意味で私も立教大学同窓生の一人である。」と述べ、かっさいを博した。

大隈が立教築地キャンパスの形成に尽力したことは立教大学との縁故の一つである。アメリカ合衆国式のカレッジを日本に建設するとの計画のもと、新たな施設建築のため、土地を必要としていたウィリアムズの要請を受け、大隈は、1888年（明治21年）から枯渇状態であった築地居留地の予備地の造成に尽力し、ウィリアムズが計画した学校、教会、病院からなる米国聖公会のキャンパス拡張に大きく貢献したのである。大隈は早稲田大学を創設した人物であるが、立教大学にとっても同窓生の一人であり、創成期の発展に貢献した功労者で重要な人物であった。
また、大隈重信は聖路加病院の国際病院化と新病院建設計画を支援するため、1914年（大正3年）に聖路加国際病院設立評議会を設立し会長に就任した。評議会の実行委員として立教大学校出身の阪井徳太郎も活躍し、政財界の有力者たちによる支援の輪が広がっていく。こうしてウィリアムズの元で学んだ大隈と阪井の尽力により、聖路加病院はトイスラーのもとで新病院を建設し、聖路加国際病院へと発展していくこととなった。

### 聖公会ミッションの医療活動の歴史

#### ミッションの医療活動

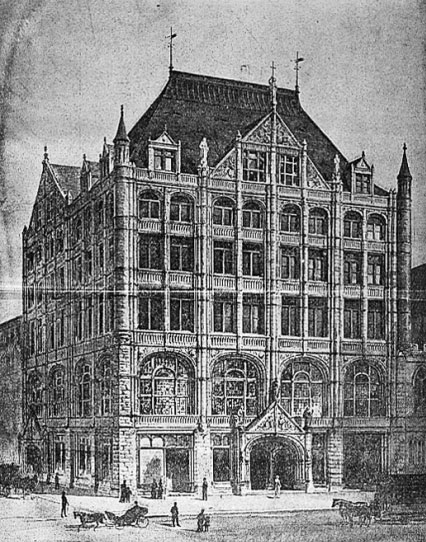
米国聖公会伝道本部のチャーチ・ミッション・ハウス

立教大学は、開設以来、幾度と医学部の開設を構想してきた。立教大学を創設した米国聖公会のミッションは、教会を設立して伝道を行うとともに、教育活動と医療活動を展開していくことが活動の本質であった（#年表を参照）。ミッションにおいて教育活動の中心となるのが学校や寄宿舎で、医療活動の中心となるのが病院や診療所であり、米国聖公会は1859年（安政6年）、幕末の長崎で日本ミッションを開設した当初から、これらの開設と運営を進めてきた。米国初代総領事で熱心な聖公会員であったタウンゼント・ハリスが、米国全権代表として締結した日米修好通商条約に本国人の宗教の自由を認め、居留地内に教会を建てて良いとする第8条を加えることで宣教師の来日が可能になったが、ハリスも米国聖公会の遣清宣教師であったエドワード・サイルに対し、英語を教える学校の開設と医師による医療事業の開始を伝道上の良策として提言し、聖公会の教育と医療を軸とする伝道施策展開の基本姿勢として活かされ、現在に続く教育事業と医療事業として実を結んでいる。
| 「                                            | 日本人は条約上の義務を極めて慎重に遵守するであろう。将来の伝道の成功は一に最初に派遣される宣教師の行為にかかっており、もし彼が慎重堅忍よく慮って、熱心に駆られて行き過ぎることのない様に自制して働くならば、必ずや最後の栄冠を受けるだろう。英語を教える学校を開き、あるいは医師が診療事業を開始するなどは伝道上の良策であろう。読み書きが日本ほど普及しているところは世界のどこにもないであろう。 | 」 |
| —タウンゼント・ハリス（日本聖公会百年史より） | |    |

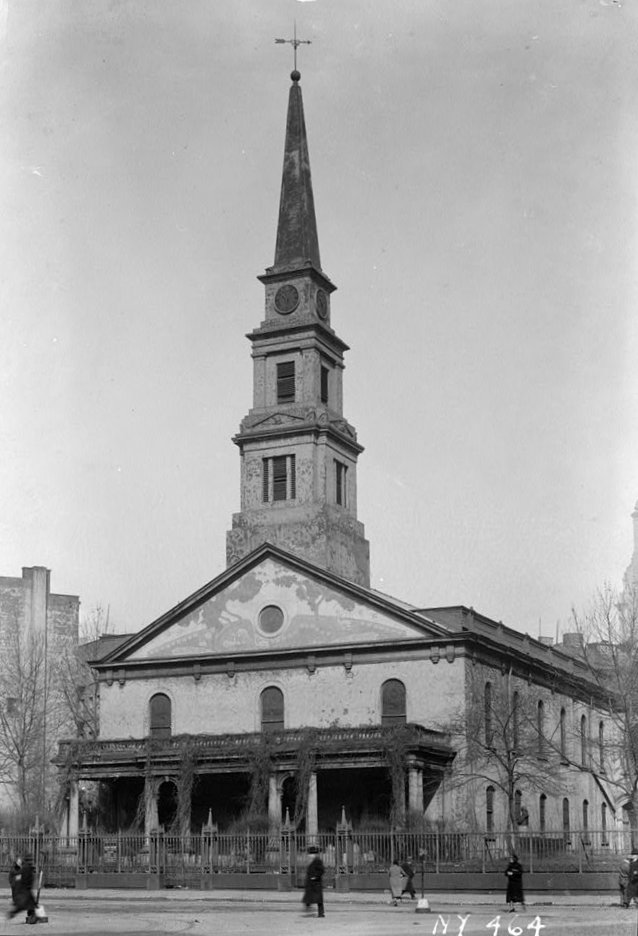
米国聖公会の日本伝道を支援したニューヨークの聖マルコ教会

ハリスやサイルらの活動の結果、米国聖公会伝道本部から宣教師に任命されたジョン・リギンズとチャニング・ウィリアムズは、日本でプロテスタント初となるミッションを開設し、早速二人は私塾を設けるなど教育活動を始めるが、リギンズは多くの医学書を日本に流通させた。同時に医療宣教師（宣教医）であるハインリッヒ・シュミット医師が任命され、日本で医療活動と医療従事者向けに教育活動を始めた。シュミットは長崎に診療所と私塾を開設し、治療活動を行うとともに、地元の医師に西洋医学と英語を教え、近世日本の布教史における最初の宣教医となったのである。その後、米国聖公会の活動の中心は、のちに初代日本伝道専任主教となるウィリアムズの動きに伴い、長崎から、大都市の大阪、東京へと移っていく。

大阪では、1869年（明治2年）にウィリアムズが、川口居留地近くの与力町の自室に小礼拝堂（ミッション・チャペル）、翌1870年（明治3年）に礼拝堂（ストリート・チャペル）と英学講義所を開設したことを足掛かりにミッション拠点を構築していくと、1873年（明治6年）に、米国聖公会伝道本部から宣教医に任命されたヘンリー・ラニング医師が診療所を開設し、医療活動を始めた。1883年（明治16年）には、大阪・川口居留地8番に木造2階建ての病院が新築され、ラニング医師が院長を務めたが、この病院が現在の聖バルナバ病院となった。

東京では、1874年（明治7年）に、築地居留地にウィリアムズが私塾（立教学校）を開設し拠点を築いていくと、1883年（明治16年）に、フランク・ハレル医師が宣教医に任命され、翌1884年（明治17年）に来日し、同年5月に築地居留地38番館の自宅に診療所（のちに、築地診療所と呼ばれた）を開院し、翌6月には深川聖三一教会の裏に「大橋診療所」を開設する。ハレル医師の医療活動は進展し、患者数も増えていくが、1887年（明治20年）にハレルは日本政府へ赴任し第二高等中学校（現・東北大学）の英語教師になることが決まり、宣教医を辞職しミッションから退くこととなった。しかし、1890年（明治23年）になるとウィリアムズの要請により、医師で聖公会信徒の長田重雄が京橋区船松町13番地に「愛恵病院」（英語名：Tokyo Dispensary）を新たに開設して院長となり、医療活動を再開する。その後、前項「#築地キャンパス（立教と聖路加）」の記述の通り、愛恵病院は、立教大学校校舎（現・立教大学）があった築地居留地37番に移転し、「築地病院」（英語名：St. Luke＇s Hospital）と改称して開設。一旦閉鎖した後、ジョン・マキムの要請により来日したルドルフ・トイスラーが1901年（明治34年）、同地に「聖路加病院」（英語名は同じくSt. Luke＇s Hospital）を設立して、閉鎖していた病院を再興し、現在の聖路加国際病院へ繋がっていくこととなった。

このように聖公会のミッションの教育事業と医療事業はセットであり、学校の開設とともに医師を育成する医学部開設構想の流れはミッションにおいて自然なことであった。ウィリアムズが、伝道の働きのために学校と医療事業の両方が協力しあうことによって日本の人々に働きかけていこうとしたヴィジョンそのものでもあった。

1905年（明治38年）には、米国人医師ウィリス・ホイットニー（ウィリアムズや勝海舟と親交が深かったウィリアム・コグスウェル・ホイットニーの長男）の『Notes on the History of Medical Progress in Japan』の単行本を出版するなど、医学関連書籍の流通も進めた。同書の巻頭には、前述の築地の同地で「解体新書」を著した杉田玄白の姿が描かれ、日本医学の進歩の歴史が綴られている。

近年では2024年5月の立教学院創立150周年記念式典に招かれたヴァージニア神学校の学長イアン・マーカムは、チャペルでの感謝礼拝で教育機関の重要性を強調し、イエスの弟子たちが奉仕することで教会が生まれ、その教会から教育や医療など、さまざまな機関が生まれてきた歴史を語り、ウィリアムズが立教学院だけでなく、日本聖公会や聖路加国際病院、神学校、各種学校、そして数多くの教会の創立にも携わったことを話した。

#### 医学部開設構想

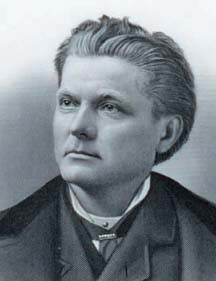
ハインリッヒ・シュミット

1917年（大正6年）に、築地にあった立教大学に医学部の開設が計画される。当時、聖公会の築地キャンパスには、大学に隣接して、聖路加病院（現：聖路加国際病院）が設置されており、連携を取りながら運営が可能であった。学校を管轄する文部省内でも立教大学医学部創立論があり、文部省から立教大学へ設立の申し入れを行い、設立に向かって計画が進み出した。文部省は、大学令制定構想に則って米国からの寄付金を主体として池袋に大学を集約する立教大学の計画を知り、日本医学専門学校より総退学した学生達と、同校に残る学生達とを立教大学医学部に収容し、日本医学専門学校紛擾問題を一気に解決しようとしていた。
しかし、当時欧州での第一次世界大戦の影響から、聖路加病院院長であるトイスラーの尽力にもかかわらず医学部開設のための募金が集まらず、1918年（大正7年）2月12日に計画を断念し、設置に至らなかった。
その後も、立教学院の理事でもあったトイスラーとともに医学部設置構想を進めるなど、大正から昭和に至るまで度々計画が具現化される問題であった。

1941年（昭和16年）には、理事会において立教学院総長兼大学学長であった遠山郁三より「多年ノ懸案タル」医学部設置の提案がなされた。聖路加国際病院（当時・財団法人聖路加国際メディカルセンター）との協力のもとで実現しようとする計画であった。理事会において、聖路加国際病院院長の橋本寛敏も出席し、必要性などについての発言を行った。その結果、医学部を聖路加国際病院と協力して設置することに一致決定したのであった。この立教側の決定を受けて、聖路加側でも理事会によって、協同により立教大学に医学部を新設することを決定した。認可申請の手続きは、立教大学側に一任するととともに、認可の際には、聖路加を立教学院に合併することとされた。申請の構想によると、予科（三年制）を1942年（昭和17年）4月から池袋に開設し、その卒業生が出る1945年（昭和20年）4月から、聖路加国際病院がある京橋区明石町に学部（四年制）を開設する予定であった。学生定員は予科が100名、学部が80名という規模であった。1942年（昭和17年）2月19日に、文部省に対して医学部設置の認可申請が行なわれ、同年5月30日に、厚生省に対しても申請が行われた。同月には、医学部校舎鳥瞰図・校舎図面も作成され着工の準備が進んだ。しかし、文部省の了承は取り付けたものの、聖路加国際病院が戦時下の医療拠点として期待されていたことなどの阻害要因があったと考えられ、省庁間の縄張り争いから厚生省において了承が得られず、開設には要らなかった。医学部設置のために精力を傾けてきた遠山は、学院総長・理事、大学学長というすべての職を辞し、立教を去ることになった。（戦後になって、遠山は聖路加国際病院顧問として皮膚科診療に従事している。）

戦後の学制改革による新制大学の設置（1949年）に際しても、医学部の開設が決定され、理学部がその前段階教育を担うものとされた。しかし、肝心の聖路加の病院施設が、GHQによる接収（1956年まで）を受けていたこともあり、実現に至らなかった。

2024年 (令和6年）現在、医学部は開設されていないが、スポーツ医学の分野では2019年（令和元年）から聖路加国際大学と協定を締結し、聖路加国際病院スポーツ総合医療センターの医療スタッフからスポーツにおける医療的な支援や協力を受けられる体制を整備している。また、大学院理学研究科では、順天堂大学大学院医学研究科と協定を締結し、医学物理士養成プログラムである医学物理学副専攻を設置している。2017年（平成29年）には、聖路加国際大学に日本で5番目となる公衆衛生大学院（専門職大学院公衆衛生学研究科）が開設されている。2024年5月7日には、立教大学メディカル＆コンディショニング・センターが、アジアサッカー連盟（AFC）からAFCメディカルセンター（AFC Medical Centre/CLINIC of Excellence）に認定された。

### 国際連盟立教大学支部
1924年（大正13年）12月11日に立教大学に国際連盟の支部が設立され、支部長には杉浦貞二郎が就いた。発会式講演会は豊島師範講堂で行われ、国際連盟事務次長の新渡戸稲造（札幌農学校2期生）、青木節一（国連ジュネーヴ本部事務員、リットン調査団一員、後のヤナセ常務）、米田実（立教大学教授、朝日新聞社初代外報部長）、大学雄弁会に所属する今村忠助（後の衆議院議員）らが演説を行った。会場は満席で立錐の余地なく、聴衆約600名で満たされた。演説の中で新渡戸は、「国際連盟の使命は戦争を全く根絶することではなく、戦いの方法を更えることにあり、すなわち武器を用いず国際マインドを以って戦わせようとすることにあり、連盟の将来は青年に俟つものが多し」と熱弁し満場の拍手と共鳴を呼んだ。

## 立教とスポーツ

### 概要

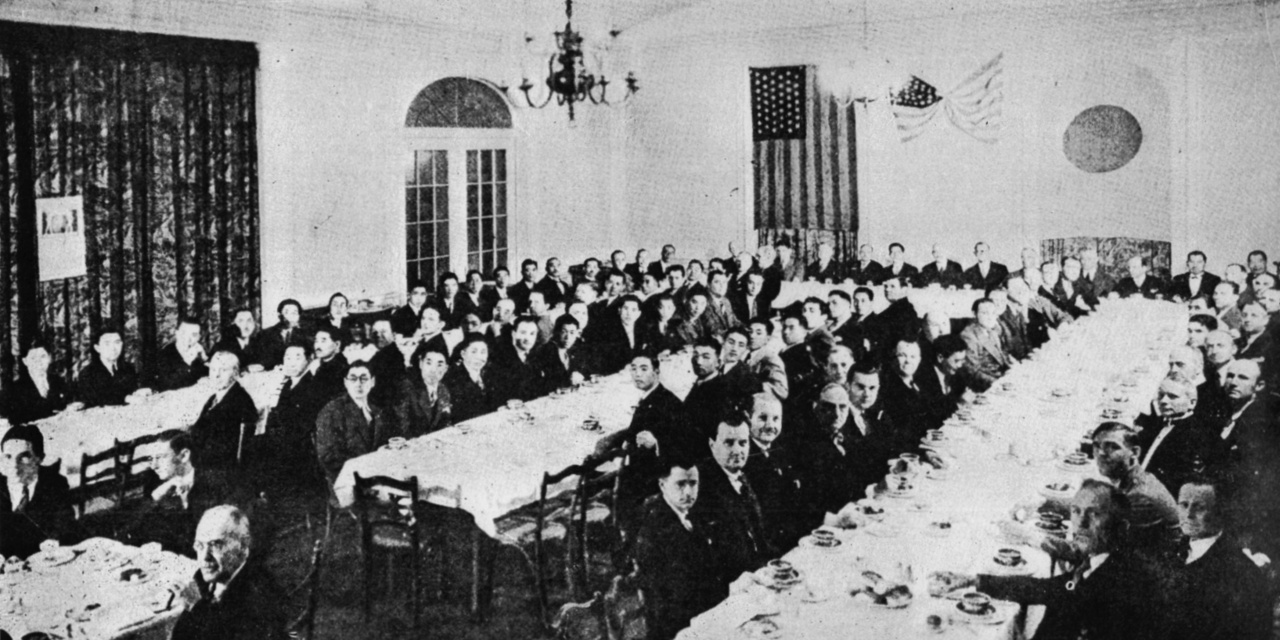
ニューヨークのタウンホールで行われた立教大学野球部の歓迎会（1932年5月11日、中央テーブル奥にベーブ・ルースとルー・ゲーリッグの姿が見える）。

東京六大学野球連盟に所属する野球部をはじめ、オリンピックや日本選手権など数々の大会で活躍したことから「水泳立教」と呼ばれ、日本水泳界をリードした水泳部。日本サッカーの父、デットマール・クラマーに学び、多くの日本代表と日本代表監督を輩出してきたサッカー部。他大学に先駆けて創部され全日本選手権優勝7回、全日本大学選手権優勝6回のバスケットボール部、同じく日本の先駆けとして創部され全日本学生バドミントン選手権で7連覇したバドミントン部など、立教のスポーツは輝かしい歴史と伝統を持つ。山岳部は日本で初めてヒマラヤに遠征し初登頂を果たし、スキー部に所属した猪谷千春（IOC元副会長）は、アルペンスキーで日本人初のオリンピック入賞（銀メダル獲得）を達成し、日本人初の冬季五輪メダリストとなった。ボクシング部も歴史が古く、1923年に日本ボクシングの母、荻野貞行（帝拳ジム創設者）らにより創部された。アメリカンフットボール部も日本のアメフトの歴史そのものといえる由緒あるクラブであり、アメリカンフットボールの普及と1934年の東京学生アメリカンフットボール連盟設立に尽力し、「フットボールの父」と呼ばれるポール・ラッシュ博士によって創部された。

ラッシュはアメリカンフットボール以外にも、多くのスポーツ振興を行うとともに、戦後の日本の復興に大きく貢献した。立教大学野球部が1931年に六大学野球リーグで初優勝した際には、野球部の米国遠征を大学体育主事であったジョージ・マーシャル教授と企画し、現地アメリカの大学との試合に加えてベーブ・ルースやルー・ゲーリックらによる歓迎会も催し、スポーツを通じた日本とアメリカの友好の架橋となった。1933年には、サッカー部の2代目部長として、チームを関東リーグ1部へ昇格に導いた。戦後まもなく、再来日したラッシュは、日本の復興には若者たちに夢や希望と生きる活力を与えるスポーツを復活させることが喫緊課題であるとし、終戦翌年の1946年に高校野球夏の甲子園大会を復活開催させている。ラッシュに学んだ小川徳治（立教大学経済学部元教授）も、学生部長、就職部長、総務部長など大学運営の要職を歴任する傍ら、アメリカンフットボール部、野球部、空手部、スキー部の各部長を歴任し、学生スポーツの振興に尽力した。小川は日本アメリカンフットボール協会理事長も務めた。2013年には、ラッシュを記念して池袋キャンパスにポール・ラッシュ・アスレティックセンターが完成した。
明治期に旧制立教中学に入学した浅沼誉夫（後の早稲田大学野球部第9代主将、東京六大学野球リーグ初代首位打者）が同校に野球部を創設し、かつてバージニア大学の野球選手であったハーバート・ロイド（聖公会の司祭、立教大学教授）の下で立教の野球が活発化する。1907年（明治40年）には立教大学（旧制専門学校）が設立され、翌年、岡野正司（校友会元会長）らが野球部を再興すると、青年教授のハーバート・ロイドが旧制立教中学のチームに続いてコーチを務めた。ロイドはバッティングケージを考案して自費で設け、築地にあった狭い校庭でも打撃練習できる環境を整備した。また、ロイドの指導により、野球部は他校よりもインサイド・ワークが進化したベースボールを展開した。1918年（大正7年）に立教大学が池袋に移転すると専用グラウンドができ、コーチとして野球部を指導した飛田穂洲（早稲田大学野球部監督）の尽力で、1921年（大正10年）4月に四大学野球連盟（現・東京六大学野球連盟）に加入した。

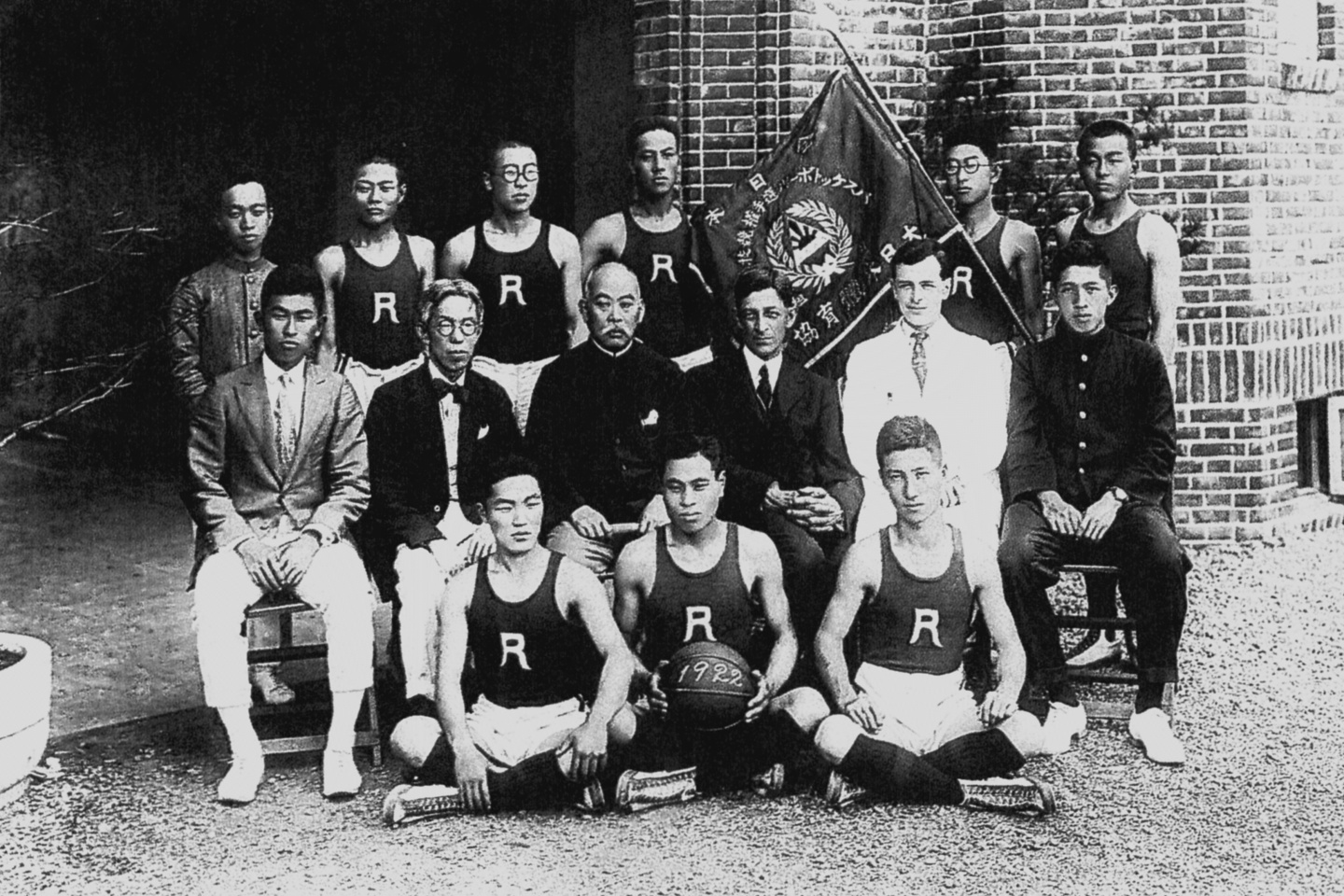
立教大学バスケットボール部（1922年）

古くは上述の野球以外でも、海外の大学との交流戦が行われ、バスケットボール部は1924年に、上海にあった姉妹校の聖ヨハネ大学（セント・ジョンズ大学）と遠征試合を行い、帰国後の翌年2月1日には、上野精養軒で各新聞記者も招待し遠征報告会も開催された。1926年2月には同大学を日本に迎えて試合を行った。戦後も韓国の延世大学と定期戦を設けるなど国際交流を進めた。延世大学（当時・延禧専門学校）を経て、立教大学を卒業したバスケットボール選手の張利鎮は、1936年ベルリンオリンピックでは日本代表選手として出場し、1948年ロンドンオリンピックでは韓国代表として出場するなど国際舞台で活躍した。こうした戦前の時期も全国の名門中学（旧制）から強い選手が集まり、野球、バスケットボール、ラグビー、サッカーなど全日本クラスが大勢在籍した。

1956年には、35,000坪もの広大な面積を持つ総合グランウンドであるセントポール・グリーンハイツ（現・城北中央公園）が竣工し、充実した競技環境が整備された。1965年には、初代法学部長で、憲法学の権威である宮澤俊義が、教授職と兼務で日本野球機構（プロ野球）コミッショナーを務めた。
立教のスポーツは長い期間、低迷する時代が続いたが、近年になってスポーツ施設が生まれ変わり、アスリート選抜入試など受け入れる制度も整い、有望な選手たちが入学し、立教大学を胸に世界と戦うための環境ができつつある。ボート部は、2016年の全日本選手権において男子フォアで初優勝。2019年には女子エイト、2021年には男子フォアが2度目の優勝を果たした。野球部は、2017年全日本大学野球選手権で1958年以来59年ぶりに4回目の優勝を飾った。同年ラグビー部は、1961年以来56年ぶりに定期戦で早稲田大学に40‐20で勝利した。陸上競技では、2018年から「箱根駅伝2024事業」が開始し、立教大学の誇りと伝統校復活のため強化を進め、2022年第99回箱根駅伝予選会で6位となり、55年ぶりに箱根駅伝本選出場を決めた。2019年には、剣道部が、第38回全日本女子学生剣道優勝大会で全国優勝し、女子ラクロス部は、第11回ラクロス全日本大学選手権大会で全国優勝し、それぞれ創部初の快挙となった。第69回全日本学生賞典障害馬術競技大会では、馬術部の杉本瑞生が創部以来初の個人優勝を果たした。ラグビー部は、51年ぶりに定期戦で明治大学に38‐24で勝利した。2021年、プロボクシング日本女子ミニマム級で、鈴木なな子が日本チャンピオンに輝いた。日本学生自転車競技連盟主催の「全日本学生ロードレース・カップ・シリーズ2021」では、自転車競技部の中島渉が総合優勝し、同部史上初の快挙となった。2022年、レスリング部が東日本学生リーグ二部リーグで優勝し、1962年大会から61年ぶりに一部リーグ復帰を果たした。世界ジュニアカーリング選手権大会2022では、荻原詠理が所属する日本代表チームが日本カーリング界で初の世界一に輝いた。2023年、陸上部女子長距離パートが、富士山女子駅伝（2023全日本大学女子選抜駅伝）に初出場した。（#スポーツを参照。）
2008年には、スポーツ科学を総合的に学べるコミュニティ福祉学部スポーツウエルネス学科（現・スポーツウエルネス学部）を開設。2019年からは、同じ聖公会に属する聖路加国際大学と協定を締結し、プロ選手や日本を代表するトップアスリートの健康維持管理を医学的側面からサポートしてきた聖路加国際病院スポーツ総合医療センターの医療スタッフからスポーツにおける医療的な支援や協力を受けられる体制を整備している。2023年4月には、スポーツウエルネス学科を改組し、スポーツウエルネス学部を設置した。同学部では、FIFAワールドカップカタール2022を始め、SAMURAI BLUE（サッカー日本代表）のチームドクターとしてこれまでチームを支えている加藤晴康が教授を務めている。

### 日本の野球のさきがけ
1883年（明治16年）に築地で創設された米国式カレッジの立教大学校には野球チームがあり、立教は日本の野球の率先者であった。その頃、ベースボールチームがあったのは立教と東京英和学校（現・青山学院）と鉄道局（新橋アスレチック倶楽部）だけであり、東京六大学野球連盟に所属するチームの中で最も古い歴史を持つ。当時の試合は新橋停車場内の広場で行われた。対抗戦で優勝し、山縣雄杜三（後の立教大学教授、チャプレン）も優勝チームの選手として活躍した。

### 授業科目としてのスポーツの歴史
立教の授業科目としてのスポーツの歴史は、中世ヨーロッパ以来のリベラル・アーツの伝統を受け継いで1883年に開設された、前述の野球チームもつくられた立教大学校において、既に体操が教育プログラムとして設けられており、英国国教会（聖公会）のパブリックスクールやカレッジで行われてきたスポーツを通じた人間育成が実施されている。2023年開設のスポーツウエルネス学部にも聖公会のスポーツの理念とスポーツマンシップ教育が活かされている。

### 文武両道
文武両道は立教の誇りとされ、アスリート選抜入試では競技成績だけでなく学業成績も一定以上の成績が求められる。このハードルの高さは文武両道を重んじる立教大学らしさが根底にあるからであるが、戦前においても立教大学教授の曾禰武（後の開成中学校・高等学校校長）は、文武両道による校風の向上について以下を語っている。

### 立教大学とオリンピック
立教大学とオリンピックのつながりは古く、1924年パリ大会で、水泳部の学生が100メートル背泳ぎで6位入賞したことに始まり、1936年ベルリン大会では、水泳部の学生2名が競泳男子800ｍ自由形リレーで世界新での金メダルを獲得した。サッカーでは、1964年東京オリンピックにサッカー部から3名の日本代表選手が出場し、次の1968年メキシコ大会でも3名の選手が活躍し、銅メダルを獲得した。その他競技も含め、立教大学からこれまで60名以上の選手を送り出し、コーチや監督といった選手を支えるスタッフとしても多くの関係者が出場している。競技以外でも、1964年（昭和39年）の東京オリンピックの選手村食堂運営に、立教大学の「ホテル研究会」の学生が携わった。
2016年11月には、東京オリンピック・パラリンピックプロジェクトを発足させた。オリンピック・パラリンピックの開催を契機に、スポーツを通じて多様性を尊重する社会の実現を目指し、スポーツから得られる感動体験とともに活力をもって生きる環境と機会を生み出す教育・研究活動を推進するプロジェクトで、具体的な活動に、立教スポーツの活性化、通訳・ボランティア派遣等大会支援活動、しょうがい者スポーツボランティアの育成、競技への科学的サポートなどがある。ブラジルオリンピックチームとは大学の施設をトレーニングキャンプで利用する覚書を締結した。
2020東京オリンピックで、池袋キャンパスに設置されたスピードクライミング壁で練習を行っていた野中生萌が、新競技となるスポーツクライミング女子複合で銀メダルを獲得した。

## 基礎データ

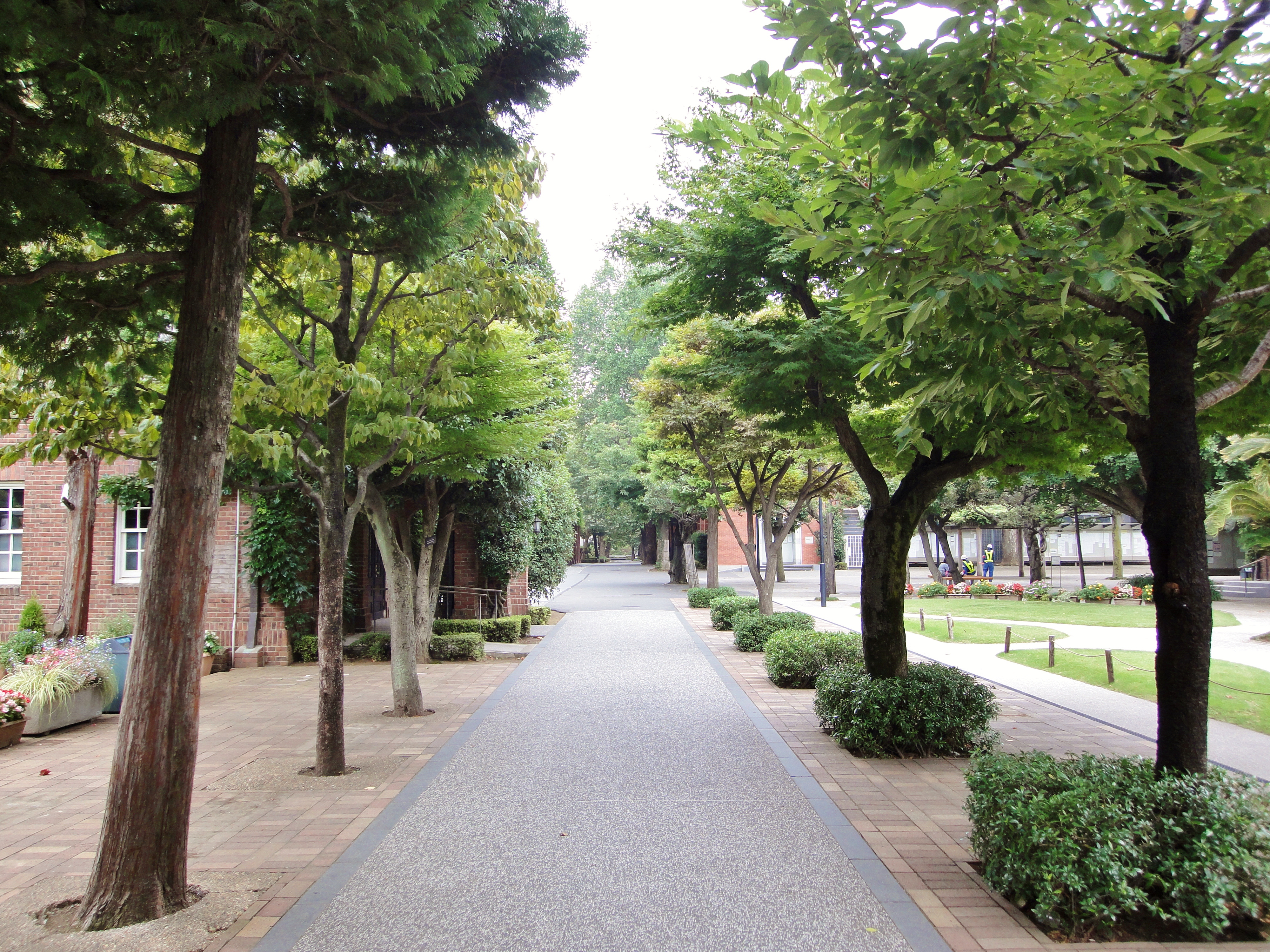
池袋キャンパス

### 所在地
- 池袋キャンパス（東京都豊島区西池袋3-34-1）
- 新座キャンパス（埼玉県新座市北野1-2-26）
- 陸前高田サテライト（岩手県陸前高田市米崎町字神田113番地10）[594]
- 富士見総合グラウンド（埼玉県富士見市下南畑1343-1）

### 象徴

#### 校歌

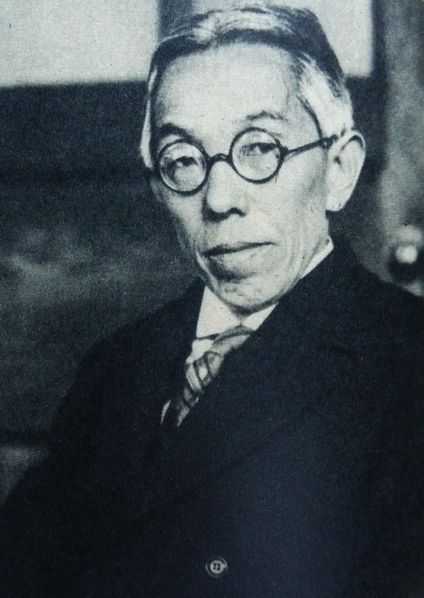
杉浦貞二郎

校歌『栄光の立教』
作詞：諸星寅一、補作詞：杉浦貞二郎、作曲：島崎赤太郎。
1921年（大正10年）に野球部が五大学リーグに加わったのをきっかけに、従来からの英語の校歌に代わって新しい校歌が求められるようになり、1924年（大正13年）6月の立教大学学友会予算総会の席上、大学歌を一般学生から募集することが満場一致で決まる。こうして歌詞が学内より募集されたが、集まった歌詞に名作がない中、同年11月に商学部2年永井一郎の草案が三等として採用された。しかし充分大学の精神を表現していないとのことで、当時の学長事務取扱・杉浦貞二郎が改めて立教中学校教諭の諸星寅一に依頼した。諸星に作詞依頼がなされる中、朝木直枝によっても、校歌『わが僚友』が作詞され、1925年（大正14年）2月20日の「立教大学新聞第12号」に歌詞が掲載されたが、採用には至らなかった。

その後、1926年（大正15年）になり、諸星が作った歌詞の各節末尾に杉浦学長の発案で「自由の学府」の文句を付け加えて、多年の懸案であった大学歌が完成した。歌詞の中には、当初の三等の草案にあった語彙も含まれており、諸星が草案に配慮して作詞したと思われる。当時の立教大学新聞にも、歌詞は学内より募集したものを改定、修正したとあることから、草案から修正を加え作詞したものと考えられる。作曲は、東京音楽学校（現：東京芸術大学）教授の島崎赤太郎が行い、1926年（大正15年）2月27日、大学歌発表会が開催され、校歌『栄光の立教』が披露された。その年の卒業式で初めて公に歌われた。校歌は、スマートフォンや携帯電話の着信メロディとしてもダウンロードできる。
旧校歌の存在
初期の立教大学新聞である『ムサシノ第4号』（1923年1月26日刊行）に、大学には英語の校歌があるが、学生の間にあまり知られていないとの記述があり、1926年（大正15年）に校歌「栄光の立教」が作られる以前に英語の校歌が存在していたことが分かっている。1919年（大正8年）5月31日に開催された池袋校舎落成式に来賓として参加した渋沢栄一の伝記資料にも、『校歌を合唱して閉会したるは晩景なりき。』との記述があり、別の校歌が存在していたことを裏付けている。また、立教大学新聞第29号（1926年3月15日刊行）に「栄光の立教」が作られる以前に英語の校歌や数種のカレッジソングがあったとの記述がある。
準校歌『あゝ立教の旗の下』
1941年（昭和16年）、従来の上記校歌『栄光の立教』がメロディーがその優雅さの故にか、野外、特に神宮外苑等では調子が弱く、かつ学生の士気にも関係するという説もあることから、活発明朗な校歌の誕生が強く要望され、立教大学学友会で校歌の募集を行うこととなった。これにより従来の『栄光の立教』が廃止される訳ではなく、今後は両校歌を適宜併用することとした。応募の結果、武藤重勝（立教大学図書館員）の作詞した校歌が選ばれた。武藤は、寮歌『荊道遠くたどり来て』の作詞者でもあり、準校歌当選時の抱負として、私は詩作を始めてから10年となり、学校に近代的で新鮮な優秀な詩を残したいということはかねてからの希望であったことから、準校歌を書いたことを嬉しいと語った。作品は近代的行進曲に準じるとともに、格調技巧音感等にも苦労して書いたが、技巧は自作の中でも自信のあるものとなったといい、歌詞は立教学院学報第7号（1941年5月6日）に現存する。作曲についても作詞同様に募集され、武藤は作曲も優秀なものを望み、さらに今後立教の学生からもっと優秀な作品を生ませたいと語った。
この準校歌は現在、存在が忘れられ歌われていないが、歌詞にある『あゝ立教の旗の下』の言葉は、戦後（1946年）に作られた第一応援歌『行け立教健児』の2番にも使われている。
こうした準校歌など複数の校歌がある例は他の学校にもあるが、校歌が制定されていない東京大学では、運動会歌の『大空と』や、応援歌の『ただ一つ』が校歌の代わりとして演奏・斉唱されるなどの例もみられる。
戦時中の別の準校歌
1942年（昭和17年）には、校歌『栄光の立教』の「自由の学府」の文言が問題視され斉唱禁止となり、同年12月10日には、戦時下の状況が反映された準校歌（作詞：尾崎喜八、作曲：小松平五郎）が制定された。第二応援歌の『St.Paul's will shine tonight』も敵性語であるとして斉唱禁止となった。戦後となり、この準校歌は制定を解除され、再び校歌『栄光の立教』を斉唱できるようになった。

#### 寮歌
『荊道遠くたどり来て／棘路（いばらじ）とおくたどり来て』
作詞：武藤重勝。近年では体育会応援団により団祭でたまに披露される程度で普段は披露されず、一般学生からは忘れ去られ歌唱されることがない曲であるが、名曲として知られる。

#### 留別歌『懐かしの立教』『オールド立教』
1925年（大正14年）3月に、立教大学が1922年（大正11年）に大学令により再び大学となった後の第一期卒業式が予定された際、そこで合唱する大学留別歌（別離歌、卒業式歌）が必要とされ、前月の1925年2月5日付の立教大学新聞第11号にて中村恭二郎の試作による別離歌（卒業式歌）『…踏花共惜少年春…』が掲載された。そうした中、1925年（大正14年）3月21日に第一期卒業式が行われたが、式の終わりに、作られた大学留別歌『懐かしの立教』が合唱され閉会した。式では、先ず君が代が歌われ、杉浦貞二郎学長による式辞と卒業証書授与、ライフスナイダー総長と岡田良平文部大臣の祝辞、前学長元田作之進博士の来賓演説、在校生総代による英語による送別の辞、在校生の謝辞があり、最後に留別歌が歌われた。その後、夜には上野精養軒にて晩餐会が開催された。

1930年（昭和5年）3月25日に行われた卒業式でも、ウッド博士らの祝辞のほか、井上準之助蔵相、ウィリアム・リチャーズ・キャッスル駐日米国大使、ジョン・ティリー駐日英国大使の来賓演説等のあと、最後に大学留別歌で式が閉会している。
また、蔵相の井上準之助は、仙台の第二高等中学校（後の旧制二高、現・東北大学）時代に、同級の高山樗牛らと米国聖公会の宣教医であった英学教師のフランク・ハレル（仙台の野球開拓者）に野球を1期生として教わるなど、学生の時から立教大学の聖公会と繋がりを持っていた。1931年（昭和6年）3月21日の卒業式では、ウィリアム・フォーブス駐日米国大使を来賓に迎え、英語による在校生と卒業生の送辞と答辞があり、最後に留別歌『懐かし立教』の正式な曲名になったと思われる『オールド立教』が唄われた。また、この年の卒業式は立教が専門学校に認可されてから21回、立教学校開設から43回、長崎時代から数えて78回目の卒業式であった。現在、これらの留別歌は存在が忘れられて歌われていない。

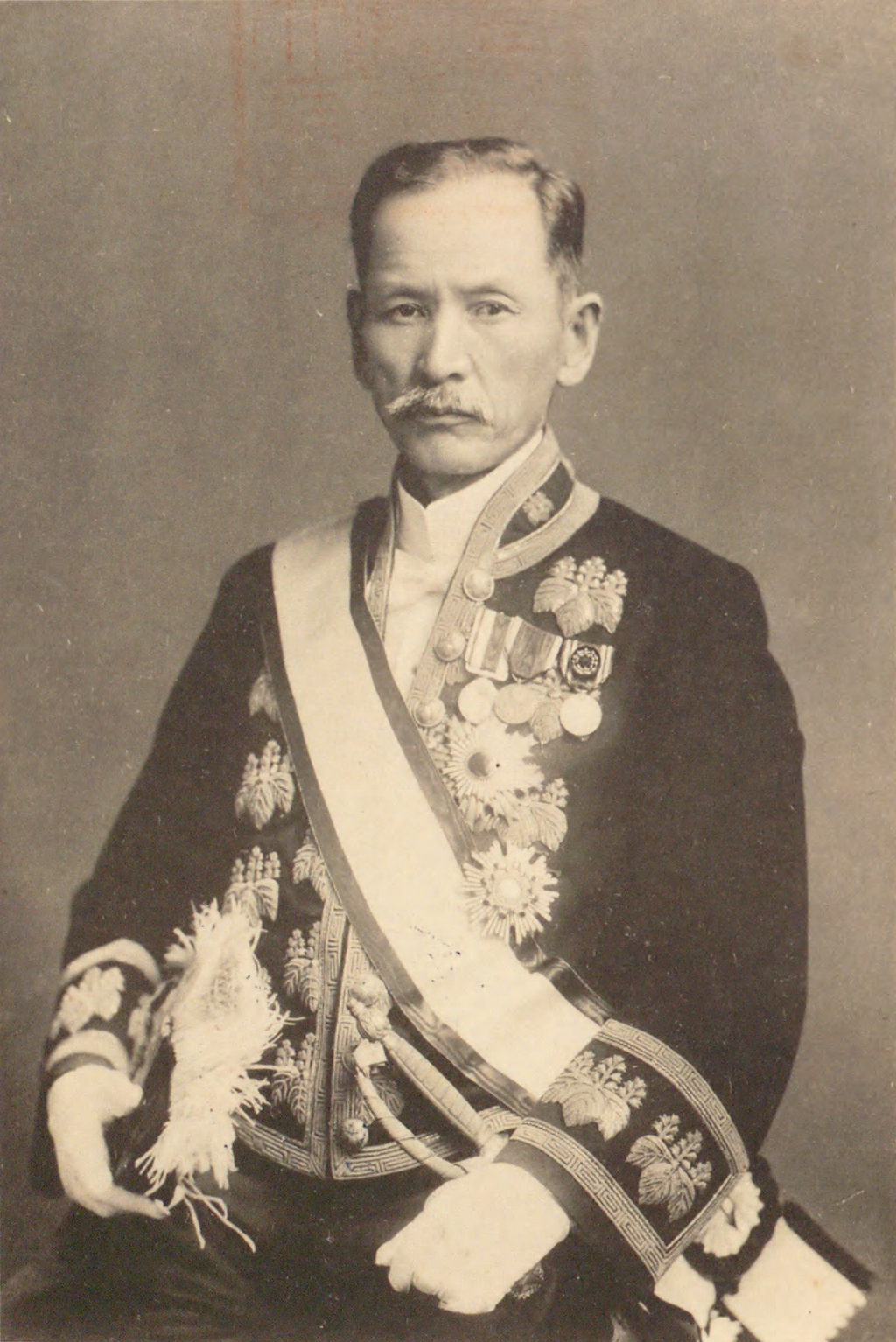
岡田良平（文部大臣）
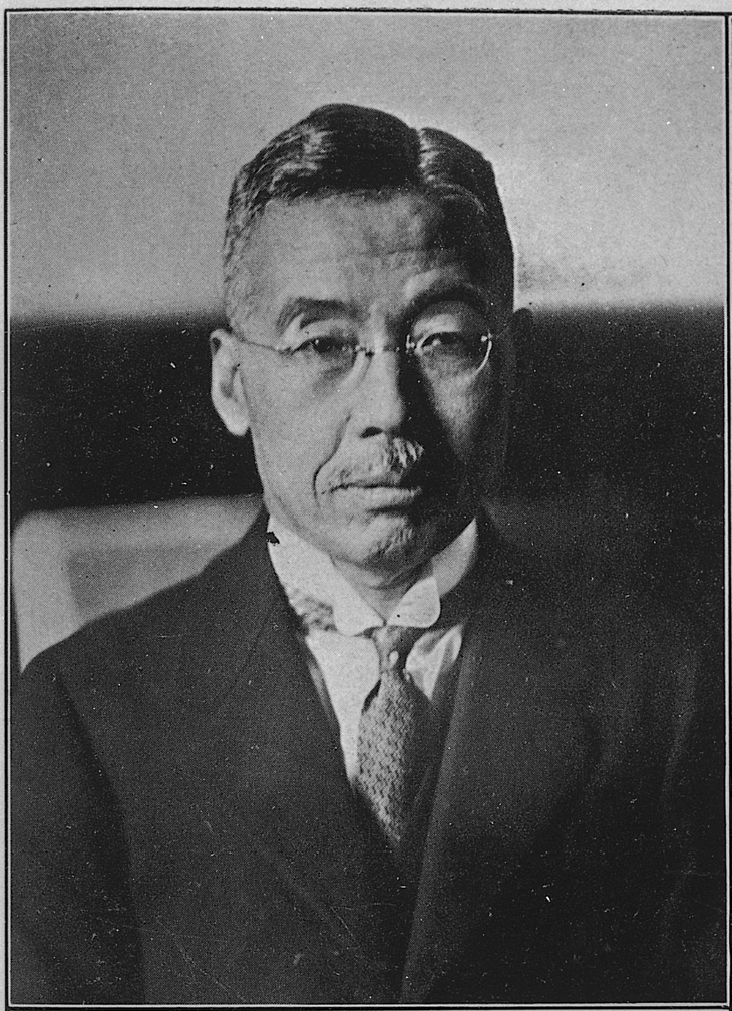
井上準之助（大蔵大臣）
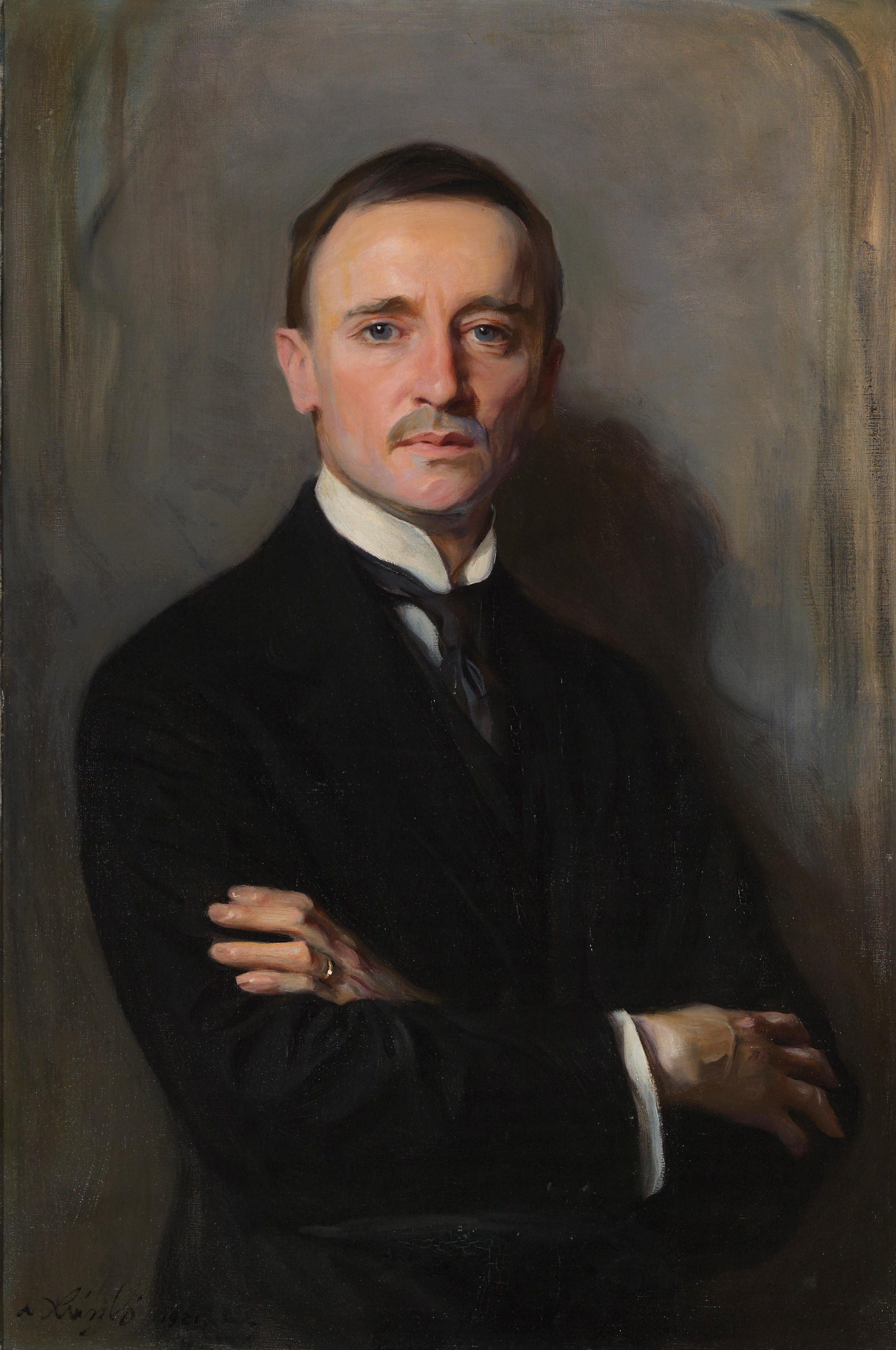
ウィリアム・キャッスル（駐日米国大使）

#### 応援歌
第一応援歌『行け！立教健児』
作詞：小藤武門、作曲：土橋啓二。応援団に入ったばかりの小藤武門（後の応援団長）は、当時の草壁哲雄団長（応援歌「栄光立教」の作詞者）から、新しい応援歌を作るようにとの依頼を受けた。しかし、曲作りも戦争でいったん中断する。戦後となり1946年（昭和21年）、中断していた東京六大学野球が復活し、「新しい時代には、新しい応援歌を」と復員後、本学を卒業した小藤は仕事の傍ら再び曲の制作に取り組み、作曲家・土橋啓二の尽力を得て、古今聖歌集の聖歌300番を基に作詞し、6年ぶりに完成した曲である。
第二応援歌『St.Paul's will shine tonight』
作詞・作曲：不詳
1927年（昭和2年）、米国カリフォルニア州フレズノで日系二世を中心に結成された野球チーム「the Fresno Athletic Club」が来日し、本学バスケットボール部とバスケットボールの親善試合を行った。試合後、フレズノ側が自チームの応援歌「セント・フレズノ ウィル シャイン…」を「リッキョー ウィル シャイン…」と歌い、勝った立教を祝福した。この歌はバスケ部歌となり、やがて大学の応援歌となった。授業開始・終了時のチャイムとしても使われている。詳細は「フレスノ野球団」を参照。
第三応援歌『若き眉』
作詞：清水みのる、作曲：利根一郎
第四応援歌『栄光立教』
作詞：草壁哲雄、作曲：土橋啓ニ
第五応援歌『勝ちて歌わん』
作詞：佐伯孝夫、作曲：灰田有紀彦
第六応援歌『輝く栄光』
作詞：小藤武門、作曲：土橋啓ニ
学生歌『紫の旗』
作詞・作曲：不詳、補作・編曲：井上義之
幻の応援歌『力のアポロ』
昭和の初め、野球部に応援歌がないことが、チームの志気をひき立たせる上にも、一般野球ファンの間にも非常に遺憾とされていた。そこで、1930年（昭和5年）4月に立教大学グリー・クラブの斡旋により、姉妹校の奈良英和学校で学んだ校友でもある西條八十が作詞し、弘田龍太郎が作曲した野球応援歌が作られた。歌詞は当時の立教大学新聞紙上に公開され現存する。西條八十は、「青い山脈」や「東京行進曲」も生み出した著名な作詞家で、母校・早稲田大学の「紺碧の空」の募集審査を行ったり、「明治大学校歌」を補作して生み出すなど、校歌や応援歌の作者としても名の知れた人物である。
1930年（昭和5年）5月6日に、本応援歌の第1回練習会が体育館前広場でグリー・クラブ員の指揮の下に行われ、時ならぬ賑わいを見せ、翌7日に宿敵慶應を遂に撃破したため、学生の意気は大いにあがった。5月8日には翌9日の対早稲田戦1回戦を控えて、再度練習が行われ、久保田、根岸、坂東、冨田、矢野の諸教授も熱がこもった大声を張り上げた。歌はテンポが遅く他校の応援歌に圧倒される懸念がないわけでもないが、一般には好評を博したとされた。
しかし、作られた応援歌はその後ほとんどの学生に顧みられることなく、闇へ葬られる形となったが、作成に奔走したグリークラブのあるメンバーは、応援歌として不適当であることを認めて、名誉回復のため再度、立派な応援歌を作り上げる計画を立てることとなったと伝えている。
類似例として、同じくアポロンをテーマとした応援歌が、東京大学において1966年に『燃ゆる獅子』として作られ、現在も演奏されている。
また、戦後初のヒット曲である「リンゴの唄」や、「ちいさい秋みつけた」「うれしいひなまつり」などの作詞を手掛けたサトウハチロー（旧制立教中学出身）は西條八十の弟子であり、第三応援歌『若き眉』の作詞を行った清水みのるの先輩としても知られる。

#### 創立記念日
立教学院は創立記念日を5月5日としているが、いつから、なぜその日を創立記念日としたか分かっていなかった。米国聖公会のジョン・リギンズが1859年（安政6年）5月2日に長崎に来日し、まもなく崇福寺広徳院に設立した立教の源流となる私塾や、チャニング・ウィリアムズが1870年（明治3年）に大阪・川口の与力町に設立した英学講義所（のちの大阪・英和学舎）の設立日は分かっておらず、ウィリアムズが1874年（明治7年）に東京・築地に開設した立教学校の設立は2月3日である。

明治の頃には1月末から2月にかけて、創立記念式を挙げていたようだが、その後いつの頃からか5月5日を創立記念日とするにようなったと考えられている。立教学院百年史では、この日の由来として「男子の学校だから（創立当時は“Boys　school”と称していた） 男子の節句に祝うことにしたもののようである。」との推測を記載している。

そうした中で1930年（昭和5年）4月15日発行の立教大学新聞（第87号）に、もともとグッド・フライデーをもって創立記念日として定められていたが、この日が年によって毎年異なってくるため、一般に5月5日を記念日として決定されたとあり、記念日設定の理由が記載されている。しかし、これも丁度金曜日に巡り合わない年は無意味な休校となることから、この1930年（昭和5年）は、4月18日金曜日をグッド・フライデーとして臨時休校としている。

そのほか、1878年（明治11年）5月5日には、英国聖公会宣教協会（CMS）のジョン・パイパーが築地居留地52番に創設した「聖保羅教会（セントポール教会）」の献堂式が盛大に開催されている。

#### 楯のマーク

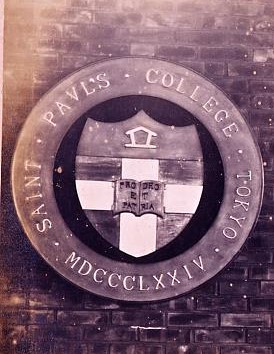
楯のマーク

オフィシャル・シンボルである楯のマークは、建学の精神を具体的に表現するものとして、1918年（大正7年）にライフスナイダー総理が定めたものといわれている。楯のマークには「立」の文字の下に十字架と聖書がデザインされている。現在のマークは紫と白の2色が基本デザインで、紫は「王の色」、白は「清純の象徴」、白色の十字架は「キリストの純潔」を意味している。楯の中に書かれている「PRO DEO ET PATRIA」という言葉は「神と国とのために」というラテン語で、「普遍的なる真理を探究し、私たちの世界、社会、隣人のために」ととらえ、立教学院の目的として位置づけている。

#### ユリの紋章

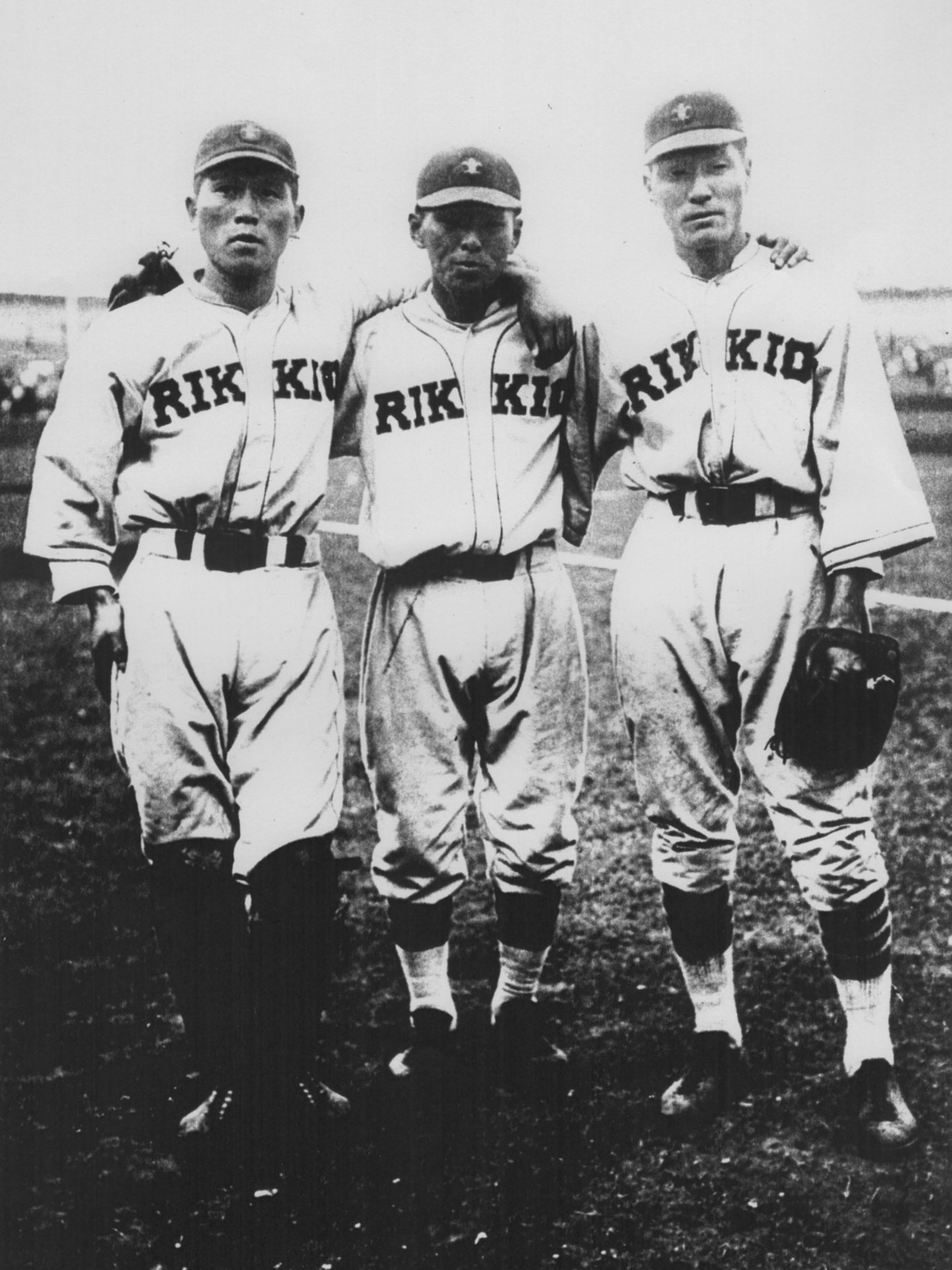
フルール・ド・リスのマークが付いた帽子をかぶった野球部選手（1931年秋）

立教の学生や生徒、児童、各校の卒業生に広く愛用されている百合紋章（フルール・ド・リス）は、1932年（昭和7年）、学生キリスト教団体「立教大学ローバース」によって使用され始めた。立教ローバースは、2021年で創設97周年を迎えた歴史ある団体で、学内では学生キリスト教団体、山岳関係団体にも所属し、日本ボーイスカウト東京連盟城北地区豊島第8団に所属する、ボーイスカウト団体である。世界各国のスカウト章にはフルール・ド・リスが用いられている。
野球部でも昭和初期には野球帽にフルール・ド・リスのマークが加えられた。
ユリは純潔の象徴とされ、キリスト教と深いつながりを持つ。元来、ユリの紋章は神の三位一体性を象徴したもので、キリスト教国では勝利の記号に用いられるが、立教大学では知・徳・善あるいは、愛・正義・誠を象徴するものとして使用されてきた。ユリの紋章は、イタリアのフィレンツェやアメリカのセントルイスをはじめ、都市のシンボルマークとしても使われているが、教育機関でも英国のパブリックスクールの名門校で、立教大学と同じ英国国教会系のイートン・カレッジの紋章などにも使用されている。
学校法人立教学院では2009年4月にフルール・ド・リス（セントポールズ・リリー）を楯のマークに次ぐセカンダリ・シンボルとして採用し、デザインを精緻化するとともに、St.Paul’sの文字を加えた。

#### スクールカラー
スクールカラーは紫色。楯のマークの色に由来する。紫色は「王の色（ロイヤル・パープル）」を意味する。また紫は、校歌の歌詞に「紫匂える武蔵野原」とあり、武蔵野の代表的植物「ムラサキ」としても歌われる。カラーコードは紫紺「DIC226」が採用されている。

箱根駅伝の襷の色は、「江戸紫」であるが、これは立教大学体育会陸上競技部のカラーであり、スクールカラーではない。

#### 校旗
現校旗
紫紺地に白色の十字架と左肩に金色の「立」が描かれている。楯のマークに由来し、楯と同じく、紫色は「王の色」、白色は「純潔・正義」を象徴し、十字架は「イエス・キリストとその愛」を、「立」の金色は研究・教育を通して追究すべき「真の価値」を象徴している。1924年（大正13年）にライフスナイダー総理と杉浦貞二郎学長とによって立案、制定された。
旧校旗の存在

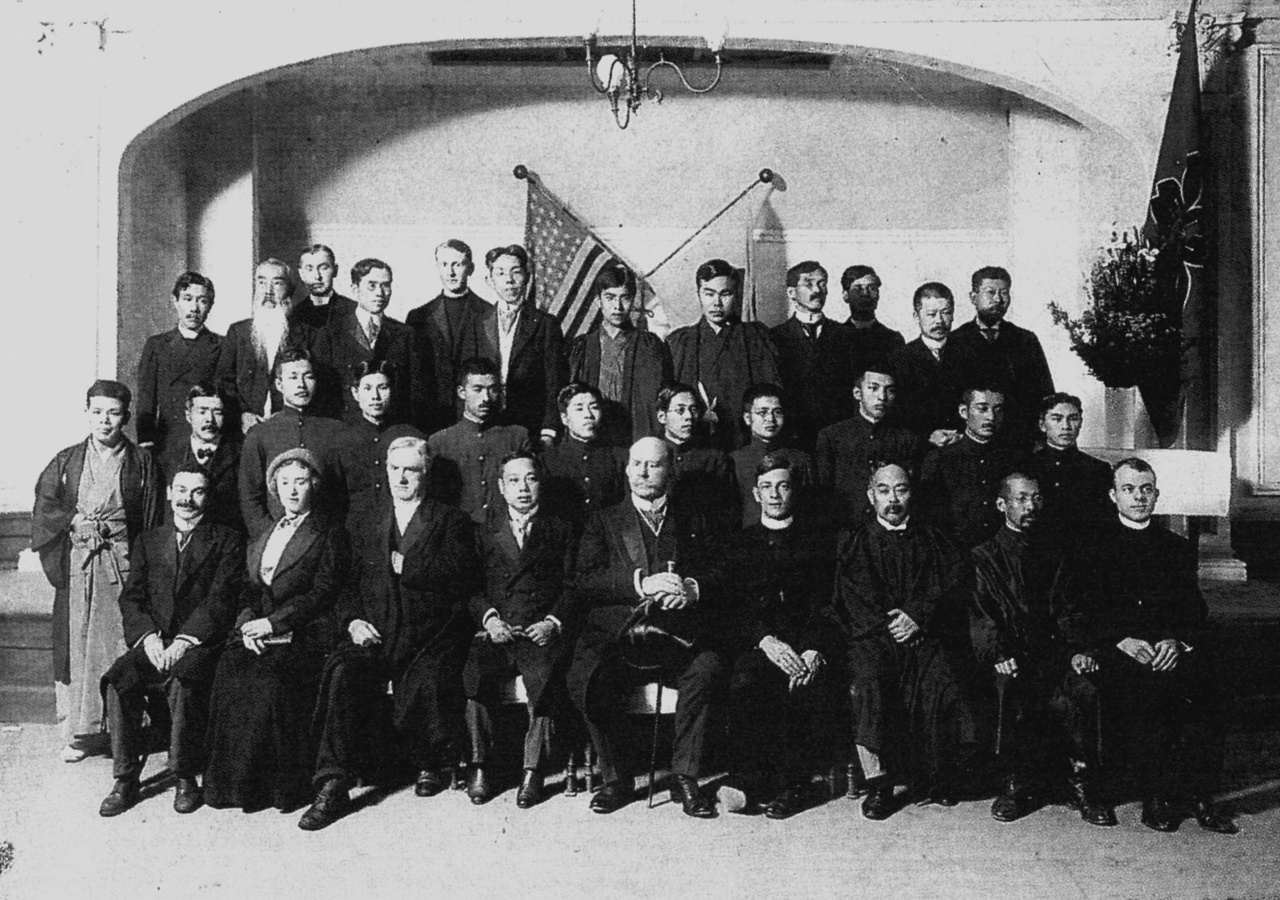
立教大学卒業式（1912年）

1912年（明治45年、大正元年）に行われた立教大学卒業式の写真の向かって右上に、桜花が入った旗が配置されており、当時の校旗であったと思われる。桜花のデザインは学習院でも1877年（明治10年）の創立当初から徽章に採用され、学校法人学習院の院章・校章となっており、学習院大学の校旗にも用いられている。

また、1883年（明治16年）に大阪・英和学舎（立教大学の前身の一つ）で、制帽、制服とともに徽章が規定された際に、徽章のデザインとして桜を形どった模様が用いられている。

#### 本館 モリス館（池袋キャンパス）

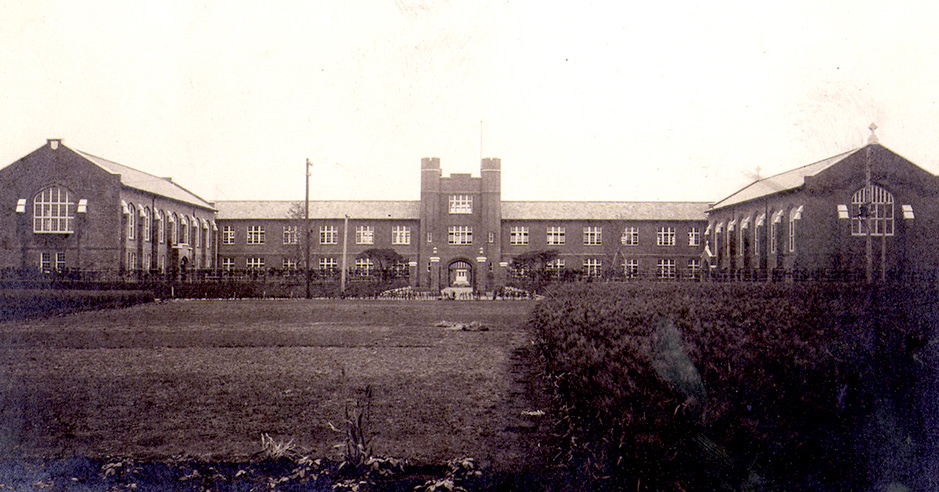
創建当時のモリス館と建物群（1919年頃）

1918年（大正7年）、米国聖公会宣教師アーサー・ラザフォード・モリスが遺した寄付によって建てられた本館（1号館）は「モリス館」と呼ばれている。ニューヨークのマーフィー&ダナ建築事務所によって設計され、現場監督はコロンビア大学出身の建築家のウィリアム・ウィルソンが務めた。かつて米国で流行っていたカレッジ・ゴシック様式であり、米国のイェール大学やプリンストン大学を始め、セントルイス・ワシントン大学、聖公会が設立に携わったペンシルベニア大学やトリニティ・カレッジ（コネチカット州）など多くの大学で見ることができる。これらは英国の伝統的なカレッジの建築様式の流れを組んでおり、オックスフォード大学やケンブリッジ大学にルーツを見ることができ、同じく古代の大学であるエディンバラ大学などでも様式が見られる。立教大学と同じルーツを持つ英国国教会に属する英国のパブリックスクールの名門イートン・カレッジの建物「ラプトンの塔」も同様式である。また、立教大学の国際協定校で立教大学卒業生の金允經 も院長を務めた韓国の名門、延世大学のメインビルディングである「アンダーウッド館」（1924年・大正13年竣工）も同じマーフィー&ダナ建築事務所によって設計された建物で、隣接する左右にある建物の配置を含めて、立教大学とよく似た雰囲気を持ち合わせている。立教大学卒業生の岡見如雪が理事長を務めた頌栄女子学院の校舎も、モリス館をモデルに設計されている。岡見は同じ聖公会系のウィンチェスター大学との協同により、世界で初めての合弁大学であるウィンチェスター頌栄カレッジも創設している。

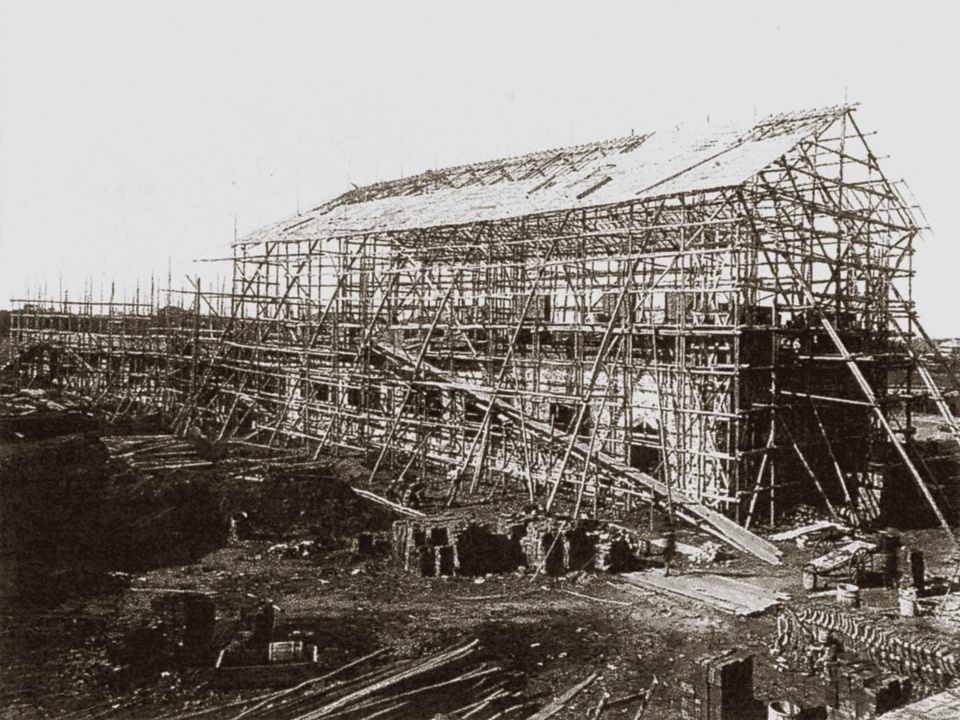
建設中のモリス館（1917年12月19日）
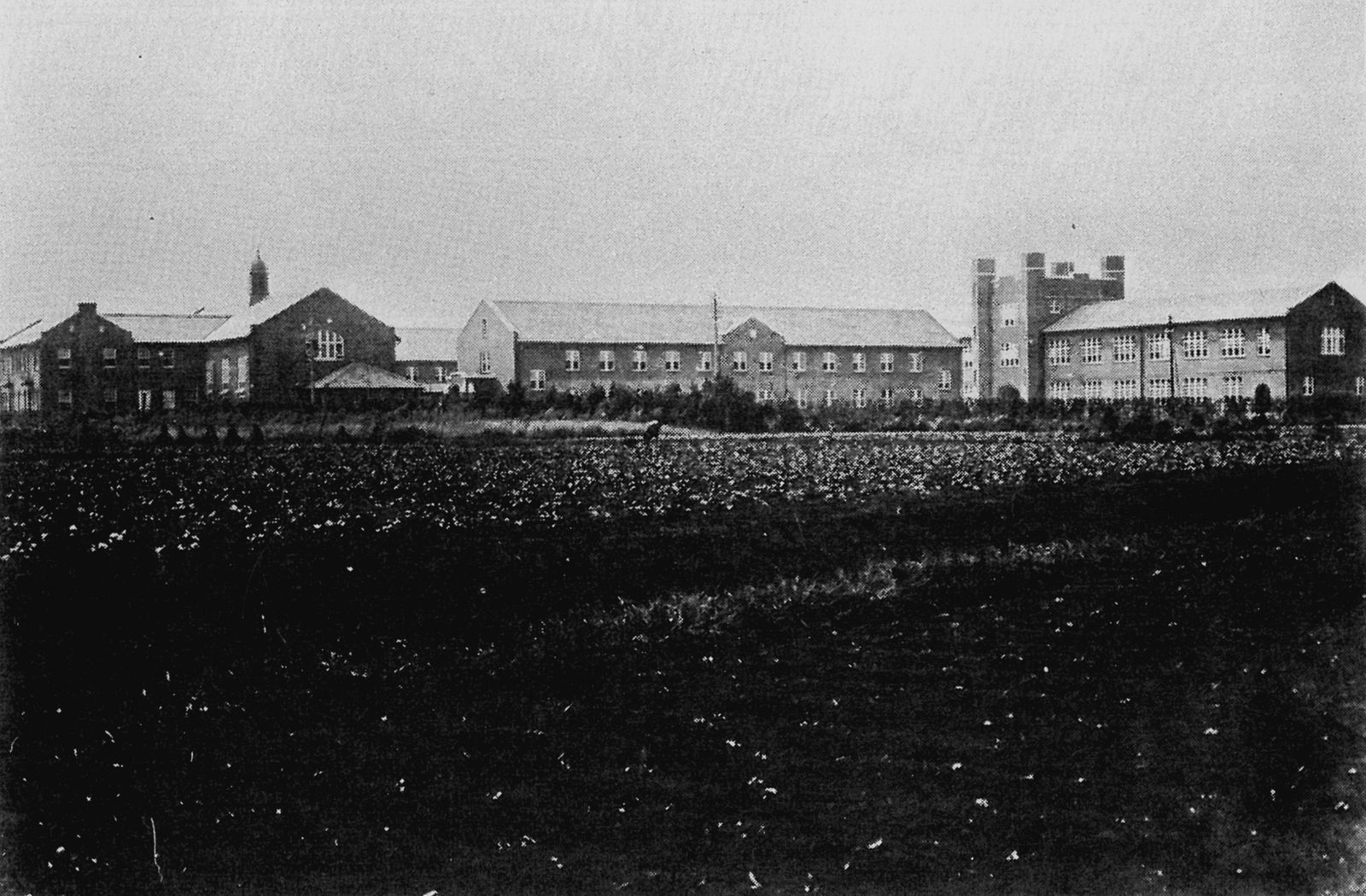
東側面から見た光景（1918年）
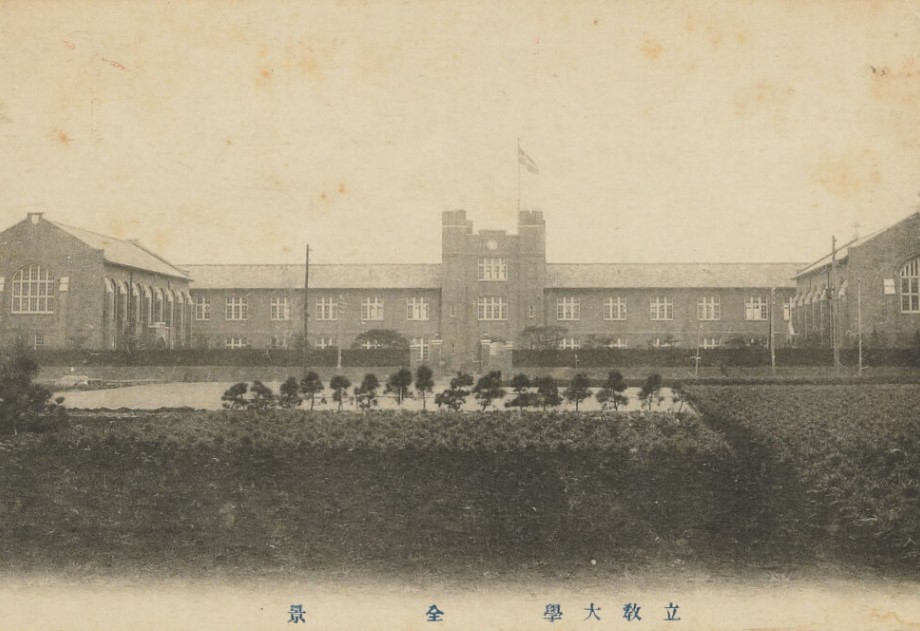
時計設置後のモリス館（1923年以前）

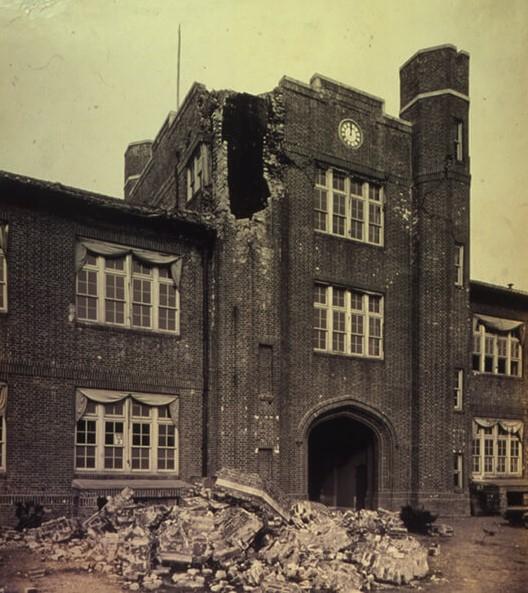
震災直後のモリス館（1923年）

創建当初のモリス館は、中央の時計塔が現在よりも荘厳な3層構造の建物で、周囲よりも高層なシンポリックな「塔」であったが、1923年（大正12年）の関東大震災で塔の上層が被害を受けたため、その後、修復する際に1層低い現在の2層構造に減築されることとなった。また、時計塔の四囲の小塔も3基は減築されたが、南西部（第一食堂側）の1基は煙突としての機能を兼ねていたため、本来の高さで修復された。屋根も再建時にチューダー様式の特徴の一つであった切妻から寄棟に変更された。
創建当時の姿である3層構造の建物で比較すると、アーサー・ロイドやウォルター・アンデレスも学んだ英国ケンブリッジ大学のセント・ジョンズ・カレッジや、ジョージ・エンソルが学んだクイーンズ・カレッジの建物に酷似しており、マーフィー・アンド・ダナ建築事務所が設計の際に参考にしたものと思われる。時計塔の時計は、建物の竣工当初には取り付けられていなかったが、後に設置された。時計は南北の文字盤を親時計が動かしているが、動力には分銅（重り）が使われており、現在も担当者が分銅を引き上げる作業を行っている。当初は1週間に1度程度行っていたものが、3層構造から2層構造への減築時に塔の高さが短くなったことから、現在の3～4日に1度の作業となった。親時計は、イギリスの国会議事堂に付属するビッグ・ベンと同じ、E・デント社製である。製作から100年を超える古時計のために図面がなく、今後の保存やメンテナンスのためにも、専門家である世界古時計協会の日本支部に時計の図面化を依頼したことがあったが、分解して図面化して組み立てなおすのに1年かかるとのことで、図面化を断念した経緯がある。そのため、時計の造りは単純ではあるが、2022年現在もどういう仕組みで時計が動いているか完全には解明されていない。また、屋上テラスには、時計と連動して定時の時刻を知らせるため池袋キャンパスに鳴り響いていたと思われる鐘が残っているが、今は動いておらず鐘の音を聴くことはできない。大正期において、創建当時に存在していた3層の時計塔は立教の誇りであり、「自由の塔」と呼ばれていた。1920年（大正9年）3月には、英文学科に在学中の加藤まさを（大正期の代表的な抒情画家で「月の沙漠」の作詞家）が中心となり立教大学の文芸雑誌が創刊されたが、雑誌名は『塔』と命名され、装紙にはアーチ型の星空に聳え立つ立教の塔（震災で崩れる前の自由の塔）と、その頂上に高く翻る校旗が、シルエット風にペン画で印象的に描かれ、創建当初に存在した自由の塔は立教生たちの誇りであった。また、このモリス館に加え、寄宿舎、食堂等を完備しているカレッジ・ゴシック様式の校舎群は、「東京に在りて、心は遠く牛津（オックスフォード）、剣橋（ケンブリッジ）にある感あり」と言われた。英国の詩人エドマンド・ブランデンが大学を訪れた際には、時計塔のある本館、チャペル、図書館で構成される建物の様式と煉瓦の赤色をこの上なく賞賛し、故国の旧家をみるような感慨にうたれたと述懐した。
モリス館は2012年に耐震補強と内装改修が行われたが、3層の時計塔「自由の塔」の再建はなされなかった。モリス館は東京都選定歴史的建造物に選定されている建物であるが、選定基準にある保存状態について、「外観・敷地の状況が建設当時の状態で保存されているもの」とされていることに加え、近年、三菱一号館や東京駅丸の内駅舎など明治期や大正期の建物を創建当時の姿に蘇らせる復元プロジェクトが全国的に進んでいることから、今後立教大学のシンボルとして鐘の音とともに復元される可能性がある。また、明治期には、築地の立教大学校校舎に、学生の大きな誇りとなる美しい尖塔が建っていた。（詳細は立教大学校校舎と尖塔）

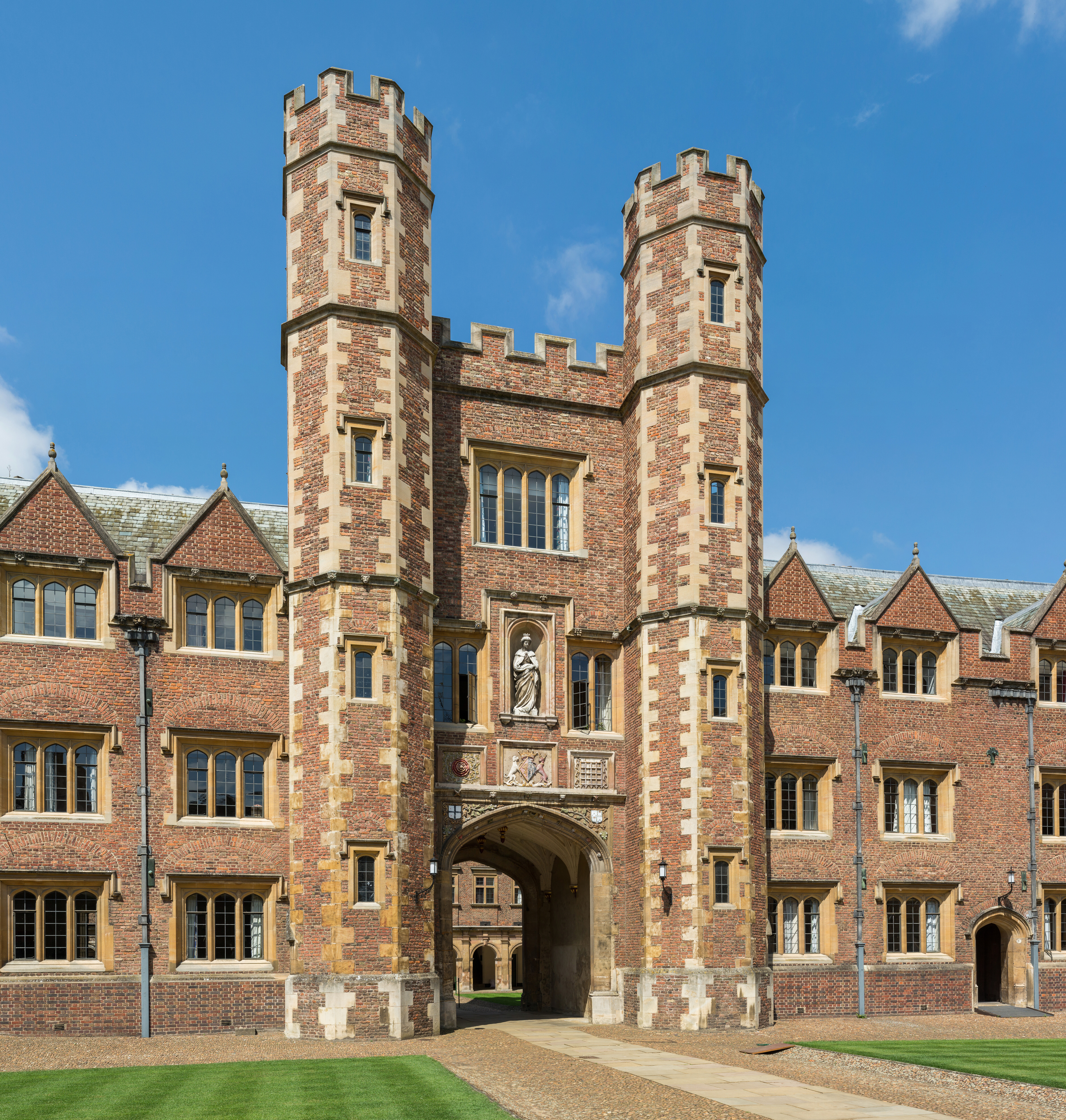
ケンブリッジ大学 St John's College Second Court
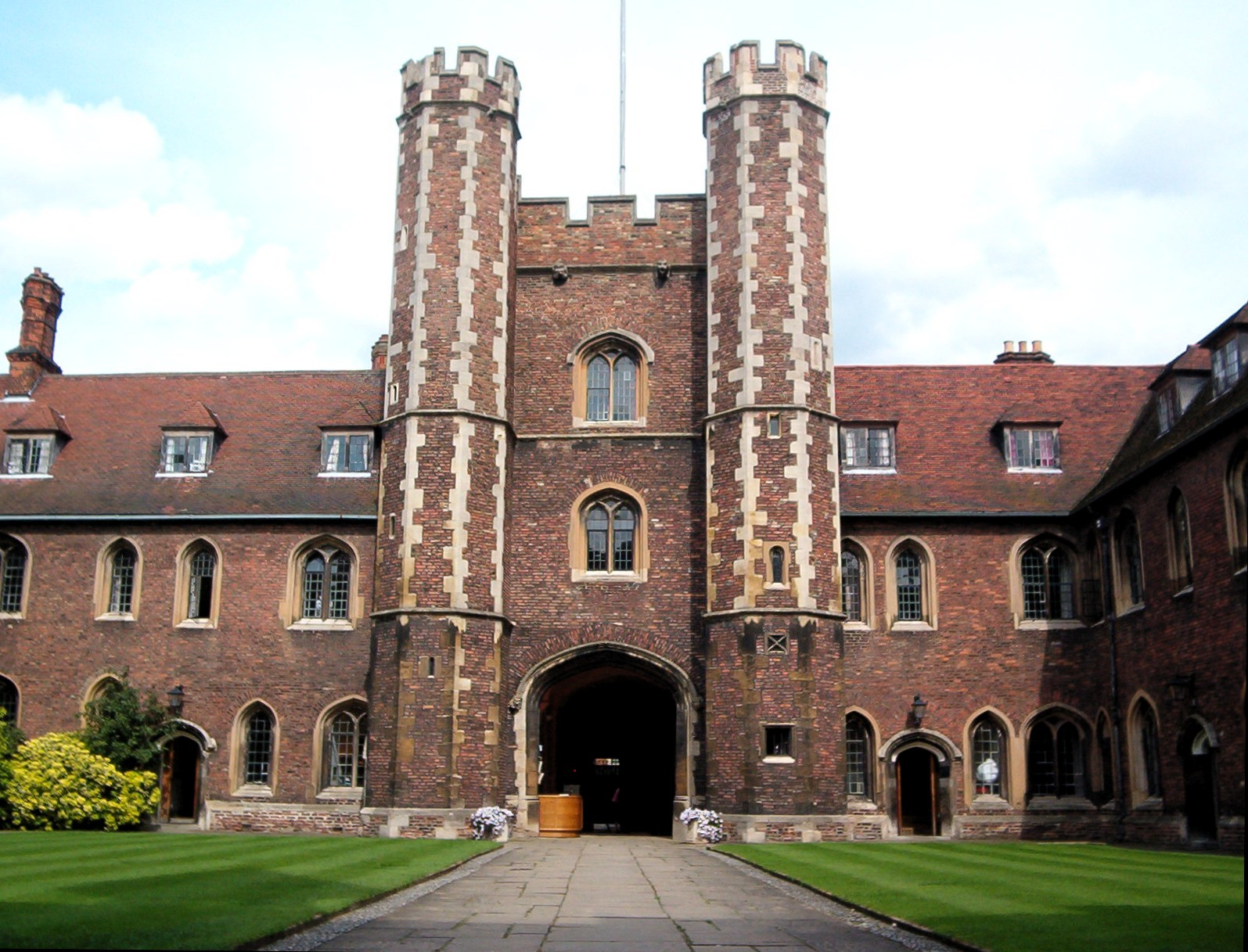
ケンブリッジ大学 Queens' College Gatehouse
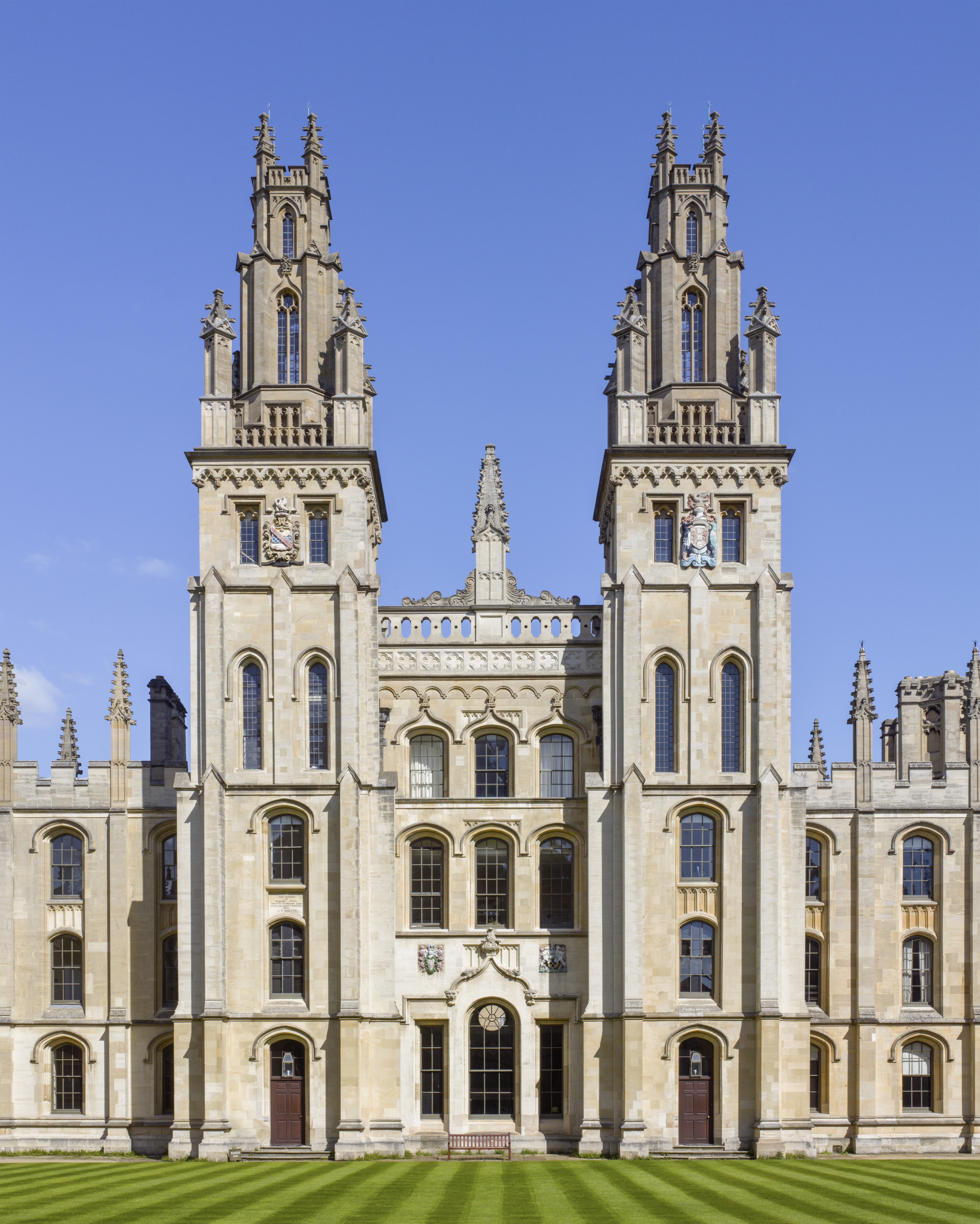
オックスフォード大学 オール・ソウルズ・カレッジ
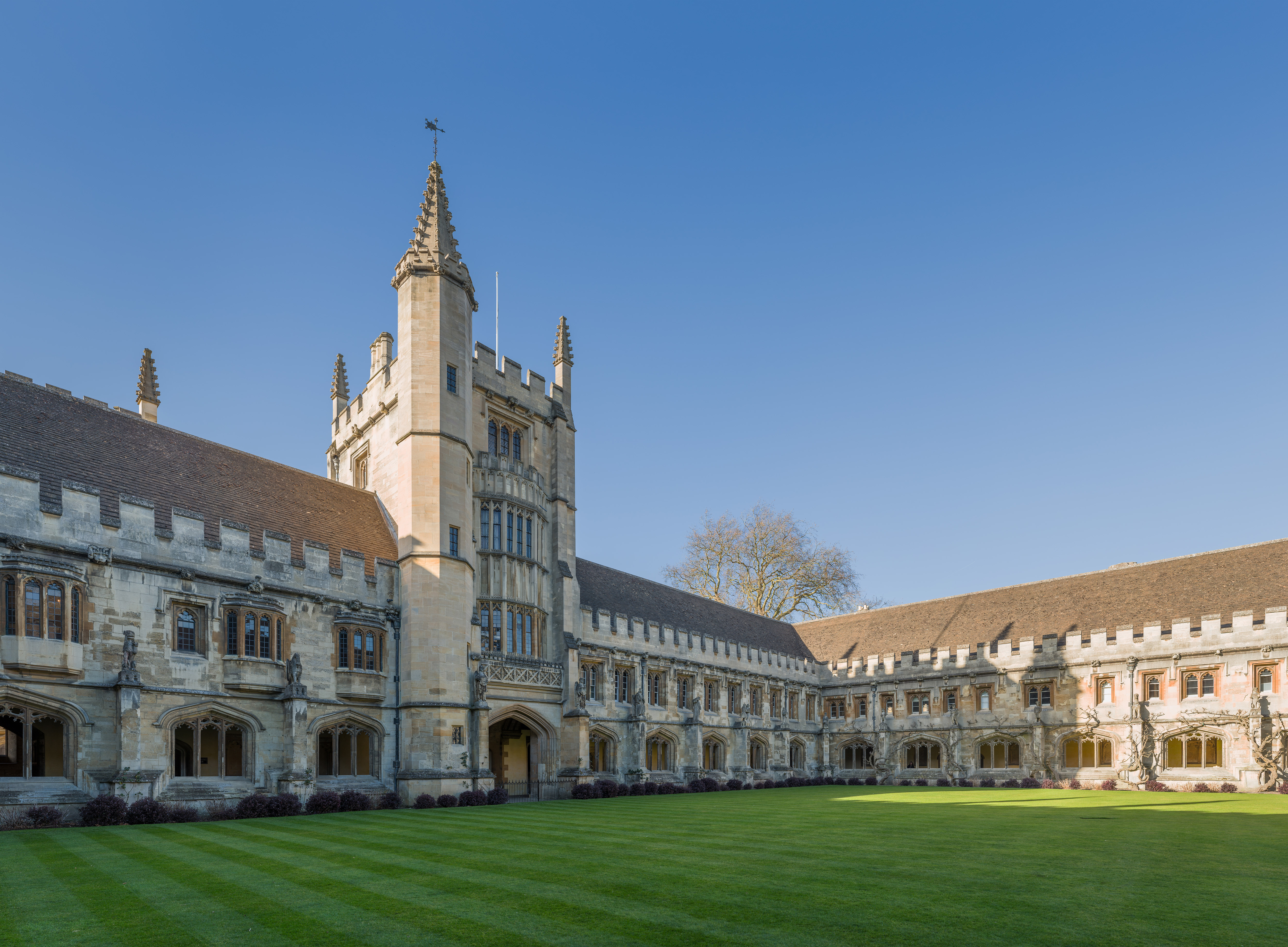
オックスフォード大学 Magdalen College Founders' Tower
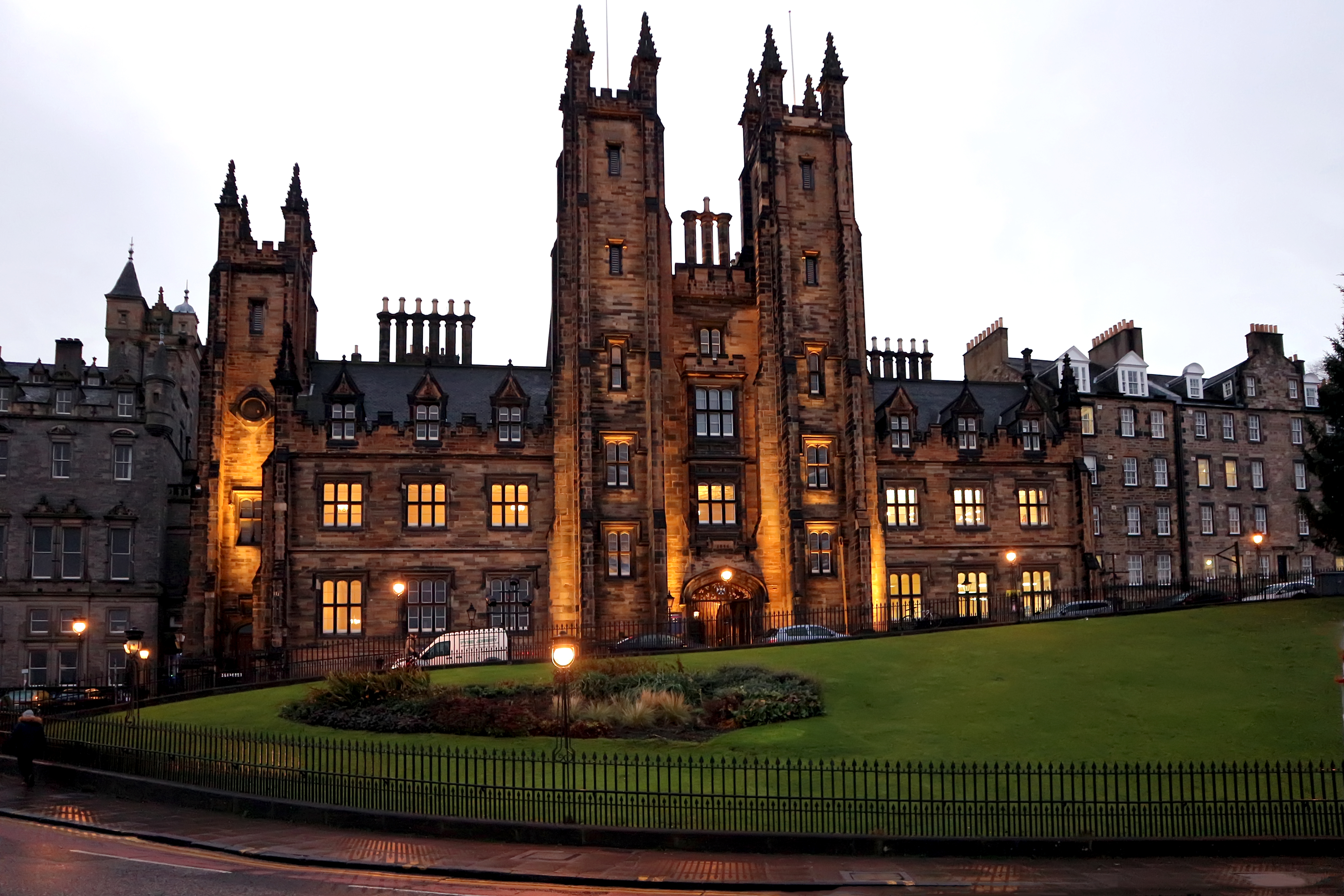
エディンバラ大学 ニュー・カレッジ
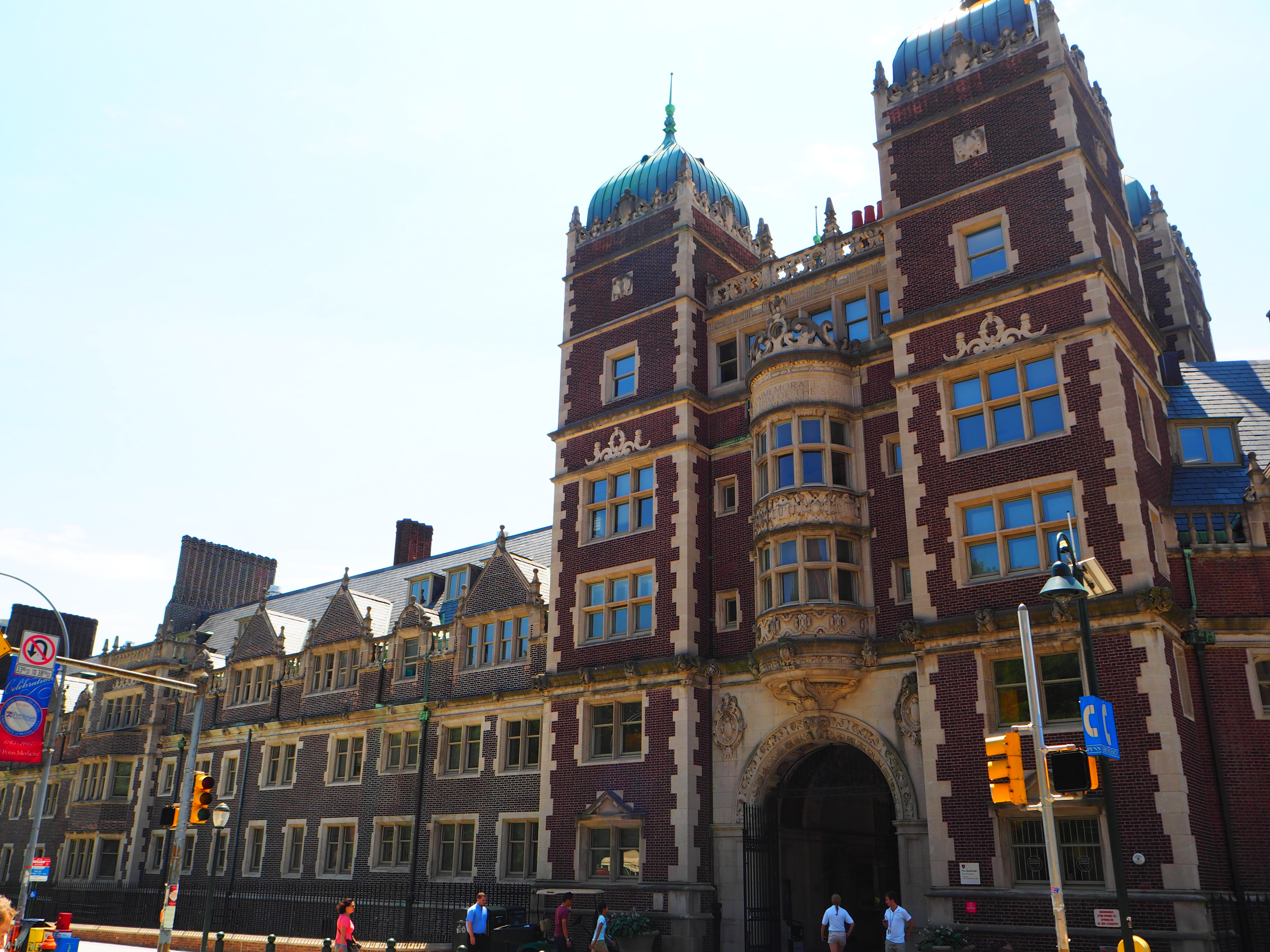
ペンシルベニア大学 Quadrangle（学生寮）
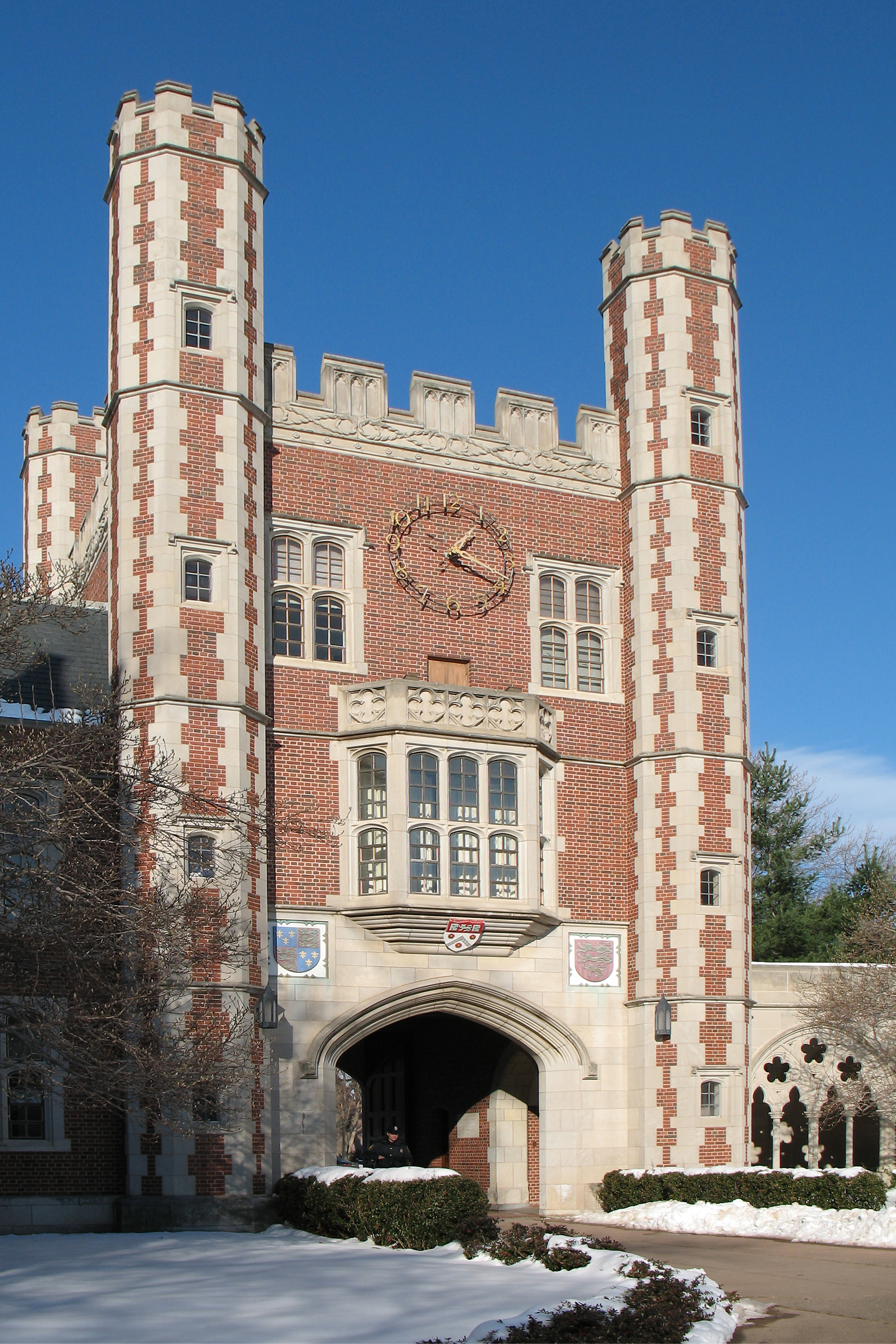
トリニティ・カレッジ ダウンズ記念時計台
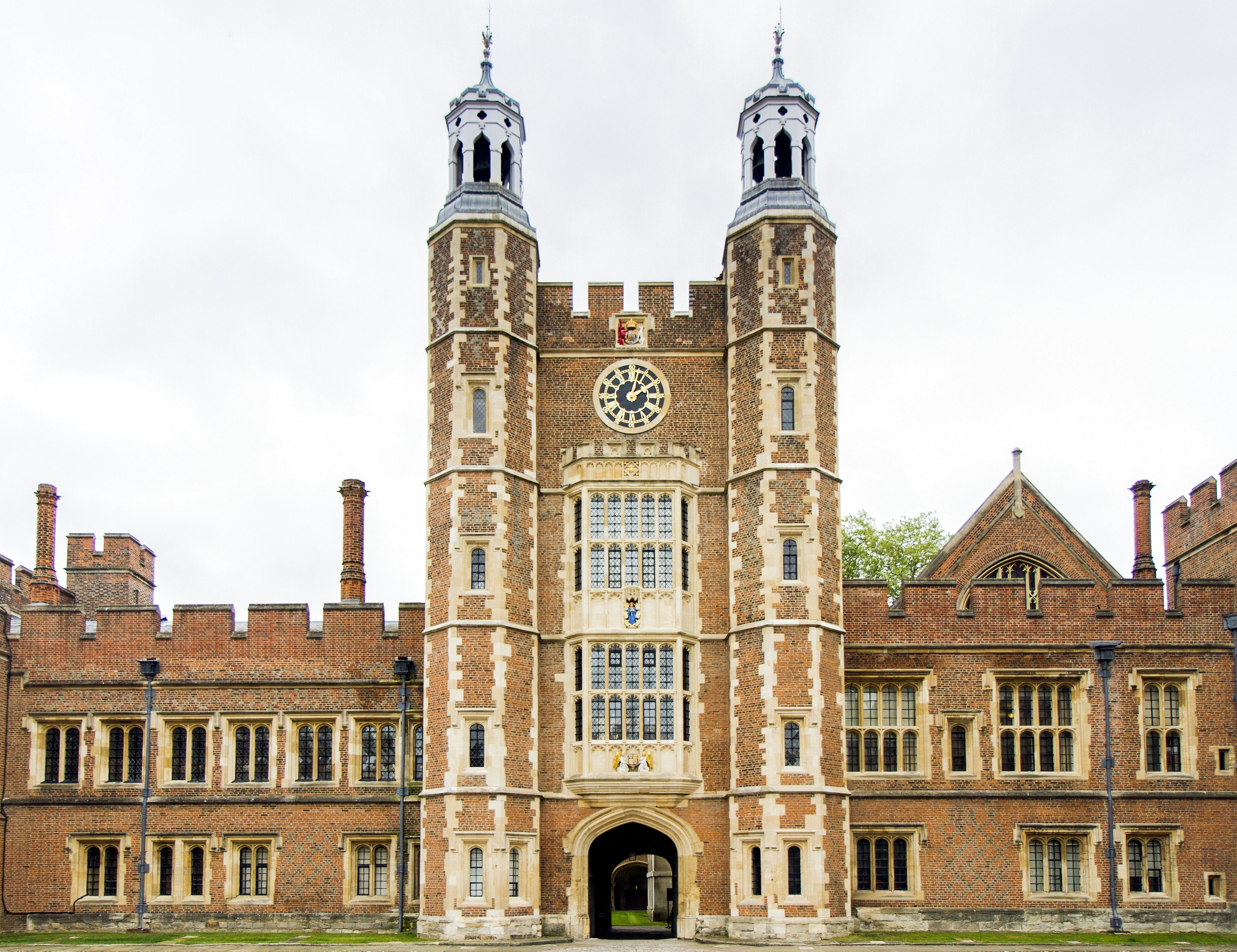
イートン・カレッジ Lupton's Tower／ラプトンの塔
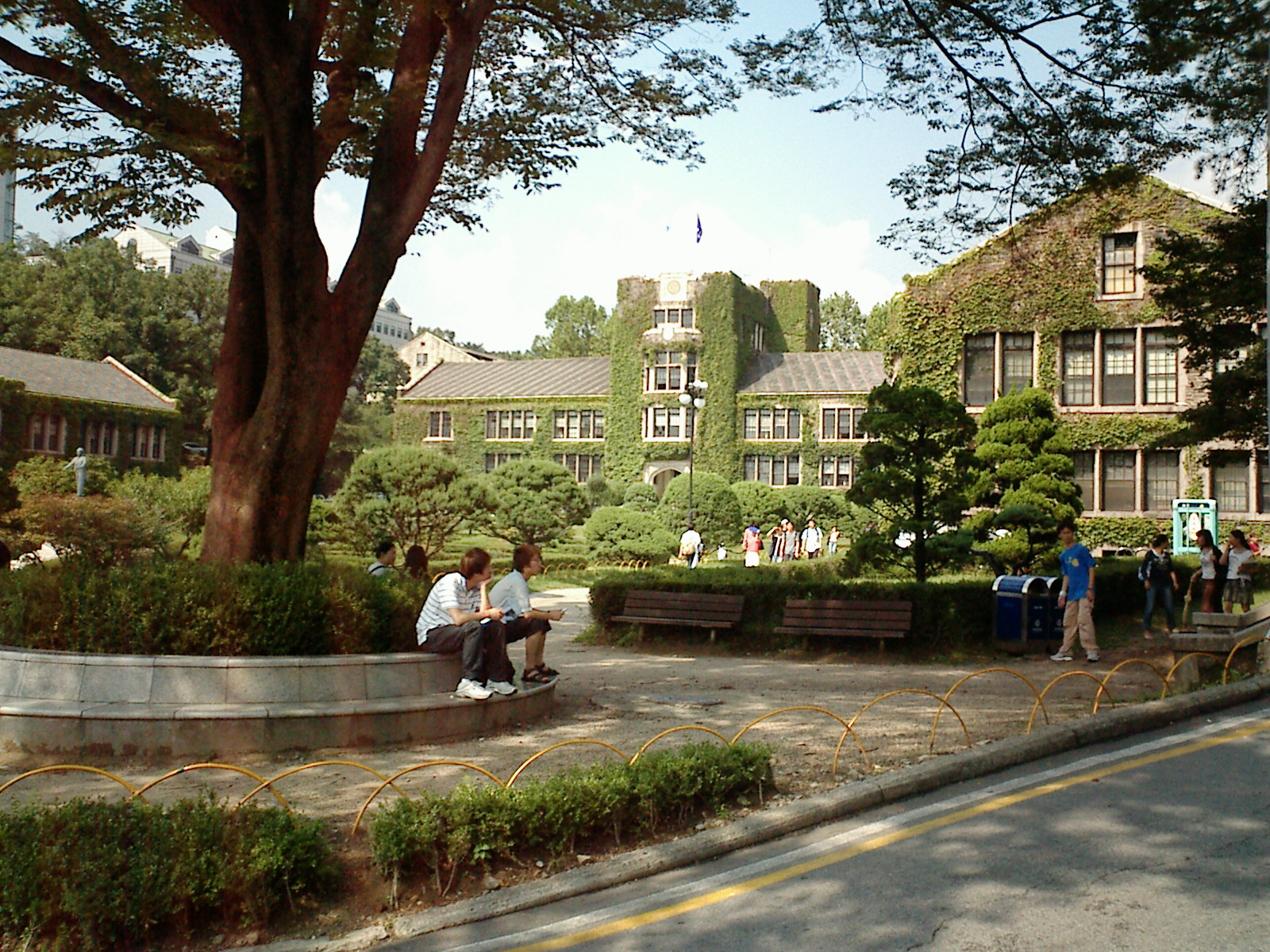
延世大学校 アンダーウッド館／本館
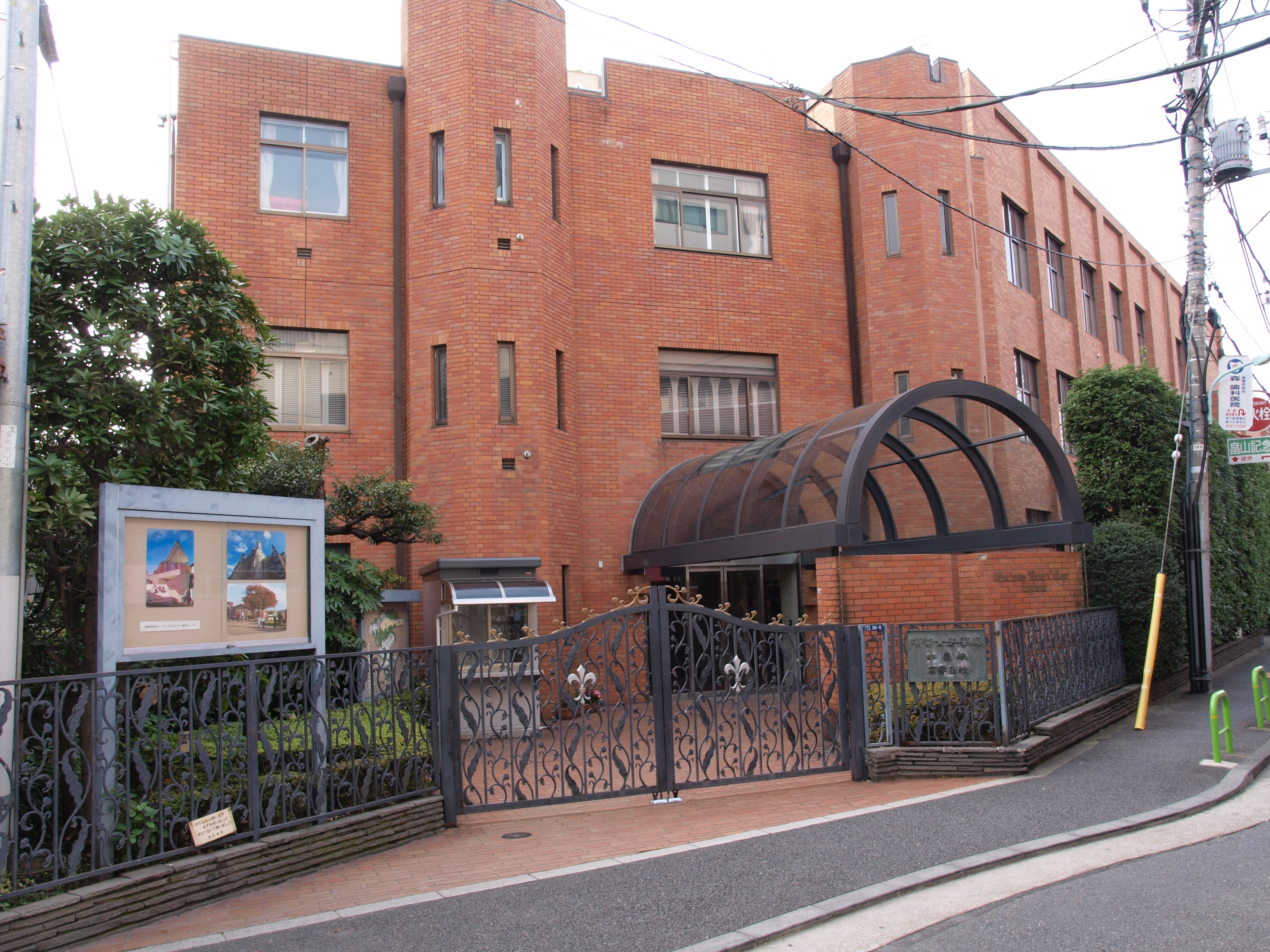
頌栄女子学院中学校・高等学校校舎

#### クロイスター（回廊）
大学の起源は中世ヨーロッパに見いだすことができ、英国国教会（聖公会）系であるオックスフォード大学は11世紀から12世紀、ケンブリッジ大学は13世紀に創立されたが、それ以前の学問研究はキリスト教修道院で行われ、そこから派生してカレッジが生まれた。そのため、オックスフォード大学のカレッジを始め、初期のカレッジはほぼ例外なく、修道院としての様式を備えていた。これらの古いカレッジには、チャペル、寄宿舎（学生寮と職員寮）、教室、図書館、クロイスター（回廊）があり、立教池袋キャンパスも、これらが配置されたキャンパス設計がなされている。クロイスターは、もともと修道士たちが瞑想するために四角い中庭に設けられ、四つの側面に沿って作られた通路であるが、池袋キャンパスにも、このクロイスターの様式を見ることができる。
新座キャンパスにもチャペルとチャペル会館で囲われた空間にクロイスターが設けられているが、こちらはアントニン・レーモンドが設計したチャペルに合わせてデザインされ、上空から見ると「立」の文字となるよう、五角形のクロイスター（回廊）となっており、一般的な様式とは異なる独特な様式を見ることができる。

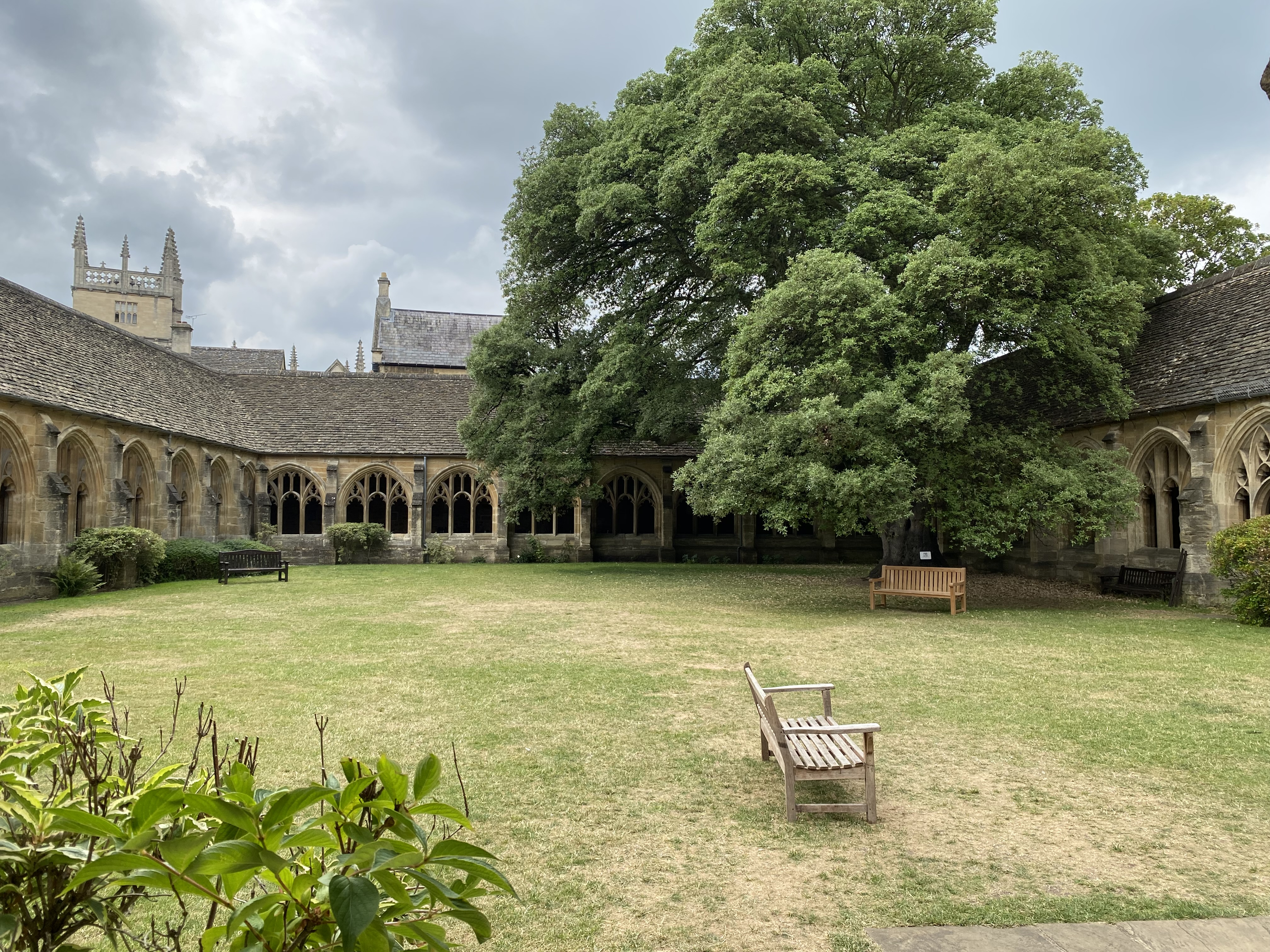
オックスフォード大学ニュー・カレッジのクロイスターと中庭（ハリーポッターのロケ地として知られる。）
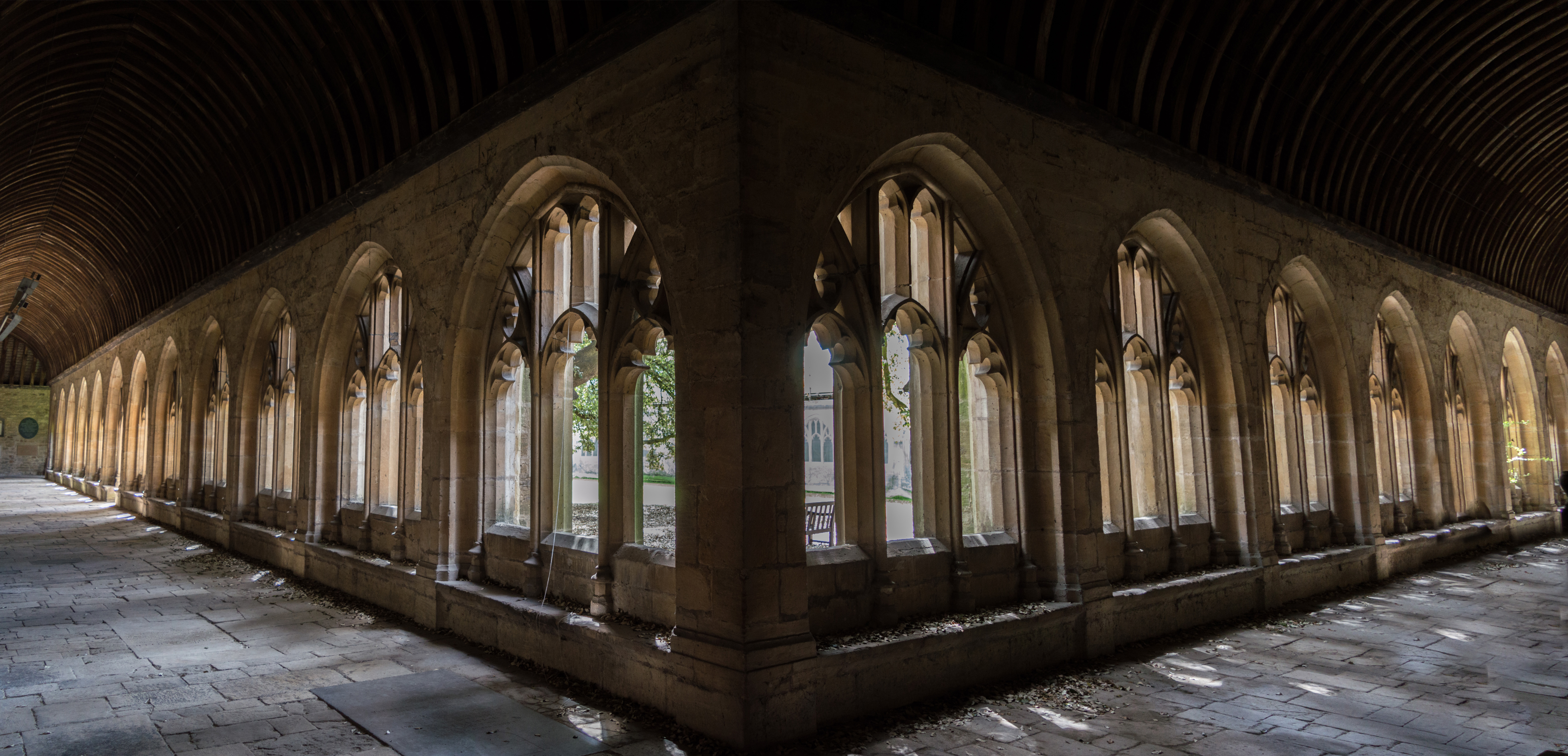
オックスフォード大学ニュー・カレッジのクロイスター内部

#### 各記念ホール
前項のモリス館を始め、立教大学には学校の発展に貢献した人物の名前のついた建物が多く、タッカーホール、ウィリアムズホール、マキムホール、ロイドホールなどがある。大学への寄付者を記念するメーザーライブラリー記念館や、太刀川記念館も存在する。

こうした貢献者の名を冠するメモリアルホールは欧米の大学でも多く見られ、立教大学創設者であるウィリアムズが学んだアメリカのウィリアムズ＆メアリー大学においても、同大学で学んだ初代アメリカ大統領を記念するワシントンホールを始め、ジェファーソンホール、モンローホール、タイラーホールなど、建物の多くに卒業生など偉人の名がつけられている。アメリカで現存する最古のロースクールであるマーシャル-ワイス法科大学院（ウィリアム・アンド・メアリー大学ロースクール）もアメリカ独立宣言の署名者で、ジェファーソン（第3代アメリカ大統領）も学んだバージニア州最高裁判所判事のジョージ・ワイス（アメリカ法律学の父、アメリカ最初の法律学教授）と、彼に同大学で学んだ第4代連邦最高裁判所長官のジョン・マーシャルを記念した名である。大学構内には立教大学にある建物と同じ名称のタッカーホールもあるが、これは立教学院総理であるヘンリー・セントジョージ・タッカーの曽祖父で、ワイスの後継者として法学教授を務めたSt. George Tuckerを記念した建物である。

#### ツタと赤レンガ
本館正門から見て右側のツタは、1924年に聖公会神学院のチャペルから移植されたキヅタで、一年中緑色をしている。左側は、フランク・ロイド・ライトが設計した目白・自由学園明日館から1925年に移植された。本館全体に這っているのはナツヅタで、秋には葉を落とす。池袋キャンパスを象徴するレンガ建造物は、「フランス積み」と呼ばれる、一段に長手面と小口面が交互に並ぶ組積法で構築されている。非常に手間がかかる施工方法で明治中期以降はほとんど用いられていないが、大正期になってあえてこの方法を採用したのは、装飾面でより優れている点を見越してのことだったと言われている。

#### クリスマスイルミネーション
本館前の2本のヒマラヤ杉は、1920年ごろ植林された。高さは約25メートルで、現在も成長を続けている。このヒマラヤ杉を用いたクリスマスイルミネーションはクリスマスの時期、池袋のランドマークとなる。イルミネーションの始まりは、戦後間もない1949年ごろ。当時、400個余り取り付けられていた色電球は、現在は1,000個以上である。

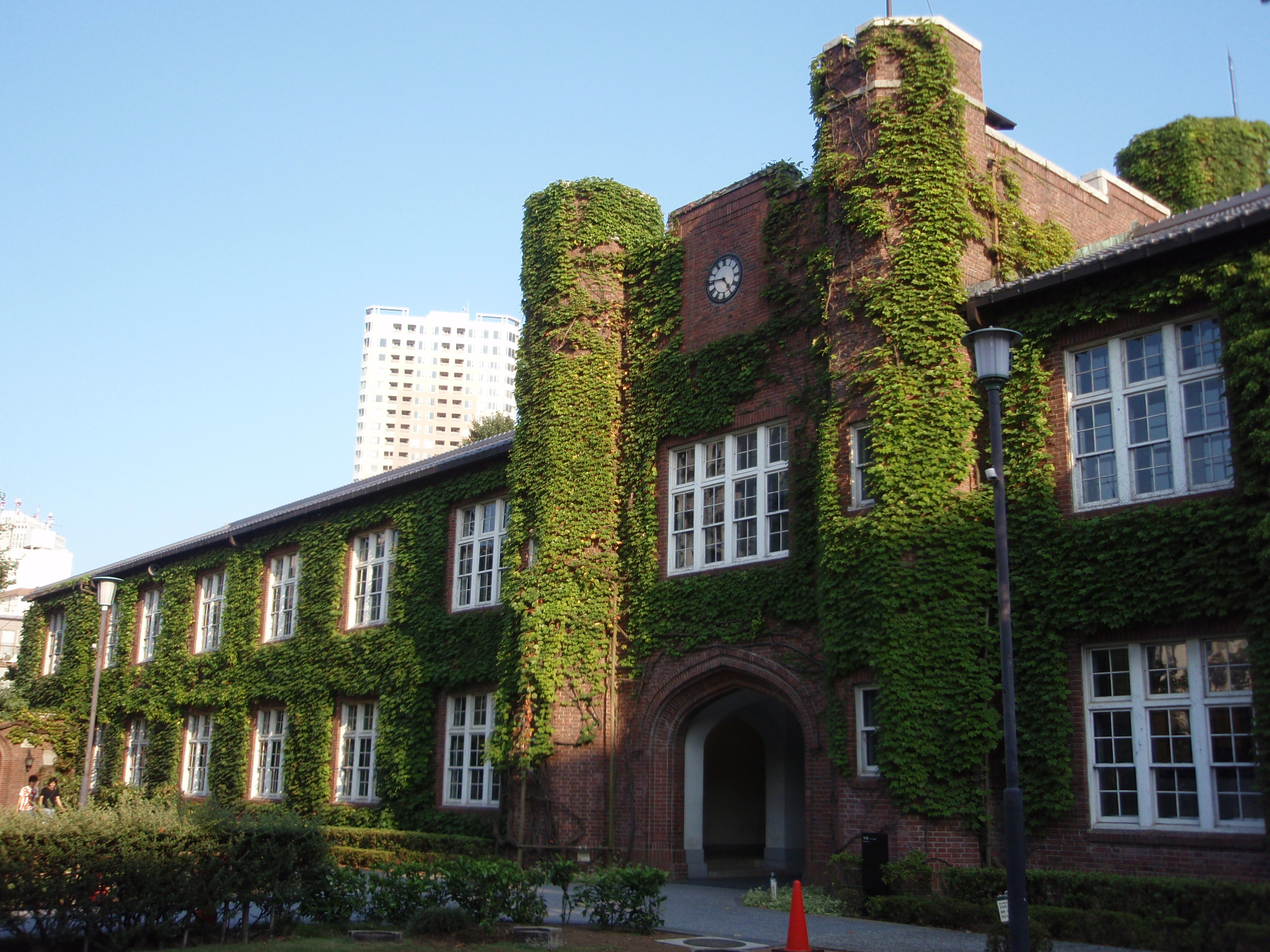
ツタと赤レンガ
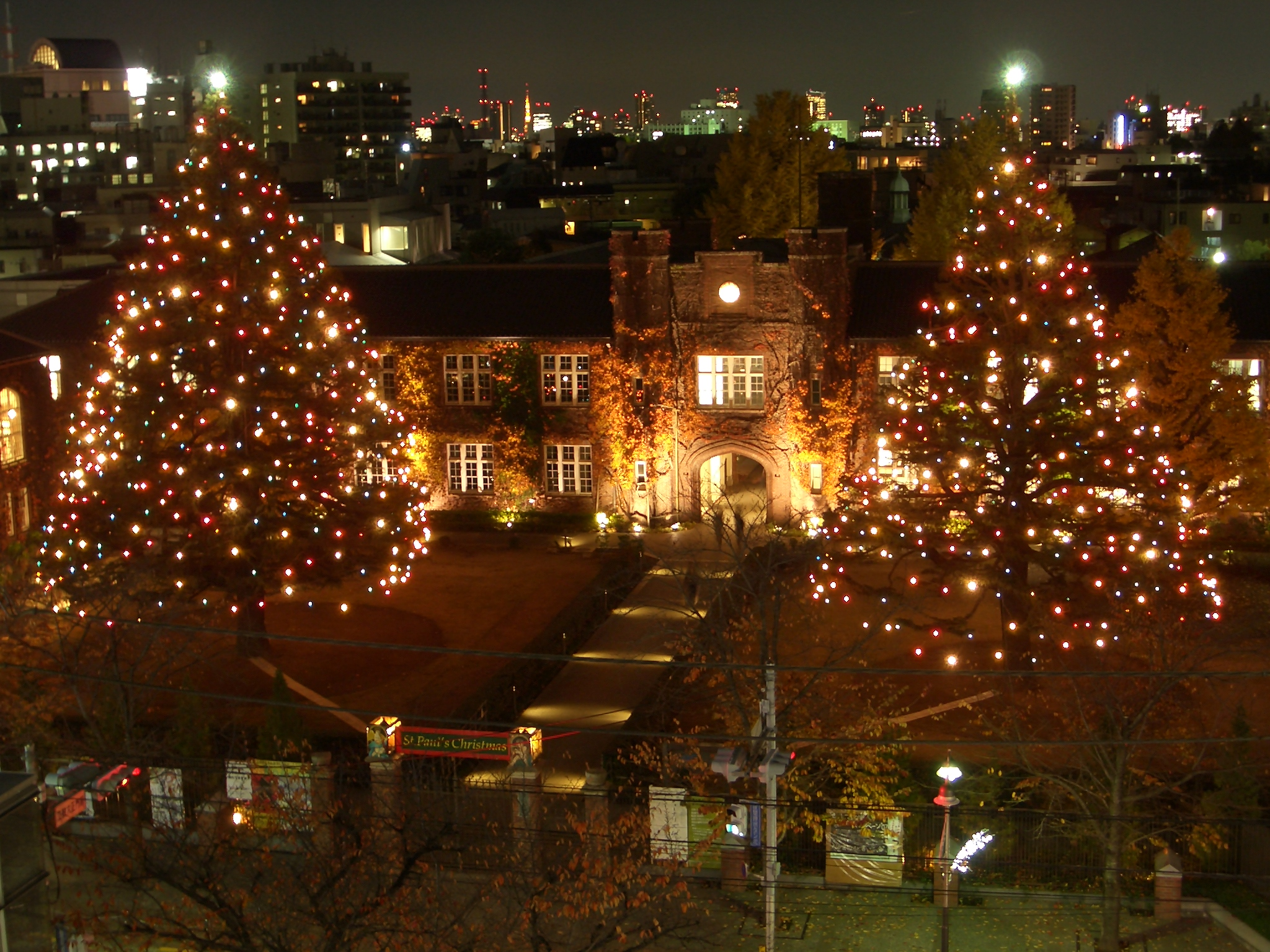
クリスマスイルミネーション

#### 第一食堂（池袋キャンパス）

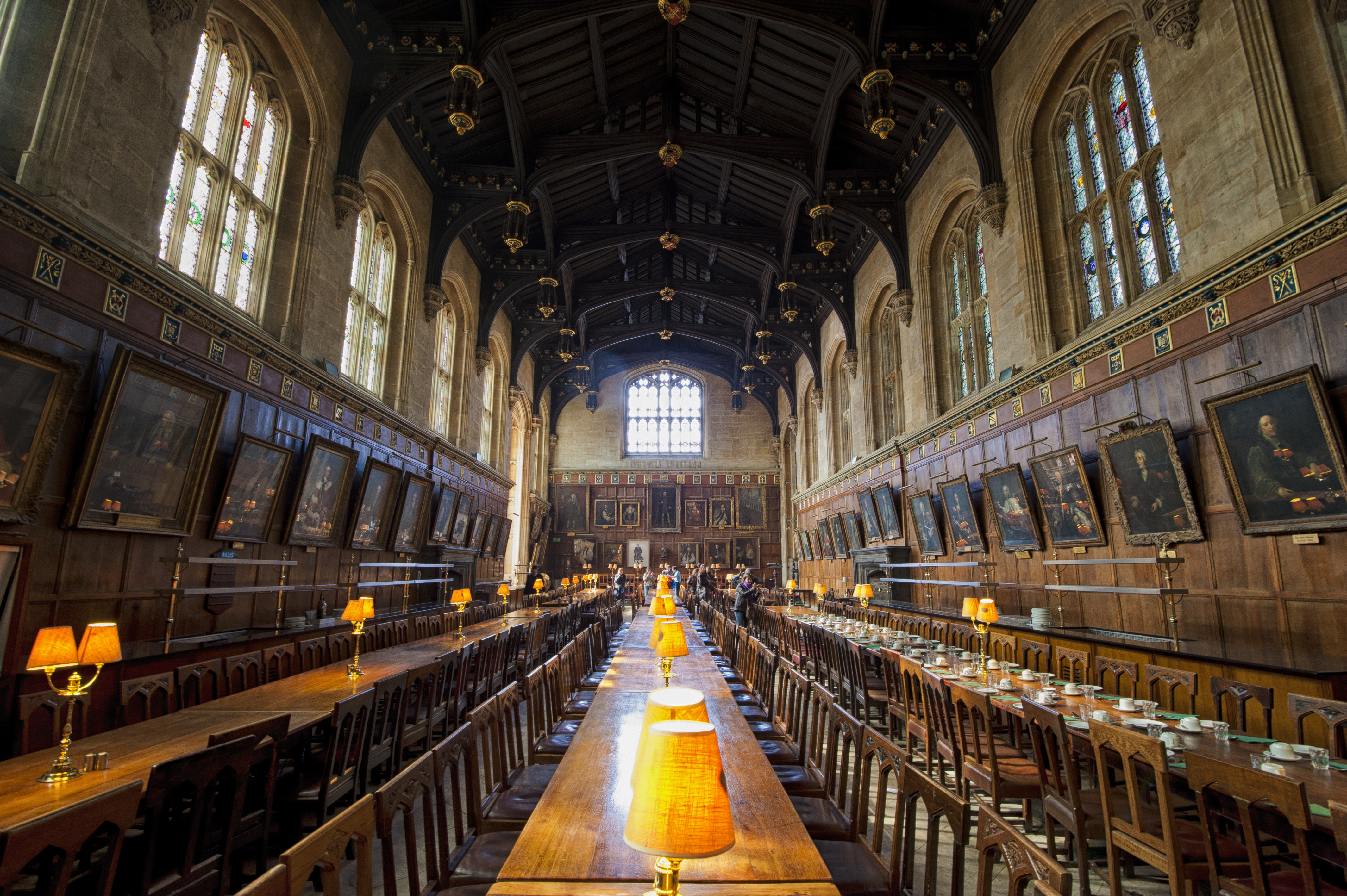
オックスフォード大学クライストチャーチ Christ Church Hall（食堂）

本館（モリス館）と同じく1918年（大正7年）に竣工した第一食堂は、英国の寄宿舎を思わせるクラシカルな雰囲気で、ハリーポッターの世界観があると言われ、学外からの訪問者も多い食堂である。立教大学と同じルーツを持つ英国国教会（聖公会）系大学であるオックスフォード大学クライストチャーチにある「Christ Church Hall（食堂）」は、実際に映画・ハリーポッターのモデルとなった食堂で、階段などはロケで利用されている。第一食堂とは窓の構造や配置が類似しており、天井の梁の造りは同一構造となっている。
第一食堂入口の扉の上にはラテン語で「APPETITVS RATIONI OBEDIANT」とあり「食欲は理性に従うべし」と書かれている。これは哲学者キケロの「欲望は理性に従うべし」という言葉をもじったものである。

#### 旧図書館本館旧館（現・メーザーライブラリー記念館／池袋キャンパス）

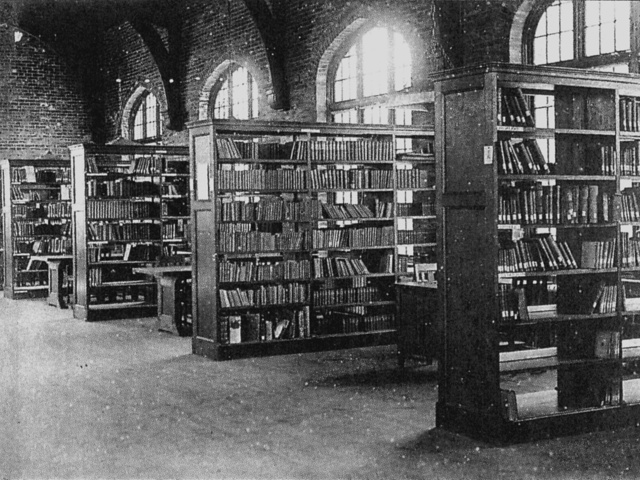
旧図書館本館内部（1918年）

1919年（大正8年）に米国聖公会のサミュエル・メーザーの寄付により竣工した旧図書館本館も、第一食堂と同様に、その伝統的な様相からハリーポッターの映画のシーンのようと言われた趣のある図書館であった。
2012年11月に新しく池袋図書館（新中央図書館）が開館すると、旧図書館本館旧館は図書館としての役割を終えた。その後、2013年に立教学院諸聖徒礼拝堂（池袋キャンパスチャペル）のパイプオルガン設置工事に伴い、一時的に旧館の2階がチャペルとして利用されたのち、2014年に立教の歴史と伝統、教育と研究の取り組みを発信する『メーザーライブラリー記念館』（立教学院展示館）になっている。2階の展示スペースは、当時と比べて図書館時代の書架などは取り払われており、図書が陳列した往時の図書館の雰囲気とは異なっている。
また、前項の食堂と同じく、英国国教会（聖公会）系大学であるオックスフォード大学のボドリアン図書館を構成するハンフリー公図書館は映画・ハリーポッターのロケ地となっている。

#### 立教学院諸聖徒礼拝堂（チャペル／池袋キャンパス）
1916年に定礎式が行われ、1920年1月25日に聖別式が挙行された。東京都選定歴史的建造物に選定されている。1923年の関東大震災後に改修され、1998年に免振工事が施された。日々の礼拝をはじめ、創立記念やクリスマスなどさまざまな礼拝が行われている。また、パイプオルガンやハンドベルなどのコンサートや、結婚式も行われている。

#### 立教学院聖パウロ礼拝堂（チャペル／新座キャンパス）
チェコ出身の建築家アントニン・レーモンドの設計により1963年に建てられた。礼拝のほか、コンサートなども開かれている。1967年にチャペル会館、回廊、ベルタワーなどが完成。チャペルとチャペル会館は五角形の回廊でつながれ、上空から見ると「立」の字のロゴの形となるように配置されている。ベルタワーは高さ31m。大・中・小3種類の鐘が礼拝前に鳴り響く。

#### パイプオルガン

エドワード・ガントレット／妻の恒（山田耕筰の姉）とともに

池袋キャンパスにあるチャペル「立教学院諸聖徒礼拝堂」には、2013年にイギリスのティッケル社が製作したイギリス・ロマン派様式の新パイプオルガンが導入されている。導入に伴い、それまで設置されていたドイツ・バロック様式のベッケラート社製のパイプオルガンは2013年に竣工した池袋キャンパス・チャペル会館2階にあるマグノリア・ルームに2014年6月末に移設された。新座キャンパスにあるチャペル「立教学院聖パウロ礼拝堂」には、2014年にアメリカのフィスク社が製作したフランス・ロマン派様式の新パイプオルガンが導入されており、立教大学には3つの異なるタイプのパイプオルガンが設置されている。また、大学には教会音楽の研究・教育活動を行う「教会音楽研究所」 があり、日本における教会音楽の充実と発展のため、研究に加え資料収集や教会音楽に携わる方との交流や研修を行い、一般の方向けにもオープンなプログラムを提供している。
歴史的には、池袋キャンパスが落成式を迎えた1919年から、日本のオルガン界に大きな功績を残したエドワード・ガントレットが教えた。ガントレットは、池袋キャンパスのチャペルにアメリカのエスティ社（Estey）製のパイプオルガンを設置した。設置には学生も手伝わせている。また、築地キャンパスの聖三一大聖堂には既にパイプオルガンが設置されており、立教では複数のオルガンを所有していた。ガントレットは、立教大学最初の聖歌隊長も務めた。当時生徒であった山鹿博によると、ガントレットはパート楽譜を自分で印刷してきて生徒に配り、練習した後でパイプオルガンを弾きながら指揮したという。1900年に滝廉太郎の堅信式を行い、音楽にも知見のあったジョン・マキムもガントレットの指揮する教会音楽（英国のアンセム）に感激したと言われている。東京府立第一高等女学校（現・都立白鵬高等学校）の4、5年生全員が、音楽教師に引率されて池袋キャンパスのチャペルを訪れ、ガントレットの演奏を鑑賞したこともあったという。加えて、ガントレットは経済学部教授としてタイプライティングも教えている。
1923年の関東大震災では、東京と横浜のパイプオルガンはほぼ壊滅してしまったが、池袋キャンパスのパイプオルガンは生き残り、1926年には、日本のオルガン奏者の泰斗である木岡英三郎が、欧州から帰国して最初の演奏会を池袋のチャペルで開催した。後に、カール・ブランスタッドが、ガントレットの後任としてオルガニストとなり、立教大学聖歌隊を指導し、日本トップクラスの聖歌隊に育て上げた。
立教学校初代校長のジェームズ・ガーディナーが設計した東京・本郷の聖テモテ教会聖堂に設置されていたパイプオルガンは、1932年に設置された日本楽器（現：ヤマハ）製の国産第1号のパイプオルガンであったが、1945年の戦災で聖堂とともに焼失。パイプオルガンの音色を再び響かせたいという想いの下、2002年に新パイプオルガンが設置された。聖堂は1950年に再建されている。

#### 角帽・モルタルボード型

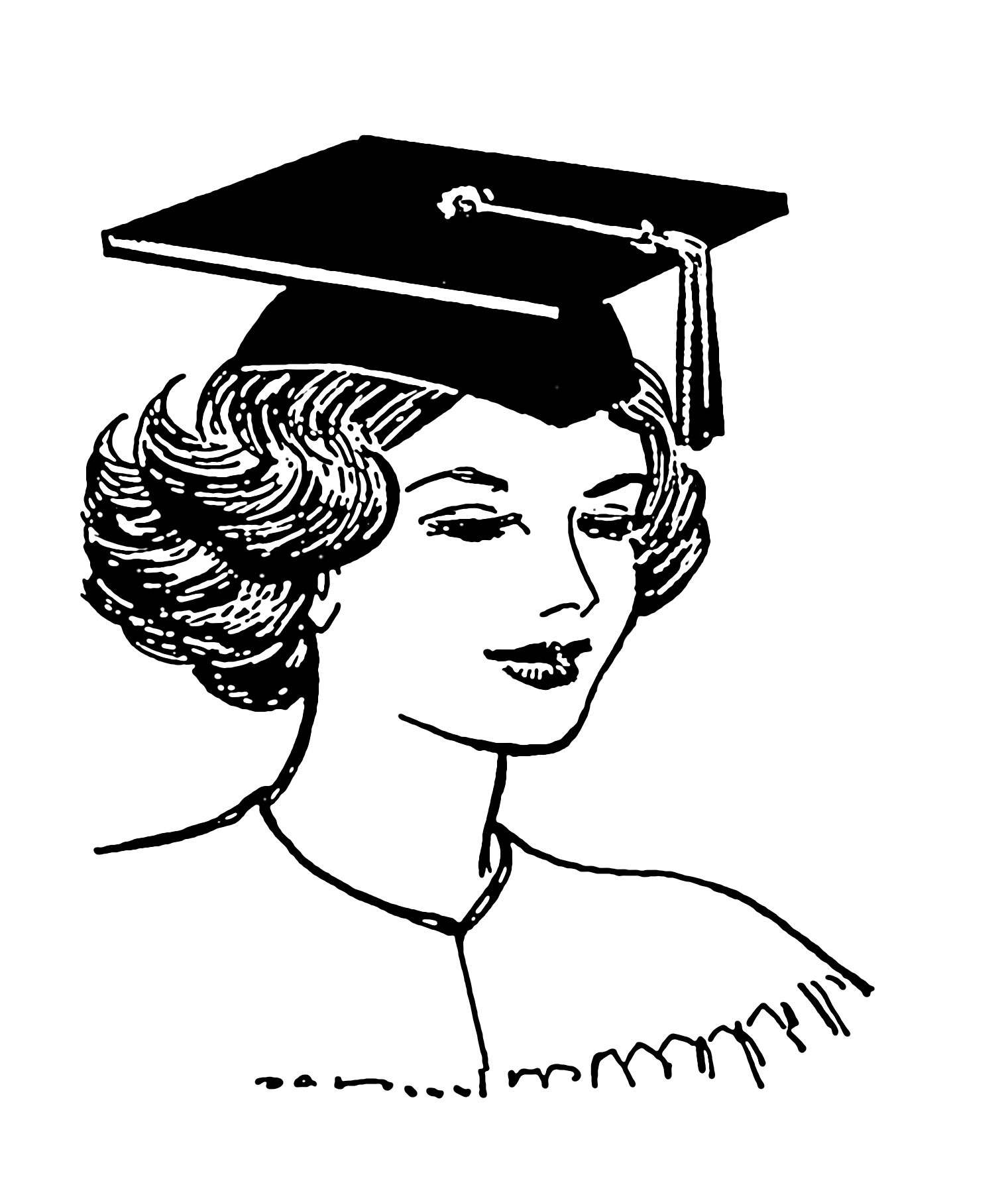
モルタルボード（角帽）

築地にあった米国式カレッジである立教大学校の学生が、角帽（モルタルボード型）を日本で最初に着用して都内を闊歩したと言われる。この米国式の大学帽は、頂に赤と黒の絹の房があり、学生たちはそれをたらして意気揚々と都大路を闊歩していたという。当時の学生たちは西洋の大学に入学したような心持であった。制服は金ボタンがついた制服であった。

#### 立教大学校校舎と尖塔（1883年‐1890年）

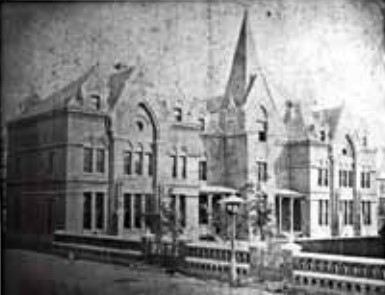
立教大学校校舎

1883年（明治16年）1月に築地で設立された立教大学校の校舎（1882年12月竣工、ガーディナー設計、築地居留地37番）は、ゴシック風の煉瓦造りの3階建てで、外容は煉瓦の朱色に対し、帯青色の石材をもって窓および棟の装飾に用い、中央には20メートル近い大尖塔がそびえ立っていた。その頂には金色の十字架が輝き、東京見物の人々も訪れる観光名所となっていた。尖塔は銀座からも見え、当時の学生の大きな誇りになっていた。また、これまで電気やガスがなく、初めてアセチリン瓦斯燈が輸入された当時であったが、講堂のランプは全て瓦斯燈を扱う商店の寄付により設置され、講堂に集う聴衆は明るく煌々たる光景に肝をつぶしたという。校舎の1階を教室とし、2階・3階を寄宿舎としていた。傍らには築地1丁目にあった旧校舎も移設して、舎監室および食堂とした。

### 立教グッズ、アパレル
立教のロゴが入ったグッズやアパレルなどのオリジナルグッズが池袋キャンパスにある『池袋セントポールプラザ』や『立教オンラインショップ』などで販売されている。「立教水」の愛称で親しまれるオリジナルのミネラルウォーターも人気商品となっている。グッズの中には体育会応援グッズもあり、硬式野球部のレプリカユニフォームや立教箱根駅伝応援のポロシャツやタオルマフラーなども扱っている。オンラインの『Rikkyo Alumni Shop』では、校友会オフィシャルグッズも販売されている。これら以外にもラグビー部やアメリカンフットボールチームであるRushers（ラッシャーズ）などは、チーム独自のサイトでグッズ販売を行っている。

また、経営学部のゼミでは、株式会社ZOZOやアパレルブランド「nano・universe」などと連携して、大学とアパレルブランドのコラボレーション企画としてパーカーを製作している。2022年10月にはZOZOTOWNとのコラボレーションで「Rikkyo University」の頭文字のロゴを施したスウェットを製作した。

こうしたグッズ販売や取り組みは、アメリカの大学では伝統的に盛んに行われており、大学スポーツの人気とともに、大学のブランド力向上や収益に繋がっている。カリフォルニア大学ロサンゼルス校（UCLA）においては、1919年にロサンゼルスのウエストウッドにキャンパスを設立して以来、グッズを販売している。UCLAのキャンパス内には街中のアパレルショップさながらの『UCLAストア』などの大型ショップが複数展開して豊富な商品を扱っており、在校生のみならず多くの観光客が購入している。UCLAの学生スポーツチームであるUCLAブルーインズの名称が入ったグッズも多くある。また、オンラインの『UCLAstore.com』の収益はすべて、UCLAコミュニティのための商品やサービス、最先端のキャンパス施設、学生活動のための資金など、さまざまな方法で再投資されており、大学の運営に寄与している。

## 組織、教育支援プログラム

### 組織

#### 学部

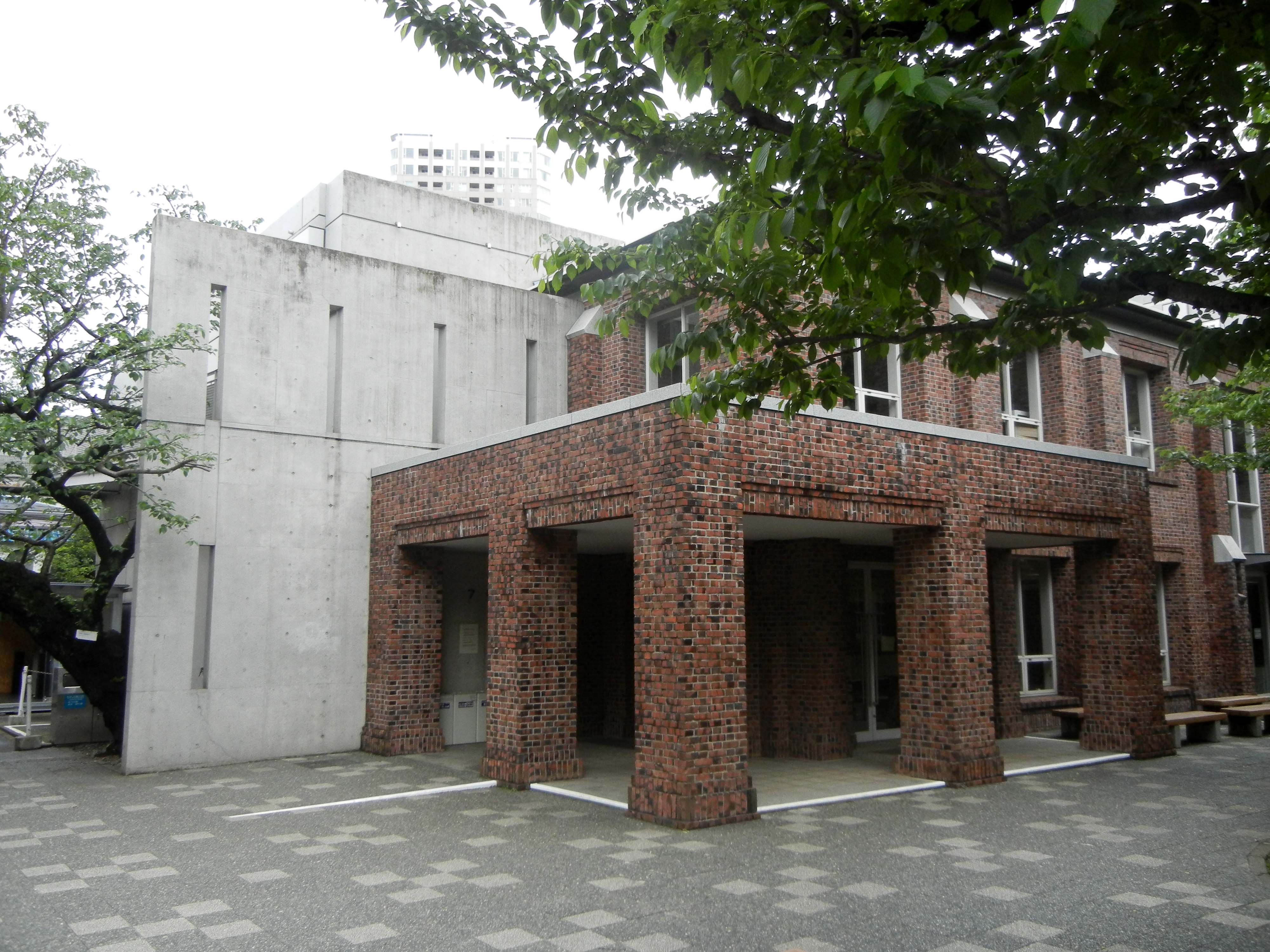
池袋キャンパス7号館（メディアライブラリー）

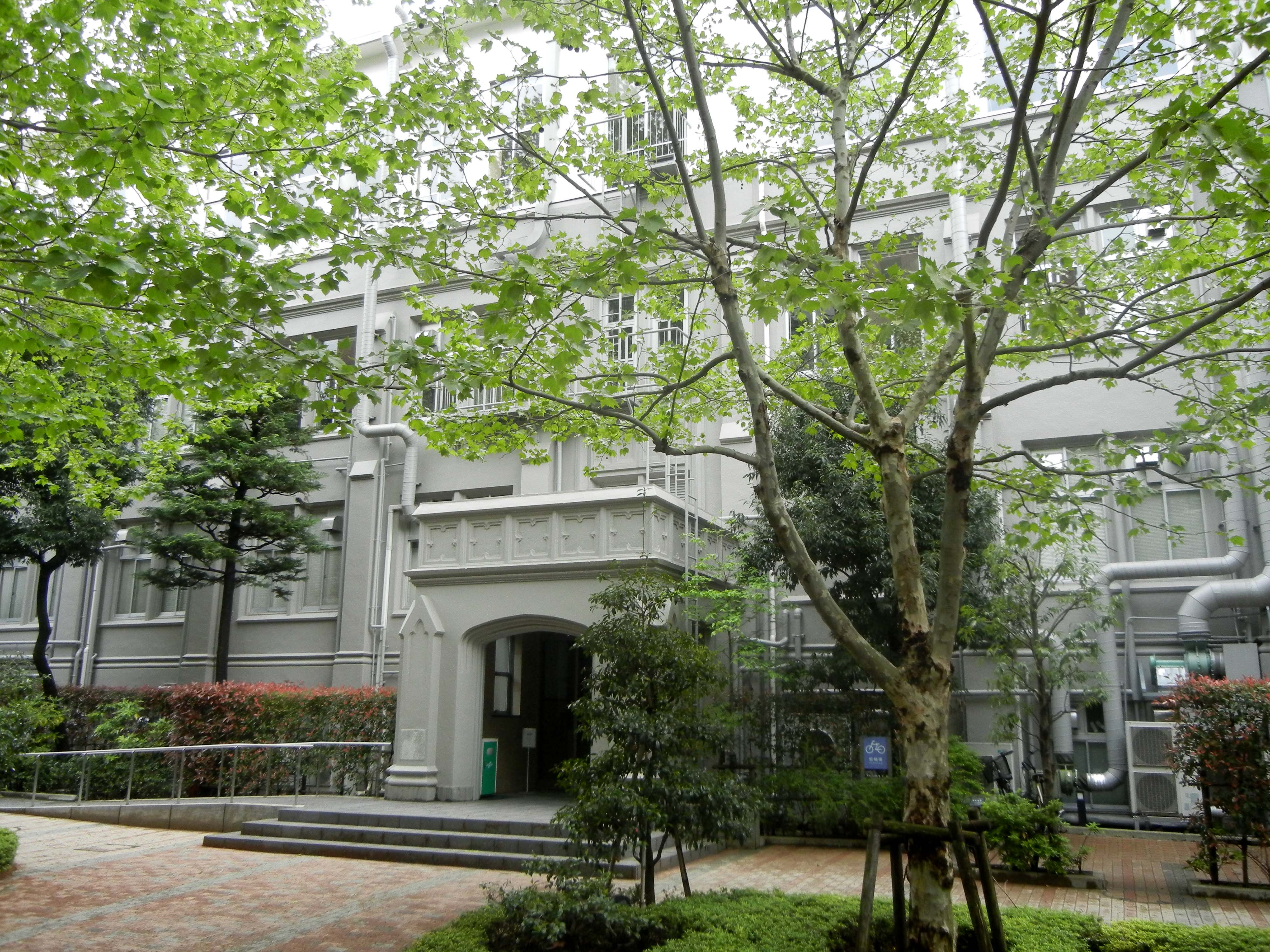
池袋キャンパス4号館（旧予科校舎）

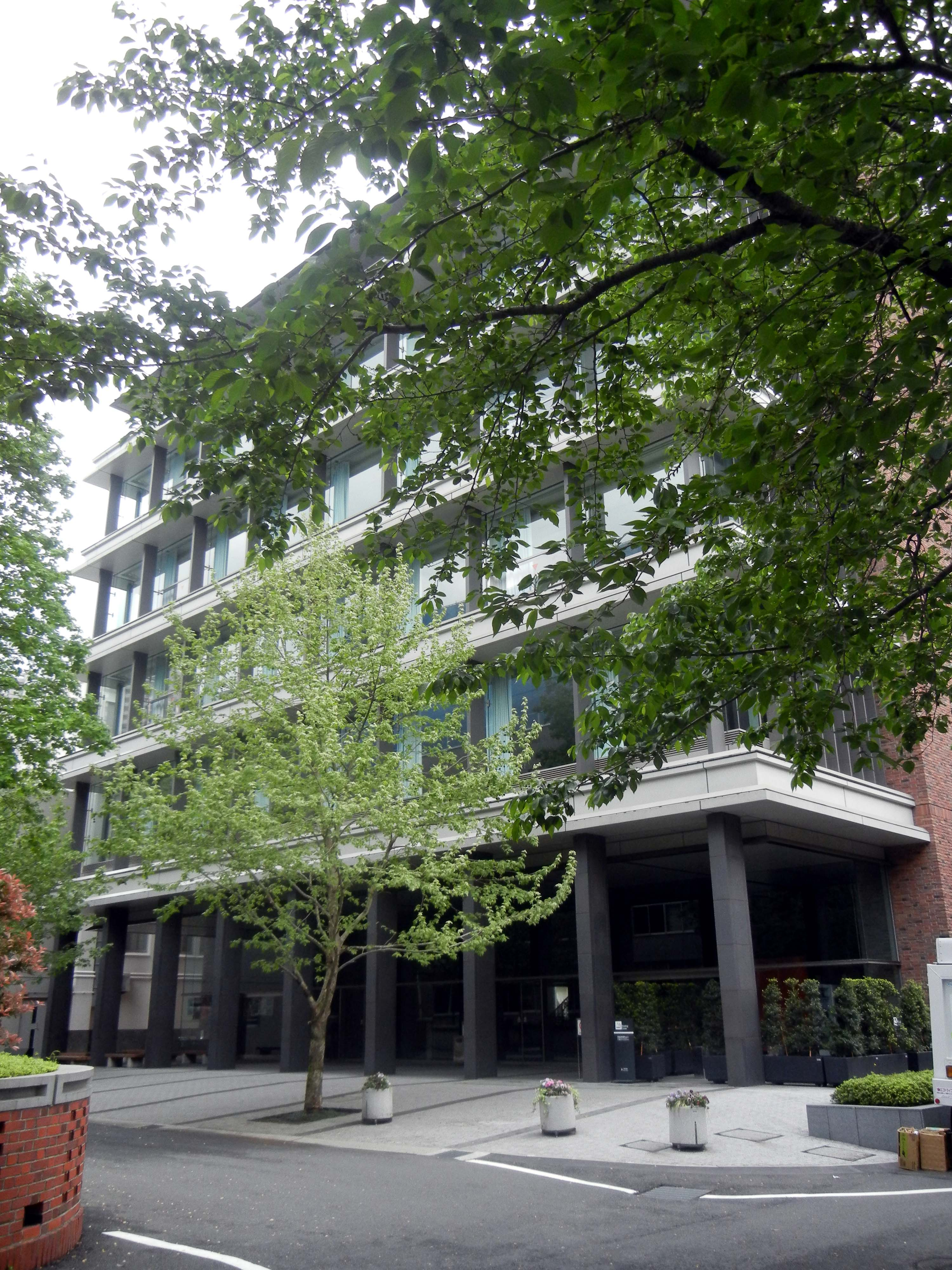
池袋キャンパス14号館

- 文学部（池袋キャンパス）
大学創立時からの流れを汲む文学部の学科数は学内で最も多かったが、2006年度改編に伴いキリスト教・文・史・教育の4学科となり、新たに専修が加わった。また、比較文芸・思想コースが設置されていたが、2008年度をもって廃止し、文芸創作部門、思想・哲学部門、文化・文明批評部門が「文芸思想専修」となった。このコースは正式な学科ではないが、このコースを履修する学生には独自科目を配置。入学した学科に所属しながら、コース独自の科目を履修し、卒業時には「卒業研究」として創作文芸作品や芸術研究、共同制作の映像作品などを提出した。
  - キリスト教学科
  - 文学科
    - 日本文学専修
    - 英米文学専修

英米文学科が改組する英米文学専修はアメリカ文学の研究では「草分け的存在」を自負しており、指導教員・蔵書とも充実している。イギリス文学ではシェイクスピアをはじめ、ロマン主義文学、ヴィクトリア朝文学研究が盛ん。英語学分野では英語史、英語文献学が中心。
    - ドイツ文学専修

ドイツ文学専修は文学というより、「ドイツ学」という形で、ドイツ語圏文化を広く研究している[665]。
    - フランス文学専修
    - 文芸・思想専修

  - 史学科
    - 日本史学専修
    - 世界史学専修
    - 超域文化学専修

  - 教育学科
    - 教育学専攻
    - 初等教育専攻 - 小学校の教員免許が取得できる
      - 3年次に各専攻に分かれる
- 異文化コミュニケーション学部（池袋キャンパス）
  - 異文化コミュニケーション学科[注釈 148]
- 経済学部（池袋キャンパス）
  - 経済学科
    - 経済分析コース
    - 経済社会コース
    - 国際経済コース
2年次から各コースに分かれる

  - 経済政策学科[注釈 149]
  - 会計ファイナンス学科[注釈 150]
- 経営学部（池袋キャンパス）
「リーダーシップの育成」を目標に掲げ、グローバル化する社会に資する人材を育成すべく、独自のプログラムを展開している。学外の高校や企業とのコラボレーションも盛んで、学部生は一年生の段階から、授業を通して企業から提示されたプロジェクト課題に取り組み、問題解決やプレゼンテーションなど実践的なスキルを身につけていく。
  - 経営学科[注釈 151]
  - 国際経営学科[広報 7]
- 理学部（池袋キャンパス）
  - 数学科[注釈 152]
  - 物理学科[注釈 153]
  - 化学科[注釈 154]
  - 生命理学科[注釈 155]
- 社会学部（池袋キャンパス）
  - 社会学科[注釈 156]
  - 現代文化学科[注釈 157]
  - メディア社会学科[注釈 158]
  - 国際社会コース

国際社会コースは、1学年各学科15名、計45名により構成される。1年次に書類を提出し、志望理由、全般的な成績、英語力等に基づく選抜の上、2年次からコースを選択することができる（なお、国際社会コース入試による入学者は、国際社会コース選択があらかじめ決定している）。
- 法学部（池袋キャンパス）
  - 法学科
  - 国際ビジネス法学科
  - 政治学科
- 観光学部（新座キャンパス）
前身の社会学部観光学科の初代学科長は野田一夫。1998年度に日本初の独立した観光専門の学部となる。
  - 観光学科
  - 交流文化学科
- コミュニティ福祉学部（新座キャンパス）
  - コミュニティ政策学科
2年次から以下の専修を選択
    - コミュニティ学専修
    - 政策学専修

  - 福祉学科[注釈 159]
- 現代心理学部（新座キャンパス）
2006年度に文学部心理学科から独立した。
  - 心理学科
  - 映像身体学科
- スポーツウエルネス学部（新座キャンパス）
2023年度にコミュニティ福祉学部スポーツウエルネス学科から独立した。
  - スポーツウエルネス学科[注釈 160]
- グローバルリベラルアーツプログラム（池袋キャンパス）
2017年より開設。原則、英語で授業が行われる科目の履修だけで学位の取得が可能となっている。2年次の秋学期から始まる留学までは、GLAP生全員が寮で生活する。その上で、2年次の秋学期から3年次の春学期までの1年間、全員が海外の協定校に留学する。帰国後は「Humanities」「Citizenship」「Business」という3分野から専門領域を選択し、4年次には「Final Year Seminar」を履修しつつ、卒業論文を執筆する。文部科学省「スーパーグローバル大学創成支援」採択を受けて開設された。

#### 研究科

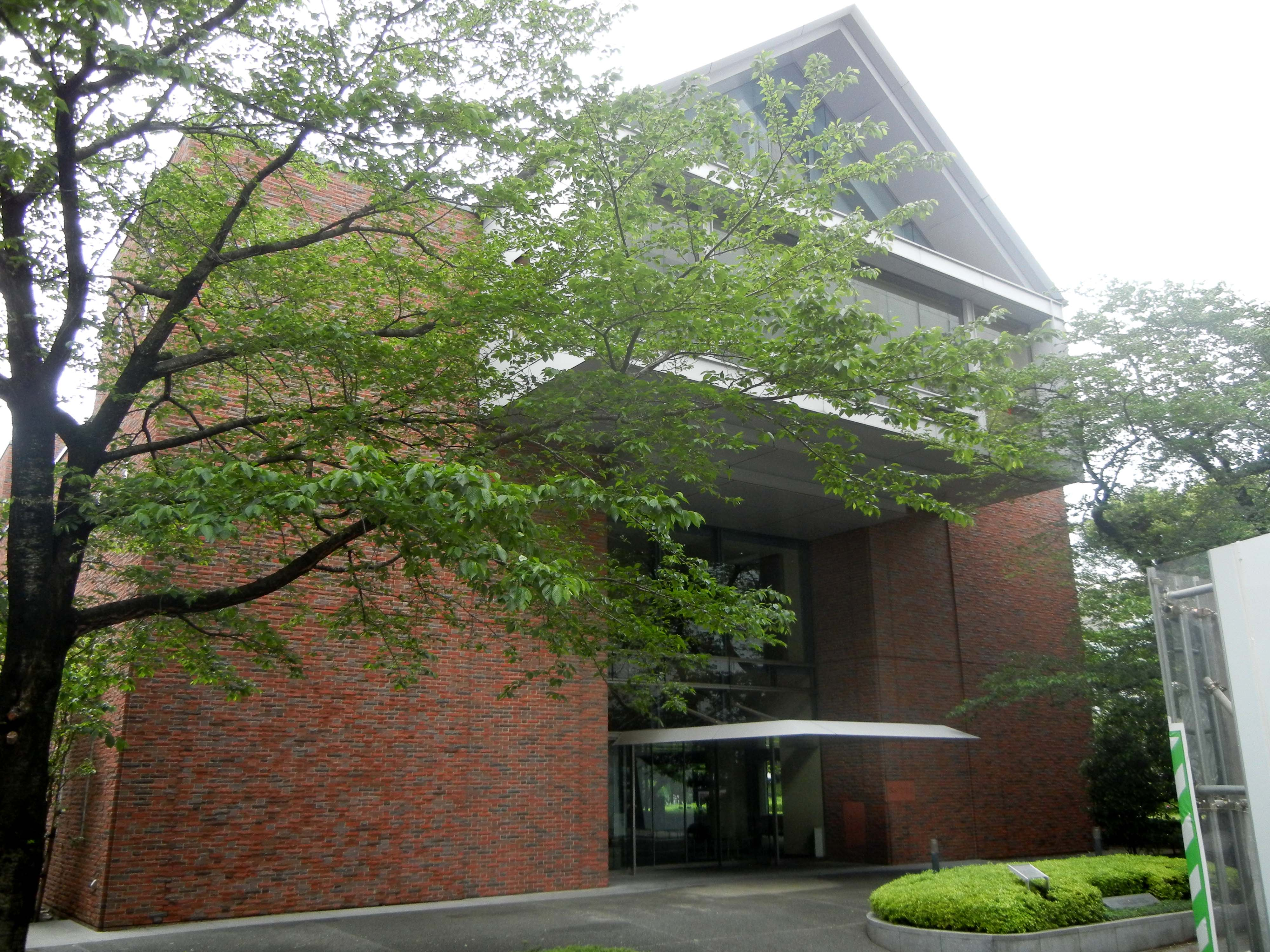
池袋キャンパス太刀川記念館

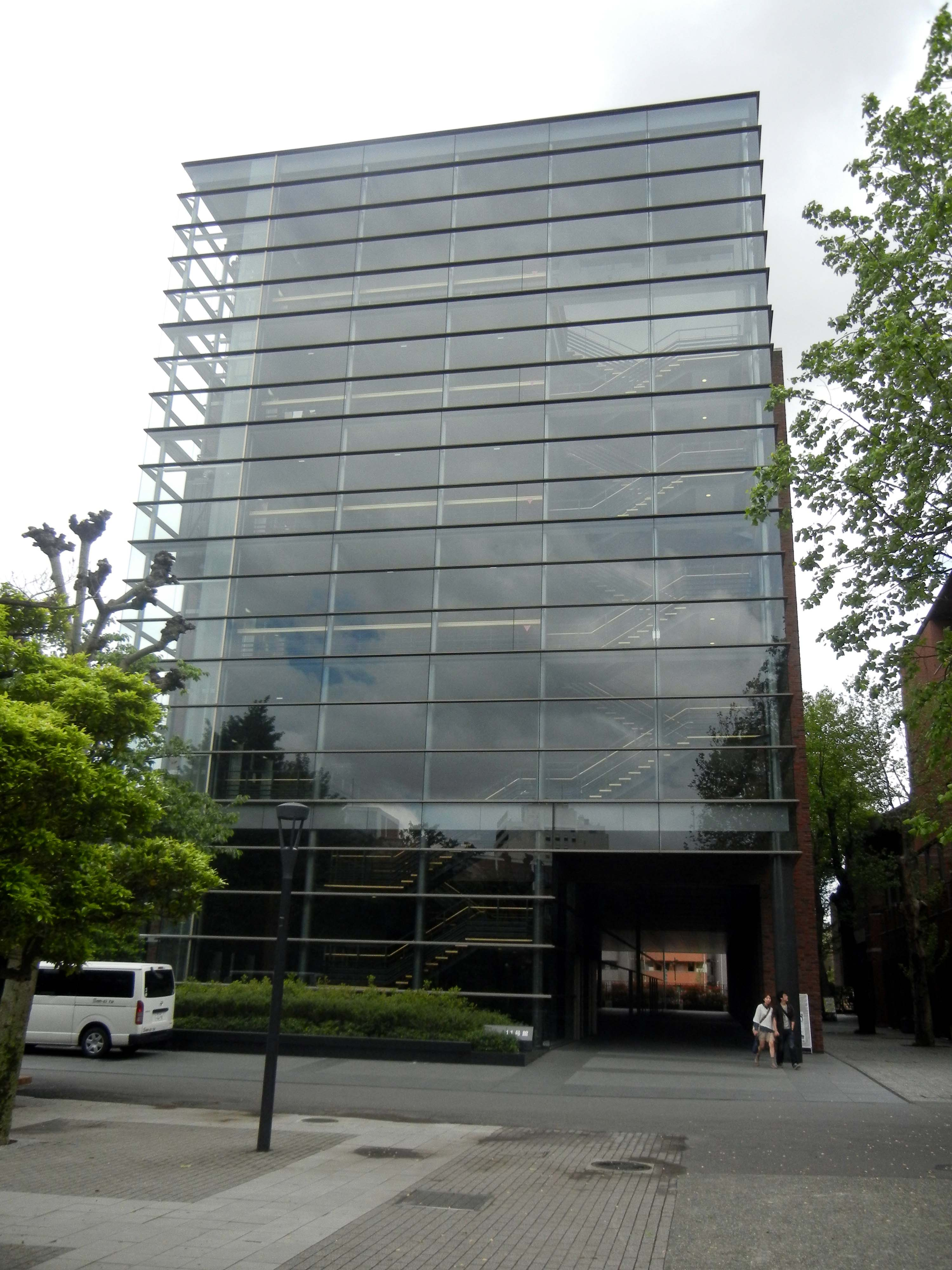
池袋キャンパス11号館（法科大学院、独立研究科、グッドデザイン賞受賞）

- キリスト教学研究科（博士前期課程・後期課程）
  - キリスト教学専攻
    - 前期課程のコース
      - キリスト教学研究コース
      - ウィリアムズコース - キリスト教に関わる現場で2年以上の実務経験を有する者が対象。

    - 聖公会牧師養成校（神学校）である聖公会神学院との単位互換制度がある。
- 文学研究科（博士前期課程・後期課程）
  - 日本文学専攻
  - 英米文学専攻
  - ドイツ文学専攻
  - フランス文学専攻
  - 史学専攻
  - 超域文化学専攻
2010年4月に地理学専攻から名称変更。人文地理学、文化人類学、考古学、民俗学、地域研究を融合した研究、教育を実施。
  - 教育学専攻
  - 比較文明学専攻
「現代文明学領域」「文明工学領域」「言語多文化学領域」「文明表象学領域」という4つの研究領域（科目群）を設置。
- 経済学研究科（博士前期課程・後期課程）
  - 経済学専攻
前期課程に社会人コースを設置。夜間や土曜日に展開される科目を中心に履修することが可能となっている。
本学唯一の院生による自治会を有している。
- 経営学研究科
  - 経営学専攻（博士前期課程・後期課程）
    - 前期課程のコース
      - アカデミック・コース - 研究者養成のためのコース
      - プロフェッショナル・コース - 高度職業人養成のためのコース
      - リーダーシップ開発コース - 人づくりと組織づくりの高度専門人材育成のためのコース

    - 専門分野
      - マネジメント分野
      - マーケティング分野
      - アカウンティング＆ファイナンス分野

  - 国際経営学専攻（博士前期課程）
全科目が英語で開講
- 理学研究科（博士前期課程・後期課程）
  - 物理学専攻
理論物理学研究室、原子核・放射線物理学研究室、宇宙・地球系物理学研究室がある。
  - 化学専攻
  - 数学専攻
  - 生命理学専攻
教員は「分子生物学」「生物化学」「分子細胞生物学」の3領域に分かれている。
- 社会学研究科（博士前期課程・後期課程）
  - 社会学専攻
2006年に、社会学専攻と応用社会学専攻の2専攻体制から1専攻体制に改編。「社会研究領域」「政策研究領域」「文化研究領域」「都市研究領域」「メディア研究領域」「コミュニケーション研究領域」という6つの研究領域がある。
- 法学研究科（博士前期課程・後期課程）
  - 法学政治学専攻
2006年に、比較法専攻、民刑事法専攻、政治学専攻を法学政治学専攻に改編。法学・政治学の垣根を越えた科目履修による、基礎的研究能力の育成と高度の専門知識の修得を教育目標としている。
- 観光学研究科（博士前期課程・後期課程）
  - 観光学専攻
「観光行動・観光文化研究」「観光地域・観光地計画研究」「観光産業・観光事業経営研究」の3分野がある。
- コミュニティ福祉学研究科（博士前期課程・後期課程）
  - コミュニティ福祉学専攻
「ソーシャルワーク研究」「コミュニティ政策研究」の2つの研究領域から構成される。
- 現代心理学研究科（博士前期課程・後期課程）
  - 心理学専攻
  - 臨床心理学専攻
  - 映像身体学専攻
研究領域は「基盤研究系」（理論研究）、「制作・表現系」（実践研究）、「プロデュース系」（芸術制作の運営研究）の3部門からなる。
- スポーツウエルネス学研究科（博士前期課程・後期課程）
  - スポーツウエルネス学専攻
- ビジネスデザイン研究科（博士前期課程・後期課程）
  - ビジネスデザイン専攻
社会人のためのビジネススクール型大学院で、就業経験が2年以上あることが応募要件となっている。
- 社会デザイン研究科（博士前期課程・後期課程）
  - 社会デザイン学専攻
研究領域には「コミュニティデザイン学」「危機管理学」「社会組織理論」がある。
- 異文化コミュニケーション研究科
  - 異文化コミュニケーション専攻（博士前期課程・後期課程）
「異文化コミュニケーション」「環境コミュニケーション」「言語コミュニケーション」「通訳翻訳コミュニケーション」の4分野を複合的に研究。
  - 言語科学専攻（博士前期課程）
2012年4月に開設。「言語科学」と「言語教育」の2領域を設置。
- 法務研究科（法科大学院）
  - 法務専攻
法学未修者用の「3年標準型」と、法学既修者用の「2年短縮型」がある
2004年（平成16年） に設置したが、6年連続の定員割れで、2018年（平成30年）に学生募集を停止[494]。
- 人工知能科学研究科（2020年4月開設）
  - 人工知能科学専攻
日本初のAIに特化した大学院

#### 附属機関

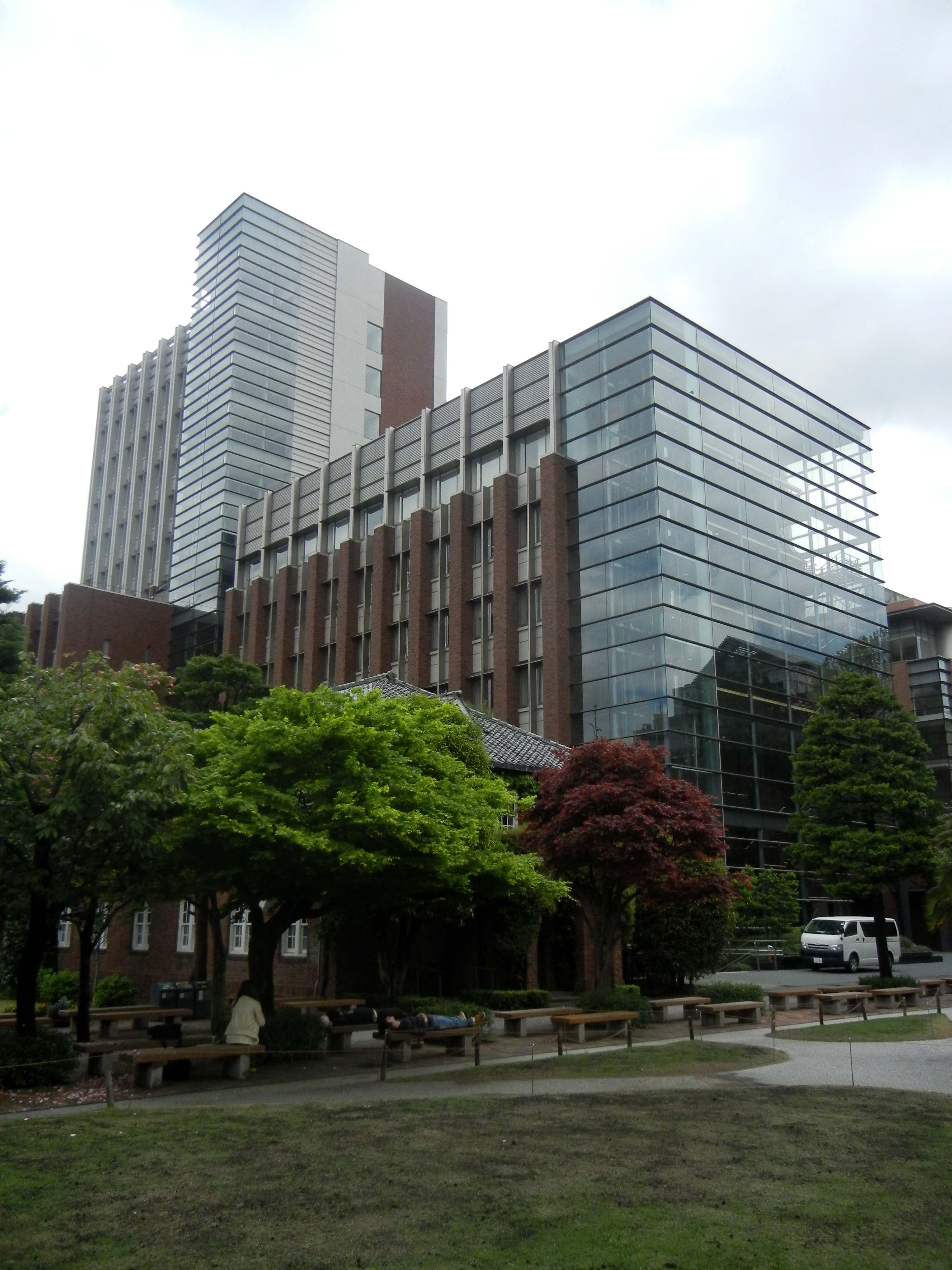
池袋キャンパス3号館（左、旧寄宿舎、東京都選定歴史的建造物）と11号館（右、法科大学院）、マキムホール（奥、15号館）

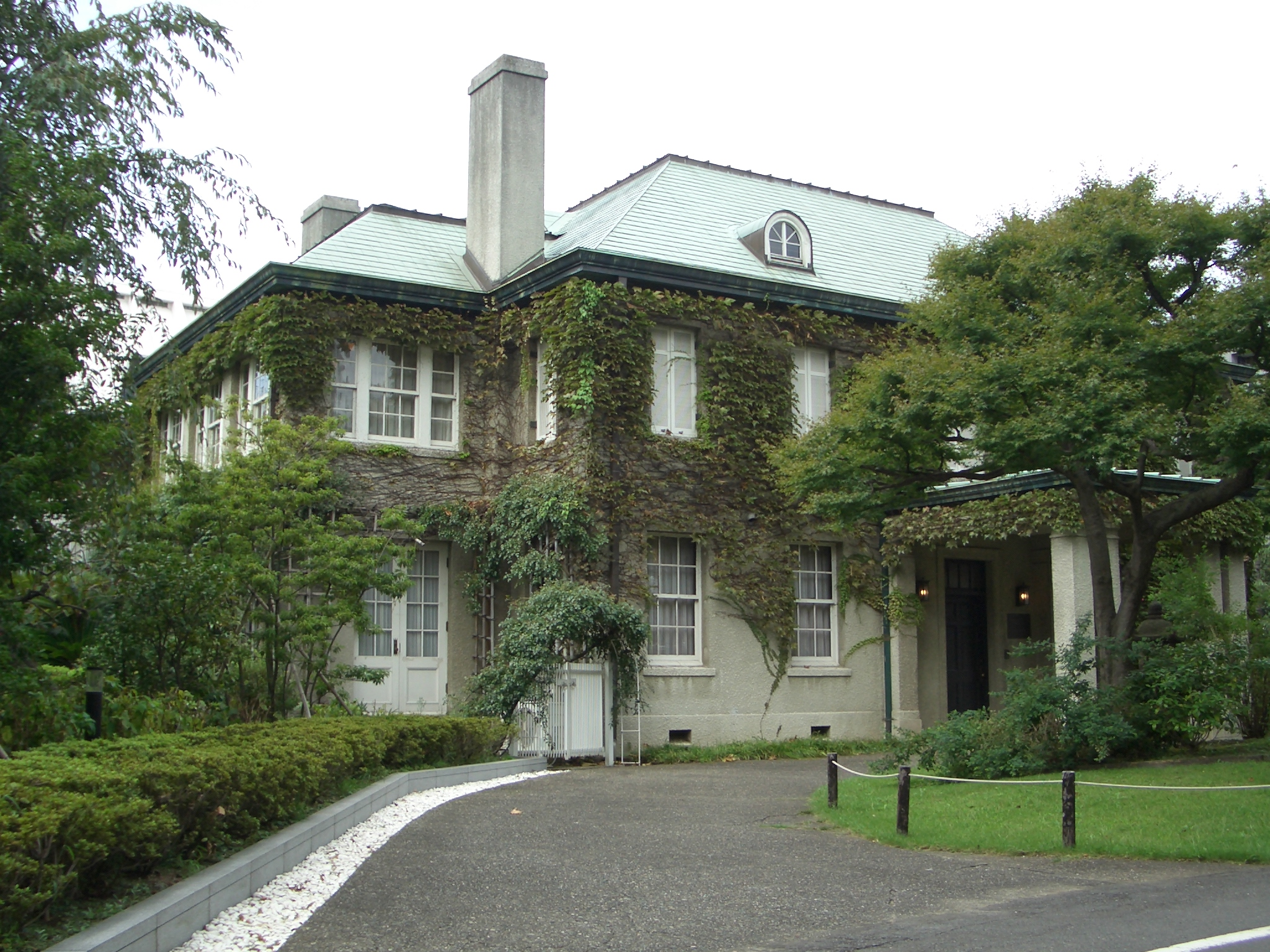
ライフスナイダー館

##### 総合研究センター
- アメリカ研究所

立教大学における最初の研究所として1939年に設立。
- キリスト教教育研究所
- ラテンアメリカ研究所
- 社会福祉研究所
- 観光研究所
- アジア地域研究所 (CAAS)
- 英語教育研究所
- 教会音楽研究所
- 日本学研究所
- ウエルネス研究所
- ビジネスロー研究所
- グローバル都市研究所
- ESD研究所

##### 学部・研究科附置研究所
- 理学研究科附属機関
  - 先端科学計測研究センター
  - 未来分子研究センター
  - 生命理学研究センター
  - 数理物理学研究センター
- 社会デザイン研究科附属機関
  - 社会デザイン研究所
- 経済学部附属機関
  - 経済研究所
- コミュニティ福祉学部附属機関
  - コミュニティ福祉研究所
- 経営学部附属機関
  - リーダーシップ研究所
- 現代心理学部附属機関
  - 心理芸術人文学研究所
- スポーツウエルネス学部附属機関
  - 立教大学メディカル＆コンディショニング・センター

スポーツウエルネス学部に所属する日本国内で高水準のメディカルスタッフが、立教大学体育会所属学生の希望者に対してメディカルおよびコンディショニングのサポートを行うスポーツウエルネス学部附置の機関で、AFC（アジアサッカー連盟）から「AFCメディカルセンター(AFC Medical Centre/Clinic of Excellence)」に認定されている。また、高いレベルのメディカルサポートに興味があるスポーツウエルネス学部および本学体育会所属の学生に、その詳細を伝え、同学部と体育会のメディカル・コンディショニングサポートを底上げしていくことを目的として設立されている。

##### その他の研究機関
- 立教学院史資料センター
- 大衆文化研究センター（旧江戸川乱歩邸）
- ジェンダーフォーラム
- 平和・コミュニティ研究機構
- 共生社会研究センター

「住民図書館」から寄贈されたNGO・NPO関連資料等を所蔵、一般公開している。埼玉大学共生社会教育研究センターと連携。
- 原子力研究所（神奈川県横須賀市長坂2-5-1）

1957年に設立。米国聖公会から寄贈された原子炉は1961年に初臨界に達したが、2001年に稼働を停止。現在は廃止措置中。

##### その他の機関
- 立教学院展示館
- 心理教育相談所
- 社会情報教育研究センター
- 観光ADRセンター
- ビジネスクリエイター創出センター

##### 全学共通カリキュラム運営センター
- 全学共通カリキュラム運営センター
  - 英語教育研究室
  - ドイツ語教育研究室
  - フランス語教育研究室
  - スペイン語教育研究室
  - 中国語教育研究室
  - 諸言語教育研究室
- 総合教育科目構想・運営チーム
  - 人文学系サポートグループ
  - 自然・情報科学系サポートグループ
  - 社会科学系サポートグループ
  - スポーツ人間科学系サポートグループ

##### その他

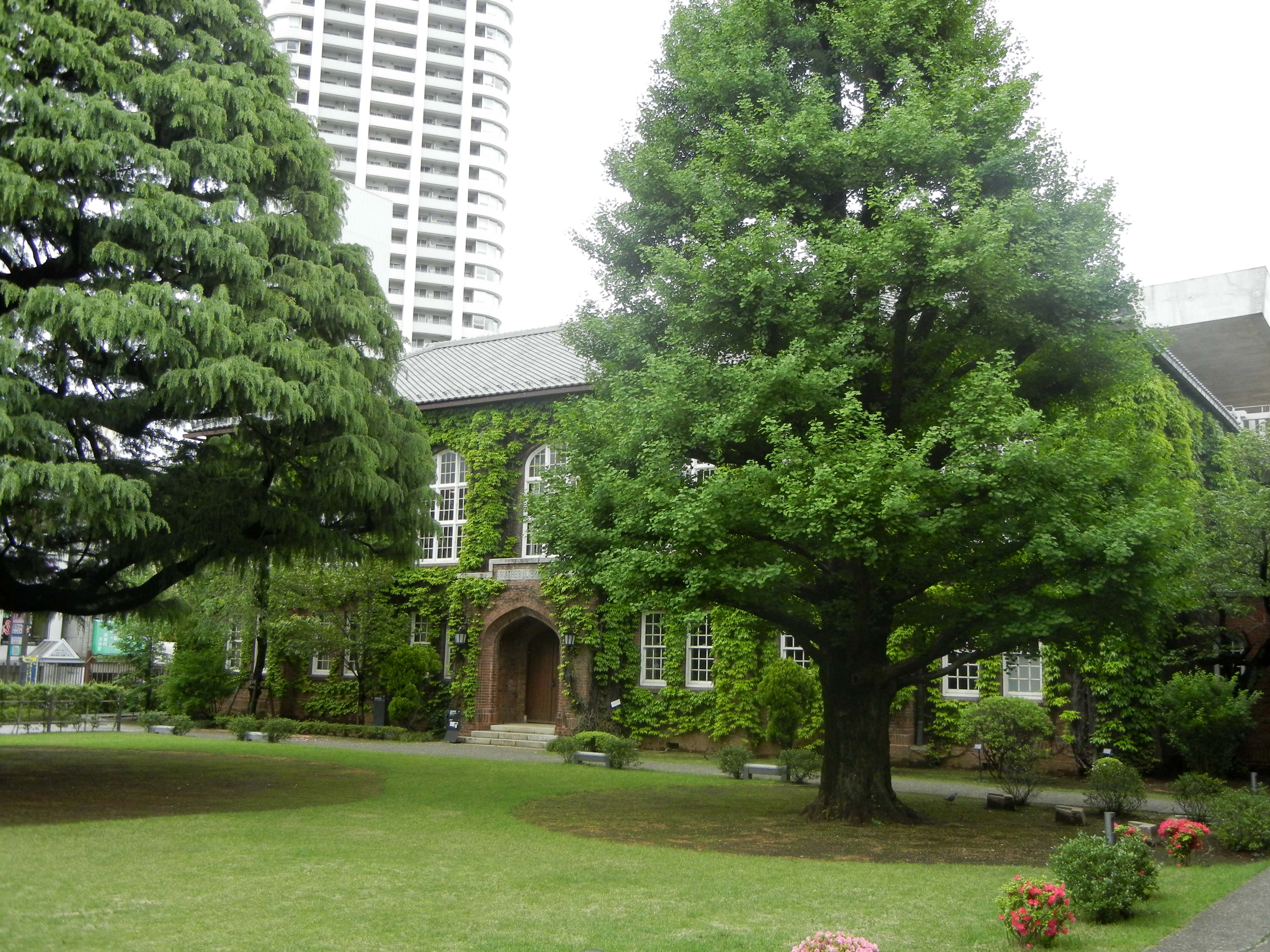
メーザーライブラリー記念館 （旧図書館本館旧館）東京都選定歴史的建造物

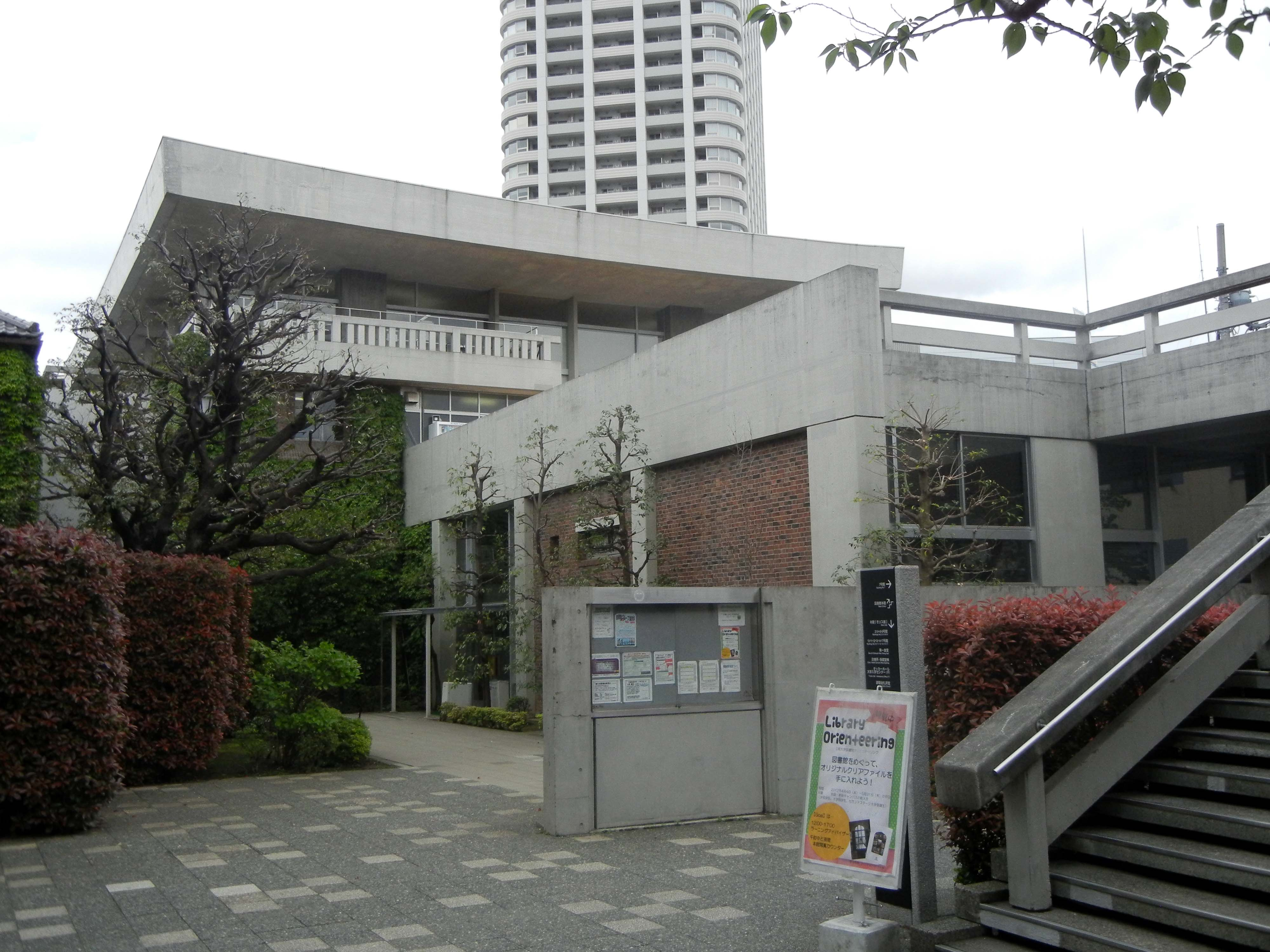
メーザーライブラリー記念館新館（旧図書館本館新館）

- ランゲージセンター
- 英語ディスカッション教育センター
- 日本語教育センター
- 学校・社会教育講座
  - 教職課程
  - 学芸員課程
  - 司書課程
  - 社会教育主事課程
- 総長室
- 教務部
- 学生部
- キャリアセンター
- 新座キャンパス事務部
- 保健室
- 国際センター
- メディアセンター
- ボランティアセンター
- 入学センター
- リサーチ・イニシアティブセンター
- 大学教育開発・支援センター
- 人権・ハラスメント対策センター
- グローバル教育センター
- 立教セカンドステージ大学

50歳以上を対象とした生涯学習機関で、修業年限は1年。カリキュラムは「エイジング社会の教養科目群」「コミュニティデザインとビジネス科目群」「セカンドステージ設計科目群」「ゼミナール・修了論文」で構成されている。文部科学省認可の大学ではないが、修了者は学校教育法105条の規定に基づく「履修証明書」が交付される。
- 立教大学出版会

##### 礼拝堂
- 立教学院諸聖徒礼拝堂（池袋キャンパス）
- 立教学院聖パウロ礼拝堂（新座キャンパス）

##### 図書館
- 池袋図書館

2012年、本館、池袋メディアライブラリー、人文科学系図書館、社会科学系図書館、自然科学系図書館が統合して誕生。
- 新座図書館
- 新座保存書庫

### 教育支援プログラム
1997年から始まった全学共通カリキュラムは一般教養科目の新しい展開方法として導入された仕組みであり、このカリキュラムに含まれている「立教科目」と呼ばれる科目群は「特色ある大学教育支援プログラム」に採択されている。
- 現代的教育ニーズ取組支援プログラム（現代GP）
  - バイリンガル・ビジネスパーソンの育成～多層イマージョン教育プログラム～（2004年採択）
  - 理数教育連携を通じたCBLSプログラム～豊島区との理数教育連携による専門教育プログラム「Community-Based Learning in Science Education」～（2005年採択）
  - 国際ビジネスにおける知財活用人材の養成（2006年採択）
- 特色ある大学教育支援プログラム（特色GP）
  - 立教科目――建学の精神から学ぶ科目展開（2005年採択）
  - 学生相談を核とした全学的学生支援の展開（2006年採択）
- 派遣型高度人材育成協同プラン
  - CSR (Corporate Social Responsibility) インターンシップ・プログラム（2005年採択）
  - ビジネスデザイン研究科による派遣型ビジネスクリエーター養成プログラム（2006年採択）
- 法科大学院等形成支援プログラム
  - 原訴訟資料オンライン共有システムの構築（2004年採択）
- 「魅力ある大学院教育」イニシアティブ
  - 持続可能な未来へのリサーチワークショップ（異文化コミュニケーション学構築をめざして）（2005年採択）
- 大学院教育改革支援プログラム
  - 観光学研究科によるツーリズム・イノベーターの戦略的育成（2007年採択）

### 表彰
- 辻荘一・三浦アンナ記念学術奨励金
  - 「辻荘一・三浦アンナ記念学術奨励金」は、辻荘一名誉教授（音楽史）および三浦アンナ教授（美術史）のキリスト教芸術研究上の功績を記念し、キリスト教音楽またはキリスト教芸術領域の研究者を奨励するため、1988年に設置された。「音楽史」部門および「美術史」部門の研究者に対し1年ごとに交互に授与される[667][668]。

## 学生生活

### 学園祭
立教大学の学園祭は池袋キャンパスではSt.Paul's Festival (SPF)、新座キャンパスではIVY Festaと呼ばれ、毎年秋に両キャンパスで開催される。
St.Paul’s Festivalは学園祭のNo.1を決定する「学園祭グランプリ」で2019年にMVPを獲得。「ベストオブ学園祭」でも2017年に大賞に選ばれるなど、注目度が高い学園祭で、来場者数は毎年5万人を超える。立教大学広告研究会が主催するミス立教コンテストが同時開催され、ミスキャンパスのグランプリを選出する。ミス立教出身者の多くは、アナウンサーやモデル、タレントなどで活躍している。同時に、ミスターキャンパスのミスター立教コンテストも開催されている。
St.Paul's Festivalは東京六大学学園祭連盟に加盟している。
立教祭の廃止とSPFとしての復活開催
立教大学の学園祭であった『立教祭』は学生運動の影響により、1976年から1983年まで廃止されていたが、のちにリクルートホールディングスの役員となった冨塚優を始めとする学生有志たちの尽力により、1984年にSPF（セントポールズフェスティバル）として復活することとなった。この活動は現在のSPF運営委員会の母体となっている。また、立教祭として開催されていた頃、当時の大学新聞（1962年）の写真によると、英称としてSPF（セントポールズフェスティバル）も併記されていた。

### クラブ・サークル活動
学術・文化・スポーツの分野にわたり、様々なクラブ・サークル活動団体がある。そのうち大学の公認団体としては、約200余りの団体があり、学生の自主的な運営によって学内外で活発に活動している。

#### 主なクラブ・サークル

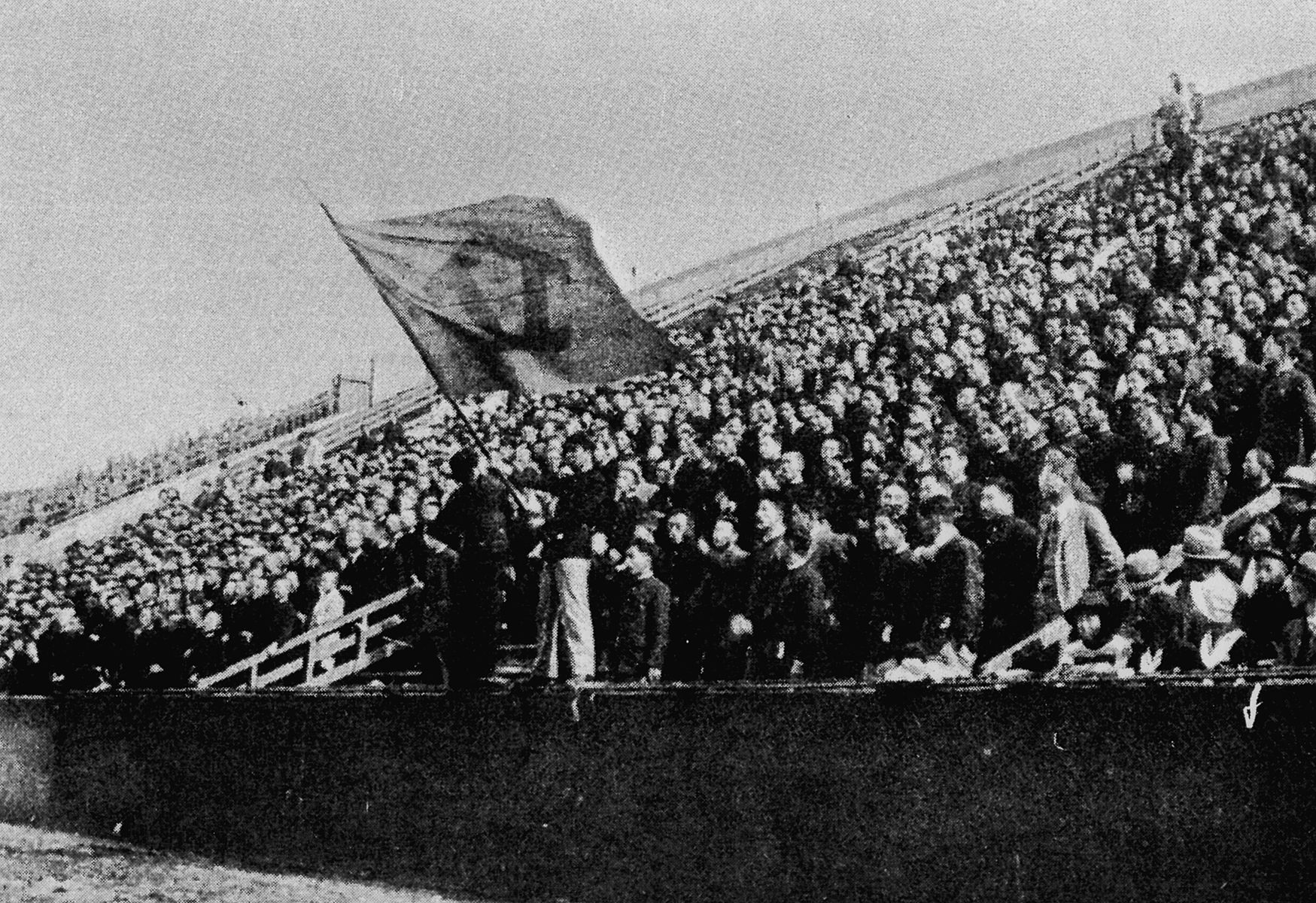
昭和初期の応援団

立教大学体育会応援団
1931年、東京六大学野球リーグ戦初優勝を機に、応援に来る学生を統率していこうと、当時柔道部の根本享有ら体育会各部の有志が集まり立教大学体育会応援団が創設された。東京六大学応援団連盟に加盟する。リーダー部、吹奏楽部、チアリーディング部の三部から組織されており、野球部をはじめ体育会各部の応援を行っている。

「立教スポーツ」編集部
体育会本部の情報宣伝部として体育会機関紙「立教スポーツ」を発行している立教大学公認団体。体育会51部55団体の情報を体育会各部やOB・OG、一般読者に伝え、立教大学体育会の発展と向上に寄与するという目的の下日々取材を行っている。

学生保険委員会・献血運動の会
1962年に設立した学生健康保険組合(現在の学生健康保険互助組合)の執行機関として発足。組合員(学生)から公募により信任された委員よって構成される。献血運動の会は1964年に当時問題となっていた売血を解決するために、学生保険委員会の外郭団体として発足。主な活動は日本赤十字社の献血車での学内献血会の運営や歯科検診の運営補助など、学生の健康に関する活動を行っている。

#### 音楽系
立教大学交響楽団
1919年(大正8年)に発足して以来、第2次世界大戦による活動停止などの時代を経て、今日までその伝統と音楽を受け継ぎながら積極的な演奏活動を行う。同志社大学と合同で行われる「同立交歓演奏会」、定期演奏会、メサイア演奏会、卒業演奏会などの演奏会があり、年間を通じた演奏活動を行っている。

立教大学マンドリンクラブ
1964年創部で、マンドリンを中心としたオーケストラ、ポップ、クラシック、マンドリンオリジナルなど様々なジャンルを演奏している。8月のサマーコンサートや、1年間の集大成を披露する定期演奏会などの演奏活動を行っている。

立教大学スペインギタークラブ
1960年の発足した部活で、クラシックギターやフラメンコギター、またウッドベースやパーカッションなどを用いて音楽を創り出している。プロの世界で活躍するギタリストやフラメンコバイラのOB・OGもいる。

立教大学グリークラブ
1923年創立の歴史ある大学公認合唱団。年4つの演奏会をメインに活動しており、混声、女声、男声などその内容は多岐にわたる。

立教大学軽音楽部
R&B, FUNK, JAZZ, SOUL, POPS, FUSION, BLUESなどのブラックミュージックを中心に、幅広いジャンルを演奏している。

作詞作曲部OPUS
立教大学のバンドサークルでは最も部員の多いサークルのうちのひとつとなっており、メジャーなものからマイナーなものまで、幅広い趣味を持った部員が在籍する。アーティストとして活躍するOB・OGも多い。

クラブDJ
40年以上の歴史を誇るサークルで、週に2回の練習会、月に1回のイベント開催などの活動をしている。

えどむらさき
池袋キャンパスを中心に活動するアカペラサークル。総勢約180名。年に2回の外部の大ホールを借りて行う「サークルライブ」の企画・運営を中心に、各バンドのライブハウスでのライブや学園祭での教室ライブ・屋外ライブ、その他外部のイベント・大会への参加など様々な場所で活動を行っている。

L'espoir（レスポワール）
総勢100名ほどのアカペラサークル。主に3人から6人で、1人1パート担当して活動している。学園祭での教室ライブや屋外ステージにも参加する。様々なジャンルの歌を声のみで表現し、アカペラの魅力と楽しさを伝えられるよう日々練習を行っている。

立教大学JAZZ研究会
立教大学唯一のコンボジャズサークル。セッションは毎週水曜・木曜の17:00～20:00、新座キャンパスのユリの木ホール地下練習室で行っている。

#### 学生キリスト教団体
立教学院諸聖徒礼拝堂 聖歌隊
礼拝で聖歌やアンセムなどを歌う団体。2019年に創立100周年を迎えた。混声聖歌隊と女声聖歌隊という二つのグループによって構成されているが、現在は両グループ合同で活動している。新型コロナウイルス感染症の流行前は数年おきにイギリスへの音楽研修旅行も行っていた。

立教大学オーガニスト・ギルド
オーガニスト・ギルドは、池袋・新座両キャンパスで行われる礼拝で、パイプオルガンの奏楽をもって奉仕する団体。

立教学院諸聖徒礼拝堂ハンドベルクワイア
立教学院のチャペルに属するサークル。年3回チャペルで開催されるコンサートに向けて日々練習を重ねるとともに礼拝での奉仕に勤しんでいる。

立教ローバース
2019年で創設95周年を迎えた歴史ある団体で、立教大学内では学生キリスト教団体、山岳関係団体にも所属し、日本ボーイスカウト東京連盟城北地区豊島第8団に所属するボーイスカウト団体。

#### 演劇系
立教大学劇団テアトルジュンヌ
1954年（昭和29年）4月に創立。公演は4月、10月、12月の年3回、1公演あたり5～6ステージを行っている。ウイリアムズホール4階スタジオを使い、舞台・客席とも全て自分達で作り、公演を行っている。

演劇研究会
6月、11月、3月の年3回、本公演を行っている。池袋キャンパス内ウィリアムズホール4階のスタジオを公演場所として使用し、恵まれた環境で芝居をすることができる。

劇団志木
立教大学唯一のミュージカルサークル。主に新座キャンパスのユリの木ホールで活動している。年3回の公演を目標に、公演に向けた練習に取り組んでいる。

#### 創作・表現系

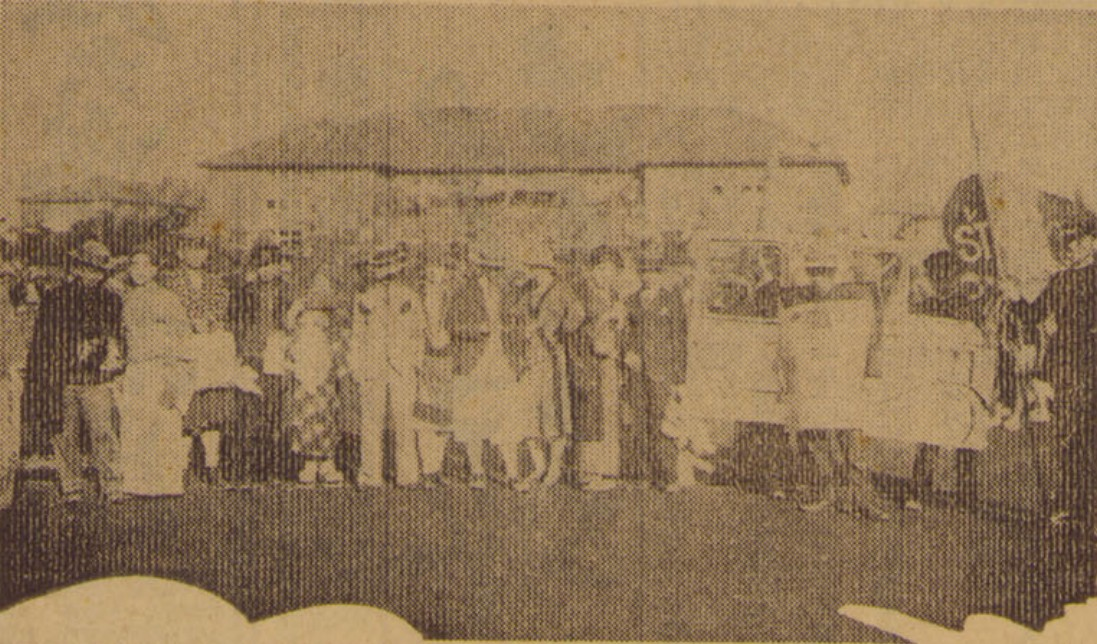
学友会主催の第3回陸上運動大会での仮装行列／英語会の銀座行進曲（1928年）

アルバム制作委員会
立教大学の卒業アルバムの制作・販売を行っているサークルである。アルバムを撮影から編集、販売まで全てを手掛けている。

St.Paul's Campus (SPC)
「好き」を「行動」につなげる「好動提案マガジン」をコンセプトとしたフリーペーパーを創るサークル。年3回（春・夏・冬）発行する本誌と、秋に1年生だけで作る増刊号を発行している。

サパンヌ美術クラブ
1920年頃設立された総合芸術サークル 『セントポール美術倶楽部』を前身に、1959年に美術部門が独立して『サパンヌ美術クラブ』となった歴史ある美術系サークルである。

SPF（セントポールズフェスティバル）運営委員会
池袋キャンパスの学園祭であるSt.Paul's Festivalを運営する団体。

IVY Festa（アイビーフェスタ）実行委員会
新座キャンパスの学園祭であるIVY Festaを運営する団体。

立教大学放送研究会
音声番組や映像番組を企画・撮影・編集して、年に数回学内外に向けて番組発表会を開催するなどしている。池袋キャンパスの学園祭 (St.Paul’s Festival) でのステージイベントも行っている。

立教大学広告研究会
広告に関する研究を行うとともに、学園祭のイベントであるミス立教、ミスター立教コンテストなどを企画・運営する。
立教大学英語会（E.S.S）
2018年に100周年を迎えた歴史あるクラブで、ポール・ラッシュも運営に携わった。1953年（昭和28年）から一橋（津田塾と連合）、慶應、立教、早稲田からなる四大学英語劇大会で4連覇するなど、トップクラスの英語力を誇る伝統を持つ。Debate・Discussion・Drama・Speechの4つのセミナーのどれかに属し、それぞれのセミナーにおいて専門的な知識を深める。

立教大学茶道部
流派は裏千家。毎週水・木・金曜日の3～5限に池袋キャンパスのウィリアムズホール一階にある和室で稽古している。

立教大学茶道研究会
新座キャンパスで活動する表千家茶道のサークル。日々の稽古のほか、新座キャンパスの学園祭であるIVYフェスタでのお茶会や、新座市の寺にある庵で地域住民のためのお茶会も開催している。

#### 学術・研究系
立教大学法学研究会
法学研究会（法研）は自主ゼミナールを主体としたサークル。ゼミは1～2年生の必修科目にあわせたものや、一つのことについて深く学んでいくものなどバリエーションに富んだ内容を展開する。どのゼミもアットホームな雰囲気で、ゼミのあとの懇親会を有志で開いたりしている。また、関東学生法学連盟の活動にも力を入れている。

立教大学学生法律相談室
立教大学公認団体として運営されている団体。弁護士の指導の下、学生が民法および借地借家法関係の相談を行っている。

立教大学ジャーナリズム研究会
1958年に平井隆太郎教授の元に集まった社会学部の学生が始めたサークル。普段は社会問題や学部の授業で感じたことなど 好きなテーマをサカナにして「ミーテ（ミーティングの略）」と呼んでいる議論を行っている。新歓や学祭の時期にはフリーペーパー「JET」を配布する。

立教大学考古学研究会
時代も国も問わず歴史について研究をしているサークル。週1、2回、昼休み、又は授業後に活動している。

#### ダンス系
立教大学D-mc
D-mcは、500人以上が所属する立教大学のインカレダンスサークル。立教大学D-mcは優勝経験も多く、大学ダンス界でもトップを争うサークルである。

JG
立教大学公認のストリートダンスサークル。現在は1～3年生の3学年で、新座キャンパスのユリの木ホール地下で、週2日～4日程活動している。ジャンルはhiphop、jazz、house、breakなど9つに分かれており、各ジャンルが練習を行っている。

### スポーツ

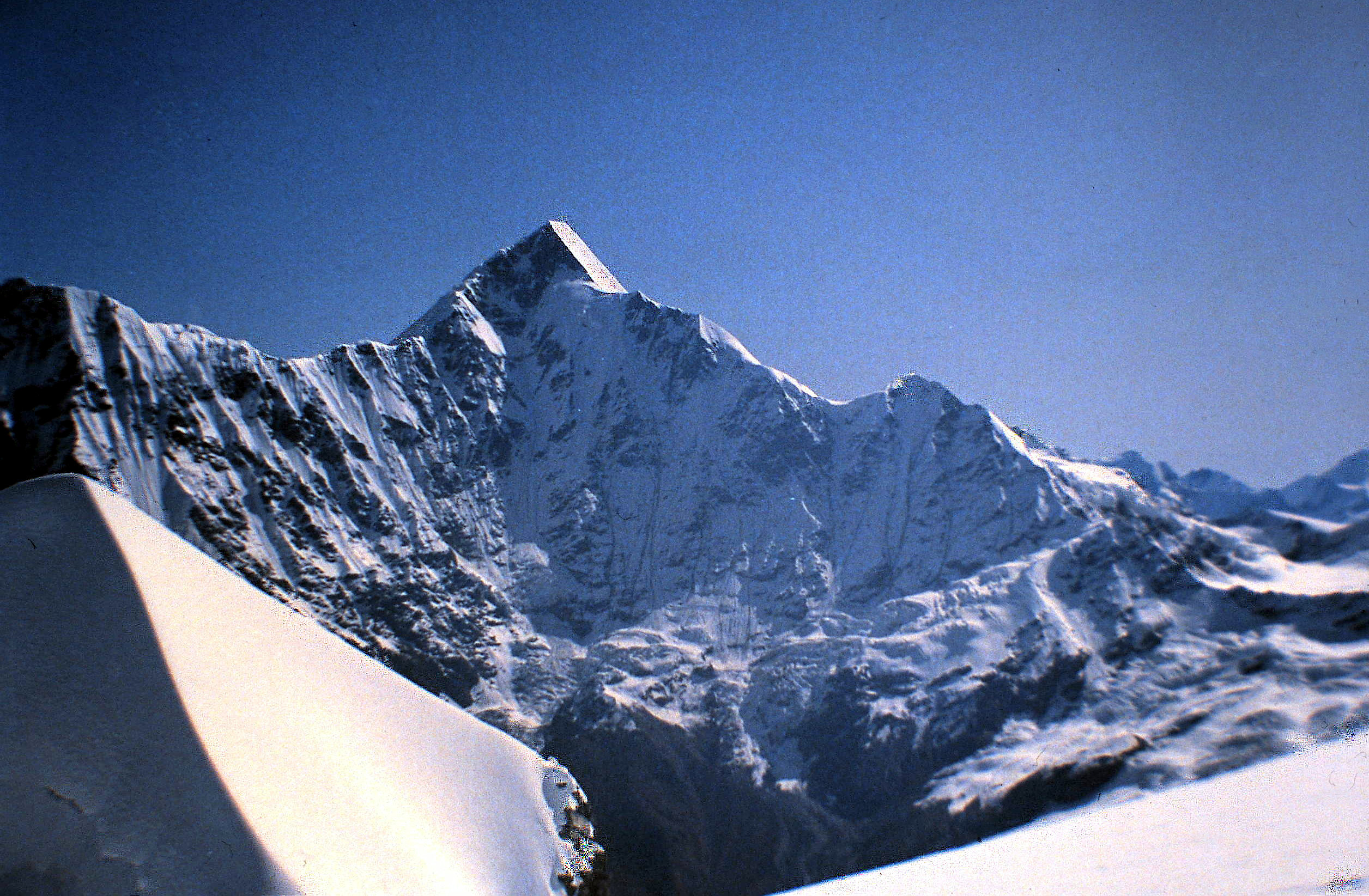
ナンダ・コート

体育会
立教大学体育会は、立教大学における最大の自治組織である。学生によって組織された体育会本部によって運営がなされている。
体育会の各種目において同志社大学との定期戦が古くから行われているほか、明治大学との定期戦明立戦（立明戦）も歴史がある。また、六大学による対抗戦が野球以外の種目でも行われているのに加え、水泳部の日本大学、立教大学、明治大学による日立明三大学水泳対抗戦、法政大学・明治大学・立教大学による三大学定期戦、ボート部の日本大学、立教大学、明治大学による日立明三大学レガッタなど、各種目によって多くの大学と定期戦を行っている。

8月には各部の1年生全員に向けたフレッシャーズキャンプ、12月には各部の幹部に向けたリーダースキャンプ、2月には各部の2年生に向けたステップアップキャンプが開催される。

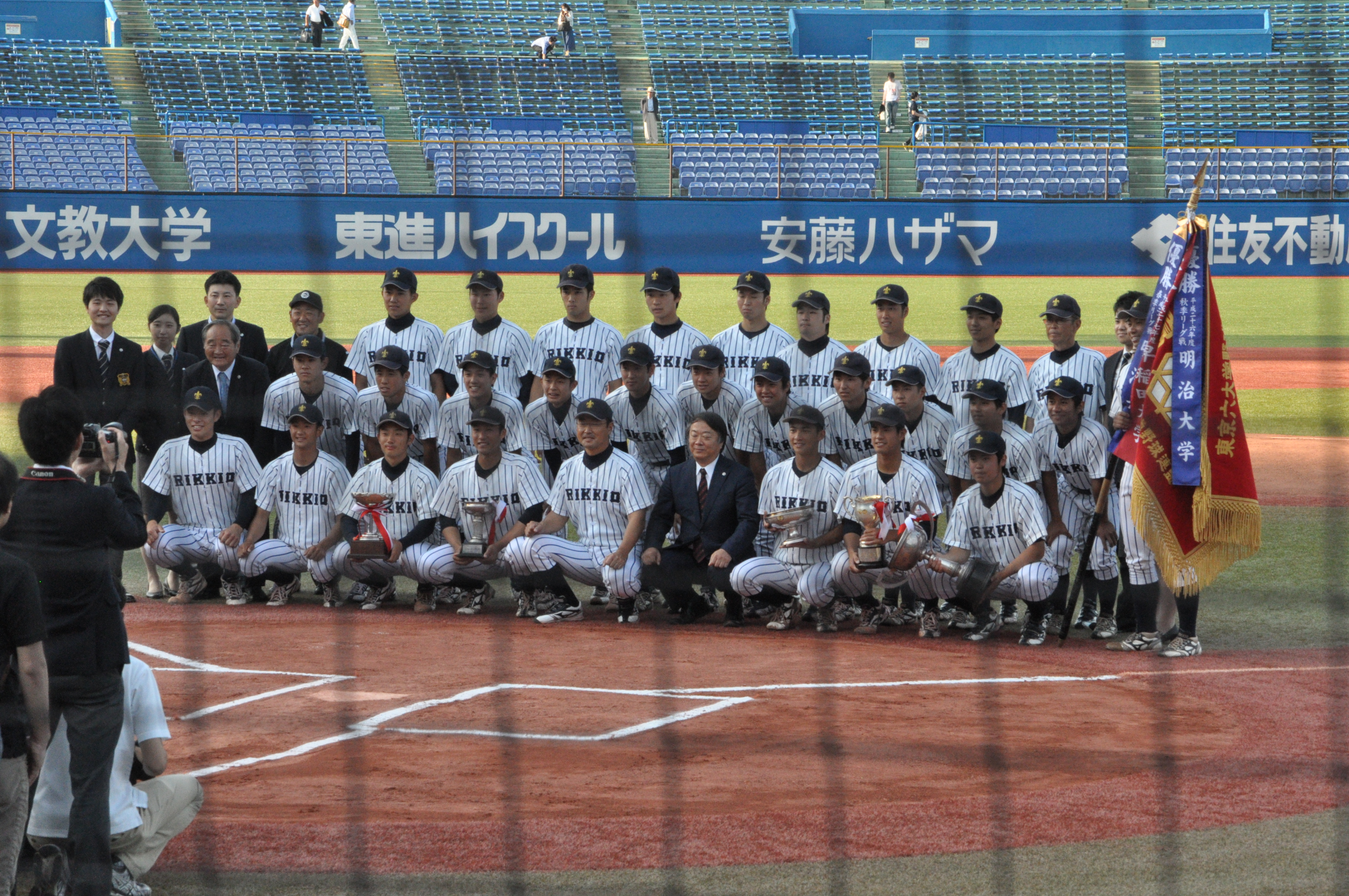
硬式野球部
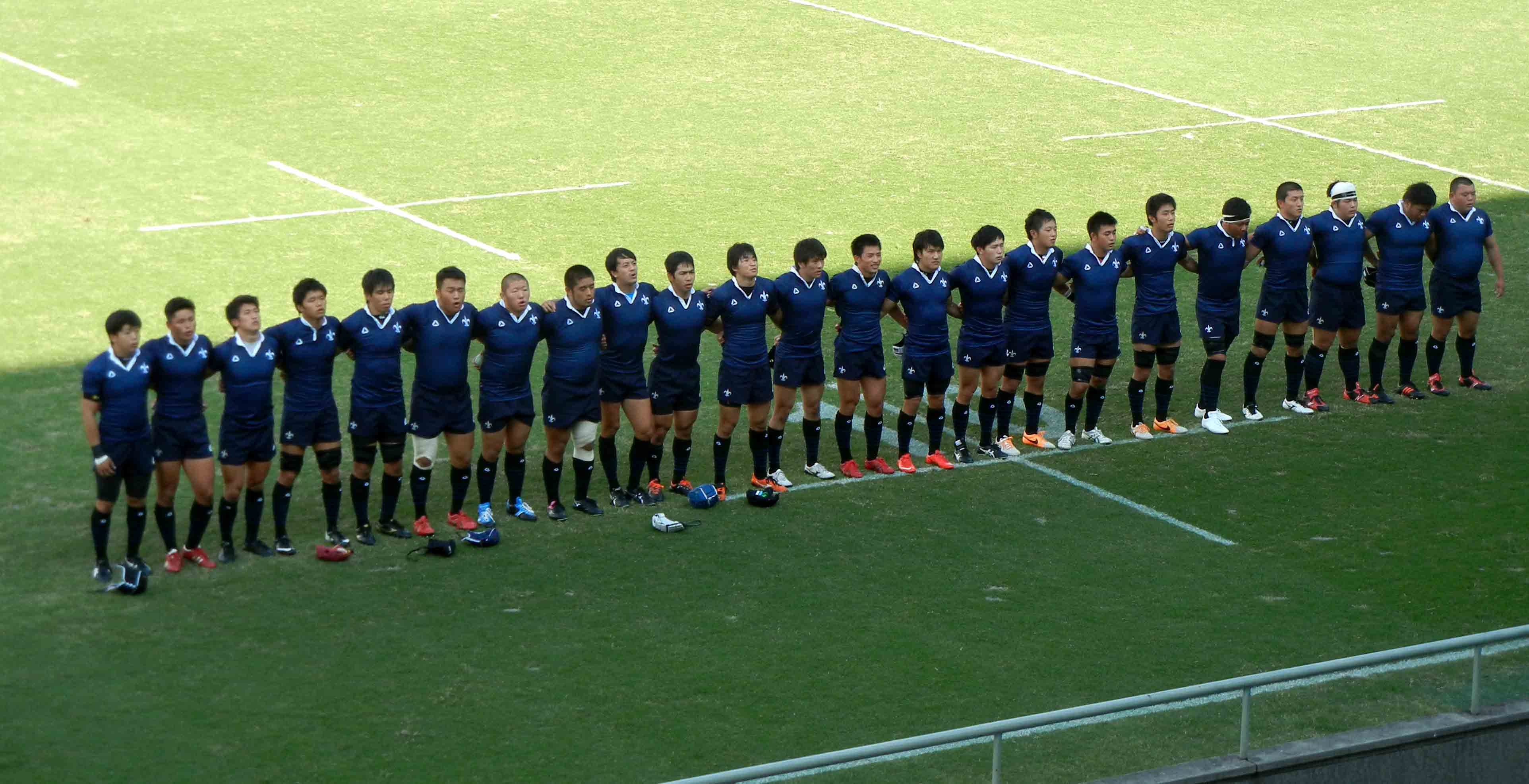
ラグビー部

硬式野球部
1883年（明治16年）創設の立教大学校において、日本の野球の先駆けとなる野球チームがあり、東京六大学野球連盟に所属するチームの中で最も古い歴史を持つ。1909年（明治42年）には当時として大学から正式に部として認められた。多くの卒業生がプロ野球へ進んでいるが、創生期の全日本大学野球選手権大会で3回優勝している。ユニフォームは上下とも白地に紺色の縦ストライプが入ったシンプルなデザインで、ニューヨーク・ヤンキースのユニフォームを模して作られている。帽子には百合紋章（フルール・ド・リス）がマークとして用いられている。胸の校名の表記は「RIKKIO」となっており、ローマ字表記と異なるが、戦前のローマ字表記では「きょう」は「KIO」と表したことに加え、IとKが左右対称 (IKKI) になるようにデザインされたロゴである。2017年には東京六大学野球春季リーグで優勝し、続いて出場した第66回全日本大学野球選手権で、1958年以来59年ぶりに4回目の優勝を飾った。

陸上競技部
1920年（大正9年）に創部し、2020年に創部100周年を迎えた伝統ある団体である。OB・OG会である紫聖会と協力して活動を行っている。男子長距離は箱根駅伝で第33回大会総合3位を最高位に27回出場の記録があるが、1968年（昭和43年）を最後に箱根路から遠ざかっている。2018年から立教箱根駅伝2024事業が開始し、創立150周年を迎え第100回大会となる2024年の箱根駅伝出場を目標に立教の誇りと伝統校復活のため強化を進めており、2022年10月15日に行われた第99回箱根駅伝予選会で6位となり、目標としていた2024年よりも1年早く55年ぶりに箱根駅伝への出場を決めた。大学のスクールカラーは「紫色」であるが、陸上競技部カラーは同部OBの口伝によると代々江戸紫とされており、駅伝のタスキの色には「江戸紫」が使用されている。
2023年に女子長距離パートが富士山女子駅伝（2023全日本大学女子選抜駅伝）に初出場した。第103回関東インカレにおいては、男子がトラック総合優勝するなど、短距離・中距離種目も力を伸ばしている。2024年に男子駅伝チームが全日本大学駅伝に初出場で7位となりシード権を獲得した。

水泳部
1921年（大正10年）に創部し、2020年に創部100周年を迎えた伝統のあるチームである。現在、競泳部門とシンクロ部門から構成されている。過去には1936年ベルリンオリンピック800mフリーリレーで在校生2名の世界新での金メダル獲得をはじめ、日本選手権水泳競技大会、日本学生選手権水泳競技大会などで活躍し、水泳立教と呼ばれ、日本水泳界をリードする時代もあった。長らく低迷する時代が続いたが、近年有望選手が入部し、ユニバーシアード日本代表や日本選手権に出場する選手が出てきており、強化が進んでいる。男子部員は、新座キャンパス近くの「水交寮」（2016年竣工）で合宿生活を送り、チーム力の向上を目指している。

アメリカンフットボール部 (St.Paul's Rushers)
関東学生アメリカンフットボール連盟の1部リーグTOP8に所属、立教大学には珍しい学生最高峰リーグで日本一を目指すクラブ。日本のアメリカンフットボールの歴史は、立教大学教授であったポール・ラッシュの尽力により1934年12月8日に実施された日本発の公式戦、立教大学対明治大学との対戦から幕を開けた。以来、立教ラッシャーズは、日本最古のアメリカンフットボールチームとして学生日本一を争う甲子園ボウルに6回出場、内優勝4回という輝かしい成績を残している伝統のある強豪クラブである。また、ポール・ラッシュは「日本アメリカンフットボールの父」と呼ばれ、ライスボウル（日本選手権）の最優秀選手には、氏の名を冠したポール・ラッシュ杯が授与される。ラッシャーズの愛称もラッシュに因んでいる。

ラグビー部
関東ラグビーフットボール協会に所属。関東大学ラグビー対抗戦グループで戦っている。ラグビー草創期の1923年（大正12年）に創部された伝統を誇る。長く低迷していたが近年になって復調の兆しを見せている。2017年には、56年ぶりに定期戦で早稲田大学に40‐20で勝利し、2019年には、51年ぶりに定期戦で明治大学に38‐24で勝利した。2020年度にBグループからAグループに昇格。2022年度に創部史上初の対抗戦Aグループ2勝を挙げた。

サッカー部
1922年（大正11年）創部。初代部長はハロルド・スパックマンが務めた。1933年（昭和8年）、2代目部長ポール・ラッシュの下、関東大学サッカーリーグ1部昇格。1953年度全日本大学サッカー選手権大会で優勝。関東大学サッカーリーグ1部で過去3回優勝（1954年、1959年、1970年）。多くの日本代表選手を輩出し、メキシコオリンピック銅メダル獲得に貢献。OBも日本代表監督を複数名が務めた伝統あるチーム。現役の学生選手が日本代表チームに選出されていたことから、日本サッカーの父と呼ばれるデットマール・クラマーは大学関係者の家に寄宿し、クラマーもサッカー部の発展に寄与した。クラマーはバイエルン・ミュンヘン監督時代にはUEFAチャンピオンズカップでチームを優勝へと導いている。サッカー部は1970年の天皇杯では、準優勝。現時点(2020年度大会終了時)で学生チームによる最後の天皇杯決勝進出である。1990年代には第14代日本サッカー協会会長の田嶋幸三がサッカー部コーチを務めていた。長らく低迷していたが、2018年に41年ぶりに関東大学サッカーリーグに復帰した。2024年現在、関東大学サッカーリーグ2部に所属。

バスケットボール部
1921年（大正10年）創部。全日本バスケットボール選手権大会で優勝7回、全日本大学バスケットボール選手権大会で6回優勝した古豪で、日本代表監督・選手、協会会長職を輩出するバスケットボール界屈指の伝統校。長い低迷が続いていたが、近年は強化が進み、2021年現在、関東大学バスケットボールリーグ3部に所属している。

バレーボール部
1935年（昭和10年）創部。全日本バレーボール大学男女選手権大会（全日本インカレ）で男子が1953年（昭和28年）、1957年（昭和32年）、1961年（昭和36年）と全国優勝している古豪チームである。その後の低迷期を超えて、近年は強化しており、2023年現在、関東学連2部に所属している。

ハンドボール部
1946年（昭和21年）に体操部より独立し送球部として承認されたのが創部ともされるが、1944年（昭和19年）にドイツチームと交流戦（横浜、東伏見）を行っており、実際の創部はさらに古い。1963年（昭和38年）と1967年（昭和42年）に大学日本一となった古豪チームである。2023年現在、関東学生ハンドボール連盟男子2部に所属している。
山岳部
1922年（大正11年）に創部した歴史ある部で、堀田弥一が隊長を務め日本人として初めてヒマラヤ山脈での登頂（ナンダ・コート 標高6867メートル）を果たすなど、海外でも大きな功績を残している。1956年（昭和31年）には、OBの小原勝郎が副隊長を務めるマナスル登山隊が初登頂を果たし、日本人として初めて8000M峰登頂の快挙を上げた。山岳部は一年を通じてオールラウンドに活動しており、登山を中心に、ロッククライミング、沢登り、雪山登山、アイスクライミングなど季節に応じた活動を行っている。2017年には「ナンダ・コート初登頂80周年記念事業」として、堀達憲ら立教大学OB2人を含む少数精鋭5名の登山隊を編成し、81年ぶりにナンダ・コートへの遠征を行った。その模様はBS11の開局10周年の特別番組として放送された。また、日本の山岳登山の歴史は英国聖公会のウォルター・ウェストンが切り拓き、聖公会のスポーツを通じた教育を今に伝えている。（#日本アルプスの父、日本アルプスの開拓者を参照）
2024年10月12日には、山岳部の2名を含む日本山岳会学生部遠征隊の5人がヒマラヤの未踏峰「プンギ」（標高6524メートル）に初登頂を果たした。

相撲部
1919年（大正8年）創部。1964年の全国学生相撲選手権大会にて、立教大学から初の学生横綱を輩出した。1980年～1990年代前半、部員不足に陥り、他の部から「助っ人」も多く出場していた。その様子は、映画「シコふんじゃった。」（1992年 脚本・監督 周防正行）のモデルになり、第16回日本アカデミー賞最優秀作品賞受賞作品になった。2018年には、学生相撲の男子相撲部にて、初の女性主将が誕生し、話題になった。この年、インカレ団体戦Ｂクラス（2部リーグ）にて、40年ぶりにベスト8に進出した。2024年には相撲部の石井さくらが「世界女子相撲選手権大会」軽重量級で金メダルを獲得した。

ボート部
1948年（昭和23年）創部。埼玉県戸田市に艇庫と合宿所があり、戸田漕艇場で練習を行っている。歴史のある日立明三大学レガッタ（日本大学、立教大学、明治大学の3校によるボート対抗戦）も行われている。全日本大学選手権大会では、2002年、2015年、男子舵手なしフォア、2019年、女子エイトが優勝。全日本選手権では、2016年に、創部68年目で初めて実業団などを抑えて男子舵手なしフォアで優勝、2019年には女子ダブルスカルで優勝するなど、近年は強豪校である。2021年には、コロナ禍で同時開催となった「第99回全日本選手権大会 兼 第48回全日本大学選手権」で、男子フォアで優勝、女子舵手付きフォアで準優勝を果たした。

馬術部
1927年（昭和2年）創部。富士見総合グランドにある馬場で練習活動を行っている。2019年には「第69回全日本学生賞典障害馬術競技大会」で杉本瑞生が創部以来初となる個人優勝を果たした。

剣道部
1928年（昭和3年）創部。2019年には、第38回全日本女子学生剣道優勝大会で創部初の全国優勝。1968年に剣道部に最初の女子学生が入部してから初の快挙となった。

卓球部
1918年（大正7年）創部の歴史ある団体。現在関東学生リーグにおいて、男子、女子ともに3部に在籍している。

ホッケー部男子
1924年（大正13年）創部。2021年度関東学生ホッケー春季リーグ2部で優勝し、入替戦にも勝利し、25年振りに1部昇格を決めた。

女子ラクロス部
2019年、第11回ラクロス全日本大学選手権大会で、創部初の全国優勝をした強豪チームである。

ボクシング部
1923年（大正12年）、日本ボクシングの母である荻野貞行（帝拳ジム創設者）らにより創部。1965年（昭和40年）には、第18回関東大学リーグ戦1部優勝、第5回全日本大学トーナメント優勝、全日本大学ボクシング王座決定戦に出場。これまでに5人の全日本選手権優勝者を輩出し、1964年の東京五輪では米倉宝二が日本代表として出場し健闘した。2023年には創部100周年を迎え、記念式典が開催された。現在関東大学リーグ2部に在籍。

レスリング部
1938年（昭和13年）創部。2018年に80周年を迎えた伝統と歴史のあるクラブで、日本の大学レスリング界において5番目に古い歴史を持つ。長らく東日本学生リーグ二部リーグに所属していたが、2022年、二部リーグで優勝し、1962年大会から61年ぶりに一部リーグ復帰を果たした。2016年の慶應義塾大学の「45年ぶり」を上回り、最長の期間を乗り越えての一部昇格となった。

自転車競技部
1936年（昭和11年）創部。公道などで行われるロードレースとヴェロドローム、自転車競技場などで行われるトラックレースを中心に取り組む。近年では、RCS（ロードレース・カップ・シリーズ）総合での表彰、「ツールドフランス in さいたま」への出場、「アジア大学自転車選手権」への出場など、伝統校としての歴史を脈々と受け継いでいる。「全日本学生ロードレース・カップ・シリーズ2021」では、中島渉が総合優勝を果たし、創部初となるRCS年間チャンピオンとなった。続く2022年シーズンにおいても、最終戦である第17回明治神宮外苑大学クリテリウムの結果、中島渉が2年連続でRCS年間チャンピオンに輝いた。

スキー部
1937年（昭和12年）創部。学連にも参加し、翌年の小樽で開催されたインターカレッジより参加。1940年（昭和15年）の第13回野沢大会で2部で優勝し、同年に大学の正規体育会として公認された。1953年（昭和28年）第26回大会で優勝し1部へ昇格。1958年（昭和33年）の第31回大会では1部優勝者を輩出。1962年（昭和37年）に2部へ降格すると、以後低迷し、部員減少にも耐えながら存続を続けた。近年、復活を遂げ、2022年度は男子は2部、女子は1部で活動している。スキー部の創部には、頌栄女子学院元理事長でOBである岡見如雪が携わっている。
スキー部に所属した猪谷千春（スキー部名誉OB会員、IOC元副会長）は、アルペンスキーで日本人初のオリンピック入賞（男子回転で銀メダル獲得）を果たし、日本人初の冬季五輪メダリストである。

アイスホッケー部
1934年（昭和9年）に開始された東京五大学アイスホッケーリーグ（現・関東大学アイスホッケーリーグ）に当初から参加したオリジナル5（慶應・東京帝大・明治・立教・早稲田）の1校である。1936年（昭和11年）から1938年（昭和13年）にリーグ3連覇、1956年（昭和31年）、1958年（昭和33年）にリーグ優勝したほか、1948年（昭和23年）と1949年（昭和24年）に開催された東京八大学アイスホッケーでも2年連続で優勝している。1952年（昭和27年）に開始された東京都大学アイスホッケー選手権大会（現・関東大学アイスホッケー選手権大会）では、1956年（昭和31年）にAグループで優勝したことを皮切りに、1958年（昭和33年）から1960年（昭和35年）に3連覇、1962年（昭和37年）にも優勝し、黄金期を迎えた。日本学生氷上競技選手権大会でも、優勝7回、準優勝10回という成績を残している。しかし、昭和40年代以降は長く低迷期となった。2009年（平成21年）から約40年ぶりに1部復帰を果たすが、再び下位となった。2023年現在、関東大学アイスホッケーリーグ、ディビジョンⅠグループBに所属している。

バドミントン部
1946年（昭和21年）にアメリカ帰りの学生からバドミントン道具一式を譲り受けて「バドミントン同好会」が発足し、翌1947年（昭和22年）に「バドミントン同好会」が大学体育会に登録され、全国の大学に先駆けて創部された。昭和30年代から40年代にかけて数多くの全日本優勝者を輩出し、日本のバドミントン界を牽引するとともに、競技指導のためOBが中国、韓国に渡航し、東アジアのバドミントンの発展にも貢献した。1953年（昭和28年）から1959年（昭和34年）には全日本学生バドミントン選手権大会で7連覇し、合わせて9回の団体優勝をするなど黄金期となった。その後は、長く低迷したが、2008年にアスリート選抜入試制度が開始されたことから、高校時代に全国大会を経験した学生が入部するようになり、再び強豪校になるべく競技レベルの向上が進んでいる。

## 大学関係者と組織

### 大学関係者組織

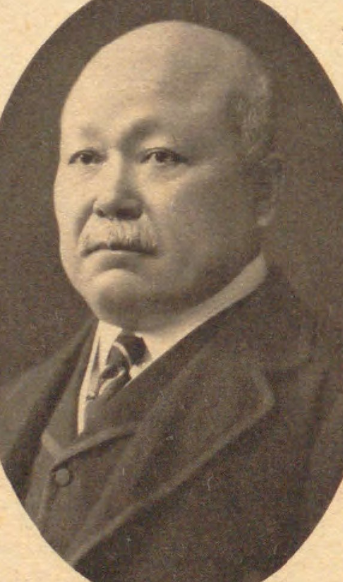
末延道成（旧校友会館の創設支援者、三菱の四天王の一人）

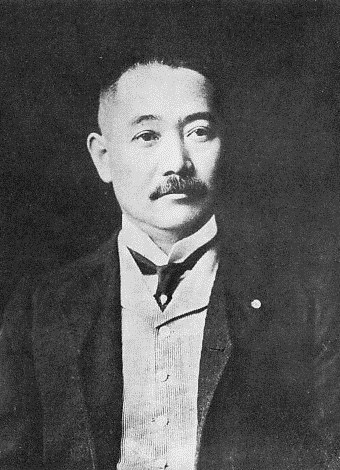
松方幸次郎（川崎造船所・現川崎重工業社長、松方コレクションで知られる美術品収集家）

- 立教大学の同窓会として「立教大学校友会」が設置されている。校友会員数は2023年8月時点で約23万人。校友会会員相互の親睦を図り、立教大学の発展に寄与することを目的に、校友会報「セントポール」の送付や、会員総会、ホームカミングデー、年次別校友の集い、地区校友の集い、卒業祝賀パーティ、企業等立教会交流会などを開催している。「校友会奨学金」「校友会外国人留学生奨学金」などの各種奨学金による学生支援、「体育会活動奨励金」を通じて大学への支援も積極的に行っている。

また、全国と世界に「立教会」と呼ばれる校友組織が広がっており、各地域立教会と海外立教会に加えて、企業・職域の立教会、立教経済人クラブ、立教大学体育会OB・OGクラブなどが組織されている。
1907年（明治40年）に立教学院校友会が設立され、1939年（昭和14年）に立教大学同窓会として独立。1960年（昭和35年）に立教大学校友会と改称。以来、校友会は立教大学（立教学校、立教大学校、大阪英和学舎、立教専修学校、東京英語専修学校、立教工業理科専門学校および立教大学大学院）全卒業生・修了者で組織・構成されている。
1922年（大正11年）2月には旧校友会館（後の旧診療所）が竣工したが、その建設は三菱四天王の一人で校友である末延道成（東京海上火災保険取締役会長、東武鉄道創立発起人、貴族院議員）の寄付によるところが大きかったとされる。また、氏の養嗣子である末延三次（立教大学法学部元教授）によって、末延道成の雅号から名付けた「鳥洞奨学金」が設けられている。
1923年（大正12年）から1932年（昭和7年）にかけて、校友である杉浦貞二郎が大学学長を務めていた時期には、美術品コレクターとして松方コレクションの名で知られる校友の松方幸次郎（川崎重工業社長、当時川崎造船所、衆議院議員）が大学と学長の杉浦を支援した。松方は校友会の幹事役員も務めたが、同時期の校友会幹部には、立教学院理事長と校友会会長を務めた松崎半三郎（森永製菓社長）、醤油王として知られる濱口梧洞（ヤマサ醤油社長、貴族院議員）、東京川崎財閥当主の川崎八右衛門（三菱UFJ銀行頭取、三菱UFJ信託銀行頭取）、前田多門（ソニー初代社長、第59代文部大臣）、田邊宗英（日本テレビ放送網会長、新東宝社長）、星野辰雄（渋沢栄一の子、立教大学教授）、高橋貞三郎（王子製紙専務取締役、三井物産大阪支店長）などが名を連ねている。
1928年（昭和3年）に今後の立教学院のさらなる発展に向けて、立教大学において医学部の新設や文学部、商学部の充実化などが計画された際には、それらの実現への原動力となるべく既存の立教学院校友会とは別に「立教学院後援会」が組織され、会長に松崎半三郎、副会長に星野辰雄、顧問に末延道成、松村松年、大塚惟明、阪井徳太郎、濱口梧洞、高橋貞三郎、吉田栄右らが、理事には前田多門、水田南陽（栄雄）、田邊宗英、生駒粂蔵、根岸由太郎、須藤吉之祐らが名を連ねた。後援会事務所は芝区・桜田本郷町（現・港区西新橋1丁目・新橋1丁目）に置かれた。当時、東京英語専修学校の校友会組織である「錦町會」も組織されていた。
昭和初期には、卒業式後の夜に、丸の内の日本工業倶楽部会館で恒例の校友会主催の新校友歓迎会が催され、1931年（昭和6年）の歓迎会は東京ステーションホテルで開かれた。1951年（昭和26年）には、東京・銀座（銀座西3-1建築会館7階／読売新聞社隣）に同窓生のためのセントポールクラブ・ルームが開設された。
1959年（昭和34年）9月には、会長に吉田茂（第45・48-51代内閣総理大臣）、副会長に池田勇人（第58-60代内閣総理大臣）、ほか正力松太郎（読売新聞社社主）や石川一郎（経団連初代会長）ら17名が発起人として「立教大学後援会」が発足し、松下正寿（立教大学総長）が推進する新学部設置、原子力研究所の設置と運営、新キャンパスの取得など、立教大学の進展拡大を目的とする募金活動がなされた。
1977年（昭和52年）11月に落成したセントポールズ会館は、校友各位の募金により建築されたもので、クラス会やOB・OG会の会場や恩師や友人との語らいの場として利用され、レストランとして日比谷松本楼の「立教大学 セントポール会館店」も置かれている。
- 2016年には、立教生のキャリア形成支援を目的として、卒業生ネットワーク組織「立教グローバル/ローカルキャリア支援ネットワーク（GLCネットワーク）[74]」が発足。GLCネットワークの発足は、2024年の創立150周年に向けた中長期ビジョン「RIKKYO VISION 2024」で掲げたアクションプランの一つで、グローバルあるいはローカルな視点から、立教大学および立教生を支える新たな支援層集団の創出を目指している。メンバーは、メーカー、金融、商社、マスコミ、外資系IT企業、地方公務員など多種多様な業界で活躍する卒業生である。GLCネットワークは、立教大学校友会や、学部・学科・ゼミナール、体育会OB・OGクラブなどの卒業生ネットワークを補完あるいは連携する形で、新たな活動を展開する。

## 施設

### キャンパス

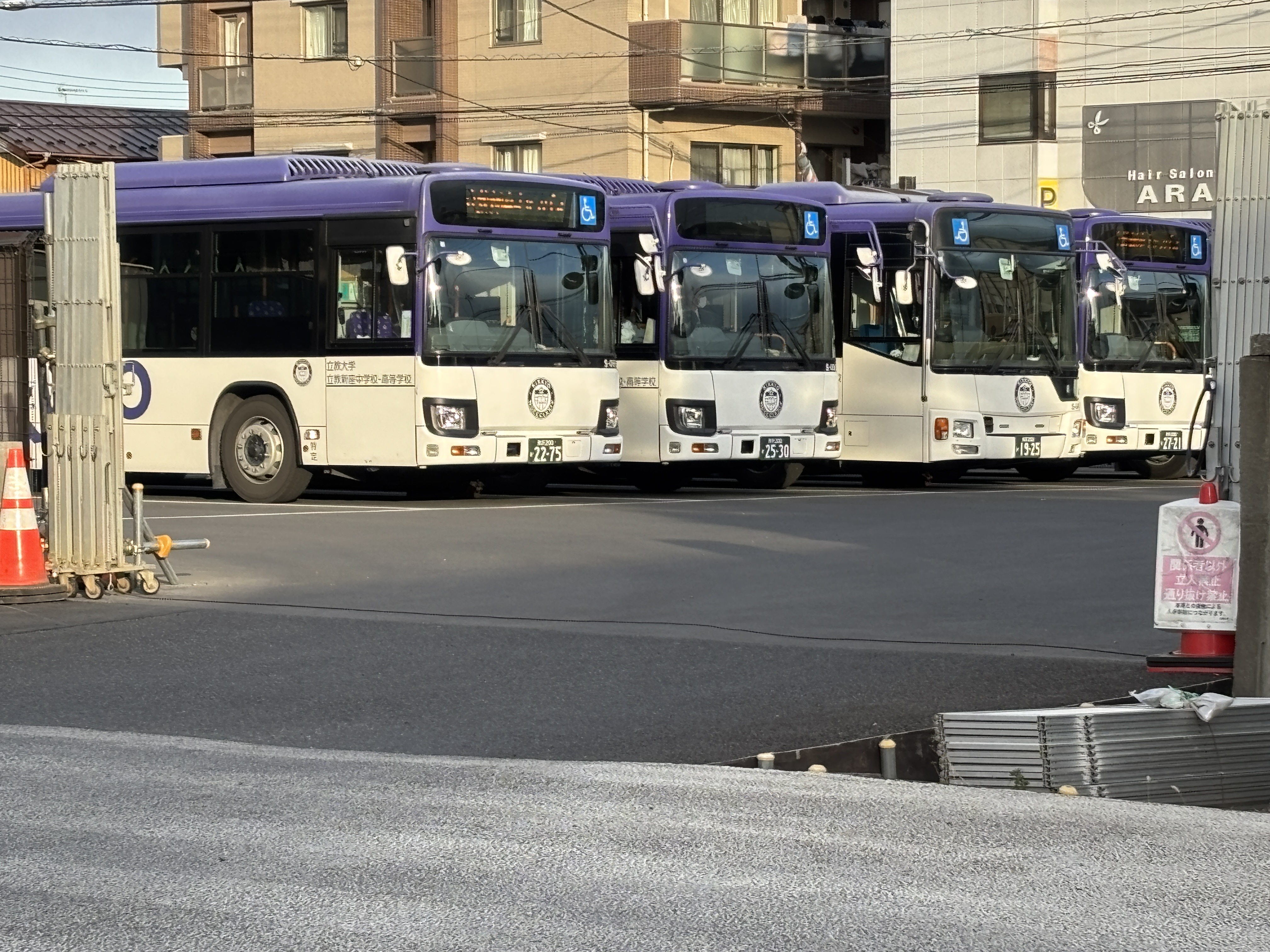
立教学院のスクールバス

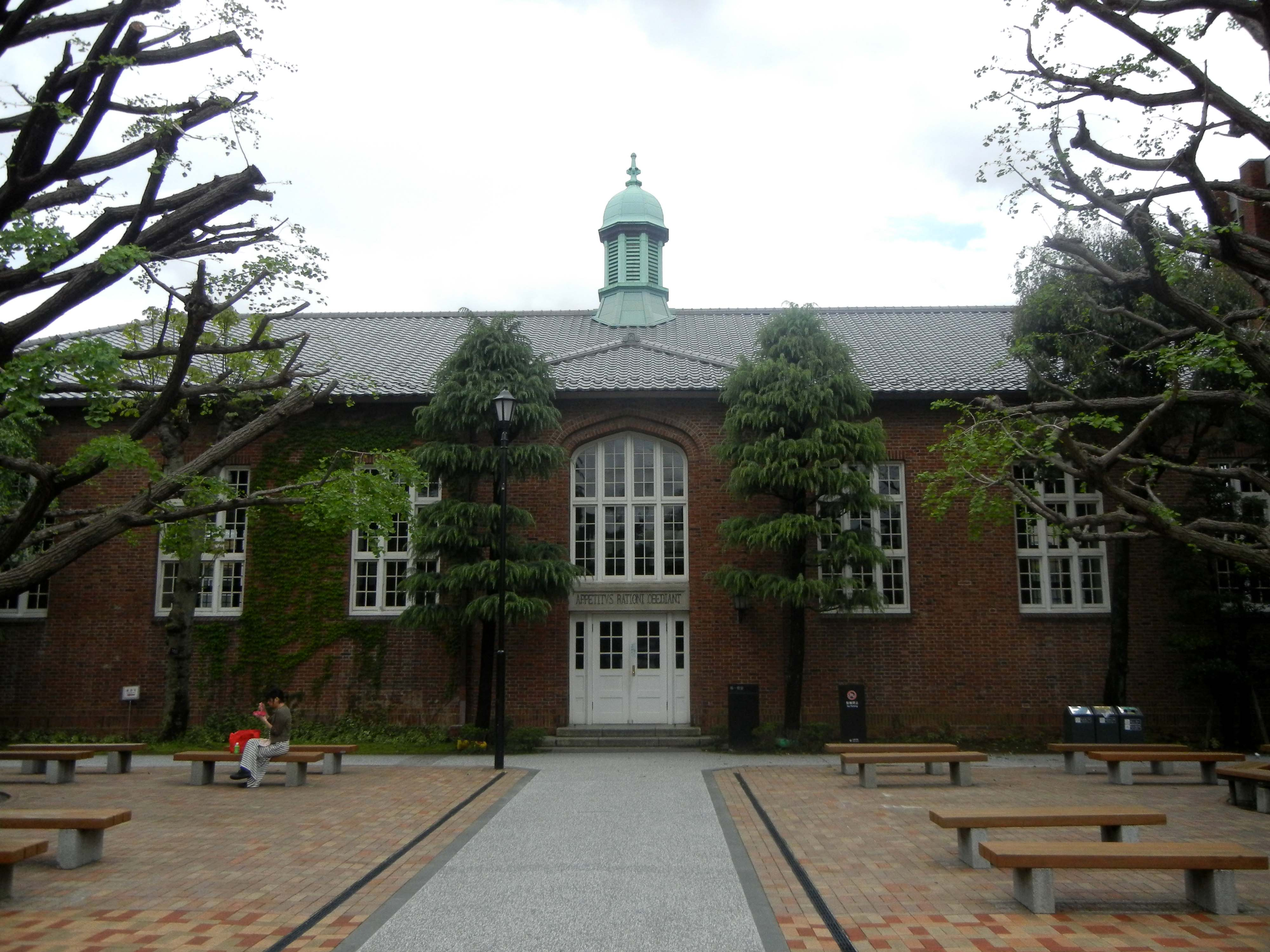
池袋キャンパス第一食堂（東京都選定歴史的建造物）

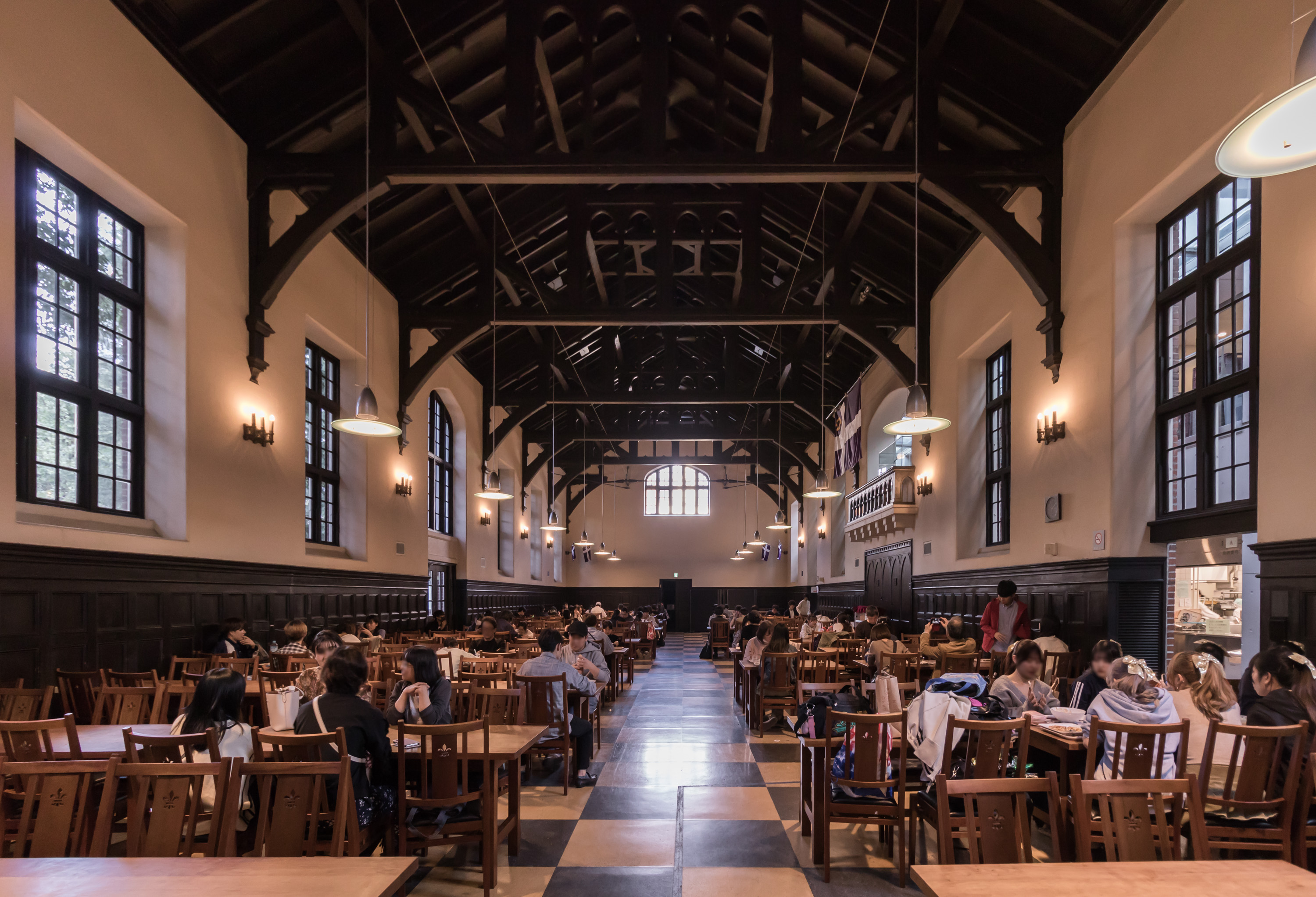
池袋キャンパス第一食堂内（東京都選定歴史的建造物）

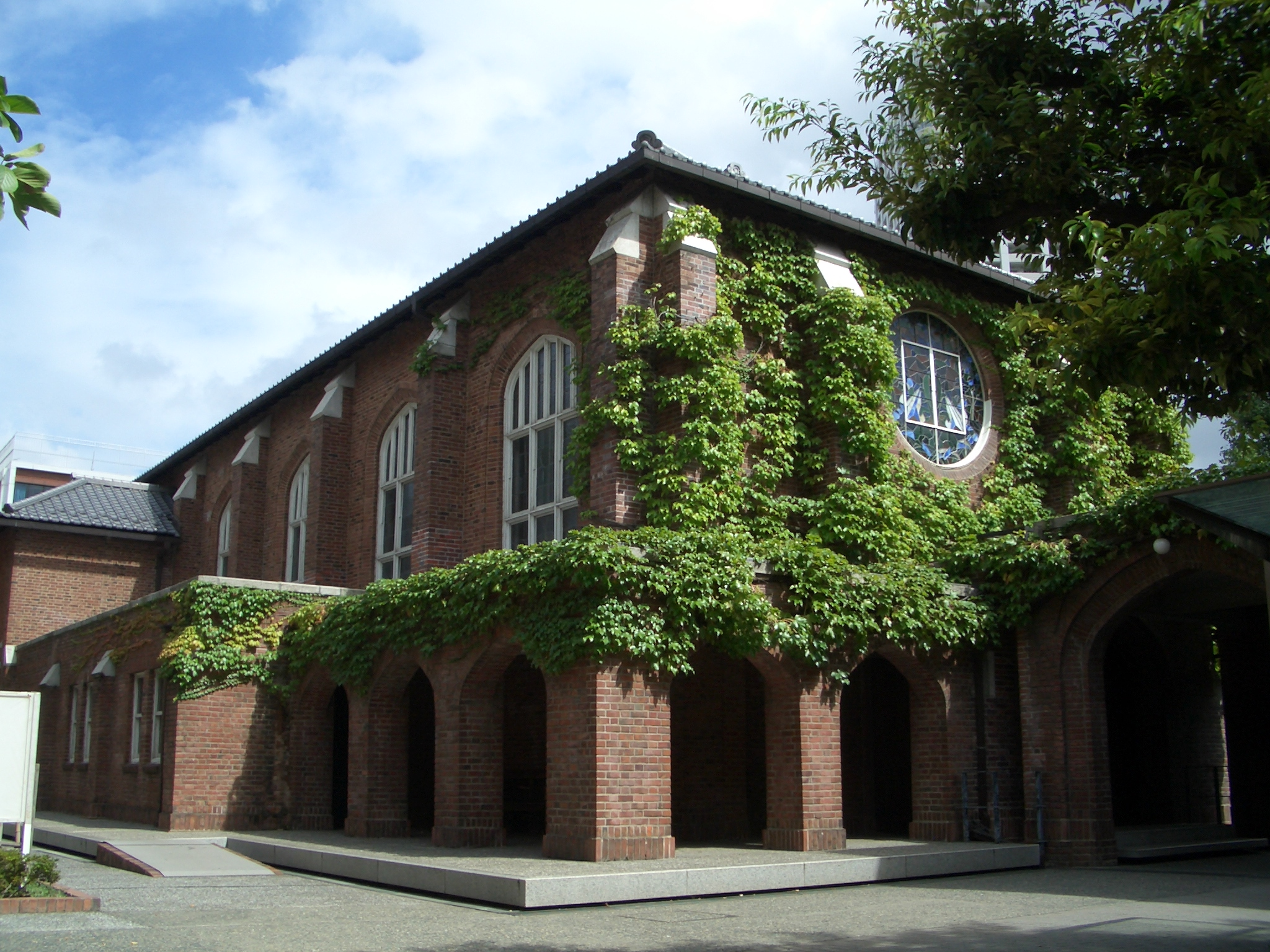
立教学院諸聖徒礼拝堂／チャペル
（東京都選定歴史的建造物、池袋キャンパス））

#### 池袋キャンパス
- 所在地：東京都豊島区西池袋3-34-1
  - 要町駅6番出口より大学正門まで徒歩約6分。
  - 池袋駅西口より大学正門まで徒歩約7分。
  - 椎名町駅北口よりマキム門まで徒歩約12分。
- 学部（文学部、経済学部、理学部、社会学部、法学部、経営学部、異文化コミュニケーション学部）
- 大学院（文学研究科、経済学研究科、理学研究科、社会学研究科、法学研究科、経営学研究科、ビジネスデザイン研究科、社会デザイン研究科、異文化コミュニケーション研究科、法務研究科（法科大学院）、人工知能科学研究科）
- 敷地面積：70,339.1㎡
- 池袋駅西口の商店街では立教大学のスクールカラーである紫のペナントが使用されている。
- 池袋キャンパスは蔦を絡ませた赤レンガの概観が特徴で、「本館」（別名モリス館）と「第一食堂」「2号館」「3号館」「メーザーライブラリー記念館本館（旧図書館本館旧館）」および「立教学院諸聖徒礼拝堂（チャペル）」は東京都選定歴史的建造物である。また、「メーザーライブラリー記念館新館（旧図書館本館新館）」は建築家・丹下健三の設計である。
- 独特の雰囲気から、映画やドラマのロケーション撮影によく利用される。『エノケンの青春酔虎伝』（1934）『すずめの戸締まり』（2022）など。
- 立教大学は日本聖公会系であるため、キリスト教を信仰している立大生たちは、池袋に近い目白聖公会などにおいて、積極的に教会活動を行っている。無論、立大は積極的に学生たちの教会活動を支援している。

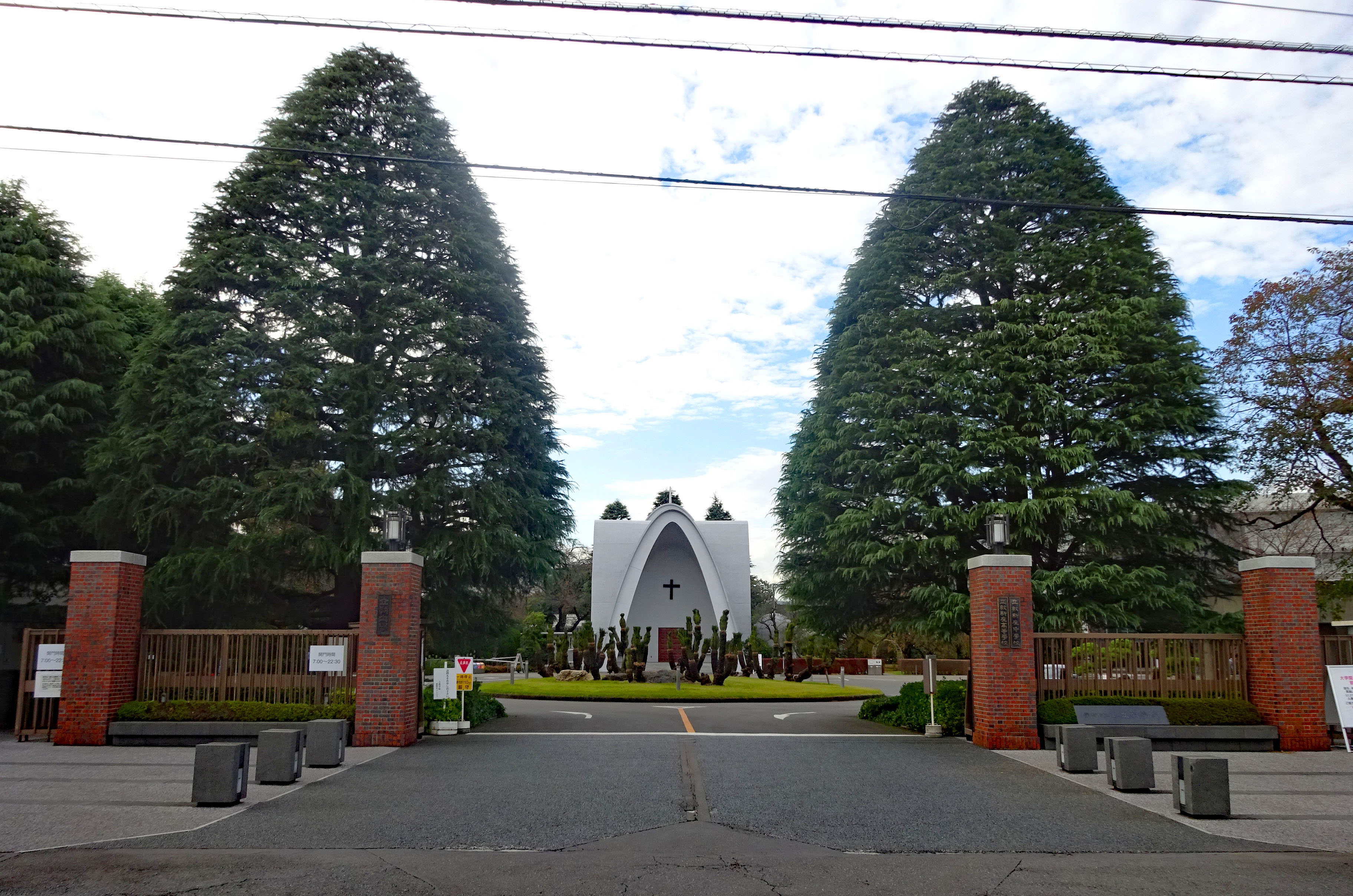
新座キャンパス

#### 新座キャンパス

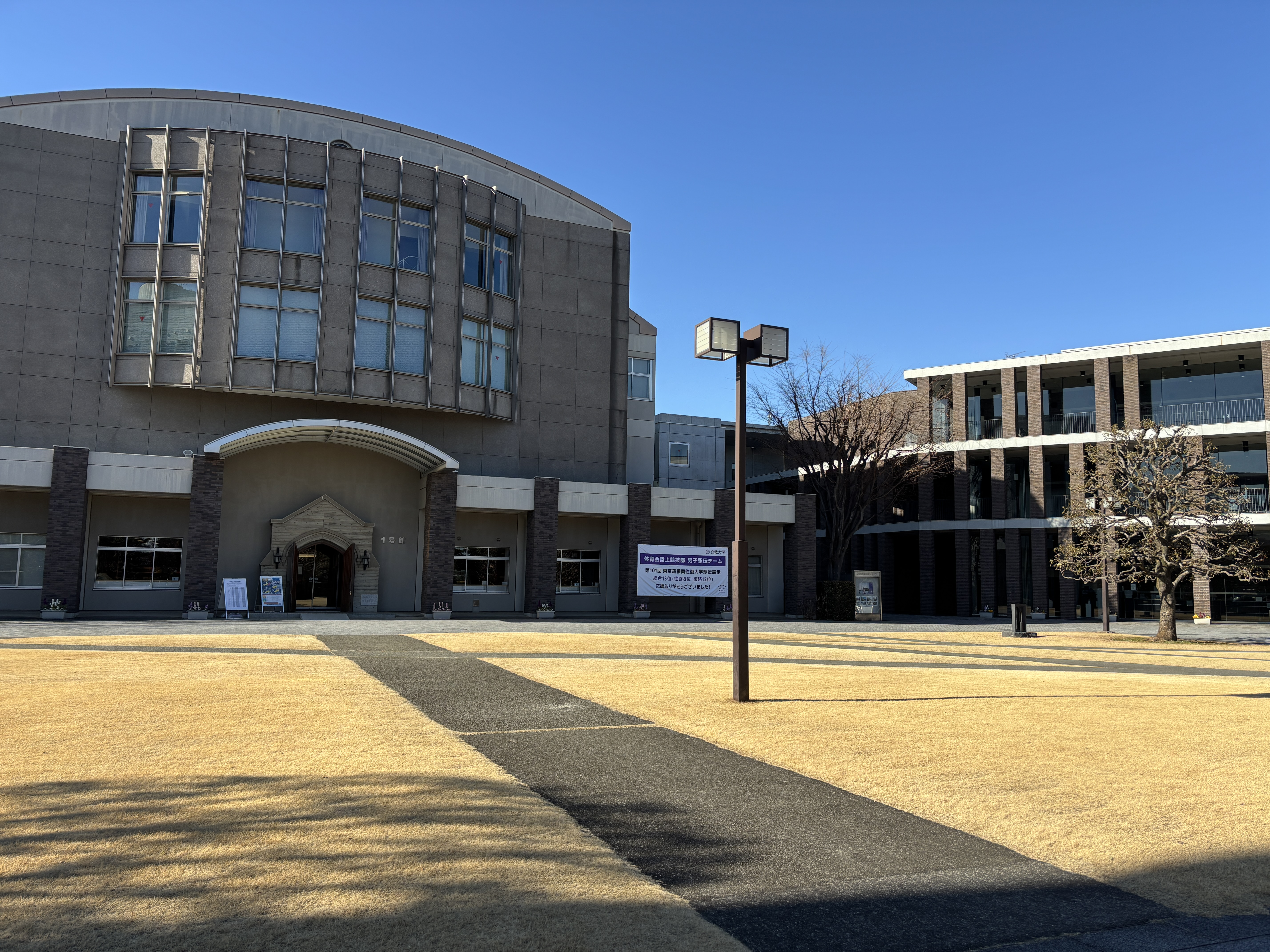
立教大学新座キャンパス1号館と7号館

- 所在地：埼玉県新座市北野1-2-26

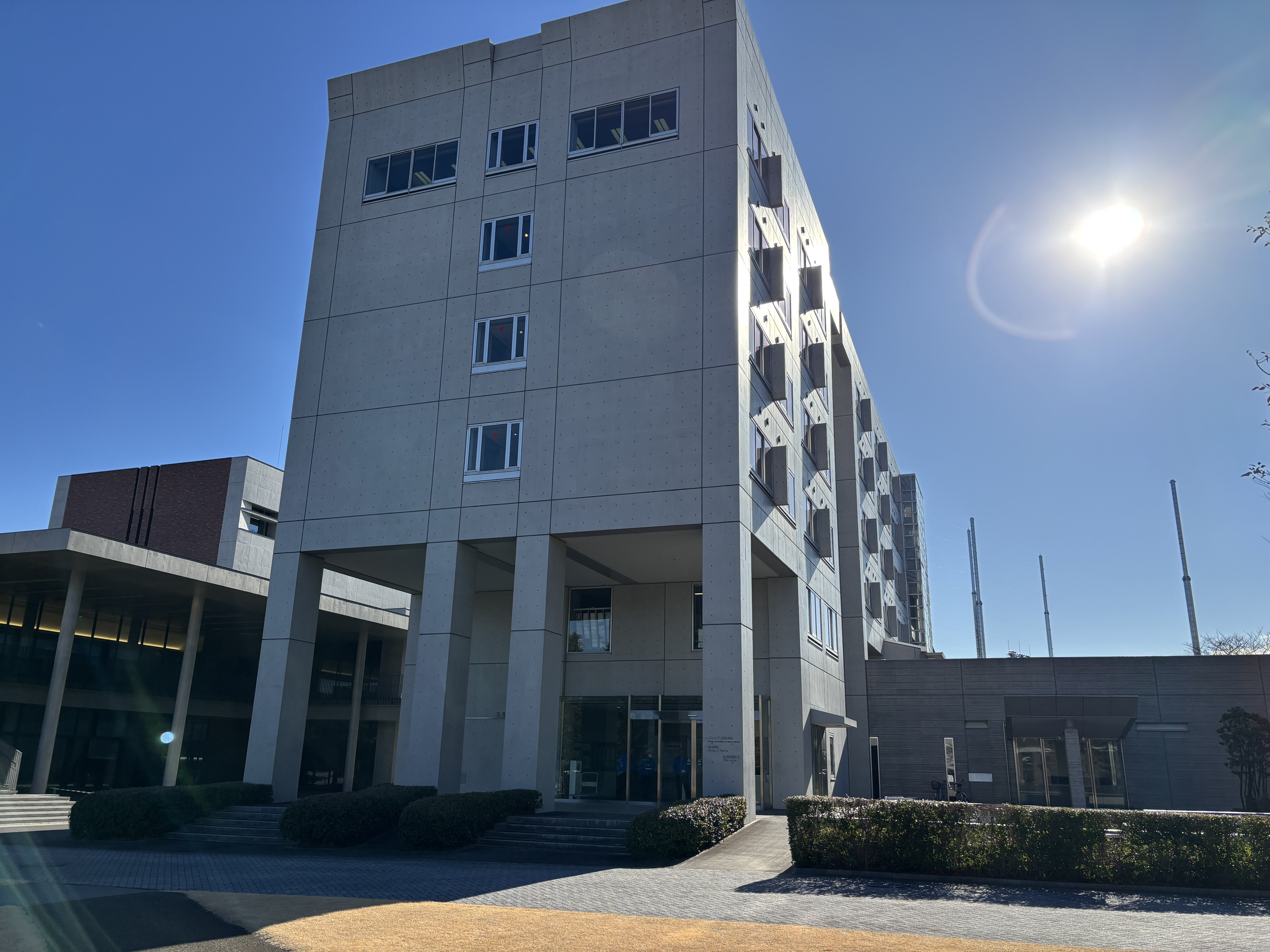
立教大学新座キャンパス5号館

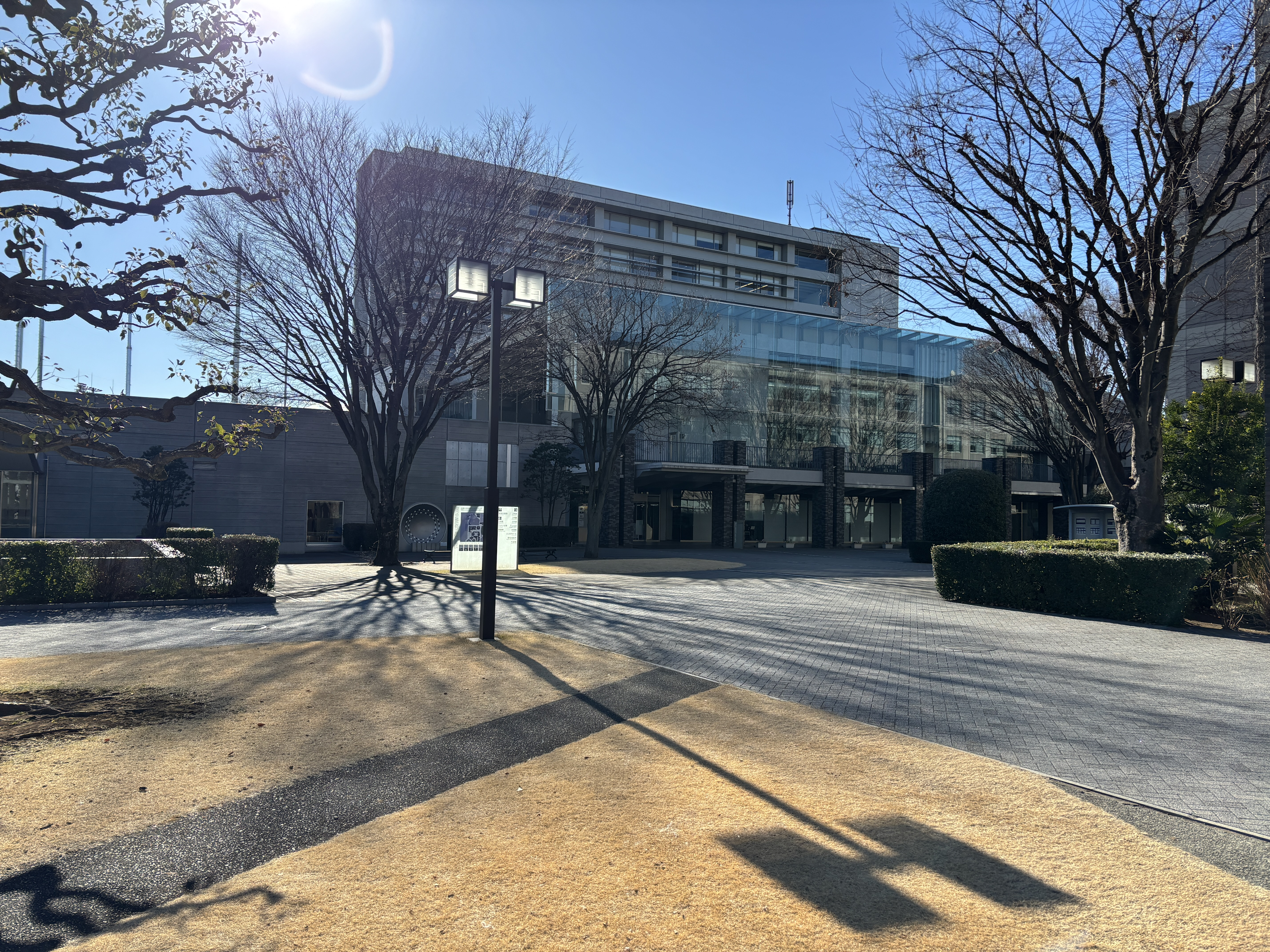
立教大学新座キャンパス6号館

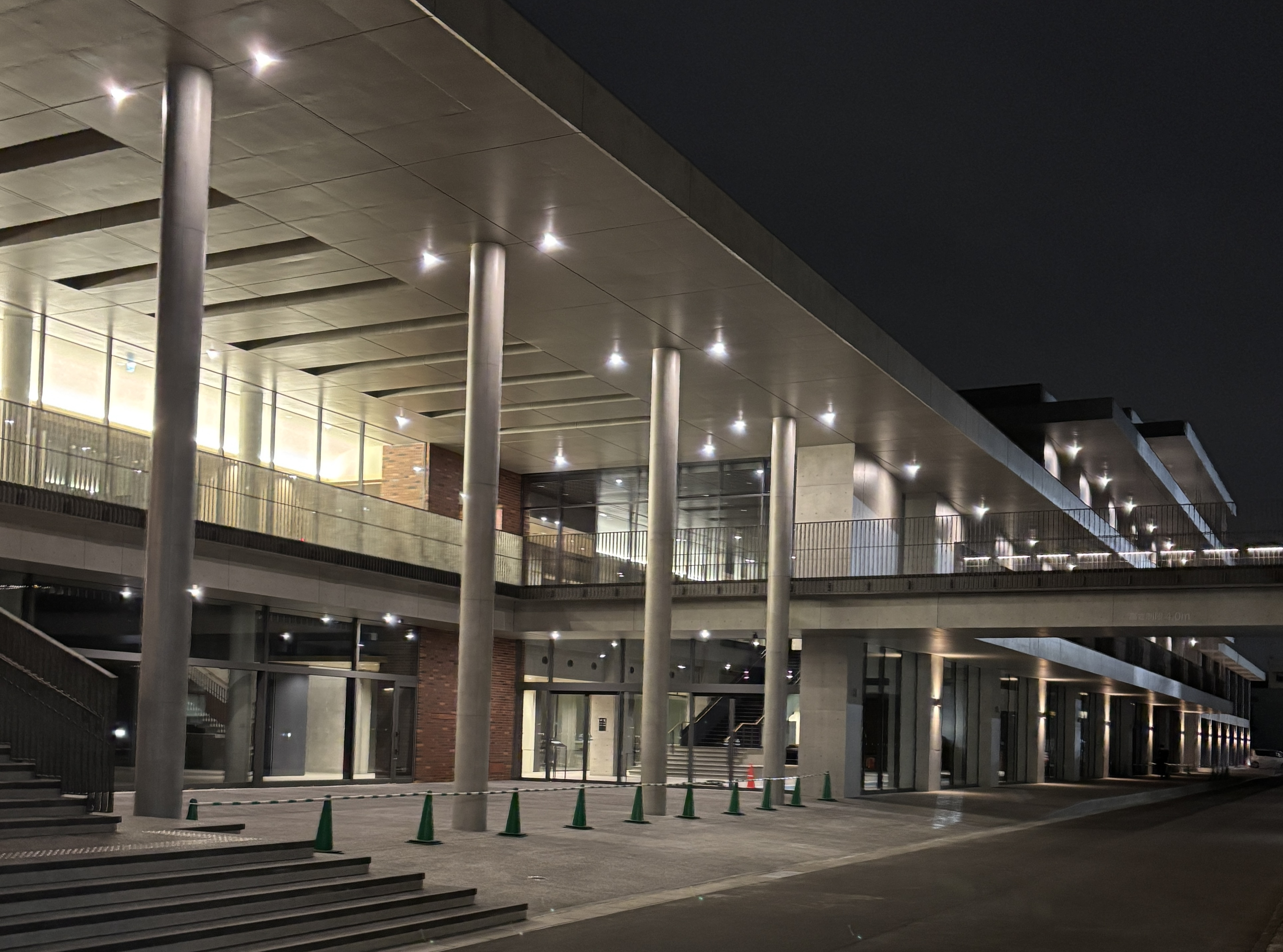
立教大学新座キャンパス9号館

  - 志木駅南口より徒歩15分、スクールバス4分、西武バス<所沢駅東口行>または<清瀬駅北口行>「立教前」下車。
  - 新座駅南口より徒歩20分、スクールバス6分、西武バス<志木駅南口行（北野入口経由）>「立教前」下車。
- 学部（観光学部、コミュニティ福祉学部、現代心理学部、スポーツウェルネス学部）
- 大学院（観光学研究科、コミュニティ福祉学研究科、現代心理学研究科）
- 敷地面積：101,271.0 ㎡
- 2006年に新座キャンパス全体がグッドデザイン賞建築・環境デザイン部門を受賞している。

#### 陸前高田サテライト（陸前高田グローバルキャンパス）
- 岩手大学との共同開設。

#### 田町サテライトキャンパス（キャンパス・イノベーションセンター東京）
- 田町サテライトキャンパスは、文部科学省が「知の集積拠点」として田町駅至近に構えたキャンパス・イノベーションセンター東京（東京都港区田町）内に置かれ、ビジネスデザイン研究科シードマネージメントコースの拠点となっていたが、2007年度末で閉鎖した。

### 学生寮
より充実した学生生活を支援するために学生寮を設けている。学生寮には専用寮（立教大学国際交流寮）と推薦寮がある。専用寮は、立教大学の学生と交換留学生とが入居する国際交流も目的とした寮で、「RIR椎名町」（2013年度開設）、「RUID朝霞台」（2008年度開設）、「RUID志木」（2010年度開設）および「立教グローバルハウス」（2017年度開設）の4棟が設置されている。立教グローバルハウスは交換留学生とGlobal Liberal Arts Program（GLAP）の学生のみ入居可能。推薦寮は他大学の学生も入居する寮で、様々な学生と交流することができる。

### スポーツ施設

#### 池袋キャンパス内の主な施設
ポール・ラッシュ・アスレティックセンター
地下2階地上5階建ての総合体育館。アリーナ、トレーニングルーム、ランニングコース、50メートル温水プール、クライミングウォール、屋上にはテニスコート兼フットサルコートなどが整備されている。館名は1925年に来日し、日本にアメリカンフットボールを普及させるとともに、戦後のスポーツ復興にも努めた元立教大学教授であるポール・ラッシュ博士に由来している。

#### 新座キャンパス内の主な施設

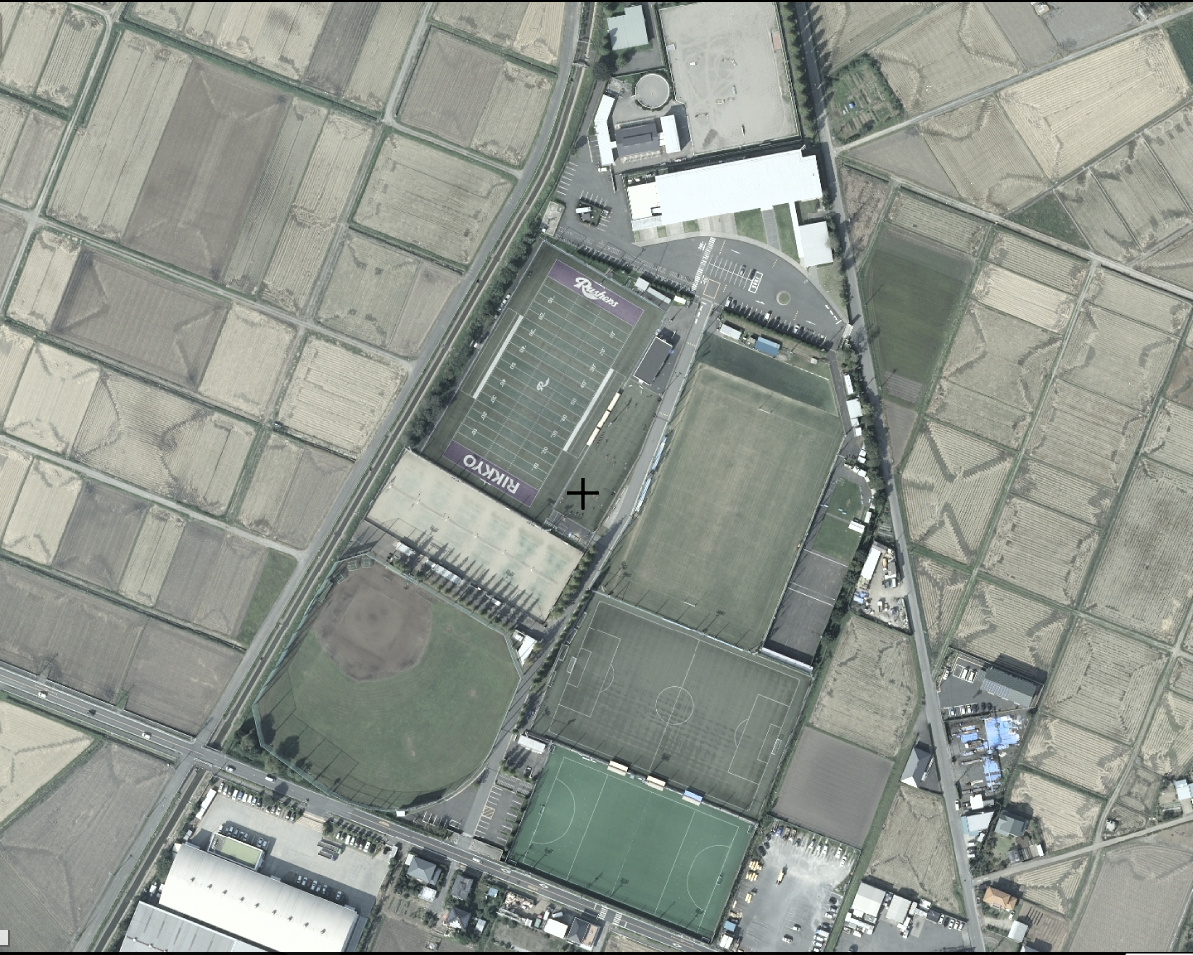
富士見総合グラウンド

セントポールズ・フィールド
総面積約15,299m2の規模を誇り、400mトラックを6レーン（直走路8レーン）、跳躍場、投擲場、ラグビー・アメリカンフットボール兼用のインフィールド（人工芝）を備えた全天候型の陸上競技場。

セントポールズ・アクアティックセンター
日本水泳連盟より、競泳用の国内基準プールとして公認されている室内温水プール。用途に合わせてレイアウト（50m×10コース、25m×8コース［2面］）の変更が可能で、水深を6段階に設定することが可能。新座市民へも開放されている。

野球部グラウンド
1966年に完成し、8,400平方メートルの人工芝を備えた野球部の専用グラウンド。2016年に改修され、全面人工芝化、バックスクリーン張替、観覧席増改築などが行われた。人工芝は2015年3月に改修された明治神宮野球場と同じ、ハイブリッドターフExcitingが使用されている。近くには、硬式野球部の選手たちが生活する智徳寮や、人工芝が整備された全天候型の室内練習場も置かれている。室内練習場にはトレーニングルームやブルペンも併設されている。

体育館
室内競技用のアリーナ5面を擁する巨大な体育館。トレーニング室、シャワー室、ボクシング場、レスリング場、土俵などの専用施設がある。
富士見総合グラウンド（埼玉県富士見市下南畑1343-1）
野球場、テニスコート、アメリカンフットボール場、ホッケー場、サッカー場、ラグビー場、洋弓場、射撃場、自動車部ガレージ、馬場、馬術部部室棟、ポニーリンク、厩舎、トレーニング棟、クラブハウス、クラブハウスアネックスなど体育会各部専用の体育施設。
敷地面積：86,844.0㎡

#### 旧施設
東長崎グラウンド
1925年（大正14年）秋に竣工した野球部グラウンド。それまでのグラウンドは、現在の池袋キャンパスの4号館付近にあったが、関東大震災で校舎を焼失した築地の立教中学校がそこに移転することとなり、野球部グラウンドは東京府北豊島郡長崎村（現・豊島区千早）に移転することとなった。この校地は、もともと1924年（大正13年）7月に、中学校の建設用地として購入されたものであったが、計画変更により、野球部グラウンドとして活用されることとなった。その後、1966年に埼玉県新座市に球場が移転するまでの間、幾多の名選手を世に送り出した歴史的なグラウンドであった。現在は東京都立千早高等学校の校地となっている。
セントポール・グリーンハイツ

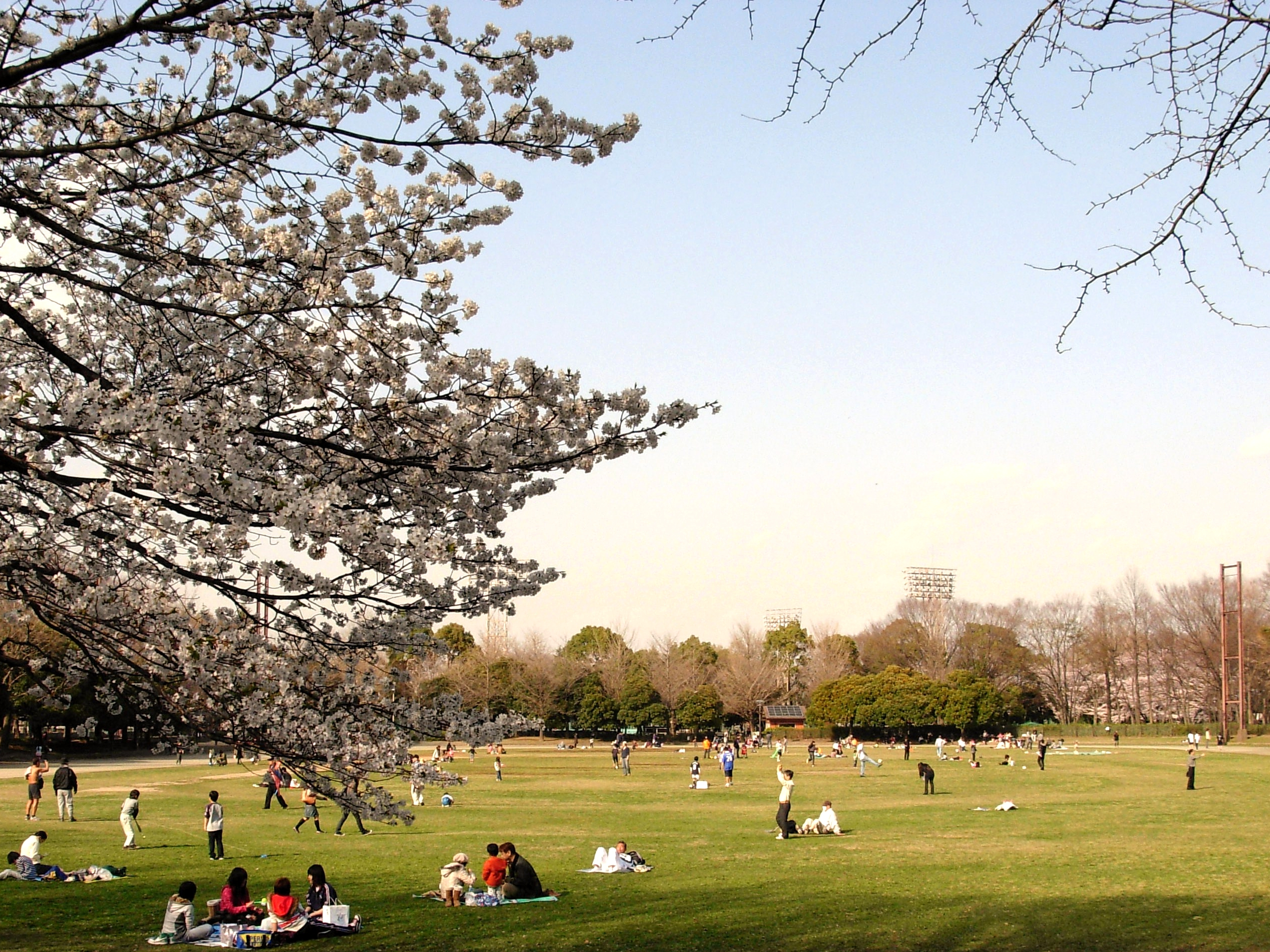
現在の城北中央公園

1956年11月13日に、上板橋から練馬にわたる緑地帯に竣工した総合グラウンドで、35,000坪もの広大な面積を擁した。それ以前には、大学には野球部が持つ東長崎グラウンド以外にグラウンドは一つしかなく、面積も約2,000坪と狭く、陸上競技、ラグビー、ホッケー、サッカー部など各部が共用し混雑する状況であった。他の部は、民間会社のグラウンドを借りて練習していた。
セントポール・グリーンハイツは、1968年1月に東京都へ土地と工作物を返還し、その役目を1969年に埼玉県入間郡富士見町（現：富士見市）に竣工した現在の富士見総合グラウンドへ受け渡すこととなった。

### 歴史資料館

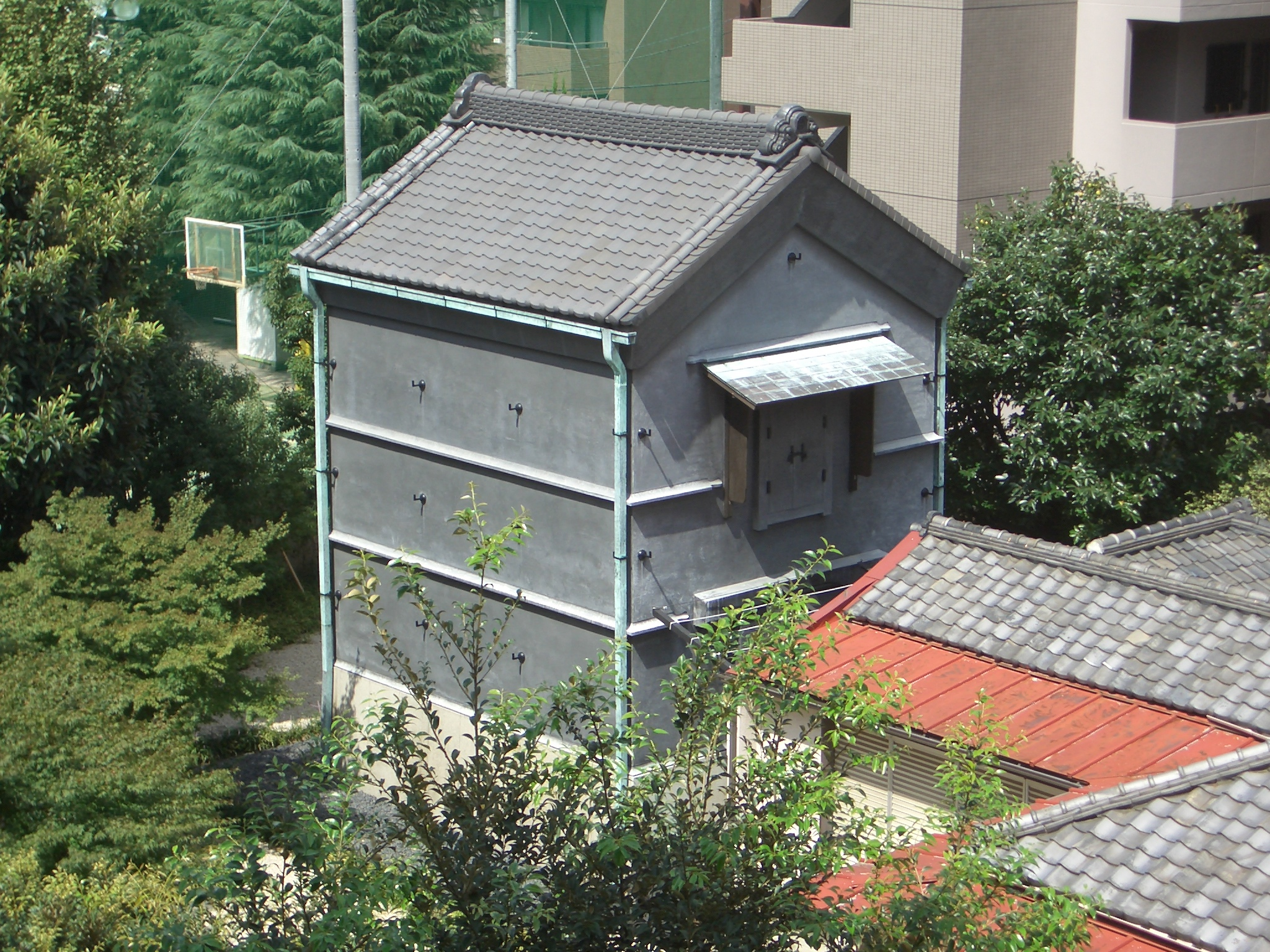
旧江戸川乱歩邸 幻影城

立教学院展示館（池袋キャンパス内）立教の歴史と伝統、教育と研究の取り組みを発信する場として、2014年に開館。旧図書館の趣を残した2階の展示スペースでは、貴重資料の展示、タッチパネルディスプレーや映像、写真を通して、立教学院の歴史を学ぶことができる。
旧江戸川乱歩邸 - 大衆文化研究センター（池袋キャンパス内）推理小説家江戸川乱歩が、1934年から移り住んだ邸宅、書庫として使われていた土蔵、および4万点近くの蔵書等が、2002年に立教大学へ譲渡され、2006年に江戸川乱歩記念大衆文化研究センターが設立。土蔵は豊島区指定有形文化財に指定。センターでは現在研究・保存を進めており、一般公開もされている。

### その他施設
太刀川記念館（池袋キャンパス内）ソニー創設メンバーで、立教大学OBの太刀川正三郎の夫人、太刀川あさ子の寄付によって、1996年に建てられた記念館。3階のカンファレンス・ルームでは、各種講演会やシンポジウムなどが開催される。
太刀川記念交流会館（新座キャンパス内）太刀川記念館と同じく、太刀川正三郎夫人の太刀川あさ子の寄付により建てられた多彩な交流活動を目的としたコミュニケーションセンター。2007年竣工。宿泊施設もあり、ゼミナール・クラブ・サークル活動、会議、会合、講演会など様々な用途で利用されている。
太刀川記念上大崎交流会館（品川区上大崎）立教学院に関わる人々のための多目的研修施設であり、「交流」を目的としたセミナーハウス。
スタジオ棟（新座キャンパス内）広さ約200m2、照明下の高さ約5mを持つ映像制作のためのスタジオ。2面R仕様の白ホリゾント壁を設置し、5m×5mのクロマキー合成用のブルーバック幕を備えている。基本となる照明設備は備えつけで、本格的な映画・ビデオ・スチール写真などの撮影が可能。
ロフト教室（新座キャンパス 6号館内）最新の自動収納式の観客席（176席）を備え、舞台エリアではダンスや演劇の本格的な公演が可能。座席を収納すると約300m2のフラットな板張り空間としても利用できる。
シアター型教室（新座キャンパス 6号館内）4Kデジタルプロジェクターを備えたシアター型教室。デジタルシネマの最先端スペックを備えた上映用施設として利用される。

## 対外関係

### 外国の拠点
| 拠点の名前                | 所在地                                                                                                |
| ------------------------- | --- |
| 上海事務所                | 上海市楊浦区国賓路18号 五角場万達広場A座20階 （株）GES 上海事務所内                                   |
| 香港事務所                | c/o Find Asia Limited,Suite 305, 3/F, Far East Finance Centre, 16 Harcourt Road, Admiralty, Hong Kong |
| ASEAN事務所（ジャカルタ） | Jl. Sawo Kecik I, Eramas 2000, Jakarta, 13950                                                         |
| ロサンゼルス事務所        | c/o Takuyo Corporation (Lighthouse), 2958 Columbia Street, Torrance, CA 90503, USA                    |
| ニューヨーク事務所        | Colleges and Universities of the Anglican Communion, 815 Second Avenue New York, NY 10017-4503, USA   |

### 国際交流
陸前高田プロジェクト
東日本大震災の被災地である陸前高田市でフィールドワーク（4泊5日）を行い同市の現状や課題を共有した上で、魅力を伝えるコンテンツを作成するという課題に取り組む課題基盤型学習 (Project-based Learning) 授業。国際化戦略「Rikkyo Global 24」の取り組みの一つとして、海外からの留学生を含む立教大学生が、被災地の現状を広く知り、復興における課題の共有を通じて陸前高田市の復興支援に寄与していくことが目的。2015年度より、本授業の趣旨に賛同したスタンフォード大学から毎年学生が派遣されている。2018年度には立教大学へのインターンシップや学生交流で関係の深まった香港大学から、2019年度はシンガポール国立大学から学生が派遣され、4大学によるプロジェクトとなった。
延世・慶應・立教・復旦リーダーシップフォーラム
2002 FIFAワールドカップの日韓共催をきっかけとして、延世大学の発案により実現し、延世大学・慶應義塾大学・立教大学の3大学が協力して始まったプログラム。グローバル化の進む社会で活躍するリーダー育成を目的として毎年開催されている。2006年度には、中国の復旦大学が加わり、東アジア地域の学生が集い、真剣に政治・経済・社会・文化を議論する貴重な機会となっている。

### 地方自治体との協定
| 自治体                                                        | 協定内容 |
| ------------------------------------------------------------- | --- |
| - 北海道羅臼町 - 長野県飯田市 - 静岡県西伊豆町 - 長崎県対馬市 | - ESD研究連携に関する覚書 |
| - 岩手県陸前高田市                                            | - 陸前高田市と立教大学との連携及び交流に関する協定書 - 陸前高田市、岩手大学及び立教大学における地域創生・人材育成等の推進に関する相互協力及び連携協定書 |
| - 福島県 - 栃木県 - 福井県 - 福岡県 - 熊本県                  | - Uターン就職支援協定 |
| - 山形県高畠町                                                | - 連携および交流に関する協定書 |
| - 茨城県境町                                                  | - 研究連携に関する覚書 |
| - 埼玉県                                                      | - 埼玉県と立教大学との相互協力・連携に関する協定書 |
| - 埼玉県新座市                                                | - 新座市と立教大学との連携協力に関する包括協定書 |
| - 東京都豊島区                                                | - 池袋キャンパスのある豊島区と「豊島区と立教大学による教育連携の協定」を締結、共同で「としま教育文化工房21」を設立するなど、豊島区と連携した様々な活動が行われている。 - 帰宅困難者対策の連携協力に関する協定 - 2020年東京オリンピック・パラリンピック事業における連携協力に関する協定 |
| - 東京都新宿区                                                | - 商工施策に関する協定 |

### 他大学との協定
- F-Campus
2001年より開始した5大学間（学習院大学、学習院女子大学、日本女子大学、早稲田大学、立教大学）による単位互換制度。
- 聖路加国際大学
  - 単位互換制度（2001年度開始）
  - 医療的な支援および協力に関する協定（2019年協定締結）
- 順天堂大学（2007年協定締結）
順天堂大学と立教大学との間における研究教育に関する協定書
- 埼玉大学（2015年協定締結）
相互協力・連携協定 （学術研究、教育、地域貢献、その他）
- 岩手大学（2016年協定締結）
陸前高田市、岩手大学及び立教大学における地域創生・人材育成等の推進に関する相互協力及び連携協定書
- 横浜国立大学（2016年協定締結）
相互協力・連携協定（学術研究、教育、FDおよびSDの共同実施、教育研究施設・設備の共同利用）
- 金沢大学（2021年協定締結）[704]
連携と協力に関する協定（観光を中心とする学術研究、教育、人材育成）
- 同志社大学（2024年協定締結）
相互協力・連携に関する協定（キリスト教の諸活動における相互協力及び連携、教育・学術研究における相互協力及び連携、学生の正課外活動における相互交流、教職員の人事交流、FD及びSDにおける相互協力及び連携、教育研究施設・装置及び設備の共同利用）
- 図書館閲覧協定締結校
  - 山手線沿線私立大学図書館コンソーシアム加盟校
  - 学習院大学（上記、山手線沿線私立大学図書館コンソーシアムも加盟）
  - 埼玉大学
  - 埼玉県大学・短期大学図書館協議会加盟校（新座キャンパスのみ）
- 東京12大学広報連絡協議会
- 大学情報サミット
2005年に発足させた情報機関協定。他の加盟校は、五十音順に慶應義塾大学、中央大学、法政大学、明治大学、早稲田大学。
- 全国私立大学FD連携フォーラム
2008年に発足させたFDに関する日本で初の私立大学連携協定。発足当初からの連携校は関西大学、関西学院大学、慶應義塾大学・中央大学・同志社大学、法政大学、明治大学、立命館大学、早稲田大学。
- 日本聖公会関係学校協議会
- 世界聖公会大学連合 (Colleges & Universities of the Anglican Communion)

## 関係校

### 系列校
学校法人立教学院では、設置している教育機関を全て同格に扱っており、大学を頂点とする附属学校は設置していない。そのため、本節にてまとめている。
- 立教小学校
- 立教池袋中学校・高等学校
- 立教新座中学校・高等学校

### 姉妹校

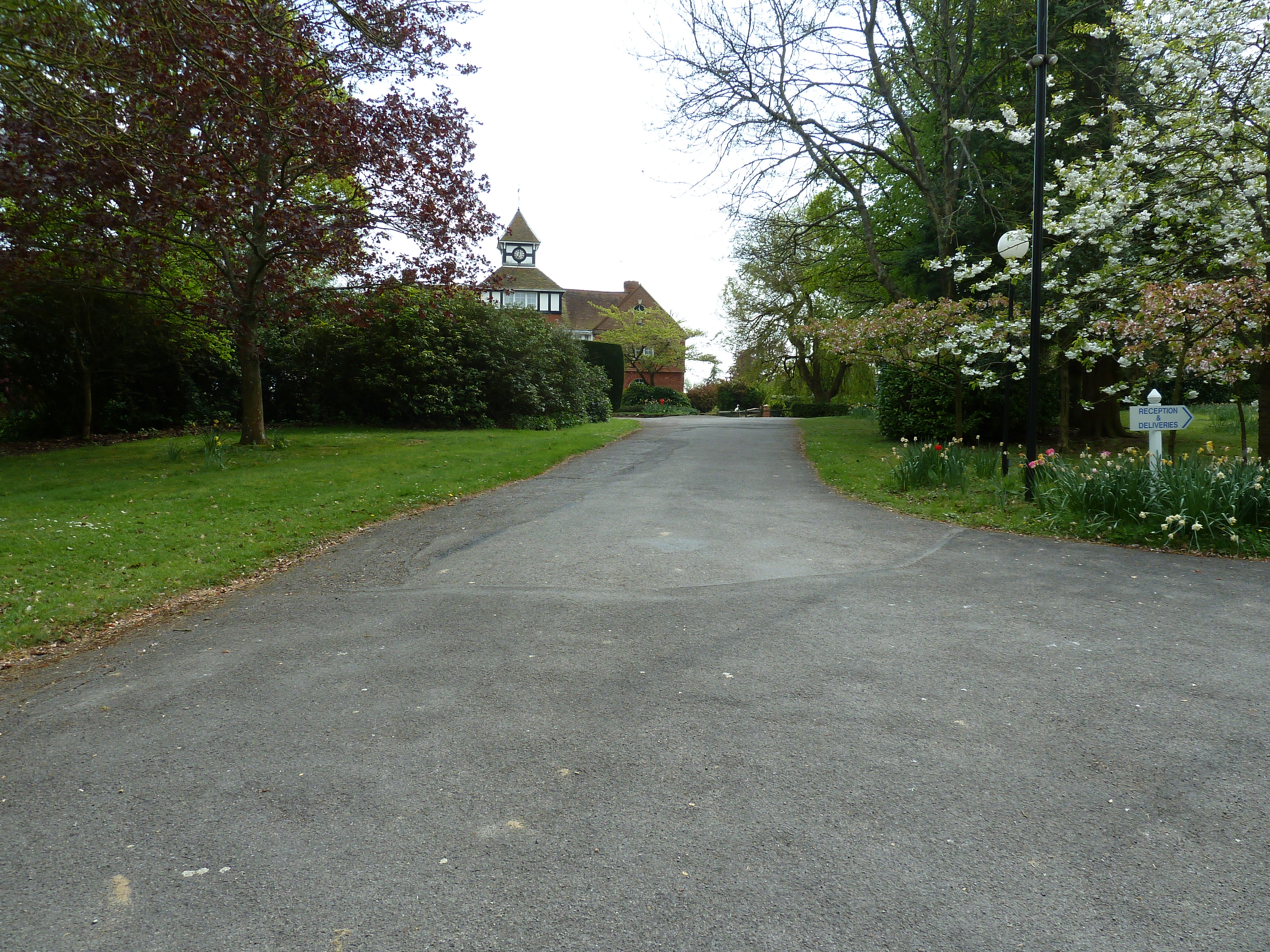
立教英国学院
Country House

- 学校法人立教女学院

創立者が同じであることから基本的な信条を同じにしている。
- 立教女学院小学校
- 立教女学院中学校・高等学校 - 2024年度から立教大学への推薦入学制度が、受け入れ総数201名となる。

- 香蘭女学校中等科・高等科 - 2025年度から立教大学への推薦入学制度が、受け入れ総数160名となる。現在は聖公会系の学校法人香蘭女学校が運営するが、立教大学と同じ経営母体が運営していた時期がある。
- 立教英国学院 - 立教大学元教授、立教高校（現・立教新座中学校・高等学校）元校長の縣康が1972年に創設。立教大学へ25名（学年の半数以上）の推薦入学枠があったが、2025年度より大学と定めた推薦条件を満たせば、人数の制限なく進学可能となった[705]。

### 旧姉妹校
- 聖ヨハネ大学（セント・ジョンズ大学） - ウィリアムズの後任である米国聖公会中国・上海主教のジョーゼフ・スケレシュースキー（英語版）が聖ヨハネ書院として設立した中国初の高等教育機関で、東方のハーバード大学と呼ばれた。
- 聖マリア女子中学 - 上海にあった米国聖公会のミッションスクール

### 関係校
立教大学はキリスト教の一派である日本聖公会に所属している。
- 聖路加国際大学
- 平安女学院中学校・高等学校
- 平安女学院大学
- 桃山学院中学校・高等学校
- 桃山学院大学
- 桃山学院教育大学
- プール学院中学校・高等学校
- 神戸国際大学附属高等学校
- 神戸国際大学
- 松蔭中学校・高等学校
- 神戸松蔭女子学院大学
- 名古屋柳城女子大学
- 名古屋柳城短期大学
- 聖十字看護専門学校
- 聖ステパノ学園小学校・中学校

## 社会との関わり

### 立教と映画
- 立教大学は、多数の映画人を輩出してきた。1970年代から1980年代にかけて、大学の一般教養科目に「映画表現論」の講義があり、映画好きの学生たちは、講師をしていた蓮實重彦（のちの東大総長）に影響を受け、一定の思想性、党派性を持った活動を行った。サークル活動としては、映画制作サークルである立教SPP（セント・ポールズ・プロダクション）やSPPから独立した自主映画制作サークル「パロディアス・ユニティ」などがあった。
一連の映画活動は、立教ヌーヴェルヴァーグともいわれ、日本映画に記憶を残す作品を発表する監督たちが多数卒業生の中から生まれている。当時の立教大学には映画関係の学部や学科がなかったにも関わらず、多くの映画人を輩出してきたのは蓮實重彦の影響力の大きさに加え、蓮實に呼応した学生たちの自主的な活動が生み出したものといえる[706]。
2006年には、新座キャンパスに現代心理学部・映像身体学科が設置され、映画・映像制作が学べる環境が整っており、気鋭の若手映画監督も生まれている。
- 1925年（大正14年）には、立教大学文学部英文学科に在学中の清水みのる（作詞家）が、「ブレーブ映画研究会」を組織し、そこに集まった映画研究生とともに、小笠原プロダクションの別流としての映画を制作し、浅草大勝館で封切の一般上映を行うなど、古くから大学では映画のサークル活動が行われ、映画制作を行う土壌があった[132]。
- 1929年（昭和4年）には、立教大学文学部に在学中の旗一兵（後のフジテレビプロデューサー、吉本興業企画課長、映画評論家）が、『立教大学文学』（立教大学雑誌部出版）に「発声映画に関する常識」と題する論評を発表するなど、戦前の文学部においても映画や演劇に関する研究が行われていた[707]。
- 昭和初期には大学で演劇の研究もなされていたことが分かっており、番匠谷英一（立教大学名誉教授）が立教大学劇研究会の会長を務めた[189]。
- 1952年（昭和27年）秋に開催された立教大学の文化祭では、フランス映画「自由を我等に」が飯島正（映画評論家）の解説で上映された[708]。

### 池袋モンパルナス
- 大学が本部を構える池袋は、大正末期から昭和初期にかけて芸術家が多く暮らし、パリのモンパルナスに因んだ「池袋モンパルナス」を形成し、大学のキャンパスも作品に描かれた。トキワ荘においても手塚治虫、寺田ヒロオ、藤子不二雄、石ノ森章太郎、赤塚不二夫をはじめ多くの漫画家たちが育った[709][710]。
現在では周辺地域で池袋モンパルナス回遊美術館が開かれ、大学でもアート作品の企画展示など行っている[711]。

### 立教大学に関連する映画、TVドラマなどの作品
- 『エノケンの青春酔虎伝』（1934 映画）
- 『資生堂 ベネフィーク グレイシィ シリーズ』（1980 CM）- カンヌ国際広告祭銅章受賞作品、出演・浅野温子、脚本・石上三登志
- 『探偵物語』（1983 映画）- 新井直美が通う大学
- 『シコふんじゃった。』（1992 映画）- 立教大学相撲部がモデル
- 『あすなろ白書』（1993 TVドラマ）
- 『ロングバケーション』（1996 TVドラマ）- 瀬名秀俊の母校、奥沢涼子の通う日本芸術大学として登場
- 『テニスの王子様』（1998-2008 漫画）- 立教中学校（現・池袋キャンパスなど）がモデル
- 『チープラブ』（1999 TVドラマ）- 琴塚七海が通う大学
- 『やまとなでしこ』（2000 TVドラマ）
- 『天才柳沢教授の生活』（2002 TVドラマ）- 柳沢教授が勤める国際文化大学として登場
- 『カミュなんて知らない』（2006 映画）
- 『輪舞曲』（2006 TVドラマ）- 風間琴美が通う大学
- 『テニスの王子様』（2006 実写映画）
- 『EXILE／道』（2007 PV）
- 『東京喰種トーキョーグール』（2017 映画）
- 『米津玄師／カナリヤ』（2020 PV）
- 『七人の秘書』（2020 TVドラマ）
- 『ウチの娘は、彼氏が出来ない!!』（2021 TVドラマ）- 水無瀬空が通う大学（新座キャンパス）
- 『声春っ!』（2021 TVドラマ）
- 『大和ハウス工業 かぞくの群像＃1「矛盾」篇 』（2021 TVCM）
- 『ガリレオ 禁断の魔術』（2022 TVドラマ）
- 『リーバイス	OUTERWEAR COLLECTION』（2022 コレクション）
- 『すずめの戸締まり』（2022 劇場版アニメ）
- 『First Love 初恋』（2022 Netflixドラマ）
- 『有吉の壁 選んだ先輩と壁を越えろ！おもしろ大学の人選手権』（2023 TV番組）
- 『富士通 FMV 神パソコン』（2023,2024 TVCM）
- 『ケイスケ ヨシダ 2024-25年秋冬コレクション』（2024 コレクション）
- 『アンサンブル』（2025 TVドラマ）
- 『私の夫と結婚して（日本版）』（2025 Amazon Prime Videoドラマ）

### 立教と避暑地リゾート
- 日本の避暑地リゾートを開拓した立教大学ゆかりの人物

日光を生涯にわたって愛したジェームズ・ガーディナー（立教学校初代校長）をはじめ、聖公会神学院の前身の一つである聖教社神学校を設立したアレクサンダー・クロフト・ショーは、軽井沢に教会（軽井沢ショー記念礼拝堂）を設立し、地域を有名にしたことから「軽井沢の父」と呼ばれ親しまれている。また、立教大学教授を務めたポール・ラッシュは、清里を開拓し、キープ協会を創設した。彼ら、立教大学ゆかりの人物たちによって、日本の避暑地リゾートが開拓されている。聖路加国際病院の基礎を造ったフランク・ハレルも、仙台の第二高等中学校（現・東北大学）で教えていた時期に、七ヶ浜町の高山外国人避暑地を開拓した。
軽井沢ショー記念礼拝堂は現存し、日光にはガーディナーが設計した日光真光教会礼拝堂やエマーソン邸（上赤門）が現存する。清里にはキープ協会により運営されている宿泊研修施設「清泉寮」とラッシュを中心に設立された清里聖アンデレ教会がある。七ヶ浜町には外国人避暑地が開かれた歴史を背景とした地域の国際化拠点である七ヶ浜国際村が避暑地近くに設けられている。

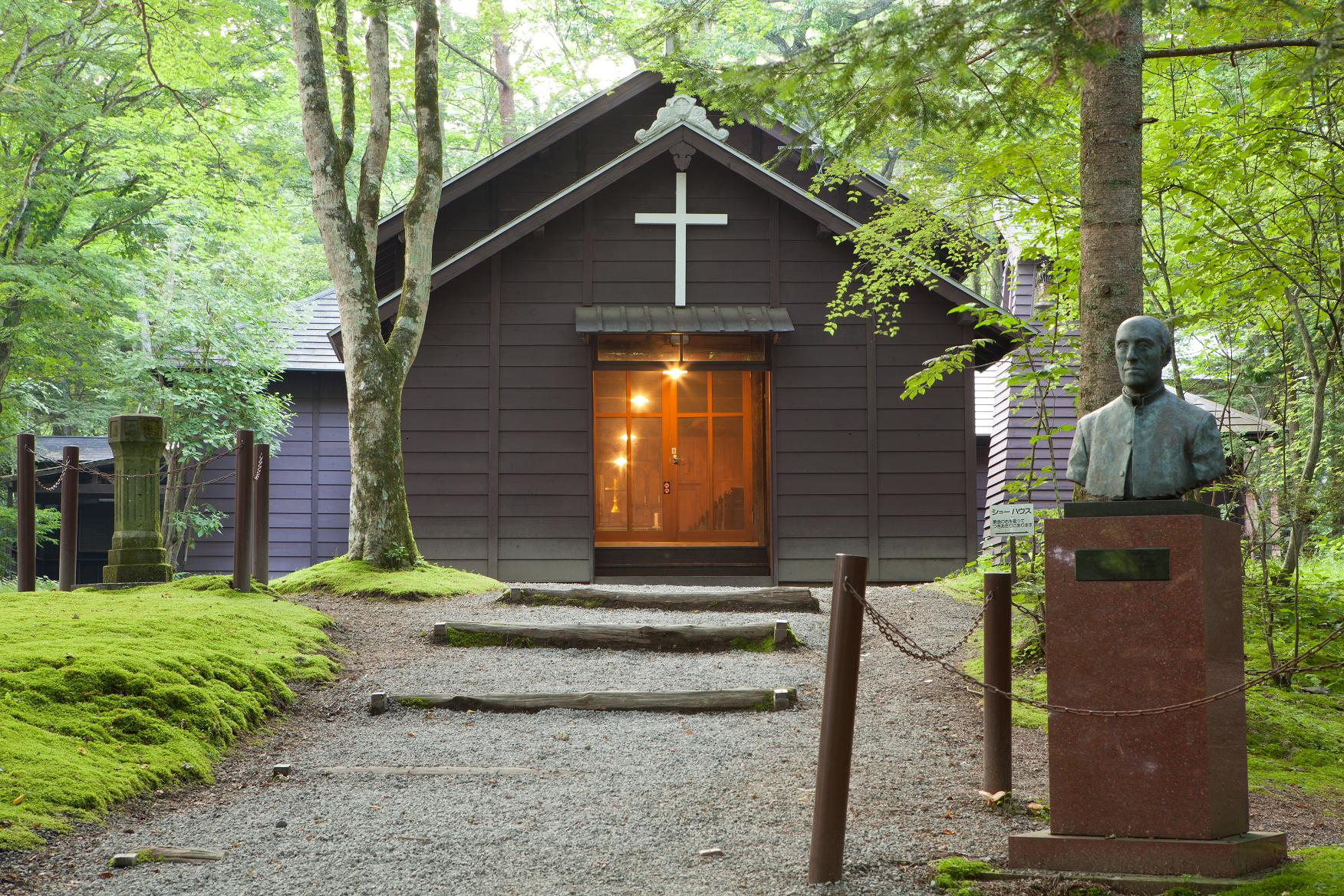
軽井沢ショー記念礼拝堂
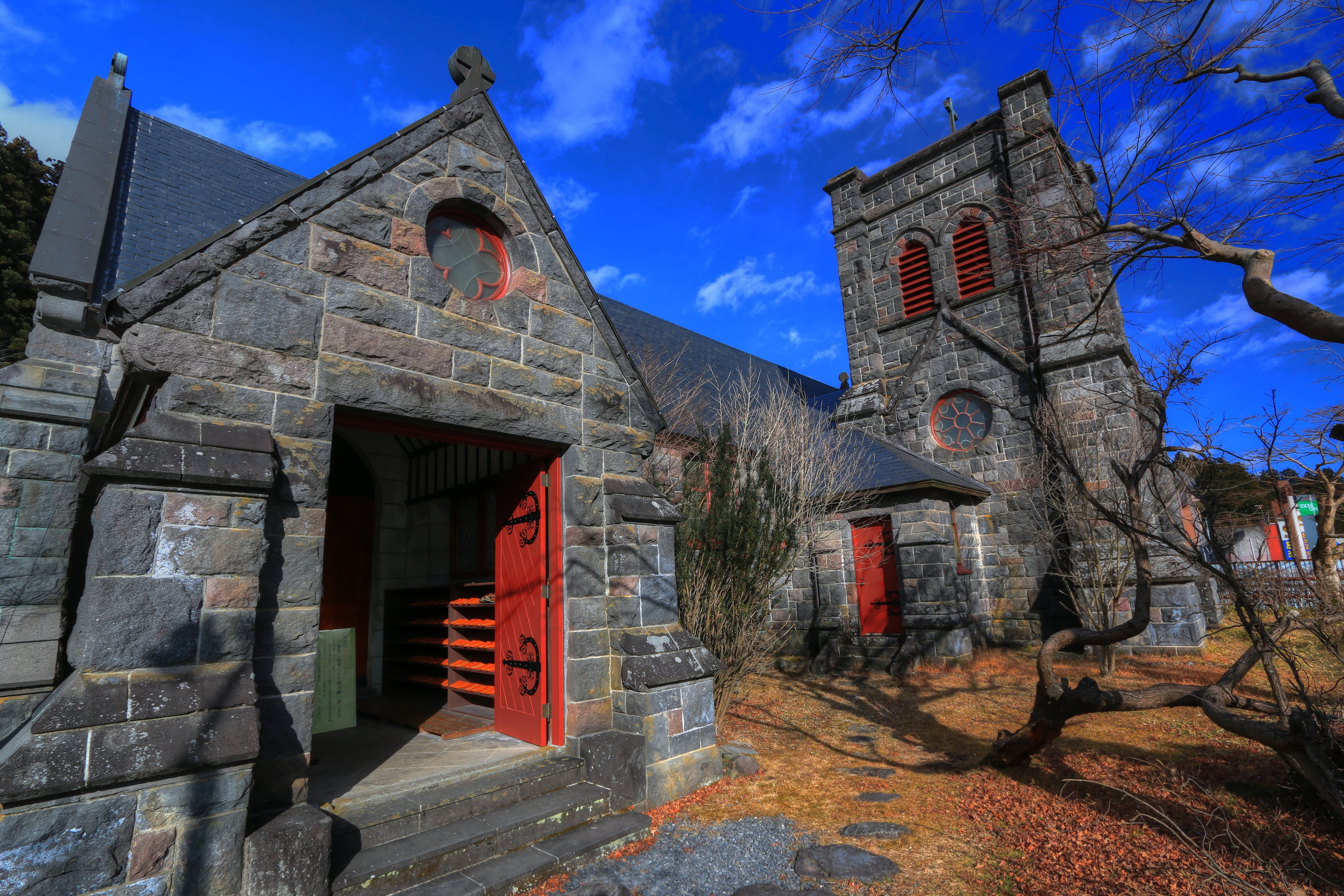
日光真光教会礼拝堂
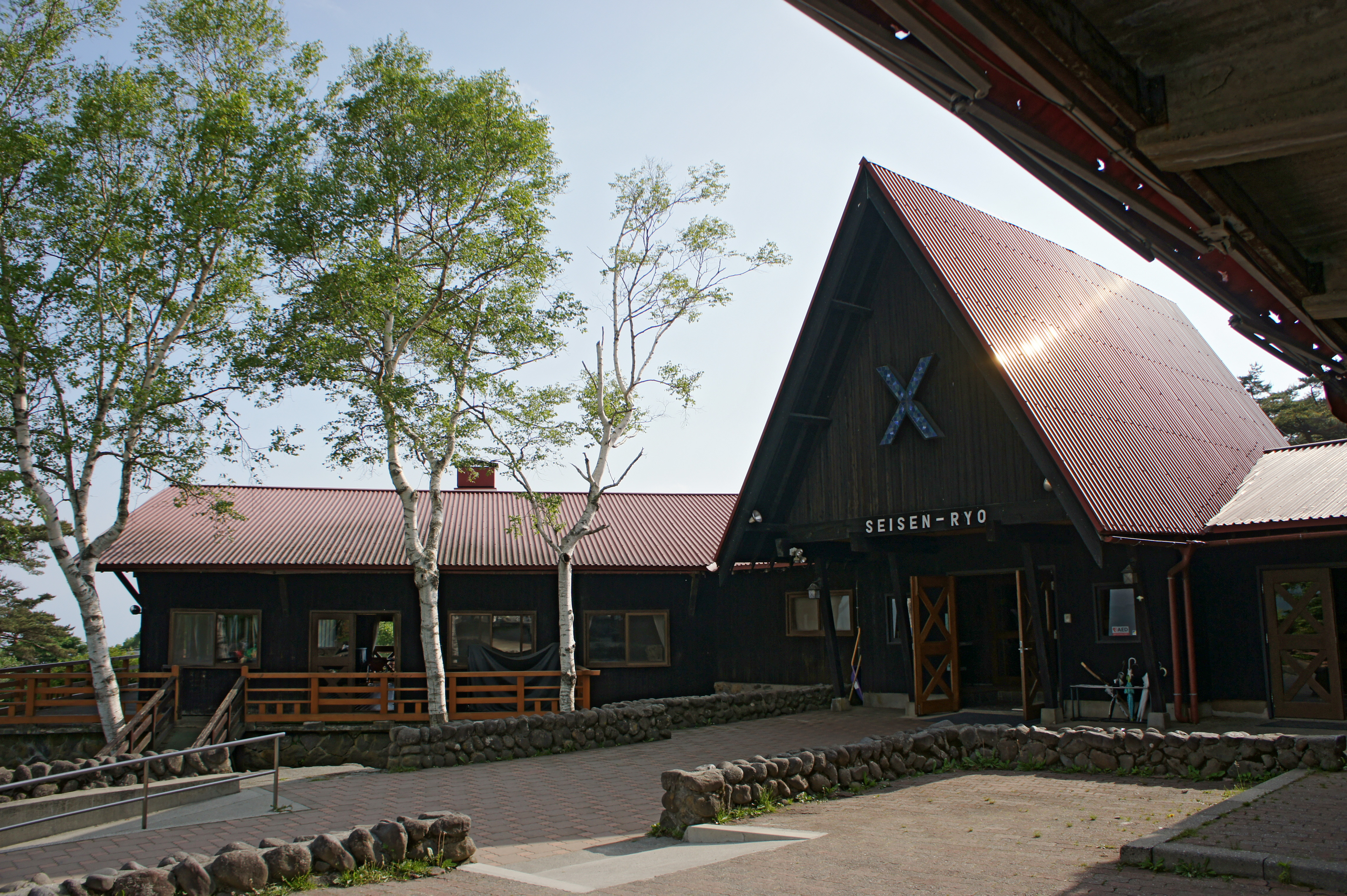
清泉寮（清里）
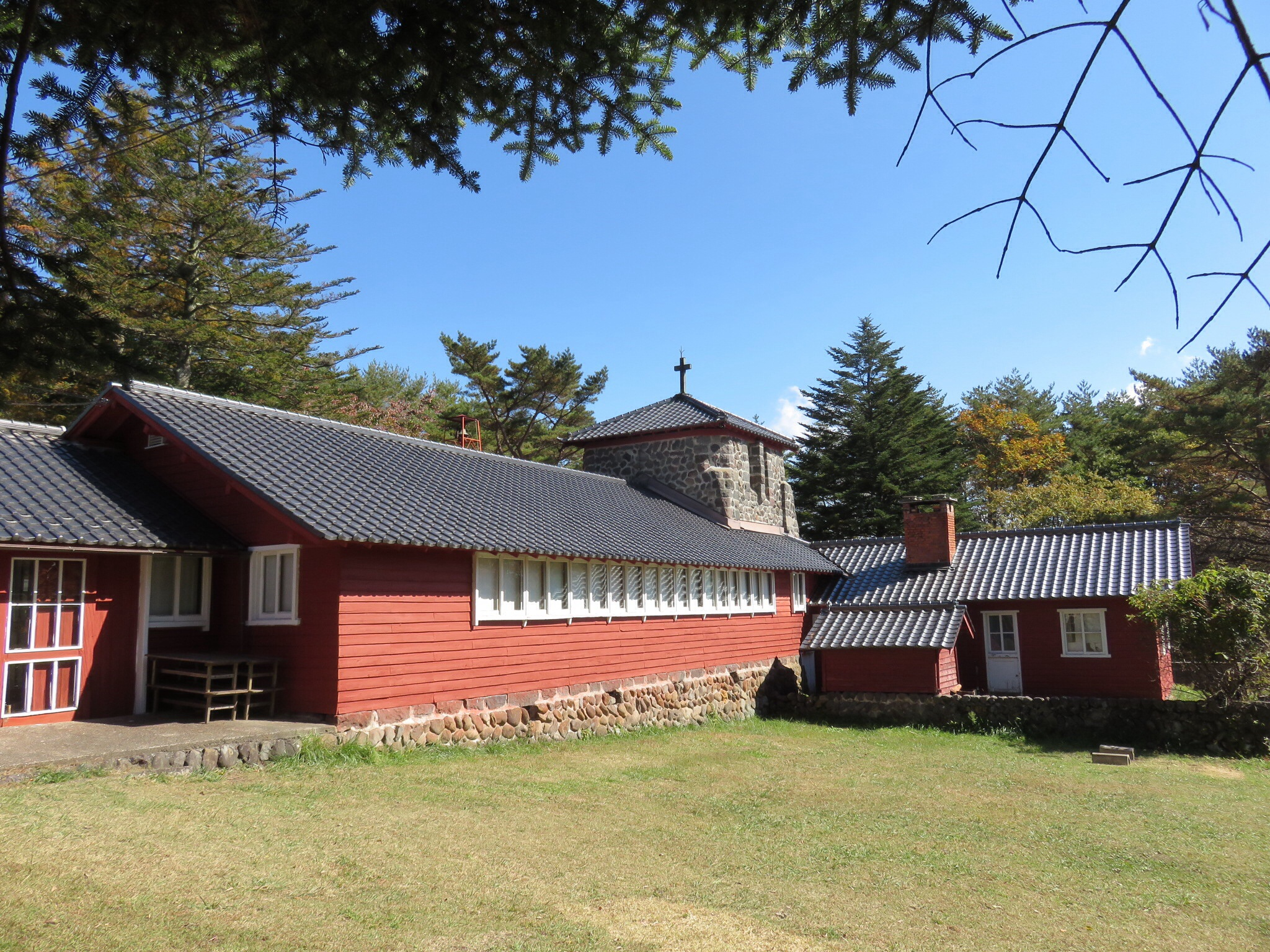
清里聖アンデレ教会
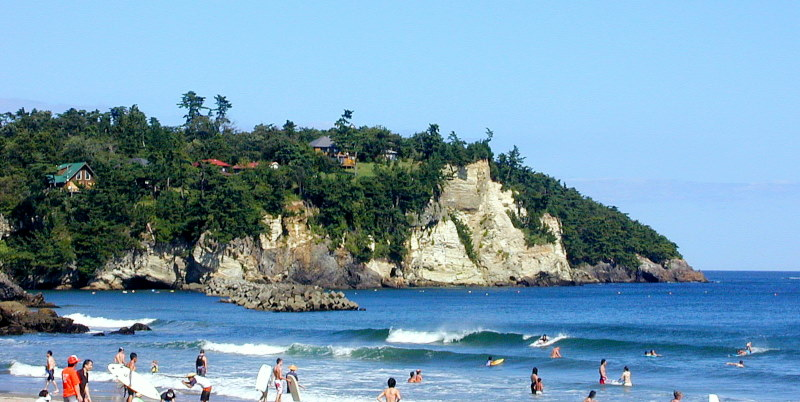
小豆浜から見た高山外国人避暑地

### 日本アルプスの父、日本アルプスの開拓者
英国聖公会の宣教師ウォルター・ウェストンは、日本の山々や上高地を世界中に紹介した登山家でもあり、「日本アルプスの父」、「日本近代登山の父」と称されている。ウェストンは、まだ登山という概念がなかった明治時代に日本人に先駆けて各地の山に登り、1894年（明治27年）には、H.J.ハミルトン（日本聖公会中部教区初代主教）、浦口文治（後の立教大学教授）とともに日本アルプス連山の初登頂に成功し、多くの山岳写真を撮影した。その体験を1896年（明治29年）に「日本アルプスの登山と探検」という本にまとめ、ロンドンで刊行し世界に紹介した。ウェストンは、英国の歴史あるパブリックスクールの名門ダービー校の卒業生で、スポーツを通じた人間教育を受けており、スポーツとしての登山の醍醐味を日本人に教えた。また、日本山岳会の設立を提唱し、ロック・クライミングを日本で初めて行った人物でもある。上高地にある彼のレリーフの前で毎年「ウェストン祭」が開かれている。

立教学院総理のヘンリー・タッカーと立教学院理事で聖路加病院院長のルドルフ・トイスラーも登山を好み、明治時代に日本アルプスの踏破を幾たびも試みた日本アルプスの開拓者として名を連ねている。1903年（明治36年）8月には、タッカーとトイスラーは槍ヶ岳に登山している。

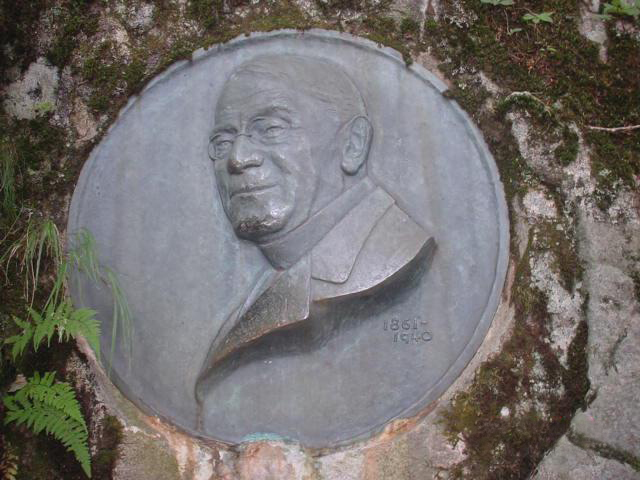
ウォルター・ウェストン碑（上高地）
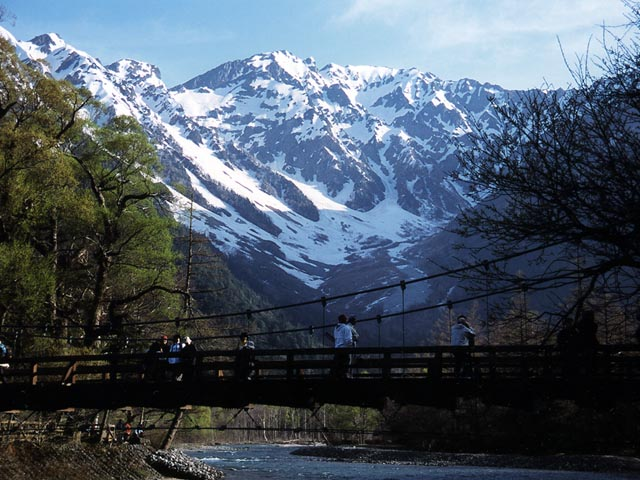
梓川と河童橋（上高地）

### 立教とクラシックホテル
現存する日本最古のリゾートホテルである日光金谷ホテルや箱根のランドマークでもある富士屋ホテルを始め、以下のとおり、日本を代表するクラシックホテルの多くで立教大学の卒業生が経営に携わり、歴史を創ってきた。2017年には、これらのホテルを含む日本のホテル黎明期に創業し、戦前・戦後を通して西洋のホテルのライフスタイルを具現化してきた9つのホテルで「日本クラシックホテルの会」が設立された。人材交流や訪日外国人へ向けた共同PRなどの連携を通じて、先人たちから創り上げてきたホテル文化を次世代へと繋ぐ取り組みを進めている。
- 日光金谷ホテル - 金谷眞一（元社長）
- 富士屋ホテル - 山口正造（元社長）、勝俣伸（社長）
- 万平ホテル - 佐藤泰春（元会長）
- 奈良ホテル - 澤村愛策（元支配人）[193]
- 東京ステーションホテル - 藤崎斉（総支配人）
- ホテルニューグランド - 青木宏一郎（総支配人）
- 蒲郡クラシックホテル - 山下智司（社長）

建物の維持状況など文化財や産業遺産指定外のため、上記の会には所属していないが、帝国ホテル（古田直弥・元支配人）や、日光南間ホテル（南間栄・元経営者）、鬼怒川温泉ホテル（金谷鮮治・元社長）などの創業が古い老舗ホテルや、伊香保温泉で創業から400年以上続く「福一」や、「ホテル木暮」などの老舗旅館・ホテルも卒業生が経営に携わっている。

### ポーター賞受賞企業

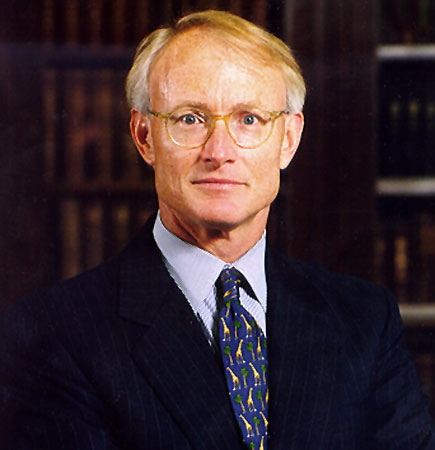
マイケル・ポーター

一橋大学大学院経営管理研究科が運営するイノベーションによって独自性ある戦略を実行し、高い収益性を達成している企業を表彰する「ポーター賞」を立教大学の卒業生が経営する企業が受賞している。ポーター賞は、ハーバード大学教授のマイケル・ポーターの名前に由来し、2001年7月に創設された。
| 受賞年度     | 企業名           | 代表者名 | 大学卒業年 |
| ------------ | ---------------- | -------- | ---------- |
| 2016年度受賞 | ピジョン株式会社 | 山下茂   | 1981年卒   |
| 2018年度受賞 | 株式会社MonotaRO | 鈴木雅哉 | 1998年卒   |

## 大学発ベンチャー

### オリシロジェノミクス株式会社
理学部生命理学科の末次正幸教授が2017年に発明した、細胞を使わずに長いDNAを効率的に合成する技術（セルフリー長鎖DNA合成技術）を実用化する目的で2018年12月に設立。大学での研究段階で既に技術開発のフェーズまで進んでおり、事業開始から1年半足らずで最初の製品がリリースされた。科学技術振興機構（JST）と新エネルギー・産業技術総合開発機構（NEDO）による「大学発ベンチャー表彰2021」では科学技術振興機構理事長賞を受賞した。2023年1月、同社をCOVID-19ワクチンを扱うバイオ医薬企業世界トップのモデルナが評価し、買収すると発表。買収金額は8500万ドル（約110億円）となった。